# Schweiz
Die Schweiz (schweizerdeutsch Schwiz, französisch Suisseⓘ [sɥis(ə)], italienisch Svizzeraⓘ [ˈzvitːsera], rätoromanisch Svizraⓘ [ˈʒviːtsrɐ] oder [ˈʒviːtsʁɐ], lateinisch Helvetia), amtlich Schweizerische Eidgenossenschaft (schweizerdeutsch Schwizerischi Eidgnosseschaft, französisch Confédération suisse, italienisch Confederazione Svizzera, rätoromanisch Confederaziun svizraⓘ, lateinisch Confoederatio Helvetica), ist ein föderalistischer, demokratischer Staat in Mitteleuropa. Er grenzt im Norden an Deutschland, im Osten an Österreich und Liechtenstein, im Süden an Italien und im Westen an Frankreich.
In der Schweiz leben 8'962'258 Menschen (31. Dezember 2023) auf 41'291 Quadratkilometern. Der Staat gehört mit 217 Einwohnern pro Quadratkilometer zu den dichter besiedelten Staaten Europas, wobei sich die Bevölkerung im Mittelland, der Beckenzone zwischen Jura und Alpen, sowie im südlichen Tessin konzentriert. Die acht grössten Städte bzw. Wirtschaftszentren sind Zürich, Genf, Basel, Lausanne, Bern, Winterthur, Luzern und St. Gallen.
Der Staat hat Anteil an drei grossen Sprachräumen: dem deutschen in der Deutschschweiz, dem französischen in der Romandie (Suisse romande, Westschweiz, Welschschweiz) und dem italienischen in der italienischen Schweiz; als viertes Sprachgebiet tritt das Rätoromanische hinzu (in Teilen des Kantons Graubünden). Deutsch, Französisch, Italienisch und Rätoromanisch sind die offiziellen Landessprachen der Schweiz, die drei erstgenannten sind die offiziellen Amtssprachen des Bundes. Um keine einzelne zu bevorzugen, lautet das Landeskennzeichen «CH», die Abkürzung der lateinischen Bezeichnung Confoederatio Helvetica.
Die Schweizerische Eidgenossenschaft ist ein Bundesstaat, der aus 26 teilsouveränen Kantonen besteht. Sitz der Regierung und des Parlaments ist die Bundesstadt Bern. Die Schweiz gilt als Willensnation; nationale Identität und der Zusammenhalt der Bürger basieren nicht auf einer gemeinsamen Sprache, ethnischen Herkunft oder Religion, sondern auf interkulturellen Faktoren wie dem Glauben an die direkte Demokratie, einem hohen Mass an lokaler und regionaler Autonomie sowie einer ausgeprägten Kultur der Kompromissbereitschaft bei der politischen Entscheidungsfindung. Für das Selbstverständnis grundlegend ist überdies die dauernde Neutralität.
Die Schweizerische Eidgenossenschaft ging aus den sogenannten Urkantonen Uri, Schwyz und Unterwalden hervor. Ihr Name leitet sich vom Kanton Schwyz bzw. von dessen gleichnamigem Hauptort her. Als inoffizielles und mythologisiertes Gründungsdokument gilt der Bundesbrief von 1291, die älteste erhaltene Bündnisurkunde. Mit dem Frieden zu Basel wurde die Schweiz 1499 faktisch aus dem Verband des Heiligen Römischen Reichs herausgelöst. Staatsrechtlich wurde ihre Unabhängigkeit im Westfälischen Frieden von 1648 anerkannt. Im 18. und 19. Jahrhundert verschifften Schweizer Unternehmen im grossen Stil afrikanische Sklaven nach Amerika. Unter dem Einfluss des revolutionären Frankreich entstand 1798 die kurzlebige, zentralstaatlich verfasste Helvetische Republik. Nach deren Ende 1803 wurde die Eidgenossenschaft wiederhergestellt, blieb jedoch bis 1813 ein französischer Vasallenstaat. Infolge des Sonderbundskriegs entstand 1848 der heutige Bundesstaat.
Das Entwicklungsprogramm der Vereinten Nationen zählt die Schweiz zu den Ländern mit sehr hoher menschlicher Entwicklung mit dem weltweit höchsten Wert des Index der menschlichen Entwicklung für das Jahr 2022. Obwohl sie nach der Staatsgrösse nur den 133. Rang belegt und nach der Anzahl der Einwohner den 100. Rang, hält sie gemessen am nominalen Bruttoinlandsprodukt den 20. Rang der grössten Volkswirtschaften der Erde.

## Geographie

Reliefkarte der Schweiz

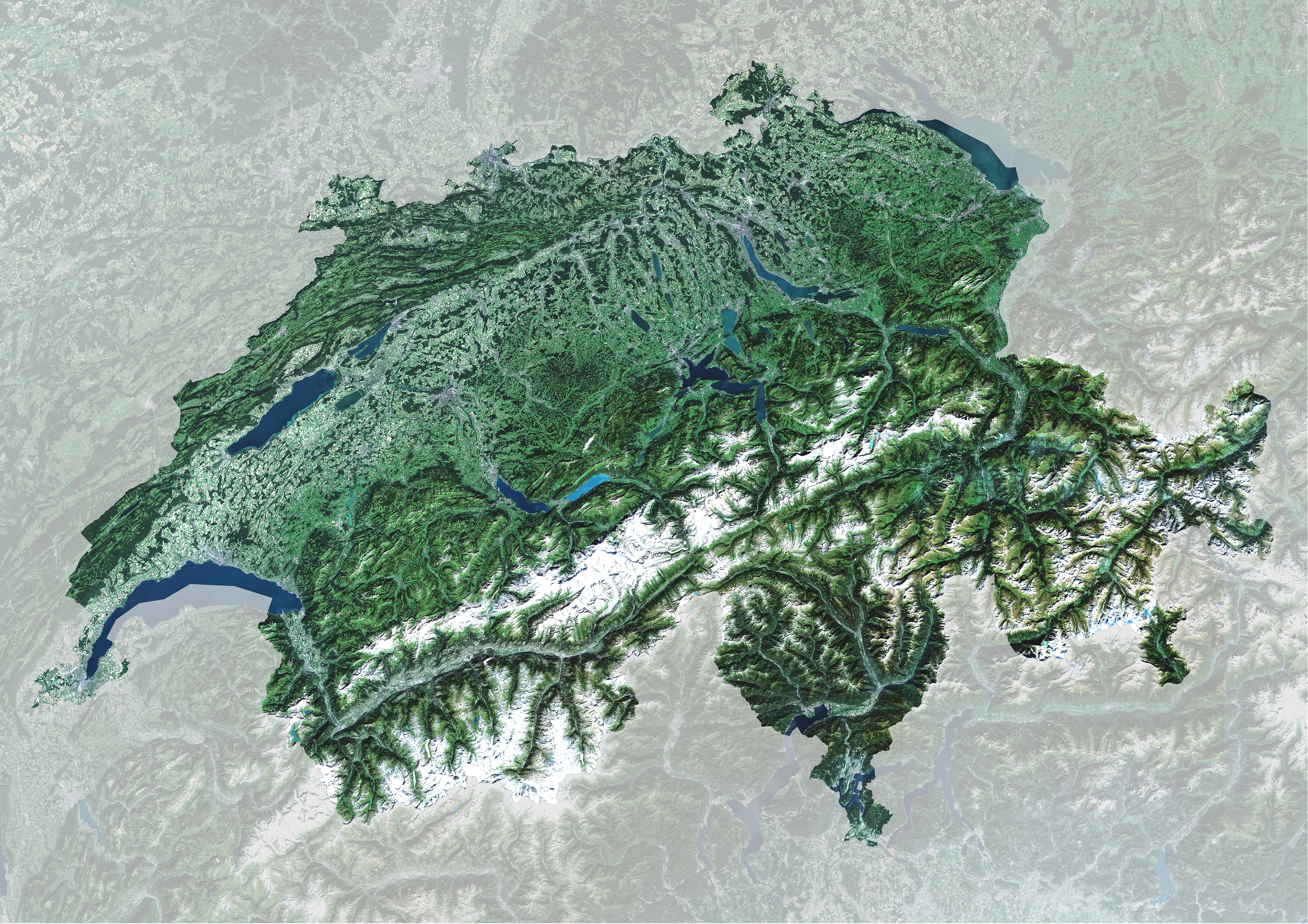
Satellitenbild der Schweiz (2016)

Der Binnenstaat Schweiz liegt zwischen dem 46. und dem 48. Breitengrad, mit den Quellgebieten von Flüssen, die in die Nordsee, das Mittelmeer und das Schwarze Meer münden. Die maximale Nord-Süd-Ausdehnung beträgt 220,1 Kilometer (von Bargen nach Chiasso), die grösste West-Ost-Ausdehnung 348,4 Kilometer (von Chancy nach Val Müstair).
Der höchste Punkt in der Schweiz ist die 4634 m ü. M. hohe Dufourspitze an der Grenze zu Italien, der tiefste Punkt ist das Ufer des Lago Maggiore auf 193 m ü. M., ebenfalls an der italienischen Grenze. Die höchstgelegene Siedlung Juf im Kanton Graubünden liegt auf 2126 m ü. M.; die tiefstgelegenen Siedlungen liegen am Lago Maggiore im Kanton Tessin auf 196 m ü. M. Der geographische Mittelpunkt der Schweiz ist im Kanton Obwalden auf der Älggi-Alp.
Die Landesgrenze der Schweiz hat eine Länge von total 1935 Kilometern. Die längste Staatsgrenze ist mit 782 Kilometern jene zu Italien im Süden (→ Grenze zwischen Italien und der Schweiz). Im Westen grenzt die Schweiz über 585 Kilometer an Frankreich (→ Grenze zwischen Frankreich und der Schweiz); im Norden an Deutschland über 347 Kilometer, die zum grössten Teil den Rhein entlangführen (→ Grenze zwischen Deutschland und der Schweiz). Im Osten grenzt die Schweiz mit 180 Kilometern an Österreich (→ Grenze zwischen Österreich und der Schweiz) und mit 41 Kilometern an das Fürstentum Liechtenstein (→ Grenze zwischen Liechtenstein und der Schweiz).
23,9 Prozent der Fläche der Schweiz sind landwirtschaftliche Nutzfläche, 13 Prozent alpwirtschaftliche Flächen. Siedlungsfläche sind 6,8 Prozent, und 25,5 Prozent – vorwiegend in den Alpen und im Jura – gelten als unproduktive Naturfläche. Rund 30,8 Prozent sind Wald und Gehölze.

### Naturräumliche Gliederung

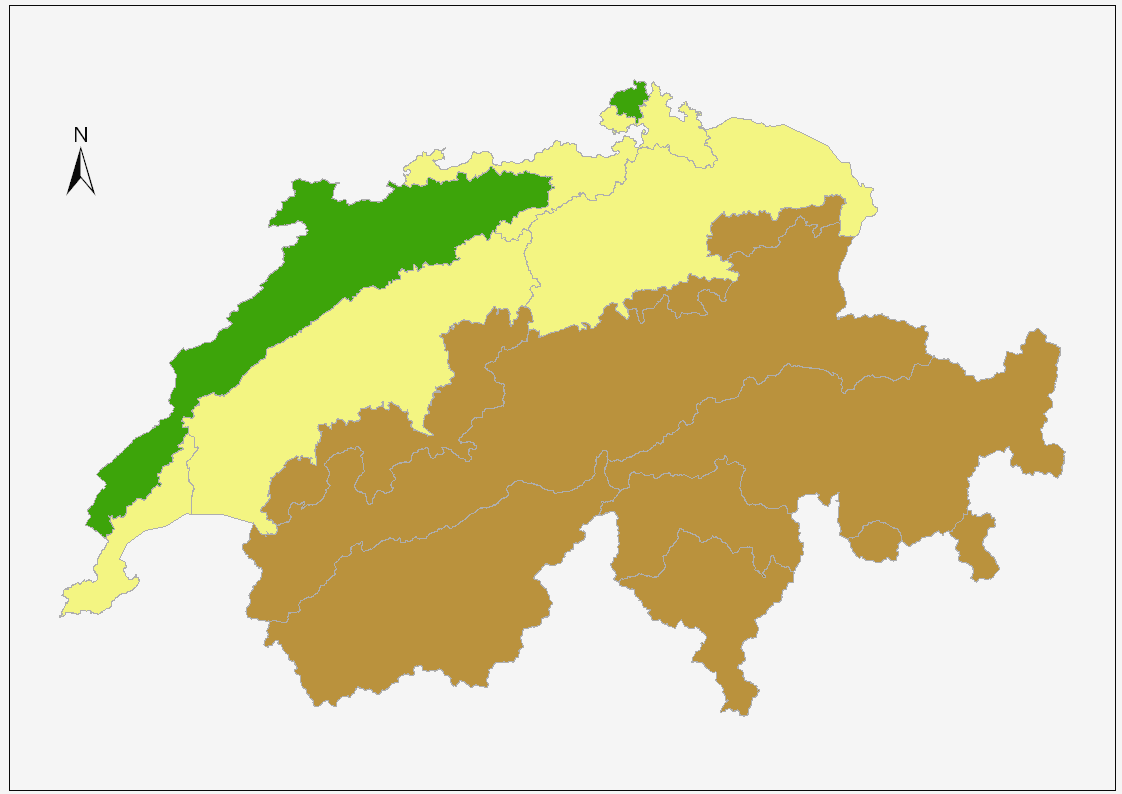
Geologische Grossregionen:
Jura
Mittelland
Alpen

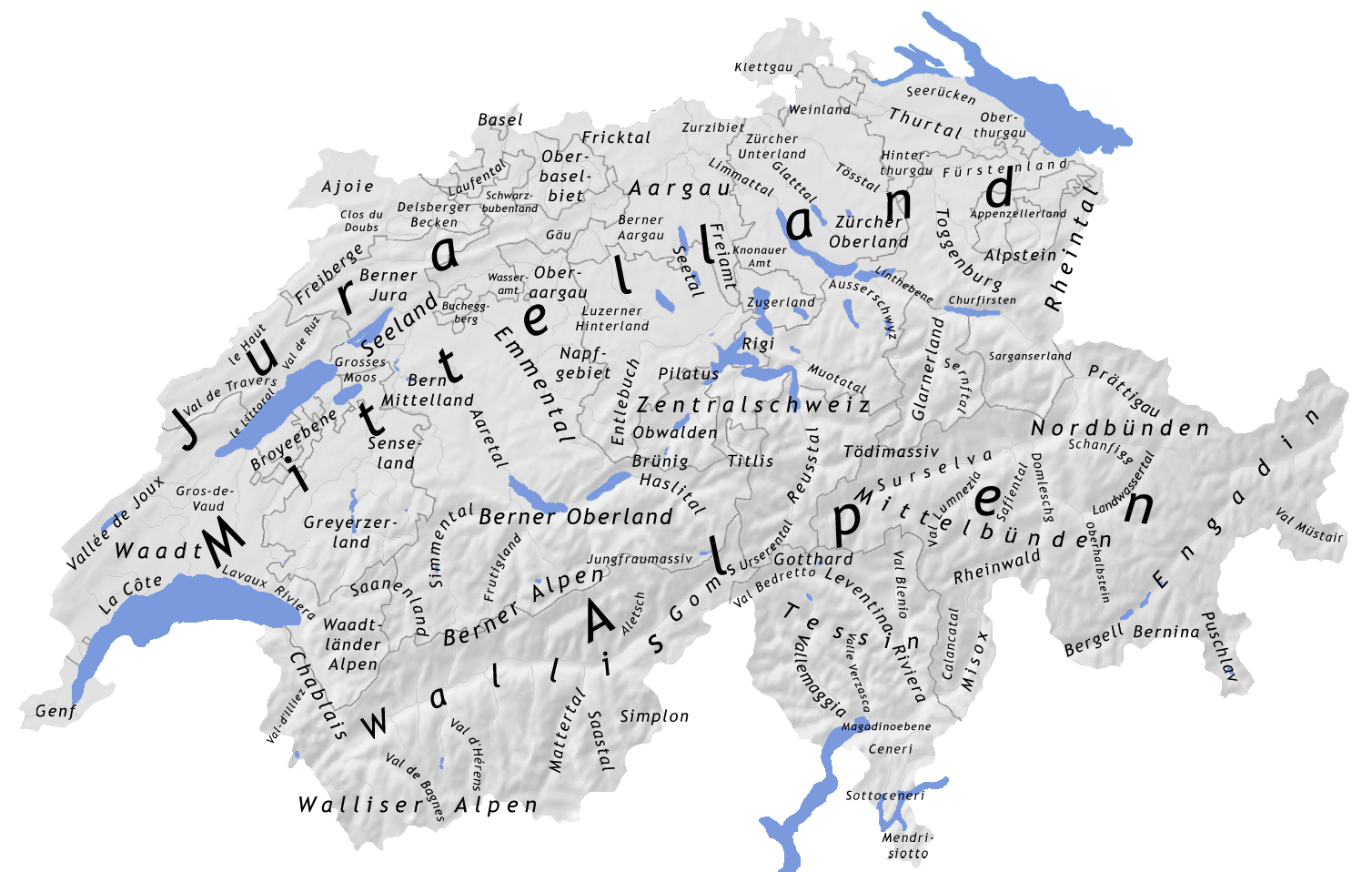
Die naturräumliche Gliederung der Schweiz

Die Schweiz lässt sich in drei landschaftliche Grossräume einteilen, die grosse Unterschiede aufweisen: den Jura, das dichtbesiedelte Mittelland sowie die Alpen mit den Voralpen. Rund 48 Prozent der Landesfläche gehören zu den Alpen im engeren Sinne, 12 Prozent zu den Voralpen. 30 Prozent werden zum Mittelland gerechnet, und der Jura nimmt die restlichen 10 Prozent der Landesfläche ein.
Das Schweizer Mittelland wird im Nordwesten und Norden geographisch wie auch geologisch durch die langgestreckten Höhenzüge des Juras abgegrenzt. Im Süden gegen die Alpen hin wird meist der an einigen Orten relativ abrupte Anstieg zu Höhen über 1500 m ü. M. als Kriterium für die Abgrenzung verwendet. Die südwestliche Grenze des Schweizer Mittellandes bildet der Genfersee, die nordöstliche der Bodensee zusammen mit dem Rhein.
Die Bevölkerungsdichte der Schweiz wird von den Ballungszentren bestimmt, die alle im Mittelland liegen, mit den beiden in der Grösse bescheidenen und dennoch wichtigen Weltstädten Zürich und Genf.
Als Voralpen werden in der Schweiz jene Gebiete bezeichnet, die den Übergang vom leicht hügeligen Schweizer Mittelland zum Gebirgsraum der Alpen markieren und sich durch ihre Erhebungen als Naherholungszone speziell während Zeiten des Hochnebels auszeichnen. Mit den Alpen beschreiben sie einen Bogen zwischen Südwesten und Nordosten der Schweiz.
Die Alpen bilden im «Herzen Europas» eine wichtige Klima- und Wasserscheide mit zusätzlichen alpinen und inneralpinen Wettereffekten, aufgrund derer in der Schweiz trotz ihrer geringen Grösse meist mehrere Wetterlagen herrschen. Im Schweizer Alpenbogen liegen bekannte Feriendestinationen für Sommer- und Wintertourismus sowie der einzige Schweizer Nationalpark. Das auch in den Alpen vorhandene Netz des öffentlichen Verkehrs in der Schweiz bekam mit der Albulalinie ein UNESCO-Welterbe, als Naturerbe gelten die Gebirgslandschaften Tektonikarena Sardona und Schweizer Alpen Jungfrau-Aletsch.
Alpensüdseite ist ein Begriff, der vor allem in Wettervorhersagen verwendet wird, da sich Wetterlage, Klima und Vegetation meist von jenen auf der Alpennordseite unterscheiden. Die Alpensüdseite umfasst den Kanton Tessin, die Bündner Südtäler Misox, Calanca, Bergell, Puschlav und Val Müstair sowie das Gebiet südlich des Simplonpasses im Kanton Wallis und gehört naturräumlich zu den Alpen.
Der Schweizer Jura kann grob im Osten und Südosten durch das Schweizer Mittelland, im Norden durch den Hochrhein, im Nordwesten durch die Burgundische Pforte eingegrenzt werden. Der Jura ist ein geologisch junges Faltengebirge mit einer Längenausdehnung von etwa 300 Kilometern und beschreibt einen grossen halbmondförmigen, nach Südosten offenen Bogen. Auf der Linie Besançon–Yverdon beträgt die grösste Breite des Gebirges rund 70 Kilometer. Bei Biel/Bienne ändern die Ketten ihre Richtung immer mehr nach Osten, das Gebirgssystem wird schmaler, und die Zahl der nebeneinanderliegenden Ketten nimmt ab. Die östlichste Jurakette, die Lägernkette, verläuft exakt in West-Ost-Richtung und endet bei Dielsdorf, wo die gebirgsbildenden Schichten unter die Molasse des Schweizer Mittellandes abtauchen.

### Geologie

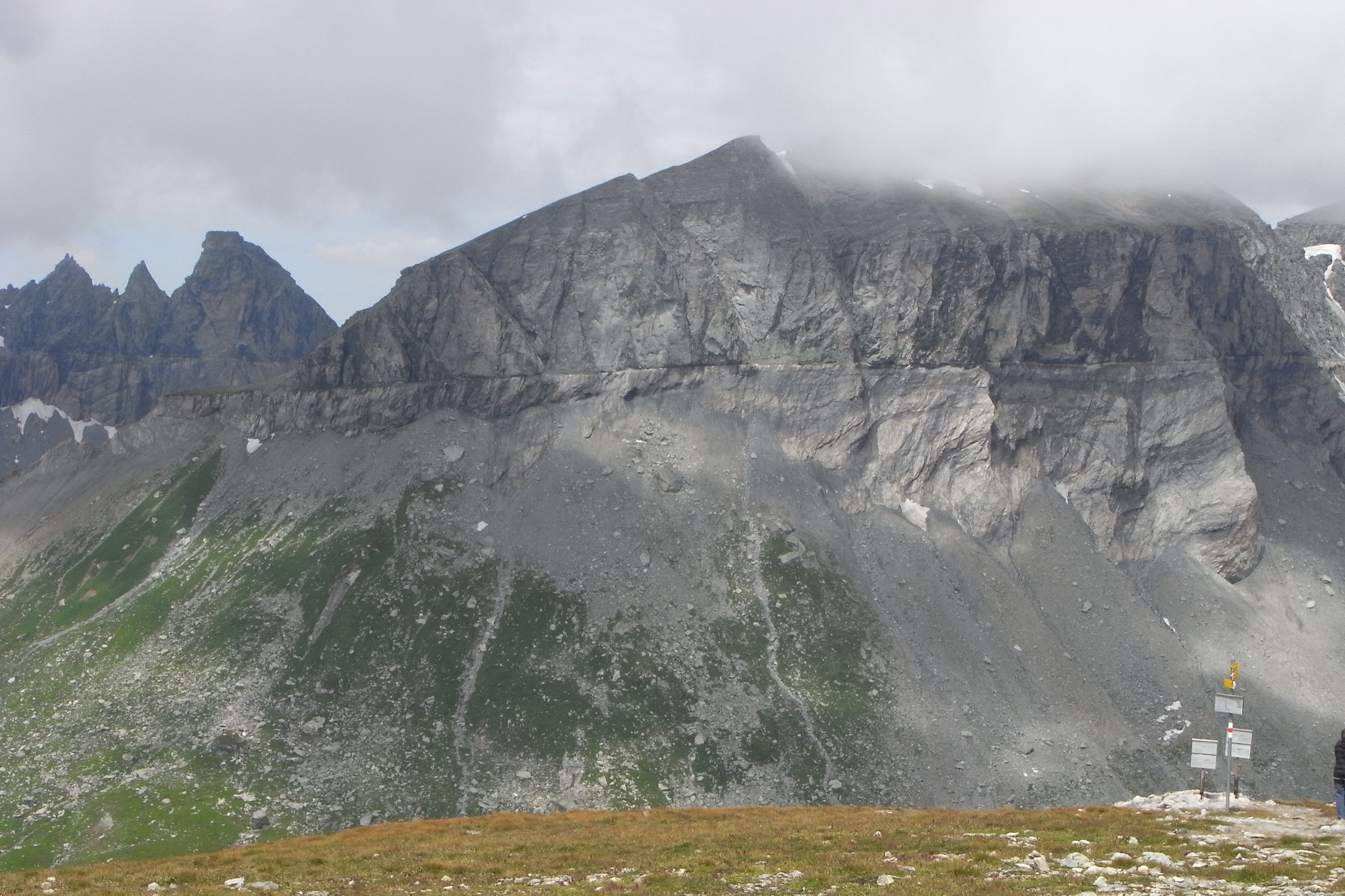
Glarner Hauptüberschiebung mit Atlas (rechts) und Tschingelhörnern (links)

Die geologische Struktur der Schweiz ist im Wesentlichen das Ergebnis einer Plattenkollision Afrikas und Europas während der letzten Jahrmillionen. Dieses Phänomen ist bei der Glarner Hauptüberschiebung, einem UNESCO-Weltnaturerbe, besonders deutlich sichtbar.
Geologisch wird die Schweiz in fünf Hauptregionen eingeteilt: Die Alpen (→ Geologie der Alpen) bestehen im Kern aus Granit, der Jura (→ Geologie des Juras) ist ein junges Faltengebirge aus Kalkstein. Zwischen dem Jura und den Alpen liegt das teils flache, teils hügelige Mittelland (→ Geologie des Mittellandes). Dazu kommen noch die Po-Ebene im südlichsten Zipfel des Tessins, dem Mendrisiotto (Mendrisio), sowie die Oberrheinische Tiefebene um Basel, die zum allergrössten Teil ausserhalb der Schweiz liegen.
Die Topographie der heutigen Schweiz wurde während der letzten zwei Millionen Jahre massgebend durch die riesigen Eismassen geprägt und gestaltet, die während der verschiedenen Eiszeiten bis weit ins Mittelland vorstiessen.
Die Schweiz weist im europäischen Vergleich eine mittlere Erdbebengefährdung auf, wobei regionale Unterschiede bestehen: Im Wallis, in Basel, im St. Galler Rheintal, in Mittelbünden, im Engadin und in der Zentralschweiz treten Erdbeben häufiger auf als in anderen Gebieten. Mit einem Erdbeben der Magnitude 6 oder grösser ist alle 60 bis 100 Jahre zu rechnen. Ein Erdbeben dieser Stärke ereignete sich letztmals im Jahr 1946 bei Siders im Wallis. Das Erdbeben, das sich am 18. Oktober 1356 bei Basel ereignete, ist das stärkste, das in historischer Zeit in Zentraleuropa dokumentiert wurde. Der Schweizerische Erdbebendienst (SED) an der ETH Zürich überwacht die Erdbebenaktivität in der Schweiz sowie im grenznahen Ausland.

### Gebirge

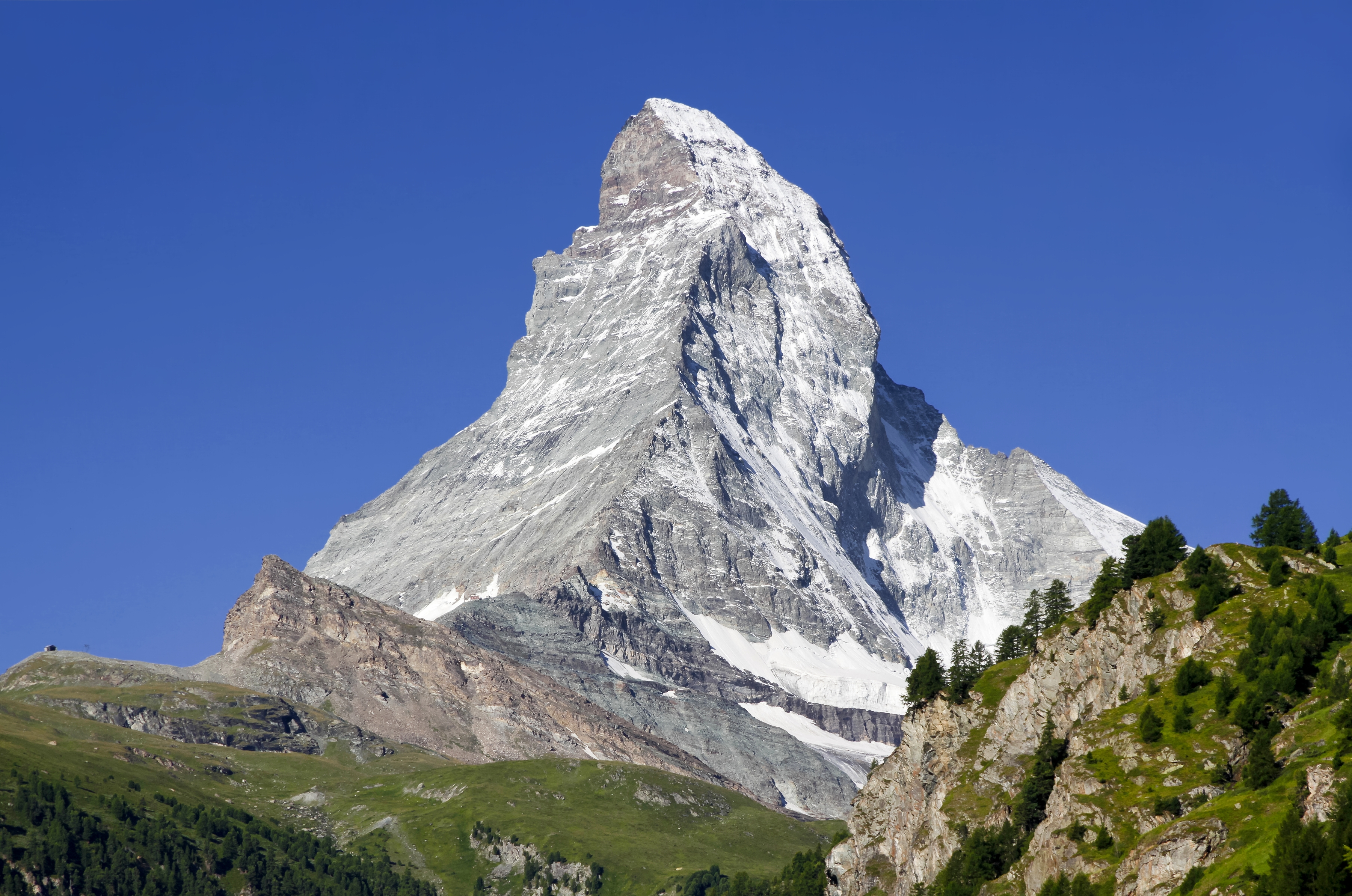
Das Matterhorn in Zermatt (VS)

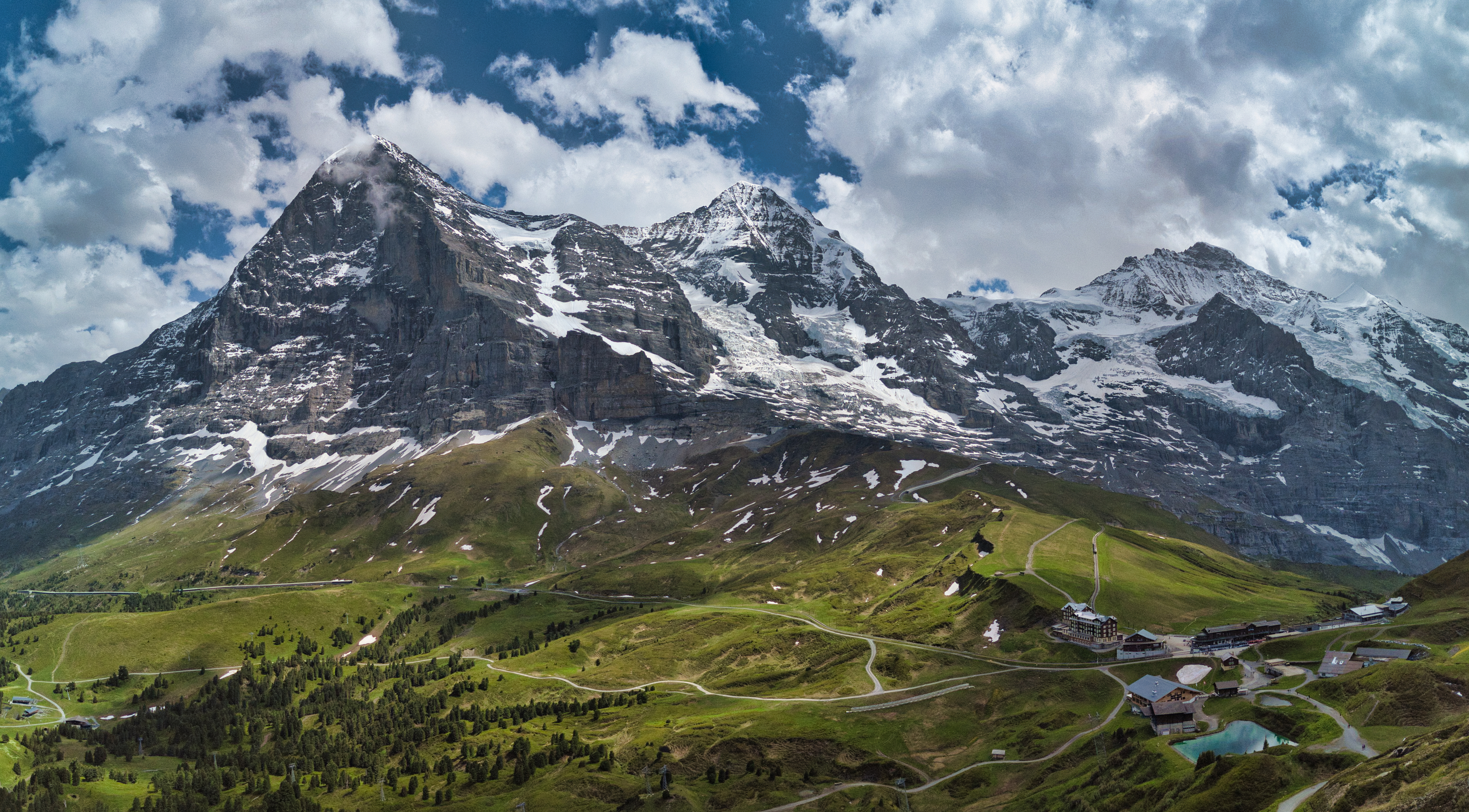
Eiger, Mönch und Jungfrau

In der Schweiz gibt es mehr als 3350 Gipfel über 2000 Meter Höhe. Die sechzehn höchsten Gipfel der Schweiz liegen alle in den Walliser Alpen. Der höchste Gipfel ist die 4634 m ü. M. hohe Dufourspitze im Monte-Rosa-Massiv, dem mächtigsten Bergmassiv der Alpen. Die Dufourspitze ist damit der höchste Punkt der Schweiz. Der höchste vollständig auf Schweizer Territorium liegende Berg ist der Dom. Er gehört zur Mischabelgruppe und ist 4546 m ü. M. hoch.
Der wohl bekannteste Berg in den Schweizer Alpen ist das 4478 m ü. M. hohe Matterhorn. Im Berner Oberland bilden der Eiger (3967 m ü. M.), der Mönch (4110 m ü. M.) und die Jungfrau (4158 m ü. M.) eine bekannte und auch vom Mittelland aus sichtbare Gruppe. Markante Punkte der Ostalpen sind der Piz Bernina (4048 m ü. M.), der östlichste Viertausender der Alpen und einzige Viertausender der Ostalpen, der Tödi sowie der Piz Kesch, weitere Berge mit mehr als 1500 Metern Prominenz.
In den Voralpen sind die Erhebungen niedriger, jedoch sind die Berge aufgrund ihrer Dominanz und Schartenhöhe nicht weniger imposant. Bekannte Berge sind der Luzerner Hausberg Pilatus (2132 m ü. M.), der Mythen (1898 m ü. M.), die Rigi (1797 m ü. M.) im Kanton Schwyz oder der Säntis (2502 m ü. M.) im Alpstein in der Ostschweiz.
Der höchste Schweizer Jura-Berg ist der Mont Tendre mit 1679 m ü. M. Weitere bedeutende Berge sind La Dôle (1677 m ü. M.), Chasseral (1607 m ü. M.), Chasseron (1607 m ü. M.) und Suchet (1588 m ü. M.). Der östlichste Ausläufer des Juras ist der Randen im Kanton Schaffhausen.

#### Gletscher

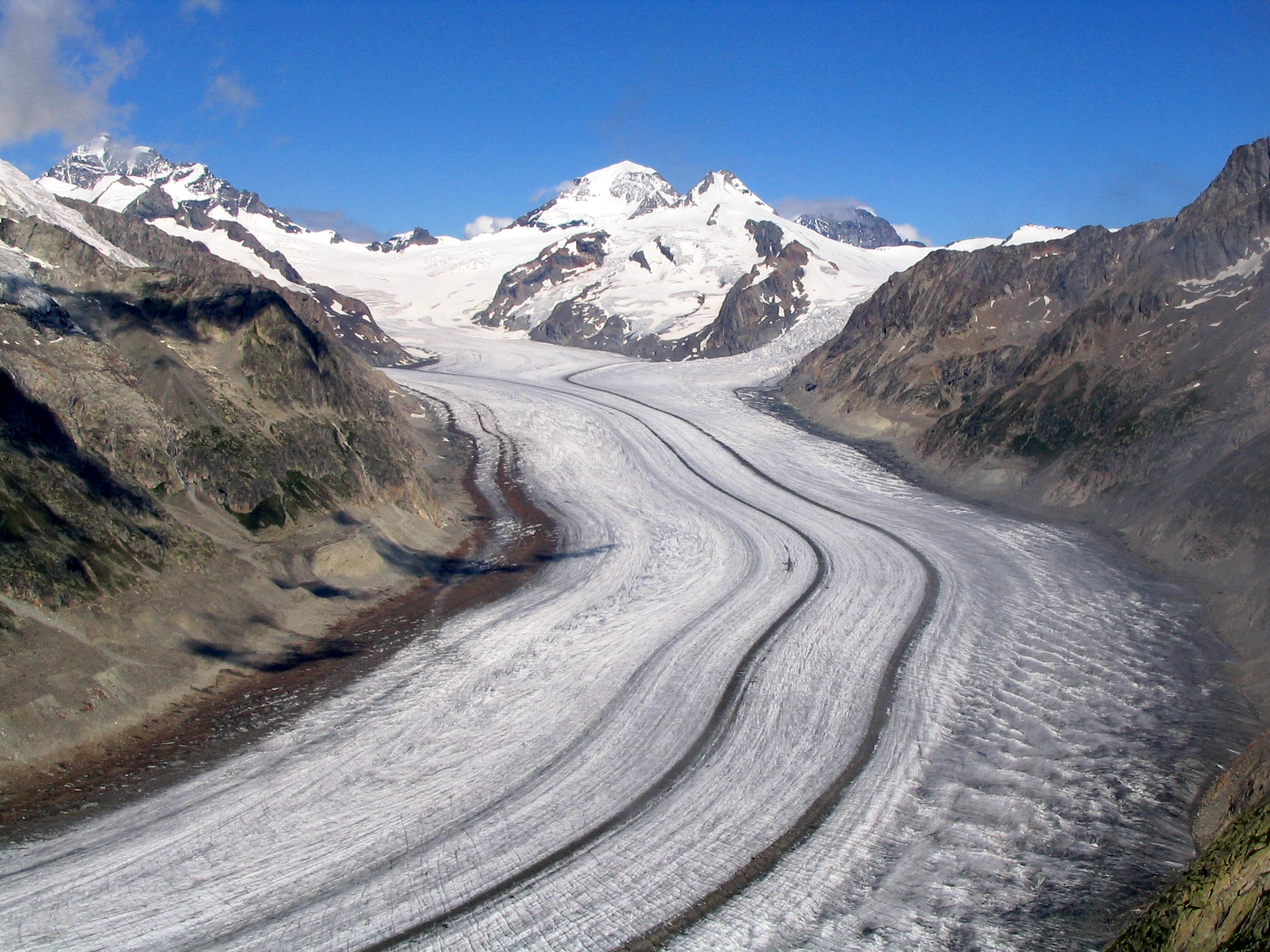
Der Grosse Aletschgletscher ist der längste Gletscher der Alpen.

Das Schweizer Hochgebirge wird massgeblich durch die vielen Gletscher geprägt. Der grösste und längste Alpen-Gletscher ist der Grosse Aletschgletscher, danach folgt der Gornergletscher (nach Fläche). Den letzten Höchststand erreichten die Schweizer Gletscher während der Kleinen Eiszeit, die von Anfang des 15. bis Mitte des 19. Jahrhunderts dauerte. Seit Mitte des 19. Jahrhunderts ist auch in der Schweiz, wie nahezu weltweit, ein deutlicher Rückgang der Gletscher zu beobachten. Dieser Gletscherschwund hat sich in den letzten Jahrzehnten noch verstärkt. Zwischen 1973 und 2010 nahm die Fläche aller Gletscher der Schweizer Alpen um 28 Prozent auf ca. 940 Quadratkilometer ab. Im Hitzesommer 2015 verloren die Gletscher im Vergleich zu den Vorjahren ein Vielfaches an Masse. Noch extremer wurde der Gletscherschwund in den Jahren 2022 und 2023, als die Masse der Gletscher in nur zwei Jahren um rund 10 Prozent zurückging.

#### Höhlen
Das Hölloch im Kanton Schwyz ist das zweitlängste Höhlensystem Europas, und der Lac Souterrain de Saint-Léonard im Kanton Wallis ist der grösste natürliche unterirdische See in Europa.

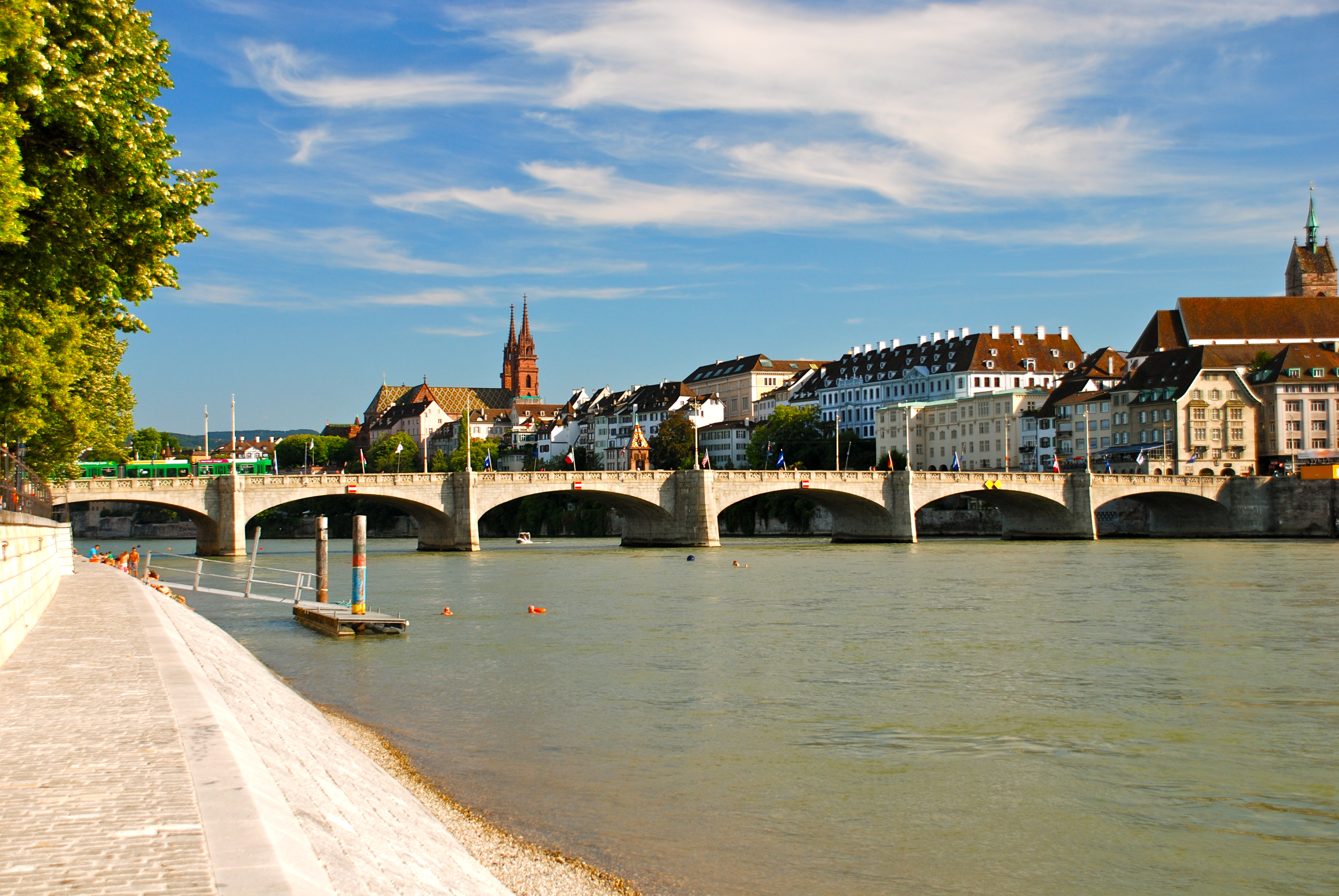
Der Rhein in Basel als Tor der Schweiz zu Europa

### Gewässer und Inseln

Europäische Flusseinzugsgebiete in der Schweiz:
Rhein (Alpenrhein, Thur, Birs)
Rhein (Aare, Reuss und Limmat)
Rhone
Po
Etsch
Donau

In der wasserreichen Schweiz entspringen im Gotthardmassiv mit dem Rhein und der Rhone zwei der längsten Flüsse Europas. Durch die Schweiz verlaufen mehrere europäische Hauptwasserscheiden: Sie trennen die Einzugsgebiete von Nordsee, Mittelmeer und Schwarzem Meer. So fliesst der Rhein mit seinen Zuflüssen in die Nordsee, die Rhone und der Ticino ins Mittelmeer, während das Wasser des Inn über die Donau ins Schwarze Meer gelangt. Eine dreifache Hauptwasserscheide findet sich auf dem Lunghinpass.
Innerhalb der Schweiz hat der Rhein mit 375 Kilometern den längsten Lauf, vor dem Rhein-Zufluss Aare mit 295 Kilometern. Die Rhone fliesst 264 Kilometer innerhalb der Schweiz, während die Reuss als viertgrösster Fluss der Schweiz 158 Kilometer Länge erreicht. Weitere prägende Flüsse sind die Saane im Westen, der Ticino im Süden, die Birs und der Doubs im Nordwesten, die Linth/Limmat und die Thur im Nordosten und der Inn im Südosten. Bei Schaffhausen bildet der Rhein den grössten Wasserfall Mitteleuropas (Rheinfall). Zeitweise bestand eine Idee, mittels eines transhelvetischen Kanals zwischen Rhein und Rhone die Nordsee und das Mittelmeer mit einer Wasserstrasse zu verbinden, dieses Projekt wurde aber nie realisiert.
Die Schweiz hat aufgrund ihrer topographischen Struktur und vor allem aufgrund der Vergletscherung während der Eiszeiten rund 1500 Seen, ein Grossteil davon sind kleinere Bergseen. Insgesamt sind ungefähr vier Prozent der Oberfläche der Schweiz von Seen bedeckt, diese Summe wird aber hauptsächlich von den grössten Seen der Schweiz bestimmt: Der grösste See der Schweiz ist der Genfersee (580,03 Quadratkilometer) an der französischen Grenze. Er liegt zu knapp 60 Prozent auf Schweizer Boden. Der an Deutschland und Österreich grenzende Bodensee ist mit 536,00 Quadratkilometern etwas kleiner (23,73 Prozent der Uferlänge auf Schweizer Boden). Der Lago Maggiore an der italienischen Grenze (19,28 Prozent auf Schweizer Territorium) bildet mit 193 m ü. M. den tiefsten Punkt der Schweiz. Die grössten vollständig in der Schweiz liegenden Seen sind der Neuenburgersee (215,20 Quadratkilometer), der Vierwaldstättersee (113,72 Quadratkilometer) und der Zürichsee (88,17 Quadratkilometer).
In den Schweizer Seen und Flüssen liegen zahlreiche grössere und kleinere Inseln. Zu den bekanntesten zählen die Isole di Brissago, die St. Petersinsel und die Ufenau.

### Klima
Nördlich der Alpen herrscht gemässigtes, meistens von atlantischen Winden geprägtes, subozeanisches Klima (nach Troll & Paffen), südlich der Alpen ist es eher mediterran. Das Klima ist regional jedoch sehr unterschiedlich, bedingt durch die geographischen Elemente.
Grundsätzlich herrscht vom Jurabogen über das Mittelland und die Voralpen im Tageslauf ein ähnliches Wetter, inneralpin und in der Südschweiz aber oft ein ganz anderes. In der Zentralschweiz, in den Alpen und im Tessin beträgt die durchschnittliche Niederschlagsmenge rund 2000 Millimeter im Jahr. Niederschlagsreichster Ort ist der Säntis (2502 m ü. M.) mit durchschnittlich 2840 mm, trockenster Ort ist Ackersand im Vispertal mit durchschnittlich 543 Millimetern im Jahr (beide Werte Normperiode 1991–2020). In der Normperiode 1961–1990 lag der Wert für Ackersand noch bei 521 Millimetern. Im Mittelland beträgt die Menge etwa 1000 bis 1500 Millimeter pro Jahr. Als einzige Region der Schweiz verzeichnet das Mittelland seit dem Jahr 1864 eine statistisch signifikante Zunahme der jährlichen Niederschlagsmengen, vor allem aufgrund der Zunahme in den Wintermonaten. Die Niederschlagsmenge in der Schweiz ist im Sommer ungefähr doppelt so hoch wie im Winter. Primär abhängig von der Höhenlage fällt im Winter viel Niederschlag als Schnee, sodass in den Alpen und den Voralpen monatelang eine geschlossene Schneedecke liegt. Vergleichsweise selten schneit es in den Regionen Genf und Basel sowie im Südtessin, hier kann es auch Winter ohne Schneedecke geben. Die grösste Schneehöhe in der Schweiz wurde mit 816 cm im April 1999 auf dem Säntis gemessen.
Die Temperaturen in der Schweiz sind primär abhängig von der Höhenlage. Zudem sind sie in der Tendenz im Westen statistisch etwas höher als im Osten (ca. 1 °C). Generell liegt in den Niederungen die Durchschnittstemperatur im Januar bei rund −1 bis +1 °C. Im wärmsten Monat, dem Juli, liegt sie bei 16 bis 19 °C. Die Jahresmitteltemperaturen betragen ungefähr 7 bis 9 °C. Der durchschnittlich wärmste Ort mit verfügbarer Messreihe ist Lugano mit einem Jahresmittel von 13 °C (Normperiode 1991–2020). Wie an fast allen Messstationen zeigt sich auch hier der Klimawandel: In der Normperiode 1961–1990 lag der Durchschnittswert noch bei 11,6 °C. Der durchschnittlich kälteste Ort ist das Jungfraujoch mit −6,7 °C (Normperiode 1991–2020). Auch hier hat die Durchschnittstemperatur seit der Normperiode 1961–1990 um 0,7 °C zugenommen. Absolute Rekorde wurden in Grono mit 41,5 °C am 11. August 2003 gemessen, beziehungsweise in La Brévine mit −41,8 °C (12. Januar 1987). Verglichen mit Orten auf gleicher Höhe im Mittelland sind die Temperaturen im Rhonetal, im Rheintal und in der Region Basel durchschnittlich ein bis zwei Grad Celsius wärmer, in der Magadinoebene im Tessin zwei bis drei Grad. Obwohl das Engadin klimatisch zur Südschweiz zählt, sind die Temperaturen dort um durchschnittlich zehn Grad Celsius kälter. Dies liegt daran, dass das Engadin ein alpines Hochtal ist. Ähnliches gilt für die Seitentäler und das Goms im Wallis.
Als Brennpunkte für Hagelniederschlag gelten die Napfregion, das Tessin und der Jura, wo jeweils zwei bis vier Hageltage pro Sommerhalbjahr erwartet werden.
Nebel ist im ganzen Mittelland zu beobachten, die Alpengebiete sind seltener betroffen. Besonders häufig ist der Nebel entlang der Aare und der nördlichen Reuss sowie im Thurgau, wo er vor allem im Herbst, im Winter und im Frühfrühling über mehrere Wochen auftreten kann. Mit Ausnahme von Hochnebel ist Nebel im Jurabogen und in der Region Basel ein vergleichsweise seltenes Phänomen. Die Nebelhäufigkeit im Schweizer Mittelland ist seit den 1970er Jahren deutlich zurückgegangen. Die Wetterstation Zürich-Kloten zum Beispiel registrierte früher regelmässig Jahre mit 50 bis 60 Nebeltagen. Heute sind es um die 40. Ursachen für den Nebelrückgang dürften in einer Umstellung der vorherrschenden Wetterlagen und in der Verbesserung der Luftreinhaltung zu finden sein.
Häufig auftretende Winde in der Schweiz sind der milde Föhn beidseits des Alpenkamms und die kalte Bise, von der die Südschweiz oft verschont wird. Die höchste je gemessene Windgeschwindigkeit ist 285 Kilometer pro Stunde (Jungfraujoch, 27. Februar 1990).
Das Bundesamt für Meteorologie und Klimatologie (MeteoSchweiz) ist der staatliche Wetterdienst der Schweiz. Weitere bekannte private Wetterdienste sind: SRF Meteo, Meteomedia und MeteoNews. In Davos ist das Institut für Schnee- und Lawinenforschung beheimatet.
Klimawandel
Die globale Erwärmung hat das Klima auch in der Schweiz verändert und die Wetterextreme, u. a. Hitzewellen und Starkregenereignisse, wurden häufiger. Die landesweite Mitteltemperatur ist seit der vorindustriellen Periode 1871–1900 mit 2,9 °C mehr als doppelt so stark angestiegen wie im weltweiten Durchschnitt. Seit 1971 nahm die Erwärmung jedes Jahrzehnt kontinuierlich zu. Die landesweit gemittelte Jahrestemperatur 2022 erreichte mit 7,4 °C (1,6 °C über der Norm 1991–2020) den bis anhin höchsten Wert seit Messbeginn 1864. Die neun wärmsten Jahre in der Schweiz wurden alle nach dem Jahr 2010 registriert, wobei 2022 das heisseste Jahr war, gefolgt von 2023, 2024, 2018 und 2020.

## Natur
In der Schweiz sind etwa 56'000 Arten von Pflanzen, Tieren und Pilzen bekannt. Darunter befinden sich ca. 45'000 Tierarten, wovon wiederum ca. 30'000 Insektenarten und ca. 99 Säugetierarten sind. Etwa 40 Prozent der Tierarten sind gefährdet, besonders Amphibien und Reptilien.
Das Schweizer Gewässernetz umfasst rund 65'300 Kilometer Fluss- und Bachläufe. Das Jedermannszutrittsrecht gestattet in der Schweiz allen Menschen, sich unter bestimmten Einschränkungen frei in der Natur zu bewegen. Auch das Sammeln von Beeren und Pilzen ist mit Einschränkungen gestattet. In einigen Kantonen darf an bestimmten Gewässern im Rahmen des Freiangelrechts unter gewissen Voraussetzungen ohne Bewilligung gefischt werden, ansonsten ist ein Patent nötig. Die Jagd ist in den nördlichen Kantonen als Revierjagd organisiert, in den meisten übrigen Kantonen als Patentjagd; siehe auch Jagdrecht (Schweiz).

### Flora und Vegetation

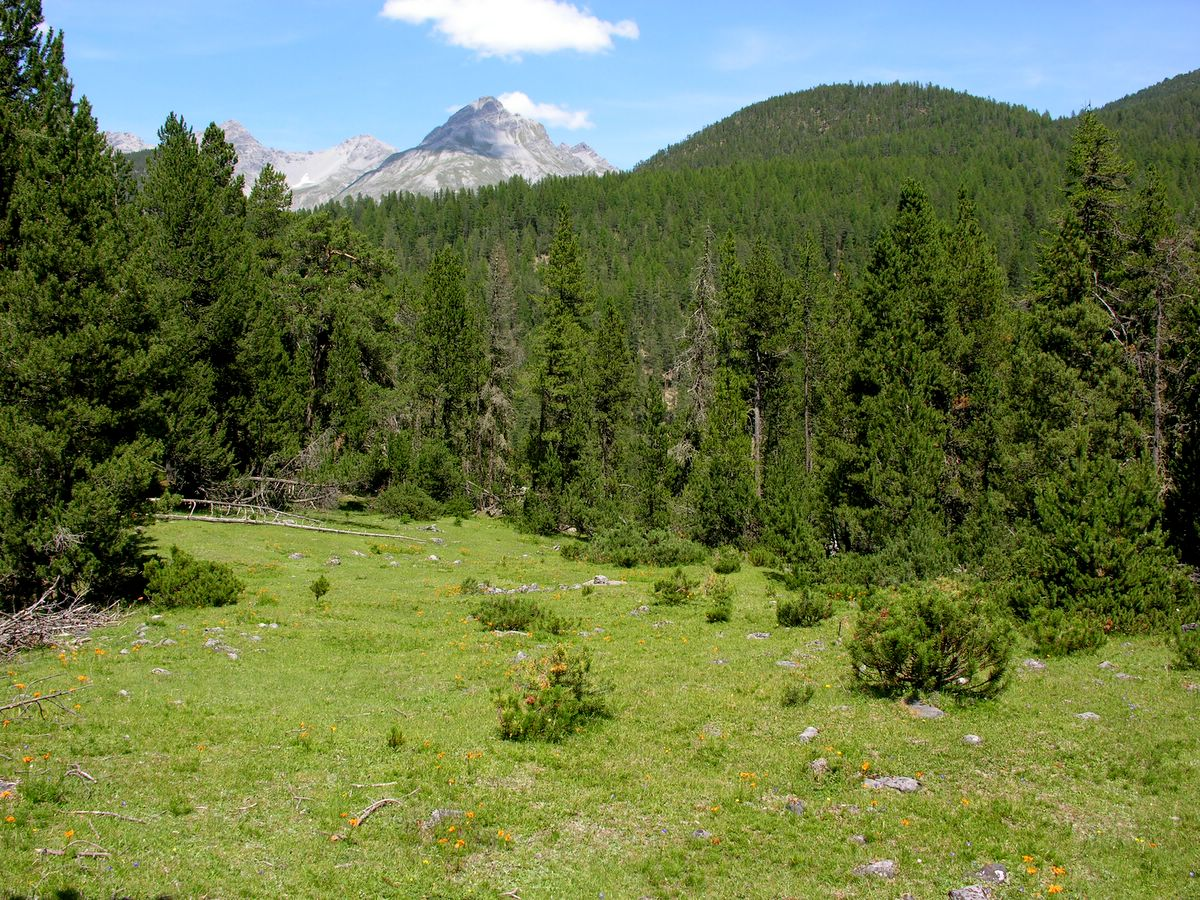
Alpine Vegetation im Schweizerischen Nationalpark in Zernez (GR)

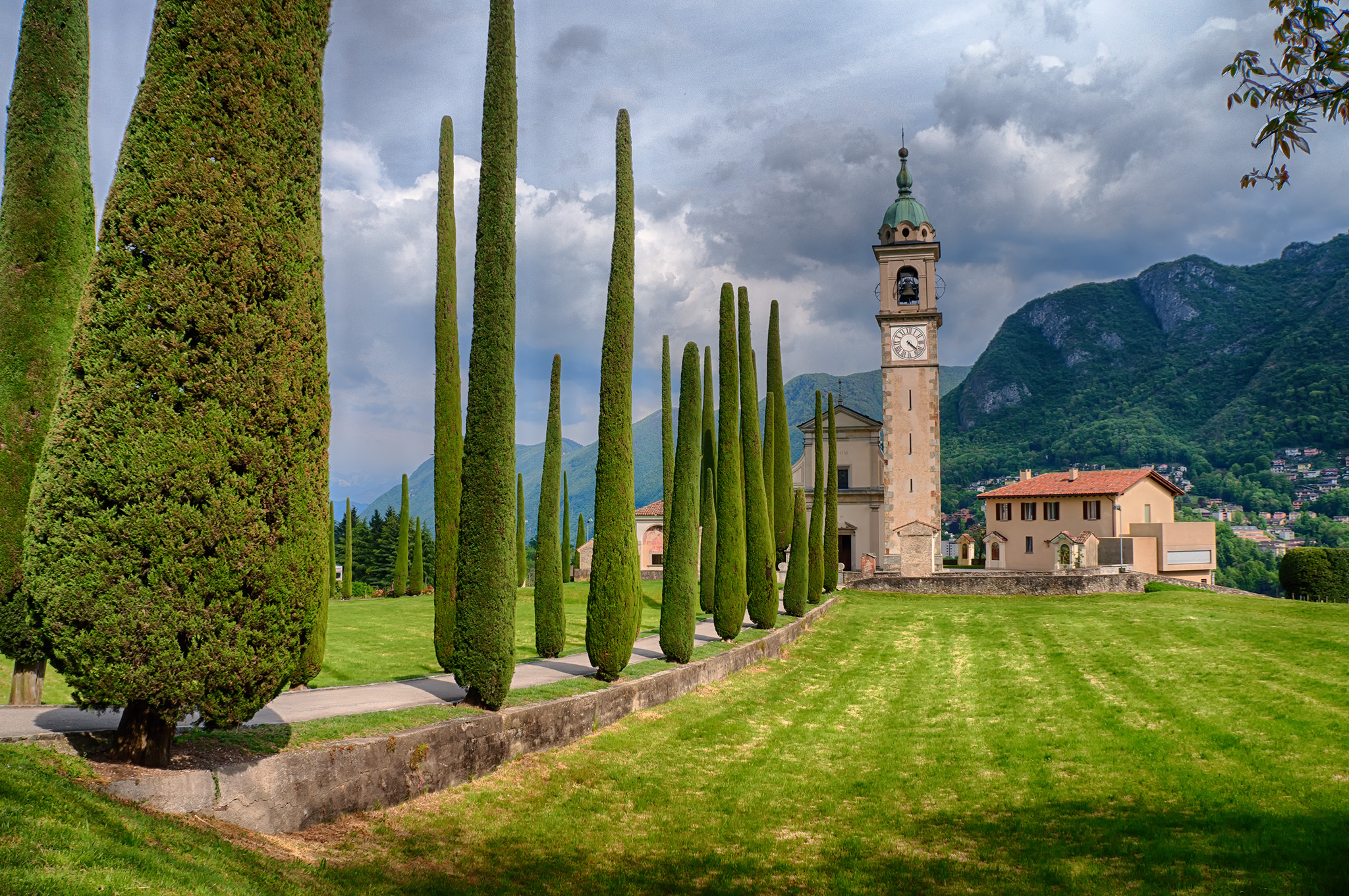
Mediterrane Vegetation in der Gemeinde Collina d’Oro (TI)

Ein Drittel der Landoberfläche der Schweiz ist bewaldet. In den Alpen dominieren Nadelhölzer (Tannen, Fichten, Lärchen und Arven). Die Wälder in den Alpen haben wichtige Funktionen als Lawinen-Bannwald und Hochwasserschutz (der Wald fängt die Regenmenge auf und gibt sie nur langsam wieder ab). Im Mittelland, im Jura und auf der Alpensüdseite unterhalb von 1000 Metern wachsen Laubmischwälder und Laubwälder. Besonders bekannte Waldgebiete in der Schweiz sind der Aletschwald, der Sihlwald und der Pfynwald sowie die alpinen Urwälder Bödmerenwald (unberührter Kernbereich ca. 150 Hektaren), der Tannenurwald von Lac de Derborence (22 Hektaren), der Fichtenwald Scatlè bei Brigels im Kanton Graubünden (9 Hektaren) sowie das Waldreservat Val Cama – Val Leggia im Misox. Der Tamangur im Unterengadin ist der höchstgelegene Arvenwald Europas. Im Tessin und im Misox gibt es als regionale Besonderheit ausgedehnte Kastanienwälder, die in früheren Zeiten eine Hauptrolle in der Ernährung der Bevölkerung spielten. Die drei grössten zusammenhängenden Wälder der Schweiz liegen in der Südschweiz sowie auf den Jurahöhen. Es sind dies Waldflächen westlich der Maggia (169 Quadratkilometer), zwischen dem Monte Tamaro und Roveredo (162 Quadratkilometer) sowie beim Col du Mollendruz bis zur Landesgrenze beim La Dôle (117 Quadratkilometer). Über 700 Pflanzenarten in der Schweiz gelten als vom Aussterben bedroht.
In den Tallagen des Tessins sowie vereinzelt im Mittelland wachsen als Zierpflanzen einige Palmenarten, beispielsweise die Zwergpalme oder die Chinesische Hanfpalme. Letztere Palmenart verwilderte, und da sie einheimisches Gehölz bedrängt, wird sie als invasiver Neophyt auf der Schwarzen Liste invasiver Neophyten aufgeführt.

### Fauna
Die Fauna in der Schweiz beinhaltet circa 99 Säugetierarten in freier Wildbahn, davon ist der grösste Teil den Fledermäusen und anderen Kleinsäugern zuzuordnen. Alle grossen Raubtiere sind in den letzten hundert Jahren aus der Schweiz verschwunden. Die Wichtigkeit von Räubern in einem gesunden Ökosystem wurde erkannt, und Luchs, Wolf und Bär wurden unter Schutz gestellt. Der Luchs wurde wieder in die Schweiz eingeführt. Der Wolf ist selbständig von Italien und Frankreich her eingewandert. Ein Rudel lebt z. B. in der Region des Piz Beverin. Im Südosten Graubündens sind seit 2005 zudem vereinzelt von Italien herkommende Braunbären, die seit 1910 durch die Jagd verschwunden waren, auf Schweizer Territorium anzutreffen, ohne dass sich jedoch bis anhin eine Population bilden konnte. Am häufigsten zu beobachten ist der Rotfuchs. Er fühlt sich auch in den Schweizer Städten wohl. Dachse bewohnen oft mit Füchsen zusammen dieselbe Wohnhöhle, weshalb sie stark unter der Verfolgung des Fuchses litten. Als weitere Baubewohner gibt es in einigen Alpenregionen Murmeltiere. Neben dem Luchs gibt es in der Schweiz vereinzelte Populationen von Wildkatzen im Jura. 1952 wurde der nach dem Fischereigesetz von 1888 zur Ausrottung bestimmte Fischotter unter Schutz gestellt. Dennoch ist er bis 1990 aus der Schweiz verschwunden, letzte Spuren fanden sich 1989 am Neuenburgersee. Hauptgrund für das Aussterben war wohl der Zustand der Gewässer und die dadurch reduzierten Fischbestände. Seit 2009 wurde er wieder vereinzelt gesichtet. Oft in Siedlungen anzutreffen ist der Steinmarder. Sein Verwandter, der Baummarder, ist eher selten und hält Abstand zu Menschen. Der erste Goldschakal wurde 2011 gesichtet.

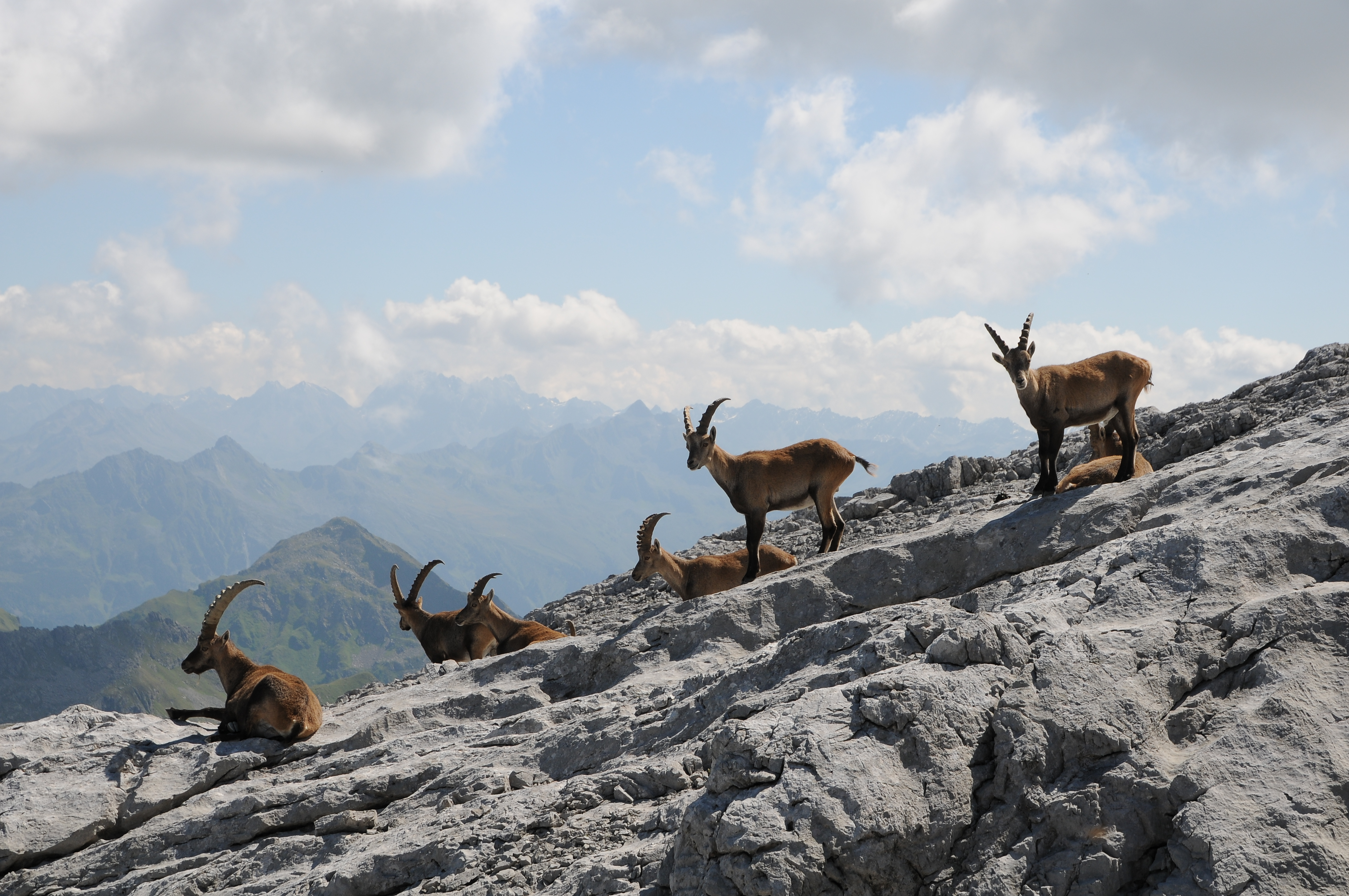
Alpensteinböcke im Rätikon

Bei den Huftieren sind ebenfalls verschiedene Arten aus der Schweiz verschwunden, so zum Beispiel der Wisent und der Elch. Einige ausgerottete Arten wie der Alpensteinbock  wurden mittlerweile wieder angesiedelt; er bevölkert das Hochgebirge der Alpen. Im Unterwallis gibt es zwei Kolonien von Europäischen Mufflons, die aus Frankreich eingewandert sind. Die Gämse ist in den höher gelegenen Regionen der Alpen sowie des Juras sehr häufig. Grösste Hirschart ist momentan der Rothirsch. Kleinste einheimische Hirschart ist das Reh. Das Reh ist auch die häufigste Hirschart und besiedelt Mittelland und Jura. Im zürcherisch-schaffhausischen Grenzgebiet beim Rafzerfeld kommt der Sikahirsch vor. In den Wirren des Zweiten Weltkrieges entkamen einige Tiere aus süddeutschen Gehegen und besiedelten von dort aus die Schweiz. Ebenfalls recht häufig in einigen Gebieten der Nordschweiz ist das Wildschwein. Von den Nagetieren wurde der Biber wieder eingeführt. Im September 2023 wurde im Naturpark Thal im Kanton Solothurn eine Testherde von Wisenten in betreuter Halbfreiheit ausgesetzt.
In der Schweiz leben zahlreiche Vogelarten. Die Schweizer Seen und Flüsse sind wichtige Rast- und Überwinterungsgebiete für Wasservögel. So überwintern jährlich mehrere Tausend Reiher-, Tafel- und Kolbenenten sowie Blesshühner, Gänsesäger und Haubentaucher in der Schweiz. Von den Greifvögeln sind vor allem der Turmfalke und der Mäusebussard sehr häufig. Aber auch Rot- und Schwarzmilane kommen regelmässig vor. Der Steinadler besiedelt erneut den gesamten Alpenraum. Auch die Bestände von Habicht und Sperber haben sich erholt und sind stabil. Der ausgerottete Bartgeier wurde im Schweizerischen Nationalpark ausgesetzt; 2007 brüteten drei Paare erstmals in der Schweiz.
Von den Raufusshühnern besiedeln Haselhuhn, Alpenschneehuhn, Birkhuhn und Auerhuhn die Schweizer Alpen sowie zum Teil den Jurabogen. Die Bestände des Auerhuhns sind jedoch aufgrund des Alpentourismus sowie der Intensivierung der Forstwirtschaft stark gefährdet. So ist das Auerhuhn bereits aus vielen Gebieten der Voralpen und des nördlichen Juras verschwunden. Naturschutzorganisationen bemühen sich jedoch intensiv um die Erhaltung der Art. Das Steinhuhn besiedelt die Gebiete im Bereich der Waldgrenze. Stark vom Aussterben bedroht sind das Rebhuhn, der Wachtelkönig sowie der Grosse Brachvogel.
In der Schweiz leben Eulenarten wie der Waldkauz, die Waldohreule, der Uhu, der Sperlingskauz sowie Raufusskauz und Schleiereule. In den alten Bergwäldern leben viele Spechtarten. Singvögel sind in der Schweiz zahlreich vertreten. Durch die Ausdehnung des Siedlungsraumes, die Intensivierung der Landwirtschaft auch in immer höheren Bergregionen sowie den Wintertourismus sind viele Vogelarten in der Schweiz gefährdet. Insgesamt stehen knapp 40 Prozent der Vogelarten in der Schweiz auf der Roten Liste der gefährdeten Arten. Bei Uhus und Weissstörchen ist der Stromschlag, laut Daniela Heynen von der Vogelwarte Sempach, eine der häufigsten bekannten Todesursachen (vgl. Vogelschlag).
An Reptilien sind vor allem viele Schlangenarten zu nennen, die sich in den sonnigen Südtälern der Alpen wohl fühlen, wie die Aspisviper. In den Hochlagen der Alpen und des Juras lebt zudem die Kreuzotter. Weitaus häufiger und weiter verbreitet sind jedoch ungiftige Schlangen wie die Ringelnatter und die Würfelnatter. Stark verbreitet sind verschiedene Eidechsenarten. Als einzige einheimische Schildkrötenart ist die Europäische Sumpfschildkröte anzutreffen.
Amphibien sind in der Schweiz weit verbreitet. Häufig sind etwa der Grasfrosch, die Erdkröte und der Bergmolch. Deutlich seltener sind hingegen der Laubfrosch, die Geburtshelferkröte und der Alpen-Kammmolch. Das typischste Wirbeltier der Schweiz ist der Alpensalamander – dessen grösste Populationen und das Zentrum seiner Verbreitung sind die Schweizer Alpen.
In den Schweizer Gewässern gibt es etwa 65 einheimische Fischarten und Unterarten, davon eine einmalige Vielfalt an Felchen. Zusätzlich kommen etwa 20 eingeführte Fischarten hinzu. Zudem gibt es vier einheimische Krebsarten (Edelkrebs, Italienischer Dohlenkrebs, Dohlenkrebs, Steinkrebs) und vier eingeführte Krebsarten. Seit dem 19. Jahrhundert werden die Fischbestände auch durch Besatzmassnahmen künstlich erneuert, insbesondere seit den 1980er Jahren. Pro Jahr werden mehrere Hundert Millionen Jungfische ausgesetzt.
Den grössten Teil aller Tierarten machen mit etwa einem Viertel die Insekten aus.
Wie bei den Pflanzen nimmt die biologische Invasion auch bei Tieren zu. Zu den invasiven gebietsfremden Arten zählen u. a.:
- Quaggamuschel
- Japankäfer
- Tigermücke
- Asiatische Hornisse
- Rotwangen-Schmuckschildkröte
- Waschbär
- Schwarzmeergrundel

### Naturschutz

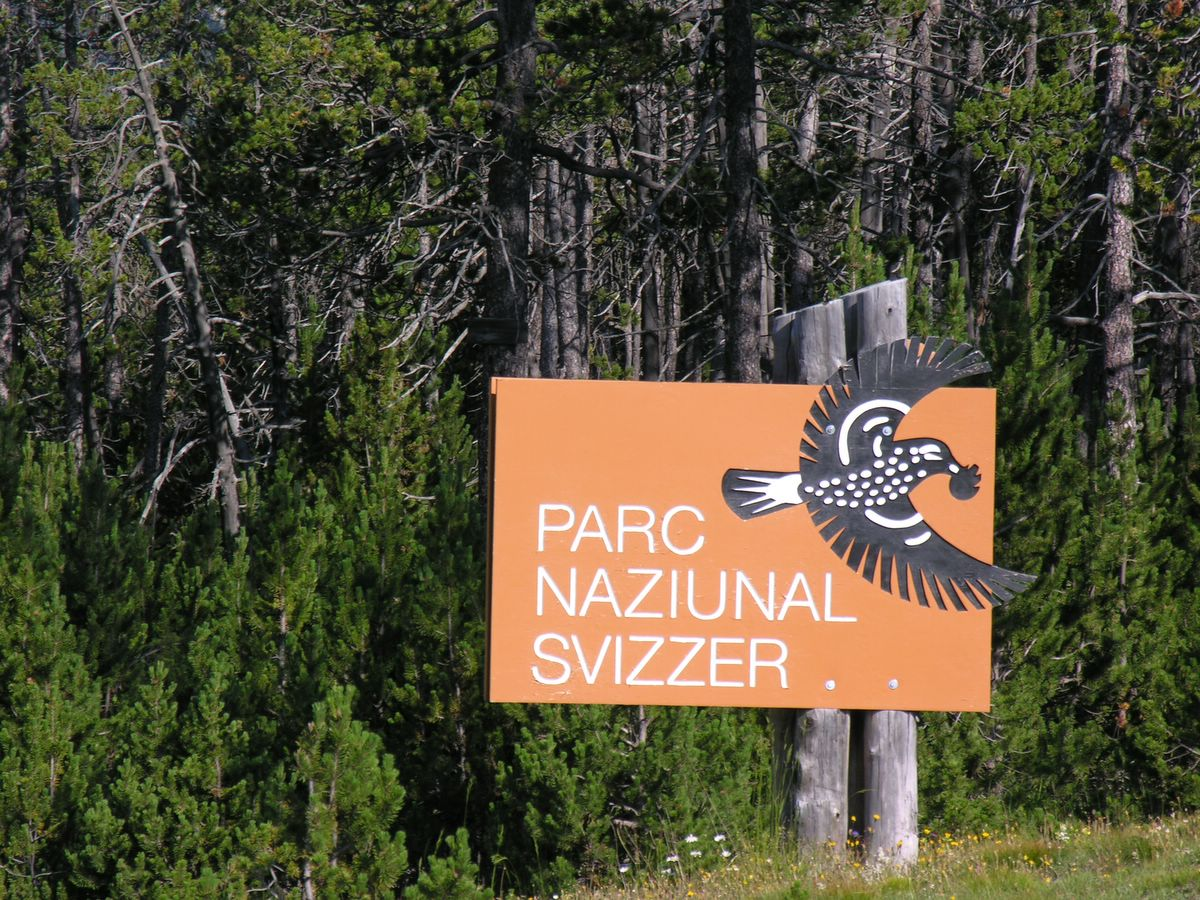
Schweizerischer Nationalpark mit rätoromanischer Hinweistafel

Ziel des Naturschutzes in der Schweiz ist es, «das heimatliche Landschafts- und Ortsbild, die geschichtlichen Stätten sowie die Natur- und Kulturdenkmäler des Landes zu schonen, zu schützen sowie ihre Erhaltung und Pflege zu fördern». Der Naturschutz ist rechtlich im Bundesgesetz über den Natur- und Heimatschutz (NHG) geregelt. Teilregelungen existieren zudem in der Wald- und Landwirtschaftsgesetzgebung von Bund und Kantonen. Schweizweit sind etwa 300 Ranger im Einsatz.
Derzeit (Stand Juni 2025) sind 19 Pärke von nationaler Bedeutung in Betrieb und einer befindet sich in der Errichtungsphase. Der bekannteste unter ihnen ist der 1914 gegründete Schweizerische Nationalpark im Kanton Graubünden. Zwei Parks sind ausserdem auch als Biosphärenreservate ausgezeichnet. 162 geschützte Landschaften sind im Bundesinventar der Landschaften und Naturdenkmäler von nationaler Bedeutung aufgeführt.
In der Schweiz gibt es 2278 Naturwaldreservate, inklusive des Schweizerischen Nationalparks, mit einer Gesamtfläche von 125'443 Hektar, das entspricht 7,3 Prozent der Schweizer Waldfläche (Stand: Juni 2025). Appenzell Innerrhoden ist der einzige Bergkanton ohne Wildruhezone.
Auch private Organisationen kümmern sich um den einheimischen Naturschutz, so etwa Pro Natura, die vertraglich über 800 Naturschutzgebiete in der Schweiz mit einer Gesamtfläche von 25'900 Hektaren sichert, 6'900 Hektaren davon sind im Eigentum von Pro Natura. oder der Schweizer Vogelschutz.
Seit 1987 sind Moore und Hochmoore durch die Bundesverfassung streng geschützt (Rothenthurm-Initiative). Das Bundesinventar der Flachmoore von nationaler Bedeutung verzeichnete 2021 1'335 schutzwürdige Moore mit rund 22'501 Hektaren Gesamtfläche und das Bundesinventar der Hochmoore von nationaler Bedeutung umfasste 2017 551 Moore mit einer Gesamtfläche von rund 1'567 Hektaren.
2019 wurde Lancy als erste Gemeinde Bio-Suisse-zertifiziert.
Bis 2020 wurden nicht genügend Flächen für das Smaragd-Netzwerk angemeldet. Bisher existieren erst 37 Smaragd-Gebiete. Die Schweiz hat von allen europäischen Ländern den niedrigsten Anteil an Schutzgebieten im Verhältnis zur Landesfläche. Unter anderem trägt der Tourismus, die Ausdehnung der Siedlungsfläche, die Intensivierung der Landwirtschaft, die Umweltverschmutzung und die Übernutzung von Ressourcen zum Biodiversitätsverlust bei. 2020 kam BirdLife Schweiz zum Schluss, dass die Schweiz viel zu wenig für ihre reichhaltige Biodiversität unternommen hat. Auch die OECD und die Europäische Umweltagentur weisen darauf hin, dass die bisherigen Massnahmen zum Schutz der biologischen Vielfalt längst nicht ausreichend seien.

### Zoologische Gärten
Verschiedene Zoos und Tierpärke zeigen den Besuchern einheimische wie auch exotische Tiere. Zu den bekanntesten zoologischen Gärten in der Schweiz gehören der Zoo Basel, der Zoo Zürich mit seiner Masoala-Halle, Knies Kinderzoo sowie der Tierpark Bern.

## Bevölkerung

### Städte und Gemeinden

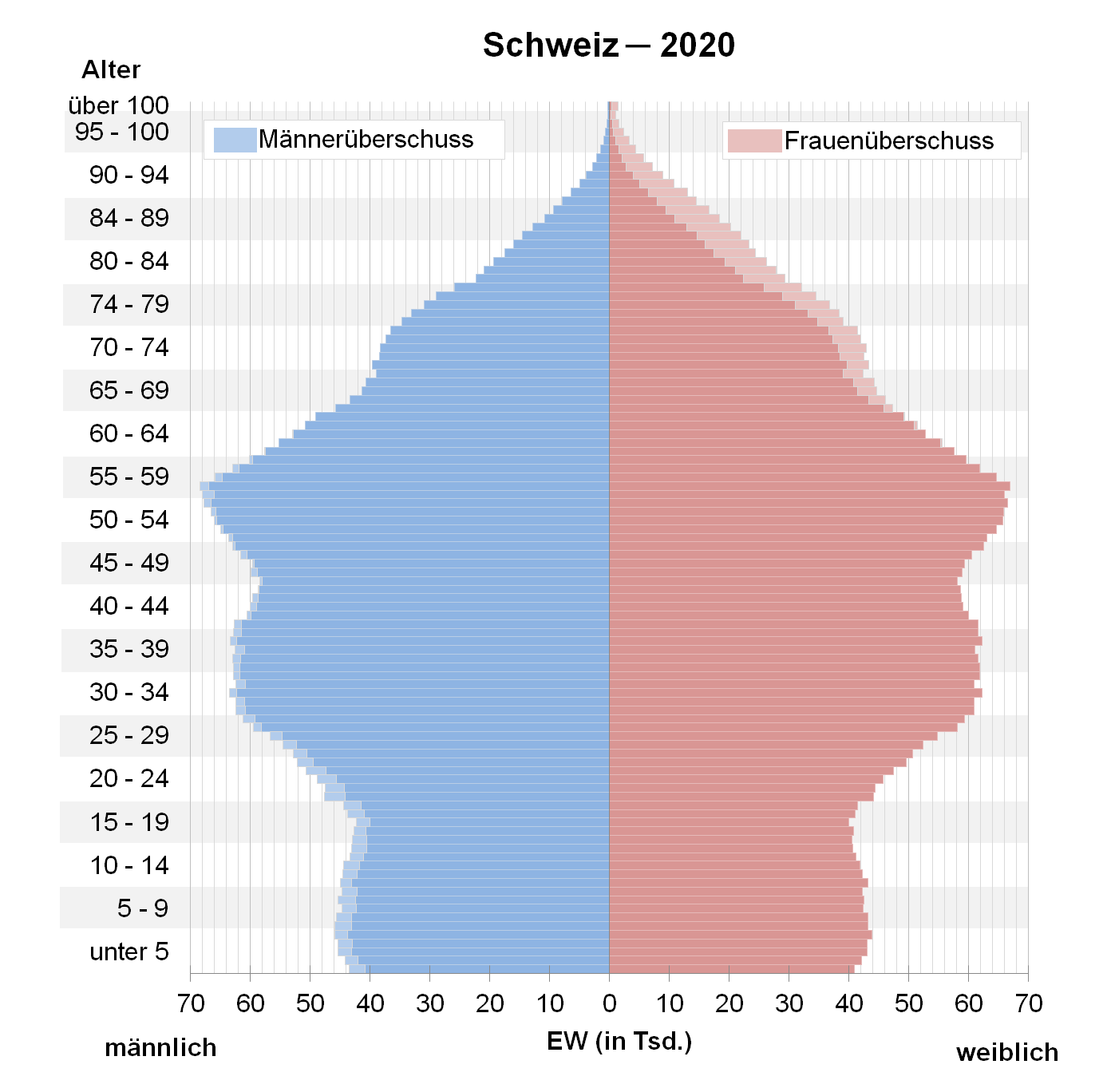
Bevölkerungspyramide der Schweiz 2020

Die kleinste politische Einheit bilden die Gemeinden. So zählen auch Städte als Gemeinden. Per 1. Januar 2025 existierten 2'121 politische Gemeinden. Diese Zahl nimmt aufgrund von Gemeindefusionen laufend ab.
Per 1. Dezember 2020 ist Zürich mit 433'989 Einwohnern die bevölkerungsreichste Gemeinde der Schweiz, die bevölkerungsärmste ist Kammersrohr (SO) mit 31 Einwohnern. Weitere Grossstädte sind Genf mit 206'635 Einwohnern, Basel mit 176'329, Lausanne mit 144'160, die Bundesstadt Bern mit 136'988 sowie Winterthur mit 119'315 Einwohnern. Die bevölkerungsreichsten Städte mit weniger als 100'000 Einwohnern sind Luzern mit 85'534, St. Gallen mit 78'213, Lugano mit 63'495 und Biel/Bienne mit 55'932 Einwohnern.
In der Agglomeration Zürich leben rund 1'369'000 Menschen, in der Agglomeration Genf 592'100, in der Agglomeration Basel 547'800, in der Agglomeration Lausanne 420'800 und in der Agglomeration Bern 418'200 Menschen (31. Dezember 2017). Insgesamt leben fast drei Viertel der Bevölkerung in einer der 52 Schweizer Agglomerationen. In statistischen Städten lebten 2022 49 % der Bevölkerung, in der Agglomeration – im Raum, der nicht zum Land, aber auch nicht wirklich zur Zentrumsstadt gehört – 47 % oder 4,1 Millionen Menschen. Lediglich 14 % der Schweizer Bevölkerung leben im ländlichen respektive dörflichen Raum, der 57 % der Landesfläche ausmacht.
Die flächengrösste politische Gemeinde ist seit dem 1. Januar 2015 die durch Fusion entstandene Gemeinde Scuol (GR) mit 438 Quadratkilometern; zuvor war die flächenmässig grösste Gemeinde die ebenfalls durch Fusion entstandene Gemeinde Glarus Süd (GL) mit 430 Quadratkilometern. Die flächenkleinsten Gemeinden sind Gottlieben (TG) und Rivaz (VD) mit je 0,31 Quadratkilometern.
Die Gemeinde Zwischbergen (VS) hat von allen Schweizer Gemeinden die grösste Geschlechterdifferenz mit 71 % Männer und 29 % Frauen (Stand 2022).

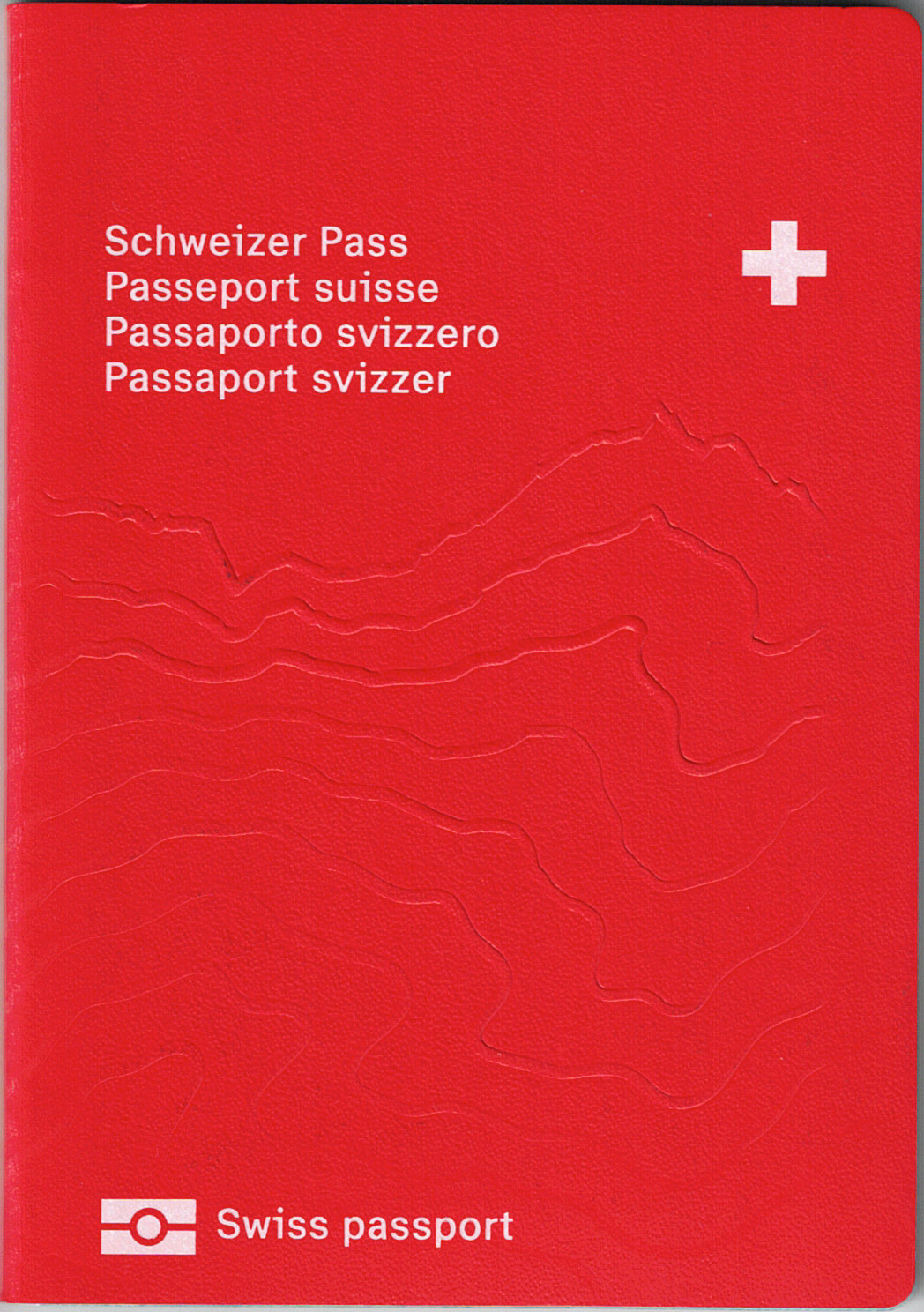
Der Schweizer Pass (2022)

### Schweizer Bürgerrecht
Schweizer Bürgerrecht ist die gebräuchliche Bezeichnung für die Staatsbürgerschaft der Schweizerischen Eidgenossenschaft. Es kann gemäss Art. 37 Abs. 1 der Bundesverfassung nicht ohne gleichzeitigen Erwerb des Bürgerrechts einer Gemeinde und des Bürgerrechts des Kantons erworben werden. Gemeinde- und Kantonsbürgerrecht vermitteln das Schweizer Bürgerrecht.
Die Gemeinde, deren (Gemeinde-)Bürgerrecht ein Schweizer besitzt, wird Bürgerort (auch Heimatort) genannt.
Der Schweizer Pass und die Identitätskarte dienen dem Nachweis der Staatsbürgerschaft der Schweizerischen Eidgenossenschaft.
Das Staatsangehörigkeitsrecht der Schweiz ist im internationalen Vergleich restriktiv, und in den Kantonen bestehen jeweils unterschiedliche Regelungen. In der Schweiz geborene Kinder von im Land lebenden Ausländern erhalten nicht automatisch die Staatsbürgerschaft.
Schweizer, die im Ausland leben, werden Auslandschweizer und darüber hinaus als Fünfte Schweiz bezeichnet. Dieser Ausdruck erklärt sich aus den vier Sprachregionen der Schweiz. Ende 2018 lebten 760'200 Schweizer Staatsangehörige im Ausland, davon 62 % in Europa, 16 % in Nordamerika, 8 % in Südamerika, 7 % in Asien, 4 % in Australien und 3 % in Afrika (Statistik der bei einer schweizerischen Auslandsvertretung Gemeldeten).

### Demographie
Langzeit Bevölkerungsentwicklung
Bevölkerungsentwicklung ab 2010

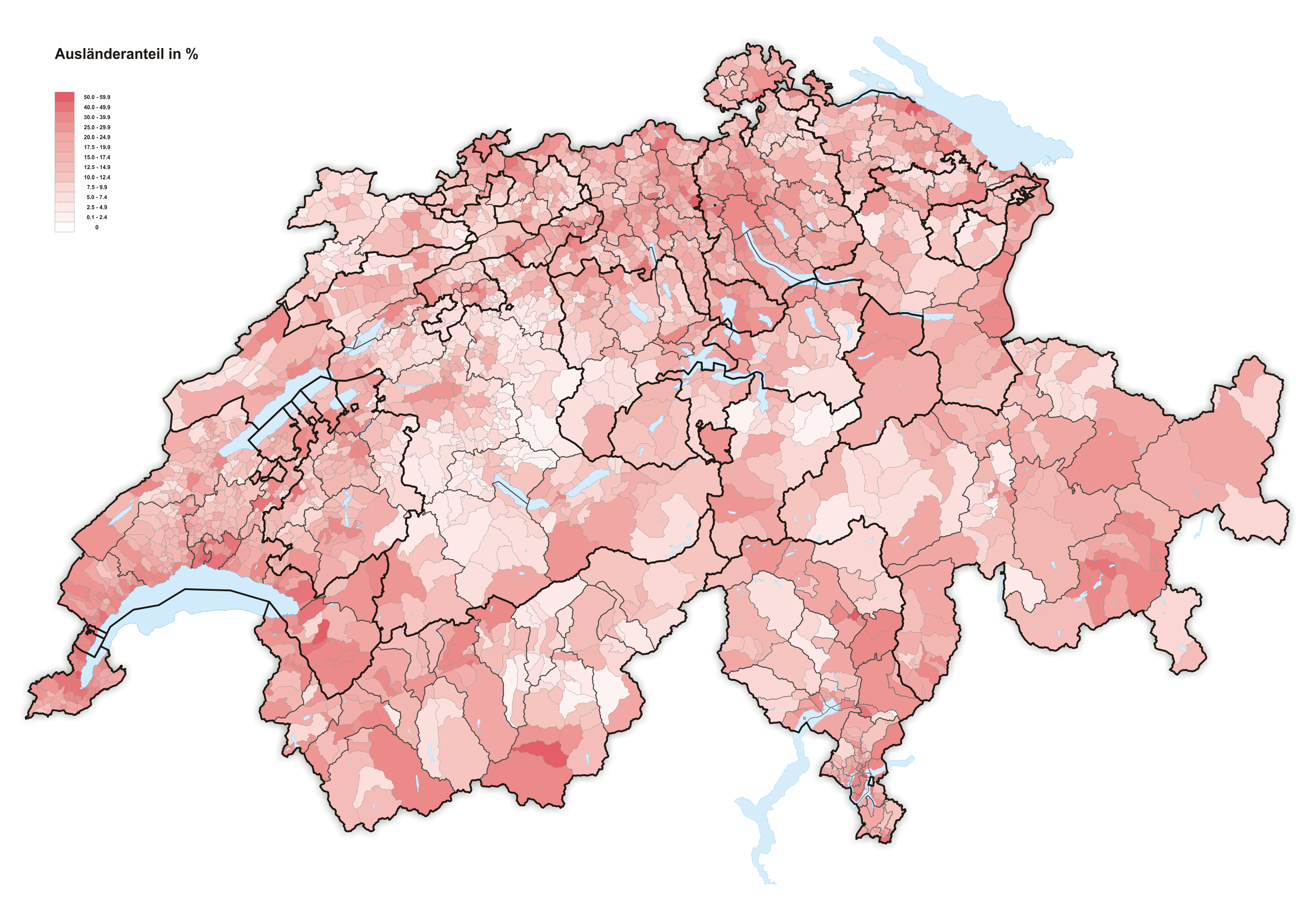
Ausländeranteil je Gemeinde (2019)

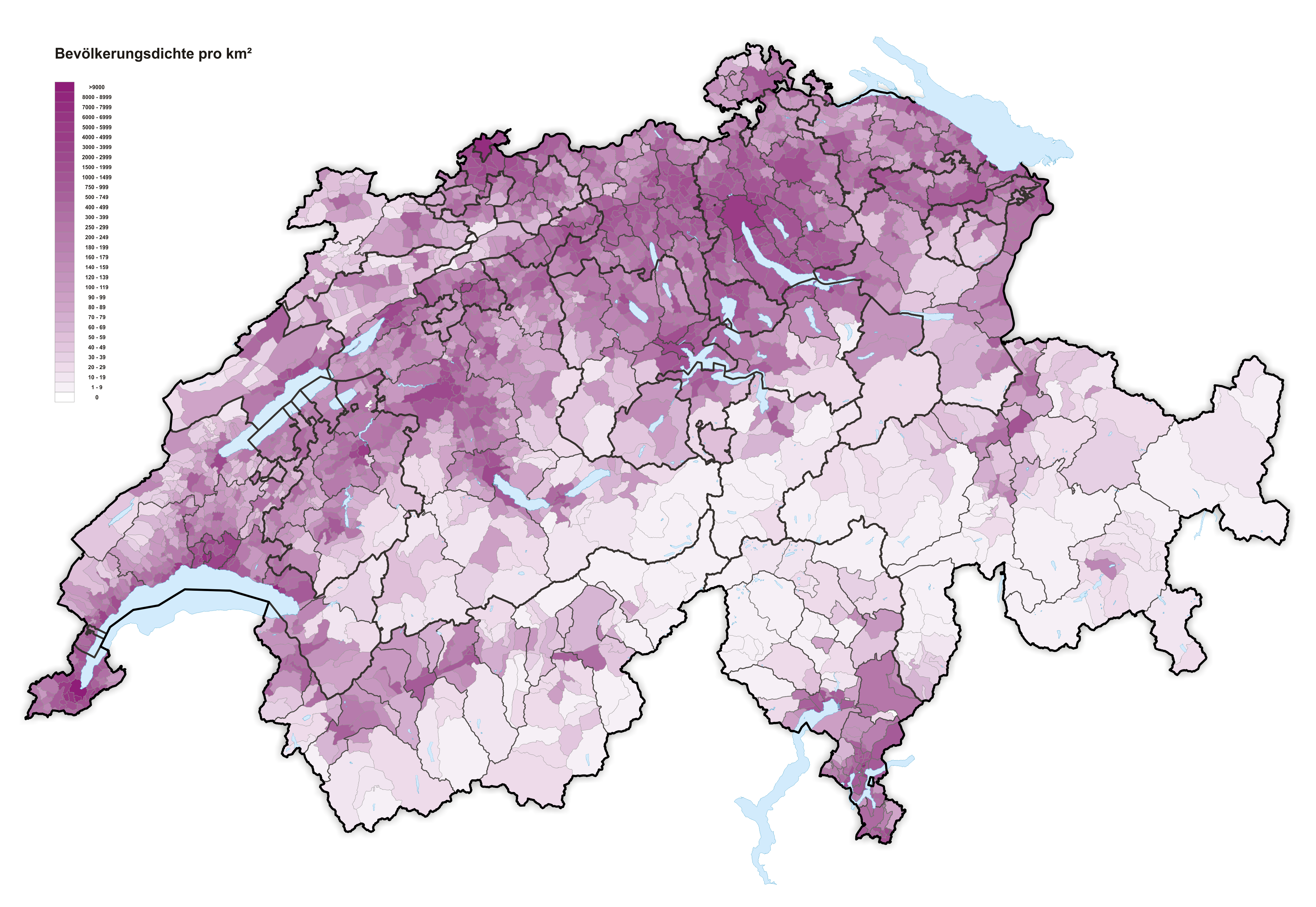
Bevölkerungsdichte je Gemeinde (2019)

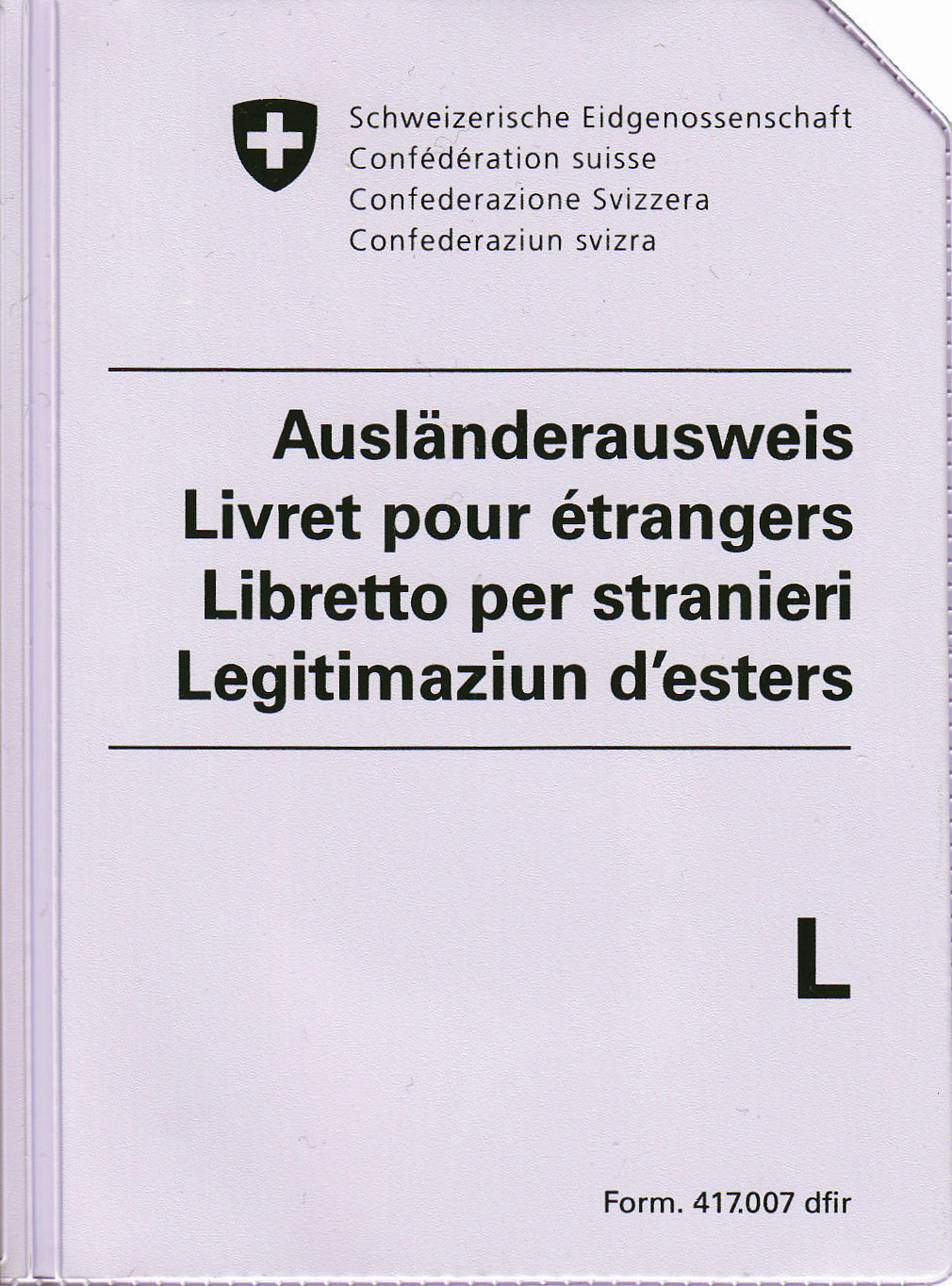
Beispiel eines seit November 2021 nicht mehr ausgegebenen Ausländerausweises in Papierform: fliederfarben; «L» für Kurzaufenthalter mit bis zu einjährigem Aufenthalt

Seit Beginn des 20. Jahrhunderts ist die Einwohnerzahl von 3,3 Millionen (1900) auf 8,962 Millionen (2023) angestiegen. Das Bevölkerungswachstum stieg 2023 auf 1,7 Prozent, gegenüber 0,9 Prozent 2022, vor allem wegen der Schutzsuchenden aus der Ukraine. Die Bevölkerungszunahme erreichte ihren Höhepunkt zwischen 1950 und 1970. Zu Bevölkerungsrückgängen kam es einzig 1918 als Folge der Spanischen Grippe und in den wirtschaftlichen Rezessionsjahren 1975–1977. Während 2023 insgesamt 263'081 Menschen in die Schweiz einwanderten, verliessen 123'963 das Land.
Das Wachstum der Bevölkerung mit Schweizer Pass ist seit 1981 langsamer und konstanter als jenes der Gesamtbevölkerung verlaufen. Die Entwicklung der ausländischen Wohnbevölkerung erfolgte etwas rascher, aber über die Jahre unregelmässiger – mit relativ hohen jährlichen Zuwachsraten zwischen 1988 und 1993 von jeweils ungefähr 3 Prozent.
Während die allgemeine Geburtenziffer 1963 noch bei 2,67 lag, nahm sie danach stetig bis auf einen Wert von 1,38 im Jahre 2001 ab. Danach gab es wieder eine moderate Zunahme auf 1,46 im Jahr 2007. Damit ergab sich auch erstmals seit zehn Jahren wieder ein Geburtenüberschuss von Schweizer Staatsangehörigen (+400). 2018 lag die Geburtenziffer bei 1,52 Kindern pro Frau, 2023 bei 1,33 Kindern pro Frau.
Die Lebenserwartung betrug im Jahr 2023 gemäss Bundesamt für Statistik 85,8 Jahre für Frauen und 82,2 Jahre für Männer. Laut den Vereinten Nationen war die Schweiz im Zeitraum von 2015 bis 2020 das Land mit der zweithöchsten Lebenserwartung weltweit.
Die Bevölkerungsdichte ist im flachen Mittelland mit ca. 450 Personen pro Quadratkilometer auf 30 Prozent des Staatsgebiets – für Schweizer Verhältnisse – sehr hoch, im Alpenland und im Jura naturgemäss dünn. Im Kanton Graubünden, im Alpengebiet gelegen, beträgt die Einwohnerdichte nur einen Bruchteil davon (ca. 27 Personen pro Quadratkilometer).
Ausserdem ist das Mittelland, aber auch der Kanton Tessin, stark zersiedelt.
2023 waren 20,0 % der ständigen Wohnbevölkerung 0-19 Jahre alt, 60,7 % 20-64 Jahre, 13,7 % 65-79 Jahre und 5,6 % 80 Jahre und älter.

#### Ausländer
Ausländer sind Personen ohne Schweizer Bürgerrecht (offizielle Bezeichnung für die Staatsangehörigkeit der Schweiz). Sowohl das Staatssekretariat für Migration (SEM) wie auch das Bundesamt für Statistik (BFS) führen eigene Statistiken über die ausländische Wohnbevölkerung, die sich unterscheiden.
Ende 2023 lebten in der Schweiz 2'417'000 Einwohner ohne Schweizer Bürgerrecht, was einem Ausländeranteil von 27 Prozent entsprach.
| Land           | Anzahl  | Prozent |
| -------------- | ------- | ------- |
| Italien        | 338'100 | 14 %    |
| Deutschland    | 323'600 | 13,4 %  |
| Portugal       | 255'300 | 10,6 %  |
| Frankreich     | 163'700 | 6,8 %   |
| Kosovo         | 116'000 | 4,8 %   |
| Spanien        | 95'200  | 3,9 %   |
| Türkei         | 74'400  | 3,1 %   |
| Nordmazedonien | 70'000  | 2,9 %   |
| Ukraine        | 59'500  | 2,5 %   |

2021 lebten 7'100 Leute aus der Ukraine in der Schweiz. Die Ausländeranteile je Kontinent verteilen sich wie folgt: Europa 83,1 %, Asien 8,4 %, Afrika 5,1 %, Amerika 3,7 %.
| Status                                    | Prozent |
| ----------------------------------------- | ------- |
| Niedergelassene                           | 55,3 %  |
| Aufenthalter                              | 34,5 %  |
| Kurzaufenthalter                          | 3,1 %   |
| Schutzbedürftige                          | 2,6 %   |
| Personen im Asylprozess                   | 2,6 %   |
| internationale Funktionäre und Diplomaten | 1,3 %   |
| nicht zugeteilt                           | 0,6 %   |

Jeder Ausländer erhält einen Ausländerausweis. Seit Beginn des 19. Jahrhunderts war der Ausländeranteil an der schweizerischen Gesamtbevölkerung höher als in anderen europäischen Ländern. Gründe dafür sind u. a. die vielen Grenzregionen, die zentrale Lage in Europa und die geringe Grösse des Landes. Andere sehen den Grund hierfür eher in der restriktiven Gesetzgebung, die schnellere Einbürgerungen verhindert. «Der überwiegende Teil der ausländischen Staatsangehörigen lebt seit Langem in der Schweiz: Fast ein Fünftel ist hier geboren und gehört somit zur zweiten oder sogar dritten Generation.»
29 Gemeinden haben einen Ausländeranteil von über 40 Prozent (Stand: 2022). Im selben Jahr verzeichneten die Gemeinden Rorschach (SG) mit 50,6 Prozent, Spreitenbach (AG) mit 50,9 Prozent und Kreuzlingen (TG) mit 56,3 Prozent die höchsten Ausländeranteile schweizweit.
Auf Bundesebene haben Ausländer kein Stimm- und Wahlrecht. In 605 Gemeinden (Stand 2019) dürfen Bewohner ohne Schweizer Pass an Wahlen und Abstimmungen teilnehmen. Die meisten dieser Gemeinden liegen in der Romandie in den Kantonen Neuenburg (seit 1984), Waadt (seit 2002), Genf (seit 2005) und Freiburg (seit 2006). In den Kantonen Graubünden, Appenzell Ausserrhoden und Basel-Stadt ist es den Gemeinden freigestellt, das Ausländerstimmrecht einzuführen. Von diesem Recht machen jedoch nur wenige Gemeinden Gebrauch.

#### Bevölkerung mit Migrationshintergrund
Zur Bevölkerung mit Migrationshintergrund zählen Personen, die in die Schweiz eingewandert sind und deren beide Elternteile im Ausland geboren wurden. Weiter zählen dazu die unmittelbaren (direkten) Nachkommen dieser Personen (sogenannte Secondos, Angehörige der zweiten Generation), die in der Schweiz geboren wurden.
Eine Person mit Migrationshintergrund kann sowohl die Schweizer wie auch eine ausländische Staatsangehörigkeit besitzen.
Keine Personen mit Migrationshintergrund sind folglich die Ausländer der dritten Generation und gebürtige Schweizer, bei denen mindestens ein Elternteil in der Schweiz geboren wurde. Das Bundesamt für Statistik (BFS) hat bei der Wohnbevölkerung ab 15 Jahren in der ganzen Schweiz per Ende 2023 einen Anteil an Personen mit Migrationshintergrund von 40,4 Prozent (3'019'000 Einwohner) ermittelt.

#### Asyl
Die Schweiz richtet sich nach den völkerrechtlichen Verpflichtungen gemäss der Genfer Flüchtlingskonvention. Rechtsgrundlage ist das Asylgesetz (AsylG). Zuständige Bundesbehörde ist das Staatssekretariat für Migration (SEM). Asylbewerber und Flüchtlinge erhalten, wie alle anderen Ausländer, einen Ausländerausweis: Den Ausweis «N» erhalten Asylsuchende, «F» vorläufig aufgenommene Ausländer und «S» Schutzbedürftige. Der Schutzstatus S wurde vom Bundesrat am 11. März 2022 zum ersten Mal aktiviert für Menschen aus der Ukraine nach dem Angriff Russlands.
2014 beantragten 23'765 Menschen in der Schweiz Asyl. Von den Asylsuchenden stammte die Mehrheit vornehmlich aus Eritrea, danach folgen Syrien und Sri Lanka. 2015 beantragten 39'523 Menschen Asyl, vor allem aus Eritrea, Afghanistan und Syrien. 2022 beantragten 24'511 Menschen Asyl, 74'959 Menschen aus der Ukraine beantragten vorübergehenden Schutz. 2023 beantragten 30'223 Menschen Asyl, vor allem aus Afghanistan, der Türkei und Eritrea. 23'012 Menschen aus der Ukraine beantragten vorübergehenden Schutz. Ende 2023 befanden sich insgesamt 134'387 Personen im Asylprozess: 19'533 Asylsuchende, 45'346 vorläufig Aufgenommene, 66'083 in vorübergehendem Schutz.

##### Sans-Papiers
Menschen, die ohne gültige Aufenthaltsbewilligung in der Schweiz leben, werden Sans-Papiers (französisch, wörtlich «[Menschen] ohne Papiere») genannt. Ihre Zahl ist naturgemäss unbekannt. Schätzungen variieren zwischen 80'000 und 300'000 Personen, das Bundesamt für Statistik (BFS) beziffert die Anzahl in einer Studie von 2015 auf rund 76'000. Die meisten Sans-Papiers gehen einer Beschäftigung für «niedrig Qualifizierte» nach. Sans-Papiers arbeiten in Branchen, deren Personalbedarf durch Schweizer oder EU-Staatsangehörige nicht vollständig abgedeckt wird. Sie putzen in privaten Haushalten, betreuen Kinder und Betagte, arbeiten auf Baustellen oder in der Landwirtschaft.

#### Auswanderung
Für junge Männer war der Eintritt als Söldner in fremde Kriegsdienste bis in das erste Drittel des 19. Jahrhunderts die häufigste Form der Auswanderung. Ab dem 14. Jahrhundert standen die sogenannten Reisläufer im Dienst des Kaisers, der französischen Könige und von italienischen Städten wie z. B. Mailand (→ Schweizer Truppen in fremden Diensten).
Hunger und Armut nach dem Dreissigjährigen Krieg führten zu Ausreisewellen nach Ostpreussen und Russland. Zu Beginn des 19. Jahrhunderts führte die kriegsbedingte (→ Napoleonische Kriege) allgemeine Verarmung zu Auswanderungen nach Russland, während in den Hungerjahren 1816–1817 (→ Jahr ohne Sommer) besonders Lateinamerika das Ziel war. Die Landwirtschaftskrisen der 1840er, 1870er und 1880er Jahre sowie Umstrukturierungsprobleme während der Industrialisierung führten zu Massenauswanderungen in noch nie gekannten Dimensionen nach Übersee, besonders nach Nordamerika und Südamerika. Am Ende des 19. Jahrhunderts war Nordamerika für fast 90 Prozent der Emigranten das Ziel. Zwischen 1851 und 1860 wanderten rund 50'000 Personen nach Übersee aus, in den 1860er und 1870er Jahren je 35'000 und zwischen 1881 und 1890 über 90'000. Bis 1930 stabilisierte sich die Zahl der Auswanderer pro Jahrzehnt zwischen 40'000 und 50'000. In einigen Kantonen wurden Arme von den Behörden im grossen Stil zur Auswanderung gedrängt.
Die Auswanderer gründeten in der Neuen Welt Kolonien, so entstanden 1710 New Bern in North Carolina, 1803 Nouvelle Vevay (heute New Vevay) in Indiana, 1831 New Switzerland in Illinois und 1845 New Glarus in Wisconsin. Der wohl bekannteste Auswanderer war Johann August Sutter. Der als General Sutter bekanntgewordene kalifornische Ländereienbesitzer gründete die Privatkolonie Neu-Helvetien. Auf seinem Land brach 1848 der kalifornische Goldrausch aus.
Gemäss empirischen Daten war die Wanderungsbilanz für das Gebiet der heutigen Schweiz von der zweiten Hälfte des 16. Jahrhunderts bis zum Ende des 19. Jahrhunderts stets negativ.

#### Einwanderung
Heute ist die Schweiz – wie fast alle wohlhabenden westlichen Staaten der Welt – ein Einwanderungsland. Zur Zeit der Industrialisierung gab es eine grosse Binnenwanderung vor allem aus den Alpen. Seit dem grossen Wirtschaftswachstum in den 1960er Jahren wurden Gastarbeiter (→ Saisonnierstatut) gezielt angeworben, später erreichten die Schweiz immer wieder Flüchtlingsströme, etwa aus dem ehemaligen Jugoslawien während der Jugoslawienkriege. Aus der Türkei kamen viele Gastarbeiter nach Westeuropa und damit auch in die Schweiz. Am 1. Juni 2002 trat das Personenfreizügigkeitsabkommen mit den EU- und EFTA-Staaten in Kraft.
| Jahr | Einwanderung | Auswanderung | Saldo   |
| ---- | ------------ | ------------ | ------- |
| 2005 | 99'091       | 54'435       | 44'656  |
| 2006 | 107'177      | 57'739       | 49'438  |
| 2007 | 143'855      | 60'688       | 83'167  |
| 2008 | 161'629      | 58'266       | 103'363 |
| 2009 | 138'269      | 59'236       | 79'033  |
| 2010 | 139'495      | 70'528       | 68'967  |
| 2011 | 140'508      | 66'738       | 73'770  |
| 2012 | 151'002      | 73'855       | 77'147  |
| 2013 | 167'248      | 77'707       | 89'541  |
| 2014 | 161'149      | 82'607       | 78'542  |
| 2015 | 162'563      | 86'528       | 76'035  |
| 2016 | 167'407      | 90'088       | 77'319  |
| 2017 | 147'142      | 93'157       | 53'985  |
| 2018 | 146'183      | 98'431       | 47'752  |
| 2019 | 145'608      | 94'859       | 50'749  |
| 2020 | 137'685      | 83'602       | 54'083  |
| 2021 | 143'506      | 88'053       | 55'453  |
| 2022 | 169'055      | 90'861       | 78'194  |
| 2023 | 241'040      | 93'289       | 147'751 |

Der absolute Anstieg der ständigen ausländischen Wohnbevölkerung, einschliesslich Geburten, abzüglich Todesfälle und Einbürgerungen, schwankte in dieser Zeit zwischen 12'615 (2006) und 67'622 (2008), sowie ausserordentlichen 121'265 im Jahr 2023. In diesem Jahr zählten gemäss Definition des BFS neu 59'500 Menschen aus der Ukraine mit Schutzstatus S, die sich länger als zwölf Monate in der Schweiz aufhielten, zur ständigen Wohnbevölkerung.
Nachdem im Jahr 1992 8'544 Menschen (davon 4'876 Deutsche) aus Deutschland in die Schweiz zogen, waren es 14'792 (11'225) im Jahr 2003 und 35'061 (29'139) im Jahr 2008. Danach ermässigten sich die Zuzüge aus Deutschland bis auf 25'881 (19'930 Deutsche) im Jahr 2014. 2023 wanderten 130'483 Personen aus der EU/EFTA ein, darunter 26'211 Deutsche, sowie 51'070 Personen aus Drittstaaten. Wenige Tausend Menschen aus Drittländern erhalten jährlich eine Arbeitsmarktzulassung.
2023 wurden 41'299 Menschen eingebürgert, vor allem aus Deutschland, Frankreich, Italien, Kosovo und Portugal. Die Anzahl der Einbürgerungen schwankte zwischen 2014 und 2023 zwischen 33'325 (2014) und 44'515 (2017).
In der ersten eingebürgerten Generation bleibt die Teilnahmewahrscheinlichkeit an Wahlen rund zehn bis zwölf Prozent tiefer als bei schon mehrere Generationen ansässigen Wählern, sagte 2021 die Politologin Anita Manatschal, welche zur sogenannten Beteiligungslücke (englisch Participation Gap) forscht, die zwischen Menschen mit und ohne Migrationshintergrund in der Demokratie liegt.

### Sprachen

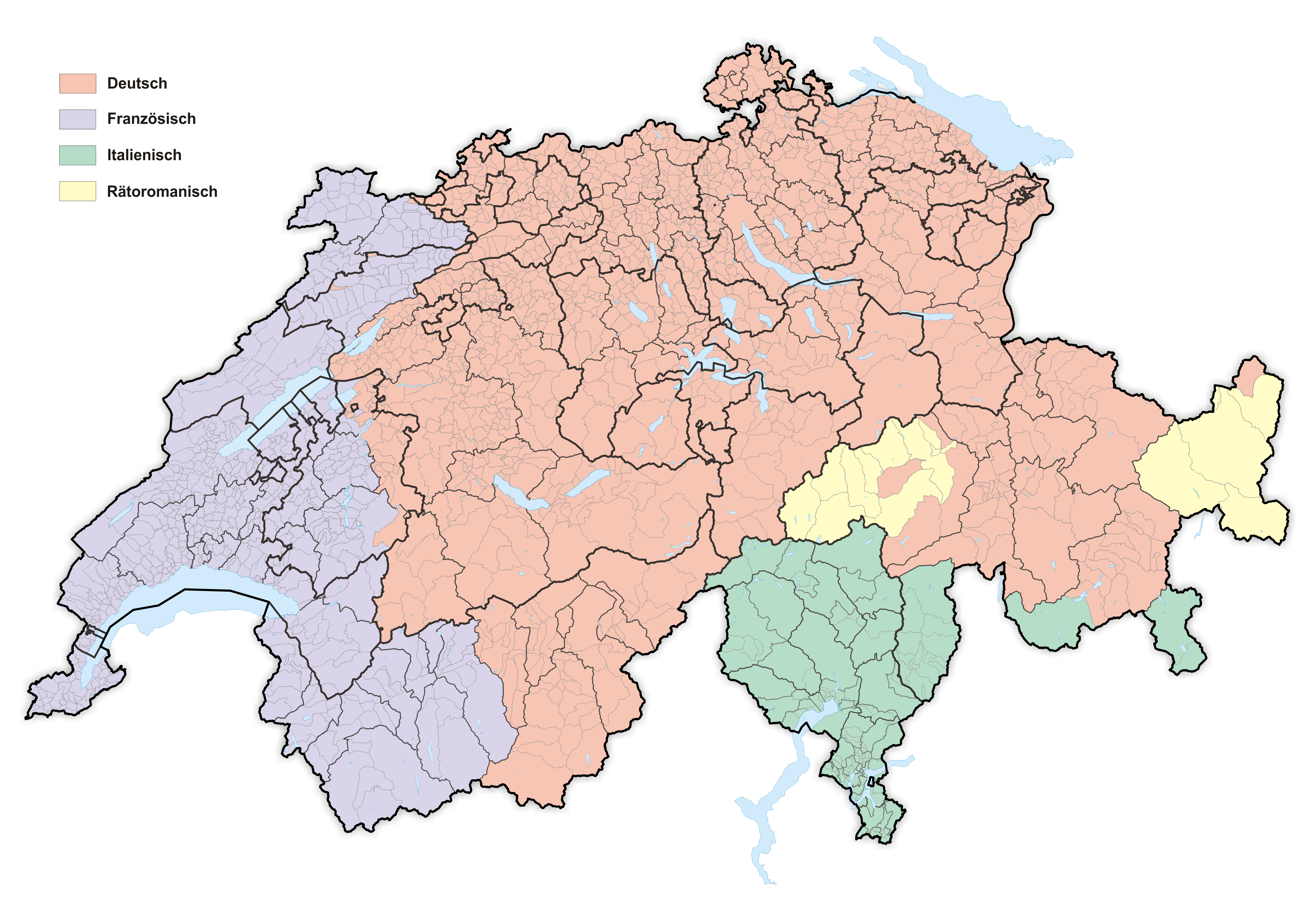
Sprachgebiete der Schweiz – Mehrheitsverhältnis nach der BFS-Erhebung 2021; Karte mit einem Gemeindebestand per 1. Januar 2025
Deutsch (62 % der Bevölkerung)
Französisch (22,7 % der Bevölkerung)
Italienisch (8,2 % der Bevölkerung)
Rätoromanisch (0,5 % der Bevölkerung)

In der Bundesverfassung der Schweizerischen Eidgenossenschaft (BV) werden die Begriffe Landessprachen und Amtssprachen verwendet.
Der Artikel 4 BV hält seit 1999 fest:
Im Artikel 70 Absatz 1 BV heisst es zudem:
Gemäss einer Erhebung von 2021 ist Deutsch die am meisten verbreitete Sprache in der Schweiz; 62 % der ständigen Wohnbevölkerung ab 15 Jahren sprechen es als Hauptsprache. In der Deutschschweiz (auf der Karte blassrosa) werden schweizerdeutsche Dialekte (→ Schweizerdeutsch) und in geringerem Umfang (Schweizer) Hochdeutsch gesprochen, während Geschriebenes in der Regel in Schweizer Hochdeutsch verfasst wird. Dies ist die Bezeichnung für die in der Schweiz gebräuchliche Varietät des Standarddeutschen. Sie unterscheidet sich von der Standardvarietät anderer deutschsprachiger Gebiete in Wortschatz, Wortbildung, Semantik, Orthographie (z. B. kein ß) und Aussprache. Die entsprechenden Besonderheiten werden als Helvetismen bezeichnet. Das Schweizerdeutsche gehört zum alemannischen Dialektgebiet. Einzig die Gemeinde Samnaun gehört zum bairischen Dialektgebiet.

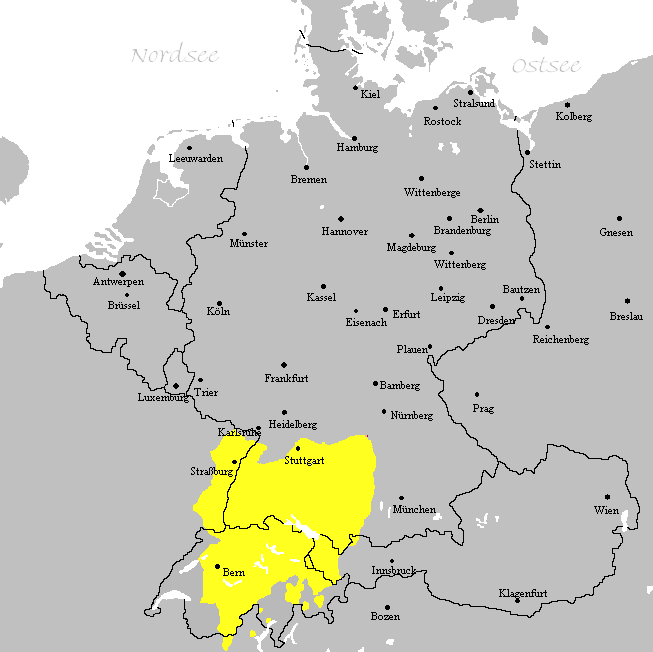
Alemannisches Dialektgebiet im 19. und 20. Jahrhundert

Französisch wird von rund 23 Prozent der Gesamtbevölkerung als Hauptsprache gesprochen (→ Schweizer Französisch). Der überwiegend frankophone Landesteil (violett) wird als Romandie, Suisse romande, Westschweiz oder – seltener – als Welschland bezeichnet. Neben dem heute vorherrschenden Standard-Französisch wird nur noch von einer kleinen Minderheit Patois (Dialekt) gesprochen.
Italienisch wird im Kanton Tessin und in vier Südtälern (Misox, Calancatal, Bergell, Puschlav) sowie der Gemeinde Bivio des Kantons Graubünden (Grigioni italiano) (grün) gesprochen. Italienisch ist für 8 Prozent der Gesamtbevölkerung der Schweiz die Hauptsprache (→ Schweizer Italienisch). Ein grosser, allerdings schwindender Teil der italienischsprachigen Bevölkerung spricht lokale Dialekte, die zum Lombardischen gehören («Ticinées»).

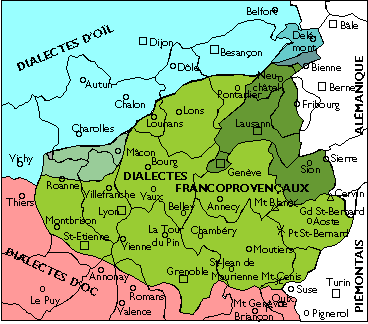
Dialektzonen der Westschweiz und der benachbarten französischen Gebiete: Langues d’oïl (blau), Frankoprovenzalisch (grün) und Langues d’oc (rosa). Die Westschweiz gehört zu den beiden erstgenannten.

Die vierte Landessprache, Rätoromanisch (gelb), hat einen Anteil von 0,5 Prozent an der Gesamtbevölkerung und wird in Graubünden gesprochen; praktisch alle Rätoromanischsprachigen beherrschen aber auch die deutsche Sprache. Der Bestand des Rätoromanischen ist seit dem 19. Jahrhundert gefährdet, es wird trotz Fördermassnahmen allmählich vom Deutschen verdrängt. Seit 1860 sind 51 Bündner Gemeinden vom romanischen ins deutsche Sprachgebiet gewechselt. 1938 nahm das Volk eine Verfassungsänderung an, die das Rätoromanische zur vierten Landessprache der Schweiz erhob; seit 1996 ist Rätoromanisch neben Deutsch, Französisch und Italienisch eine Amtssprache der Schweiz. Seit 2001 ist die Schriftsprache Rumantsch Grischun im Kanton Graubünden offizielle Amtsschriftsprache und wird auch auf Bundesebene für den Verkehr mit der rätoromanischsprachigen Bevölkerung verwendet. In den rätoromanischen Gemeinden dient indes eine der fünf regionalen Varietäten als jeweilige Amtssprache.

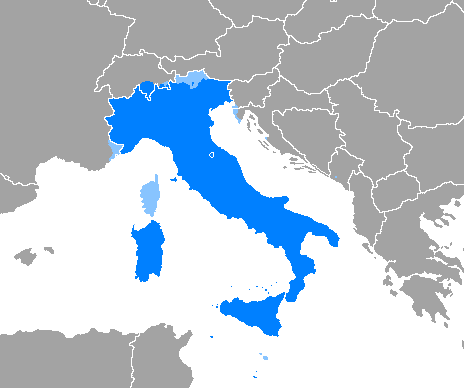
Italienisches Sprachgebiet, dunkelblau: Mehrheitssprache (mit Kanton Tessin und Teilen Graubündens), hellblau: Minderheitensprache

Die Bundesverfassung legt die Sprachgebiete der Schweiz nicht fest. Art. 70 Abs. 2 BV weist den Kantonen die Kompetenz zu, ihre Amtssprachen zu bestimmen. Dabei müssen sie jedoch sprachliche Minderheiten und die herkömmliche Zusammensetzung der Sprachgebiete beachten. Wer aus einem anderssprachigen Landesteil zuzieht, hat kein Recht darauf, in seiner angestammten Sprache mit den neuen Kantons- und Gemeindebehörden zu verkehren (Territorialitätsprinzip).
Unter den zweisprachigen Kantonen haben nur Bern und Wallis die Sprachgebiete räumlich festgelegt; der zweisprachige Kanton Freiburg weist die Regelung der Amtssprache den Gemeinden zu.
Offiziell per Kantonsverfassung zweisprachig sind die Gemeinden Biel/Bienne, Evilard/Leubringen und Freiburg/Fribourg an der französisch-deutschen Sprachgrenze («Röstigraben»). Auch einige weitere Gemeinden, so im Schulkreis Murten/Morat sowie in der Umgebung von Biel, bieten zweisprachige Dienstleistungen und Schulen an, um der französischsprachigen Minderheit entgegenzukommen.
Im Kanton Graubünden gelten gemäss Art. 16 des Bündner Sprachengesetzes von 2006 Gemeinden als amtlich einsprachig rätoromanisch, wenn mindestens 40 Prozent der Einwohner diese Sprache sprechen, und als zweisprachig, wenn mindestens 20 Prozent sie sprechen. In der Praxis kann das bedeuten, dass Rätoromanisch die Verwaltungs- und Schulsprache, jedoch Schweizerdeutsch die allgemeine Verkehrssprache ist.
Der Kanton Tessin definiert sich als ganz zum italienischen Sprachgebiet und der Kanton Jura als ganz zum französischen Sprachgebiet zugehörig, obwohl je eine Gemeinde (Jura: Ederswiler, Tessin: Bosco/Gurin) eine deutschsprachige Mehrheit aufweist.
Die Zahl der Fahrenden, unter denen die Jenischen neben einer geringeren Anzahl von Sinti und Roma die weit überwiegende Mehrheit bilden, wird bei Volkszählungen nicht erhoben, aber in offiziellen Schätzungen auf 20'000 bis 35'000 angesetzt. Das entspräche einem Anteil von annähernd 0,5 Prozent. Jenische leben in der ganzen Schweiz verstreut und sprechen neben ihrer internen Gruppensprache Jenisch meist eine der Landessprachen. Jiddisch (Westjiddisch) hat in der Schweiz eine alte Tradition in den Surbtaler Dörfern Endingen und Lengnau aufgrund der dortigen, heute nur noch marginalen jüdischen Gemeinden (siehe Surbtaler Jiddisch). Eine jüngere Tradition hat Jiddisch (Ostjiddisch) in der Stadt Zürich, wo es teilweise in ultraorthodoxen Kreisen gesprochen wird. Die Sprecher des Jenischen und des Jiddischen werden seit 1997 von der Schweiz im Rahmen der Europäischen Charta der Regional- oder Minderheitensprachen als nationale nicht territoriale «Minderheitsgemeinschaften» betrachtet, ihre Sprachen damit jedoch nicht als nationale Minderheitssprachen anerkannt.
Die Gebärdensprachen werden von rund 10'000 in der Schweiz lebenden Personen beherrscht, in der Schweiz wird die Deutschschweizer Gebärdensprache (DSGS), die Langue des signes Suisse romande (LSF-SR, Westschweizer Gebärdensprache) und die Lingua dei segni della Svizzera italiana (LIS-SI, Tessiner Gebärdensprache) verwendet.
Eine andere Hauptsprache haben 25 Prozent der Gesamtbevölkerung. Durch Zuwanderung bedingt sprechen mittlerweile 9 Prozent der Einwohner andere Sprachen als die Landessprachen. Von diesen sind Englisch, Portugiesisch, Albanisch, Spanisch,  Serbisch-Kroatisch-Bosnisch-Montenegrinisch am weitesten verbreitet (mit absteigender Verbreitung). Weitere sind Türkisch, Tamil, Tigrinya.
Als Fremdsprachen lernen die Schüler der öffentlichen Schulen mindestens eine zweite Landessprache und Englisch. Es gibt Diskussionen darüber, ob Englisch gleichzeitig mit oder vor der zweiten Landessprache unterrichtet werden soll. Aufgrund von Protesten aus der jeweils anderen Sprachregion und Grundsatzüberlegungen zum Zusammenhalt der Schweiz hat sich ein rein englischer Fremdsprachenunterricht bisher nirgendwo durchsetzen können.

### Religionen
In den vergangenen 50 Jahren hat der Anteil der Bevölkerung ohne Religionszugehörigkeit in der Schweiz kontinuierlich zugenommen. Diese Gruppe, bereits seit letztem Jahr die grösste, konnte 2023 nochmals wachsen und erreichte einen Anteil von 36 % (2022: 34 %). Die Katholikinnen und Katholiken hatten im selben Zeitraum einen Rückgang von 32 % auf 31 % zu verzeichnen, die Evangelisch-Reformierten von 21 % auf 19 %. Dem Islam gehörten insgesamt 445’000 Personen an (6 %). Menschen jüdischen Glaubens zählt man 0,2 %; anderen Glaubensgemeinschaften gehörten 1,3 % an.

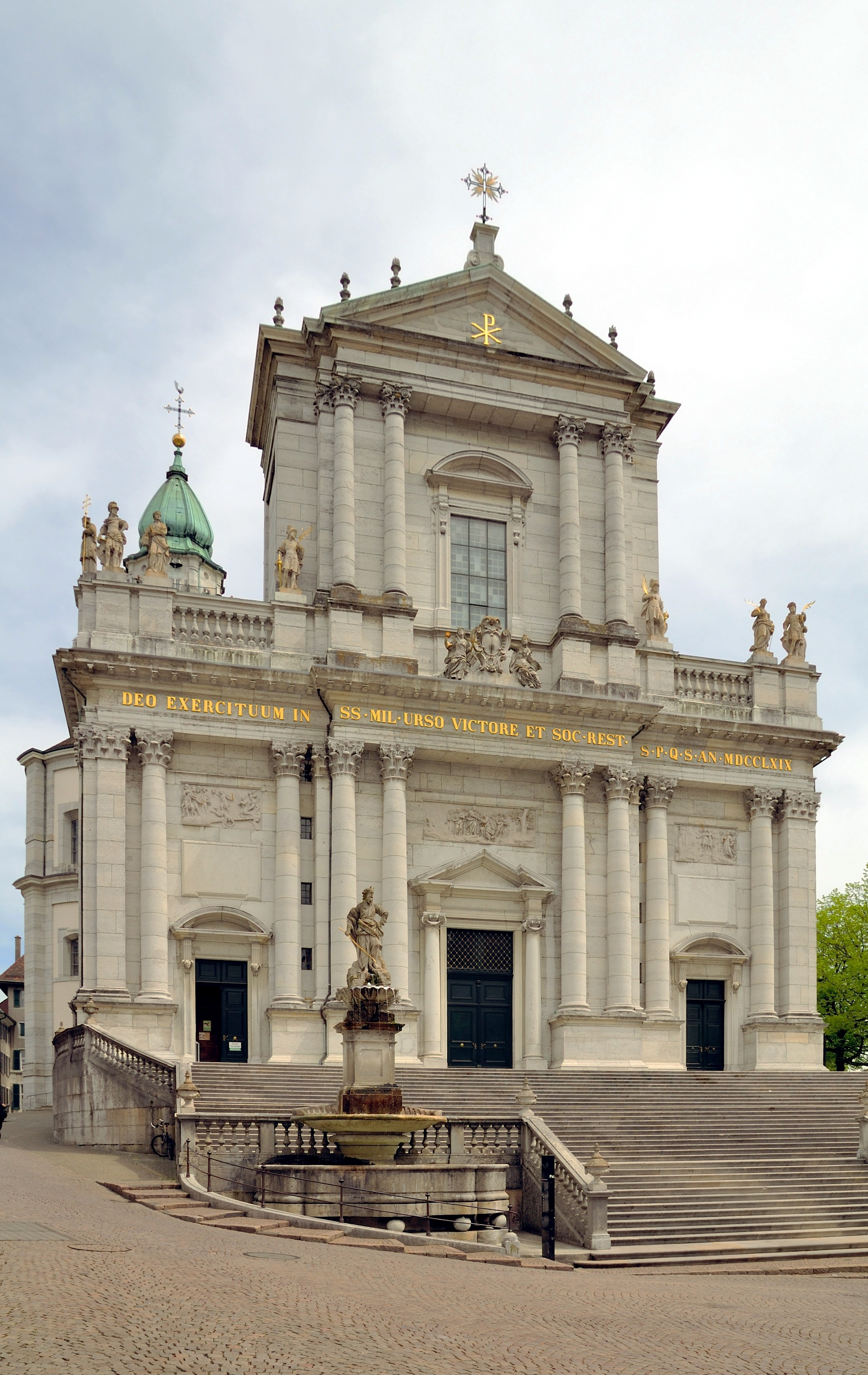
Die St. Ursenkathedrale (1769) in Solothurn

Die Religionsfreiheit in der Schweiz ist als verfassungsmässiges Grundrecht verankert. Es ist den Kantonen überlassen, ob sie ausgewählten Religionsgemeinschaften einen besonderen Status als öffentlich-rechtliche Körperschaft und damit als Landeskirche verleihen wollen. In den meisten Kantonen haben die römisch-katholische Kirche und die evangelisch-reformierte Kirche, in vielen Kantonen zusätzlich die christkatholische Kirche und in einigen die jüdischen Gemeinden diesen Status inne. Im Jahr 1973 wurde im Kanton Basel-Stadt die Israelitische Gemeinde Basel (IGB) als erste jüdische Gemeinschaft der Schweiz vom Kanton öffentlich-rechtlich anerkannt, wobei nunmehr die Kantone Bern, Freiburg, St. Gallen, Waadt und Zürich dasselbe Recht kennen. Die christkatholische Kirche ist nur in Teilen der Nordwestschweiz von Bedeutung. In den Westschweizer Kantonen Genf und Neuenburg gibt es keine Landeskirchen, weil dort Kirche und Staat vollständig getrennt sind; sie sind dennoch als «Organisationen von öffentlichem Interesse» anerkannt. In Basel besteht die sogenannte «hinkende Trennung» von Kirche und Staat.

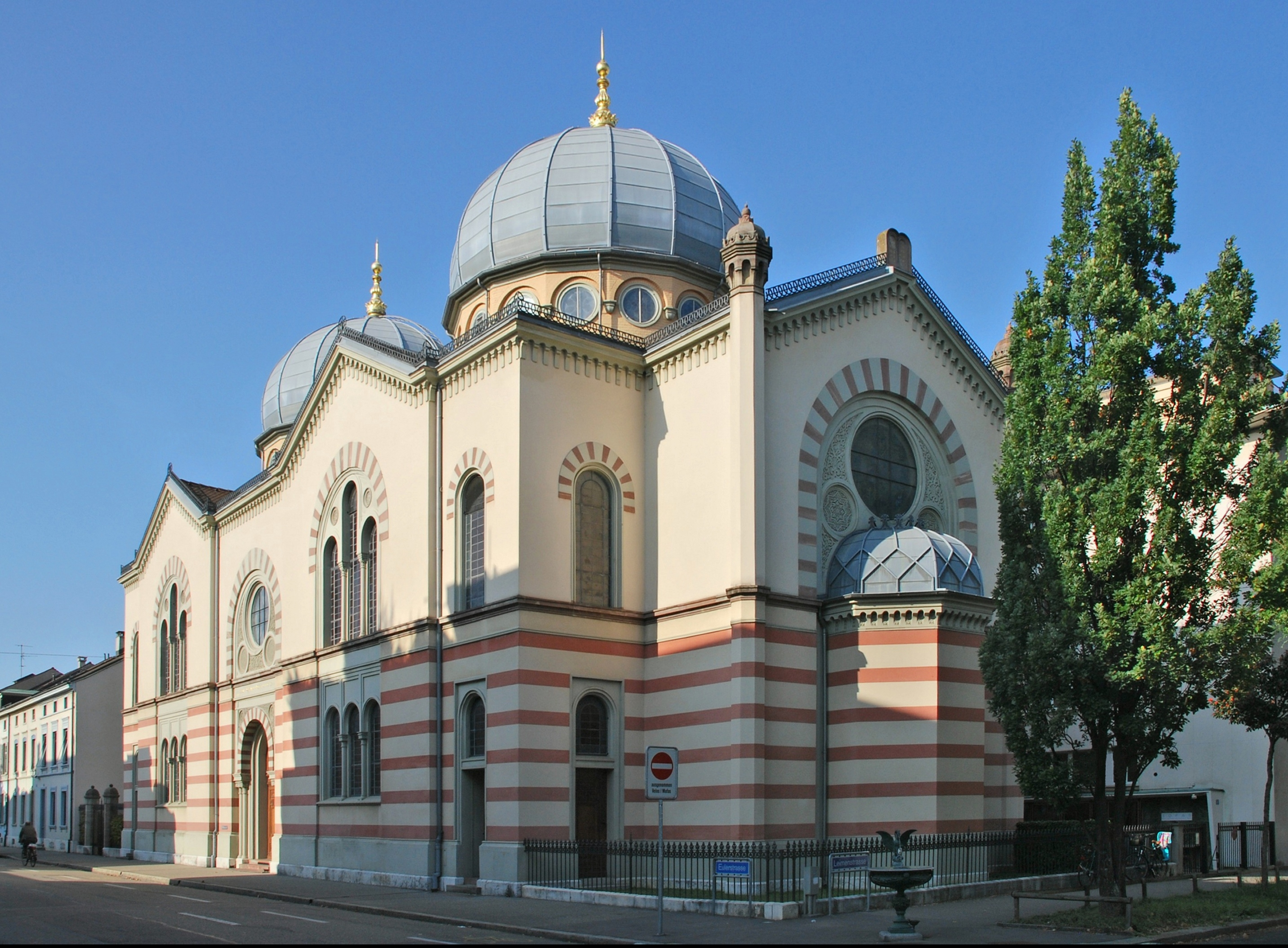
Die Grosse Synagoge von Basel (1869)

Mit 0,33 Prozent ist der Buddhismus in der Schweiz stärker vertreten als in anderen Ländern Europas. Synagogen (→ Liste von Synagogen in der Schweiz), Moscheen (→ Liste von Moscheen in der Schweiz) und buddhistische Tempel existieren in mehreren Orten in der Schweiz.
Historisch gesehen waren die Einwohner der Kantone Zürich, Bern, Basel-Stadt, Basel-Landschaft (ausser Bezirk Arlesheim), Schaffhausen, Appenzell Ausserrhoden und Waadt noch um 1850 praktisch ausschliesslich reformiert, diejenigen der Kantone Freiburg (ausser Bezirk Murten), Wallis, Jura, Solothurn (ausser Bezirk Bucheggberg), Luzern, Ob- und Nidwalden, Uri, Schwyz, Zug, Appenzell Innerrhoden und Tessin fast nur katholischen Glaubens. Konfessionell gemischt waren hingegen die Kantone Glarus, Aargau, St. Gallen, Graubünden und Genf. Die Verteilung der Konfessionen war das Resultat der Anwendung des Territorialprinzips bei der Wahl der Konfession nach den Religionskriegen des 16. Jahrhunderts; die konfessionell gemischten Kantone wiesen entweder junge Kantonsgrenzen auf (Aargau, St. Gallen, Genf) oder aber kannten eine althergebrachte gemeindeweise Festlegung (Glarus, Graubünden). Parität, das heisst gleichzeitiges Vorhandensein beider Konfessionen am selben Ort, war die Ausnahme; sie galt etwa im Toggenburg, in Teilen der vormaligen Untertanengebiete der Eidgenossenschaft (Thurgau, Echallens) und in einigen Gemeinden Graubündens und von Glarus.
Eine Volksabstimmung 1919 in Vorarlberg zu Verhandlungen mit der Schweiz über einen Beitritt zur Schweizerischen Eidgenossenschaft ergab zwar eine Zustimmung von gut 80 Prozent, weitere Verhandlungen scheiterten an den Reformierten in der Schweiz, die durch einen zusätzlichen Kanton mit Katholiken ihre damalige Mehrheit verloren hätten.
Niklaus von Flüe gilt als Schutzpatron der Schweiz.

## Geschichte

### Vorgeschichte

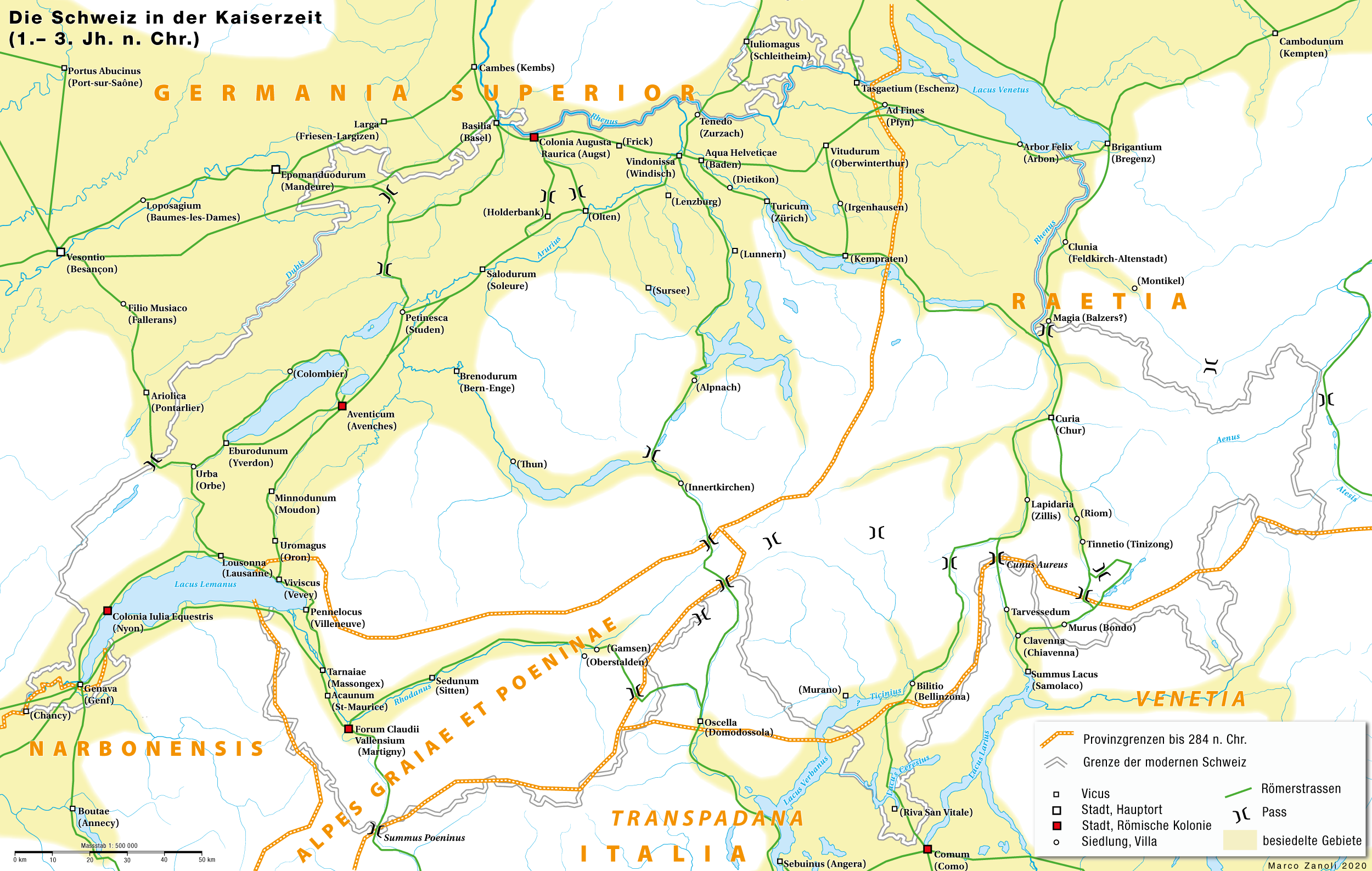
Die Schweiz in römischer Zeit

Das Gebiet der heutigen Schweiz ist seit der Altsteinzeit (Paläolithikum) besiedelt. Spuren der Magdalénien-Kultur finden sich z. B. im Kesslerloch bei Thayngen. Erst nach der letzten Eiszeit, der sogenannten Würm-Kaltzeit, wurde das Schweizer Mittelland durch die Pfahlbauer dichter besiedelt, besonders die Gebiete um die Seen (→ Prähistorische Pfahlbauten um die Alpen). Mit dem Beginn der Eisenzeit setzte die keltische Besiedlung des Mittellands ein. Funde bei La Tène im Kanton Neuenburg gaben der gesamten Periode der jüngeren Eisenzeit ihren Namen (→ Latènekultur). Die Kelten pflegten Handelsbeziehungen bis in den griechischen Kulturraum.
Die Episode um Polyphem aus der Odyssee, die in mündlicher Überlieferung als die «Blendung des Ogers» in der Folklore vieler ethnischer Gruppen weltweit vorkommt, kommt in der schweizerischen Überlieferung für das Gebiet des heutigen Kanton Wallis einer prähistorischen Ursprungsversion am nächsten.

### Frühgeschichte
Vor der Eroberung durch die Römer lebten laut Aufzeichnungen des römischen Feldherrn und Politikers Julius Caesar in seiner Rechtfertigungsschrift für den Gallischen Krieg (→ De bello Gallico) auf dem Gebiet der heutigen Schweiz verschiedene keltische Stämme und Völker: die Helvetier (Mittelland), die Lepontier (Tessin), die Seduner (Wallis, Genfersee) und die Raetier (Ostschweiz). Im Zuge der Ausdehnung des Römischen Reiches (→ Die Schweiz in römischer Zeit) über die Alpen wurde das Gebiet der heutigen Schweiz bis ins 1. Jahrhundert n. Chr. ins Römische Reich integriert und die Bevölkerung romanisiert. Die wichtigsten römischen Städte der Schweiz waren Aventicum (Avenches), Augusta Raurica, Vindonissa (Windisch), Colonia Iulia Equestris (Nyon) und Forum Claudii Vallensium (Martigny). In der Spätantike wurde die Schweiz, ausgehend von den städtischen Zentren, christianisiert. Frühe Bischofssitze waren Genf, Augusta Raurica/Basel, Martigny/Sitten, Avenches/Lausanne und Chur.

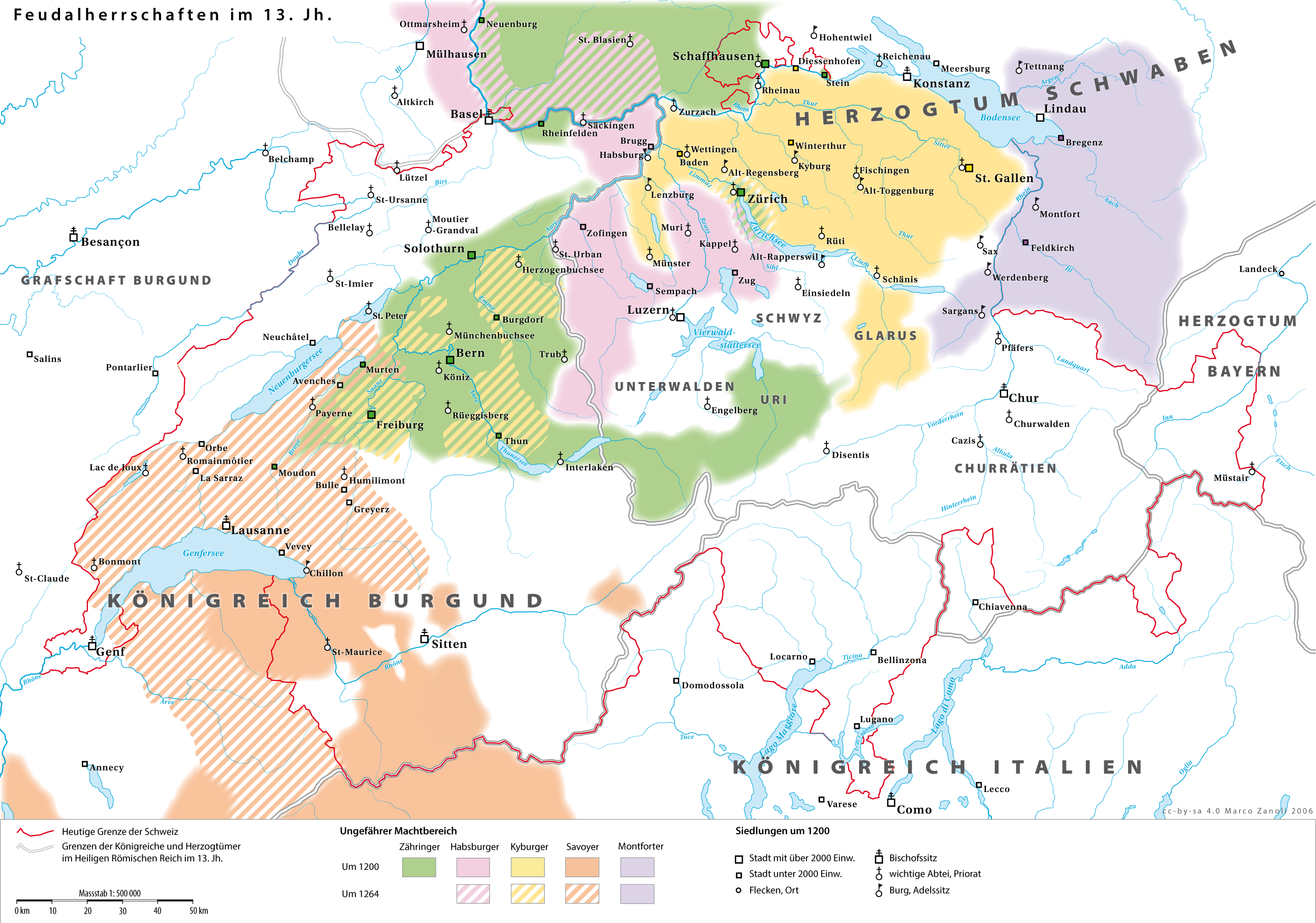
Die Adelsherrschaften in der heutigen Schweiz im Mittelalter um 1200

Nach dem Untergang des Römischen Reiches besiedelten die germanischen Stämme der Burgunder und Alamannen von Norden her kommend das Mittelland und vermischten sich mit der romanisierten Bevölkerung. In den zur Römerzeit stärker besiedelten Gebieten der Westschweiz sowie in den Alpentälern hielten sich romanische Sprachen (später Französisch, Rätoromanisch und Italienisch) und das Christentum, während sich in der Nordschweiz das germanische Alemannisch verbreitete. Bis 746 unterwarfen die Franken die Burgunder und Alemannen, womit die Schweiz Teil des Fränkischen Reiches wurde. Bei der Teilung dieses Reiches kam das Gebiet der Schweiz zum Ostfrankenreich, dem späteren Heiligen Römischen Reich. Ihr Gebiet gehörte dabei grösstenteils zum Stammesherzogtum Schwaben. und zum Königreich Burgund Bis ins 9. Jahrhundert wurden auch die Alamannen ausgehend von wichtigen klösterlichen Zentren wie St. Gallen und Reichenau christianisiert.
In der frühen Geschichte des römisch-deutschen Reichs spielten Adelsgeschlechter aus der Schweiz wie die Habsburger, Kyburger, Lenzburger und Rudolfinger eine wichtige Rolle. Ausserdem waren die Alpenpässe für die deutsche Herrschaft über Italien von grösster Wichtigkeit. So lässt sich erklären, weshalb die deutschen Herrscher immer ein ganz besonderes Augenmerk auf die Talschaften in den Alpen legten und sich bemühten, diese direkt zu beherrschen. Die Bewohner der Talschaften der Innerschweiz sahen diese «Reichsunmittelbarkeit» als Privileg.
Ab Ende des 12. bis ins 14. Jahrhundert erfolgte eine Wanderbewegung von Bewohnern des Oberwallis in weitere Alpengebiete in der Schweiz, nach Nordwestitalien, Liechtenstein und Westösterreich, vereinzelt auch nach Savoyen und Bayern. Die Aussiedler wurden später als Walser bezeichnet. Auf einer Länge von rund 300 km im Alpenbogen bestehen noch heute rund 150 von den Walsern gegründete Dörfer.

### Alte Eidgenossenschaft

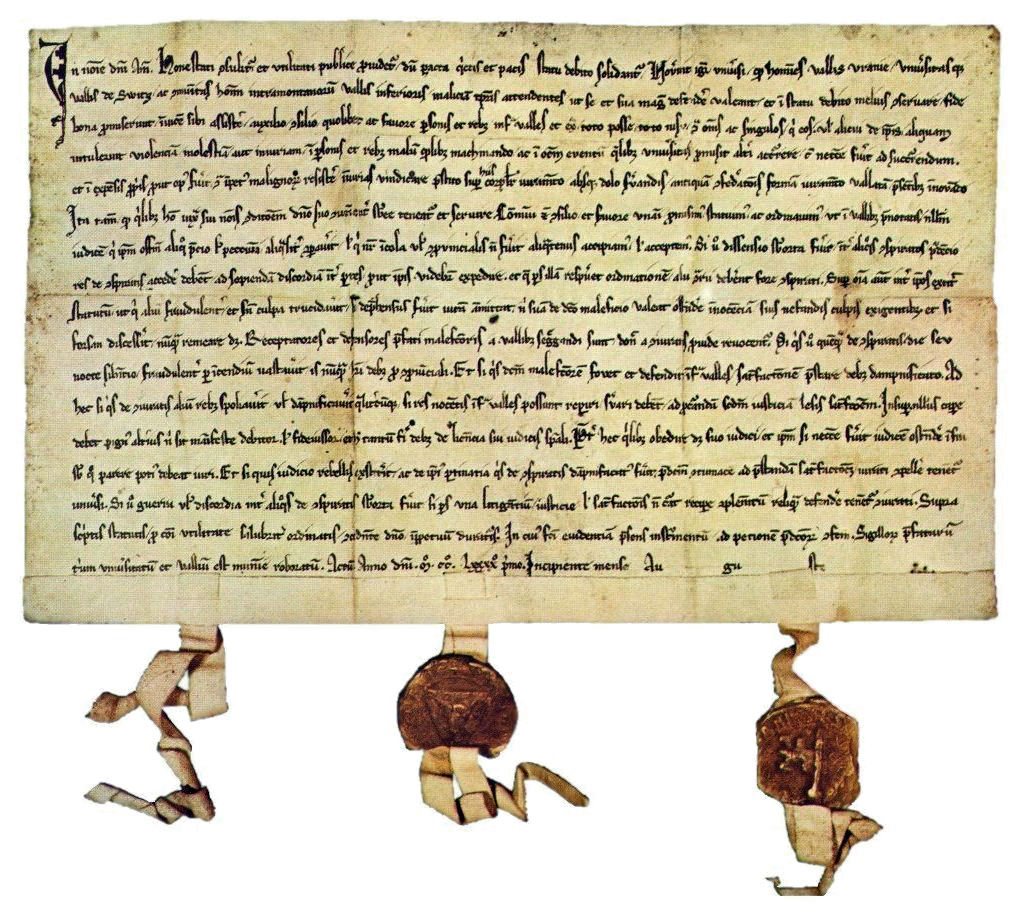
Bundesbrief von 1291

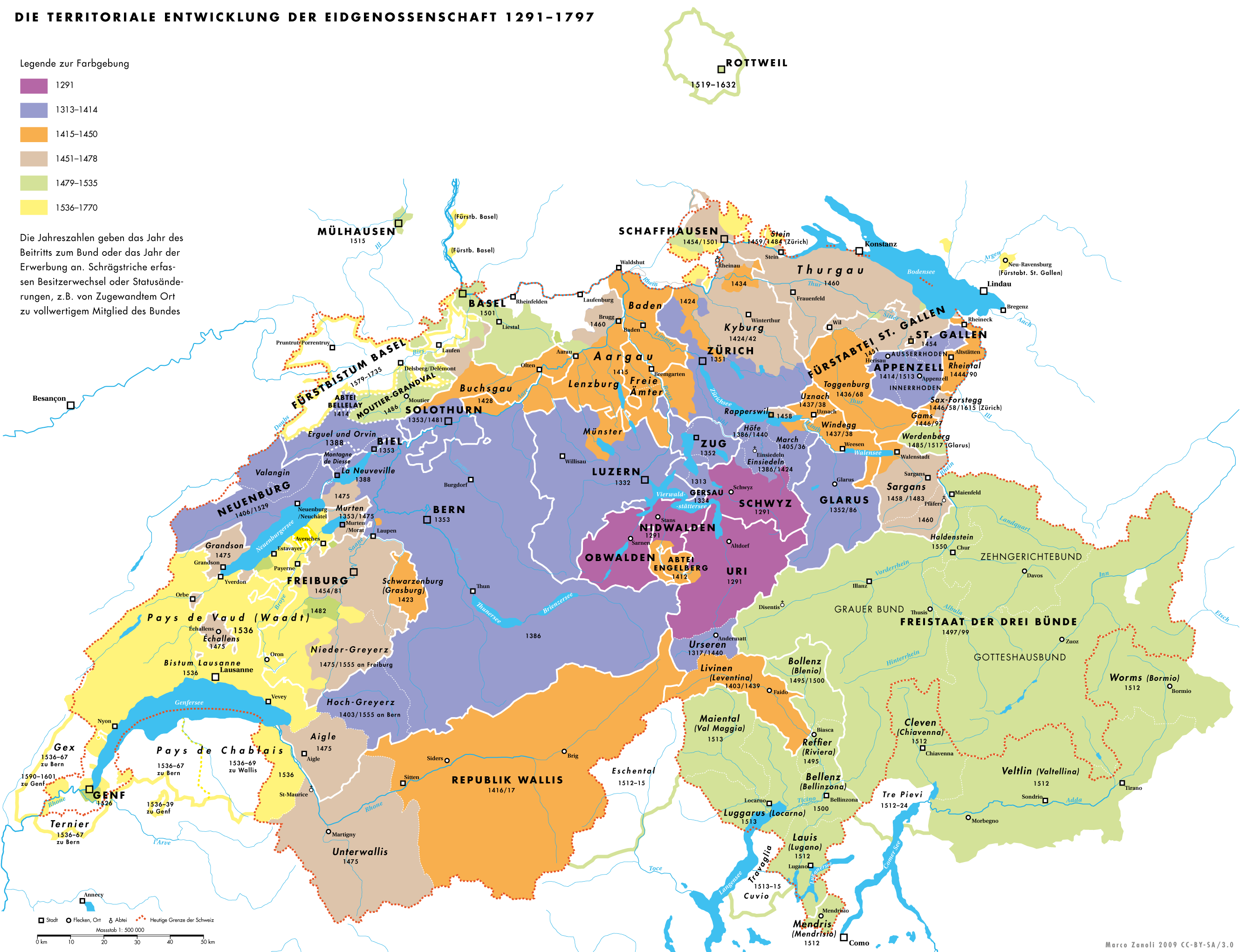
Die territoriale Entwicklung der Alten Eidgenossenschaft bis 1797

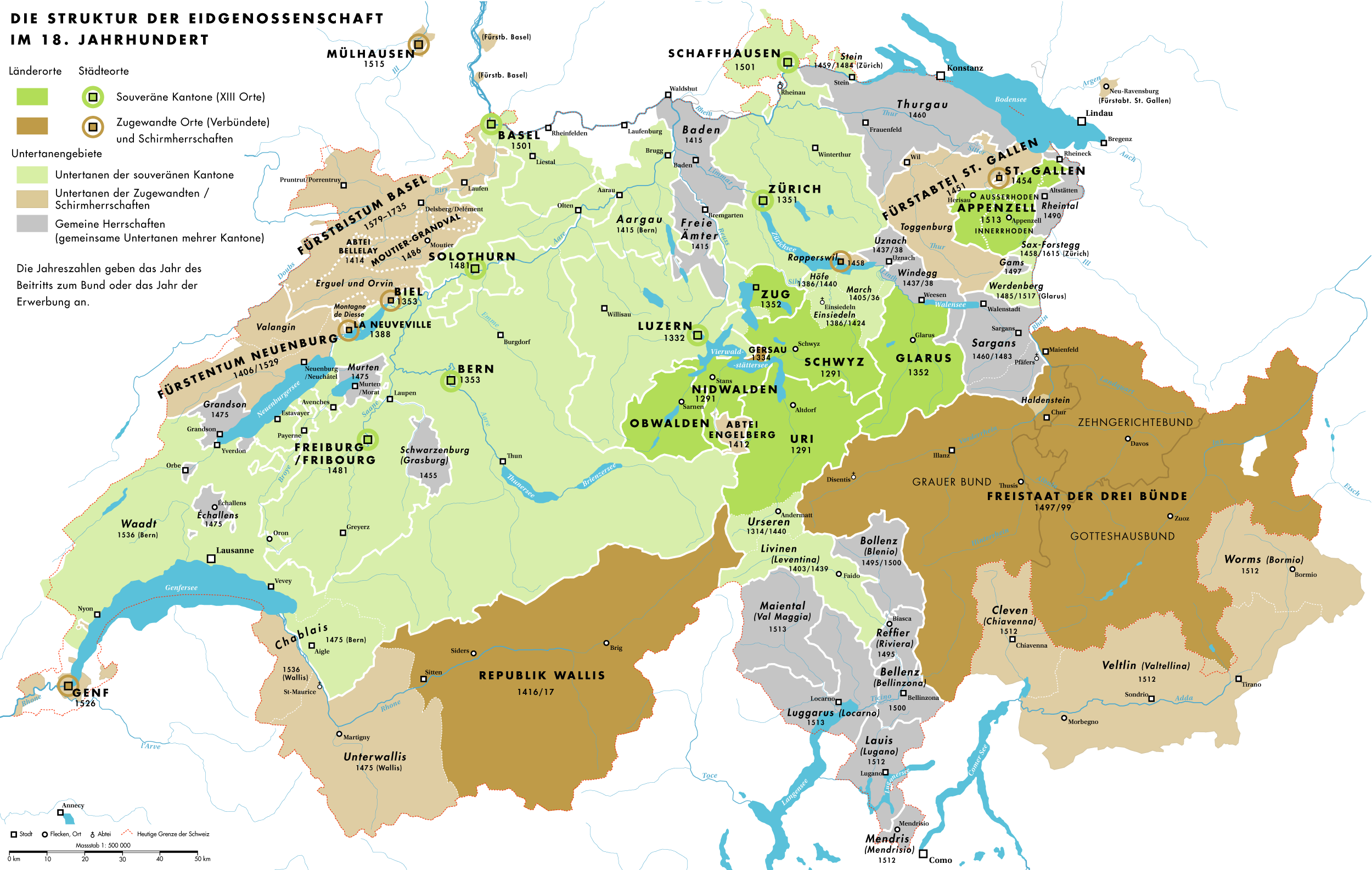
Die Struktur der Alten Eidgenossenschaft im 18. Jahrhundert. In hellen Farben die Untertanengebiete der Stadt- und Länderorte, der Zugewandten Orte sowie die Gemeinen Herrschaften.

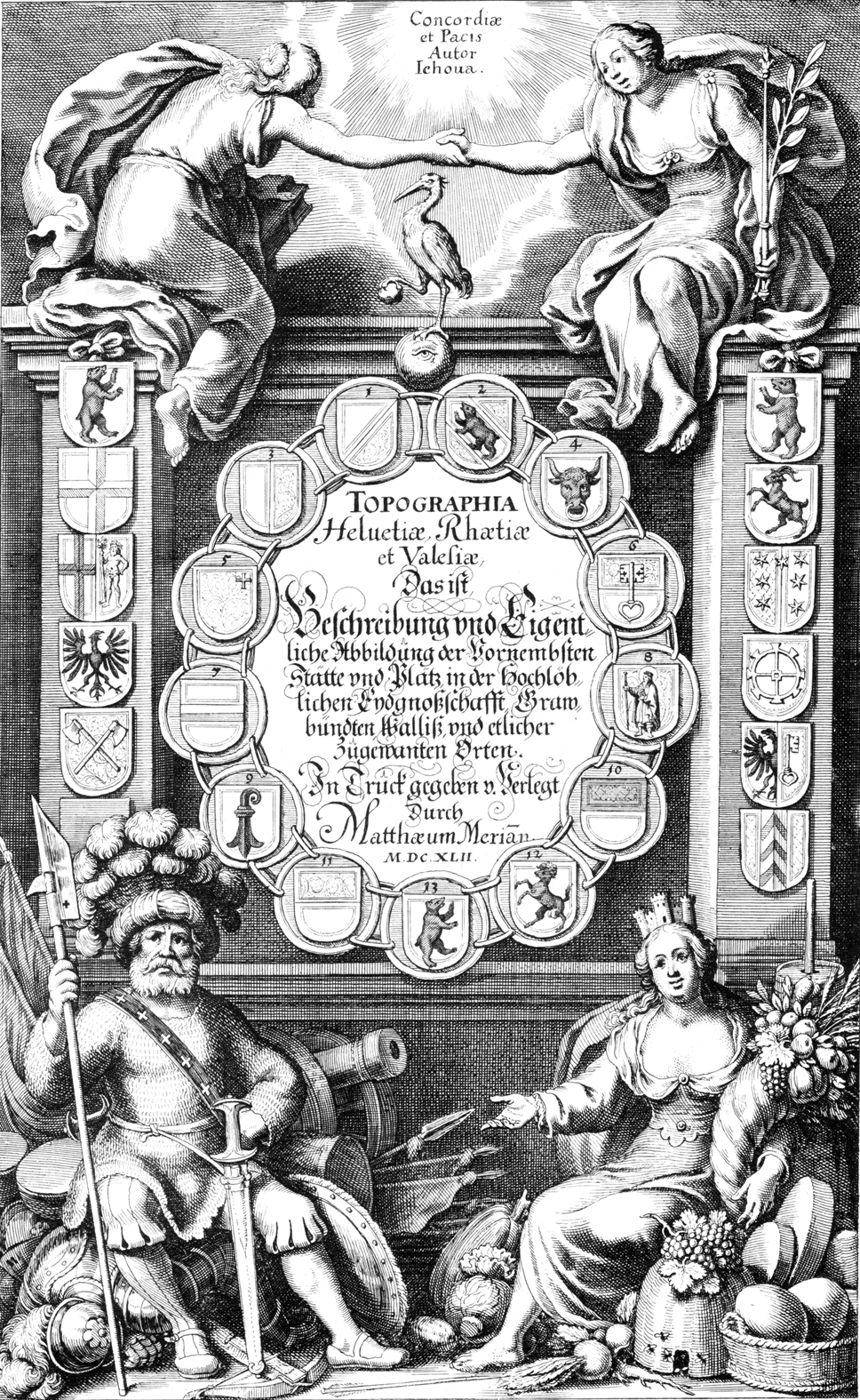
Darstellung der Eidgenossenschaft auf dem Frontispiz der Topographia Helvetiae von Matthäus Merian, 1654

Die drei Urkantone oder Waldstätte (Orte) Uri, Schwyz und (bei allerdings unsicherer Lesart) Unterwalden schlossen 1291 nach dem Tod des deutschen Königs Rudolf I. von Habsburg einen Bund zum Schutz ihrer «alten Freiheiten». Eine diesbezügliche Urkunde, der sogenannte Bundesbrief, ist datiert auf Anfang August 1291. Der Legende nach geschah die Beschwörung dieses Bundes auf dem Rütli. Im 19. Jahrhundert wurde der 1. August 1291 als Datum für die «Gründung» der Alten Eidgenossenschaft und damit der 1. August als Schweizer Nationalfeiertag festgelegt.
Das schlechte Verhältnis zwischen den Eidgenossen und dem Herrscherhaus der Habsburger rührt von der deutschen Königswahl vom 25. November 1314 her, als der Wittelsbacher Ludwig der Bayer und der Habsburger Friedrich der Schöne gleichzeitig zum deutschen König gewählt wurden. Die Eidgenossen hielten zu Ludwig dem Bayern. Dies und ein Überfall auf das Kloster Einsiedeln bewog Leopold I. von Österreich 1315 zu einem Kriegszug gegen die Eidgenossen, der in der Schlacht am Morgarten unglücklich für ihn endete. Um ihre Selbständigkeit gegenüber Habsburg zu wahren, schlossen sich die Reichsstädte Luzern, Zürich, Glarus, Zug und Bern im 14. Jahrhundert dem Bund der Waldstätte an. Das resultierende Gebilde wird als die Acht Alten Orte bezeichnet. Erst als die Städte Zürich, Bern und Luzern durch ihren Beitritt die Eidgenossenschaft zum Instrument ihrer Kooperation machten, erlangte der eidgenössische Bund eine stabile politische Bedeutung, die auch durch die europäischen höfischen Zentren in Wien, Paris und Mailand geduldet wurde.
Die Schlacht am Morgarten ist heute unter Historikern umstritten. Es folgten weitere Auseinandersetzungen mit dem Haus Habsburg: 1386 bei Sempach (die Lombardei, die ihre wirtschaftlichen Interessen durch die Habsburger gefährdet sah, hatte die eidgenössische Bewaffnung finanziert) und 1388 bei Näfels gelang es den Eidgenossen, habsburgische Ritterheere zu schlagen. 1415 eroberten sie (auf Betreiben von Kaiser Sigismund) die habsburgischen Stammlande im Aargau. Zwischen der Stadt Zürich und den übrigen Eidgenossen kam es wegen der Erbschaft der Grafen von Toggenburg zum Alten Zürichkrieg (1436–1450), in dessen Verlauf sich Zürich mit Habsburg verbündete. Zürich war schliesslich zur Rückkehr in die Eidgenossenschaft gezwungen. Ein weiterer Krieg brachte Habsburg 1460 um den Thurgau, sodass sich Herzog Sigismund von Tirol am 11. Juni 1474 in der «Ewigen Richtung» angesichts der Bedrohung durch Herzog Karl den Kühnen von Burgund gezwungen sah, die Alte Eidgenossenschaft als eigenständiges Staatswesen anzuerkennen. 1474 zogen die Eidgenossen auf Wunsch Kaiser Friedrichs III. gegen Karl den Kühnen und zerstörten in den Burgunderkriegen im Verbund mit Lothringen und Habsburg dessen Reich. Bern und Freiburg expandierten in dieser Zeit ins vormals savoyisch und burgundisch kontrollierte Waadtland, das sie bis 1536 ganz eroberten. Freiburg und Solothurn hatten sich 1481 der Eidgenossenschaft angeschlossen.
Der militärische Sieg über die Burgunder bestärkte die Eidgenossenschaft in ihrem Willen nach Selbständigkeit. Aus diesem Grund widersetzte sie sich der Reichsreform des deutschen Königs und späteren Kaisers Maximilian I. Der Versuch Maximilians, die Eidgenossen im Schwabenkrieg gefügig zu machen, endete 1499 im Frieden zu Basel. Als konkrete Folge schlossen sich 1501 Basel und Schaffhausen dem Eidgenössischen Bund an, der sich mit dem Beitritt von Appenzell 1513 zu den Dreizehn Alten Orten weiterentwickelte. Dazu kamen weitere Verbündete, die sogenannten Zugewandten Orte, insbesondere das Wallis und die Drei Bünde, aber auch Monarchien wie die Fürstabtei St. Gallen oder die Grafschaft Neuenburg. Als Gemeine Herrschaften wurden bis 1798 Gebiete bezeichnet, die von mehreren der Dreizehn Alten Orte gemeinsam erobert und als Vogteien auch gemeinsam verwaltet wurden. Dazu zählten u. a. Gebiete in den heutigen Kantonen Thurgau und Tessin. Ausserdem besassen die meisten Orte politisch unselbständige Untertanengebiete.
Die Siege in den Burgunderkriegen und im Schwabenkrieg und ihre moderne Infanterietaktik begründeten den Ruf der eidgenössischen Kämpfer und gaben dem Söldnerwesen enormen Auftrieb. Bis ins 19. Jahrhundert blieb dieses in den ländlichen Regionen der Innerschweiz ein wichtiger Wirtschaftsfaktor.
Die Expansion der Eidgenossenschaft in Richtung Oberitalien erfolgte zur Sicherung der Alpenpässe. Dadurch wurde die Eidgenossenschaft in die komplizierten italienischen Kriege zwischen Habsburg, Frankreich, Venedig, dem Papst, Spanien und den verschiedenen italienischen Potentaten verwickelt. Aus jener Zeit stammt auch die Schweizergarde, die der Papst Julius II. 1506 gründete. Bis 1513 gelang den Eidgenossen die Eroberung des heutigen Tessins und schliesslich sogar von Mailand, über das sie die Schutzherrschaft ausübten. Nach der Niederlage gegen Frankreich in der Schlacht bei Marignano 1515 endete die militärische Dominanz über Oberitalien. Der politische Mythos der Unbesiegbarkeit der Schweizer war widerlegt, und es offenbarte sich die politische Zerstrittenheit der Orte untereinander. Dadurch wurde ab 1515 eine wirksame Aussenpolitik verhindert, und es begann die Phase des «Stillsitzens» (heute Neutralitätspolitik). Die Dreizehn Orte schlossen 1516 den Ewigen Frieden und 1521 ein Soldbündnis mit dem Königreich Frankreich ab und erhielten dafür Pensionen, Zoll- und Handelsvergünstigungen und politischen Beistand bei inneren und äusseren Konflikten. Ausserdem wurde ein Grossteil der ennetbirgischen Gebiete endgültig den Eidgenossen zugesprochen.
Die von Ulrich Zwingli 1519 eingeleitete Reformation (→ Reformation und Gegenreformation in der Schweiz) in Zürich breitete sich im Mittelland aus und führte zu grossen Spannungen zwischen den verschiedenen Kantonen. Nach dem religiös begründeten Ersten und Zweiten Kappelerkrieg kam es 1531 im Zweiten Kappeler Landfrieden (→ Landfriedensbünde der Schweiz) zum Kompromiss: Zürich, Bern, Basel, Schaffhausen und Teile von Graubünden blieben reformiert; die Urkantone, Luzern, Zug, Solothurn und Freiburg blieben katholisch. 1541 setzte Johannes Calvin in Genf die Reformation durch, das durch sein Wirken zum «reformierten Rom» wurde. Trotzdem kam es noch zweimal in den Villmergerkriegen von 1656 und 1712 zu militärischen Auseinandersetzungen zwischen den beiden Konfessionsgruppen unter den Orten. Die Zwinglianer und Calvinisten vereinigten sich 1536 im Helvetischen Bekenntnis und begründeten damit die reformierte Kirche, die sich über England, Schottland und die Niederlande weltweit verbreitete.
Angesichts der Wirren und Verwüstungen des Dreissigjährigen Krieges beschloss die Eidgenossenschaft 1647 im Defensionale von Wil die «immerwährende bewaffnete Neutralität» und verhielt sich in den Kriegen des 17. und 18. Jahrhunderts weitgehend neutral. Im Oktober 1648 erreichten die Schweizer Kantone im Westfälischen Frieden in Deutschland die Anerkennung ihrer Ausgliederung aus dem Heiligen Römischen Reich und wurden somit unabhängig. Die Auslegung des betreffenden Art. VI IPO bzw. § 61 IPM war umstritten, wurde dann jedoch überwiegend als Anerkennung der völkerrechtlichen Souveränität interpretiert. Im Inneren verhinderte die religiöse Spaltung eine Reform des anachronistischen eidgenössischen Bündnisgeflechts. Besonders die städtischen Kantone konsolidierten im 17. und 18. Jahrhundert ihre Herrschaft im Inneren im absolutistischen Sinn und entwickelten sich wirtschaftlich teilweise so stark, dass von einer Proto-Industrialisierung gesprochen werden kann. Trotzdem blieb die Eidgenossenschaft als Ganzes hinter den Entwicklungen zurück und wurde in der zeitgenössischen Literatur als rückständig, ungeordnet und überkommen wahrgenommen. Damit kontrastiert die in der Aufklärung in Literatur und Malerei vorherrschende Darstellung der Schweiz als Alpenidyll, Arkadien oder als Ort urtümlicher Demokratie (Rousseau).

### Helvetische Republik und Restauration

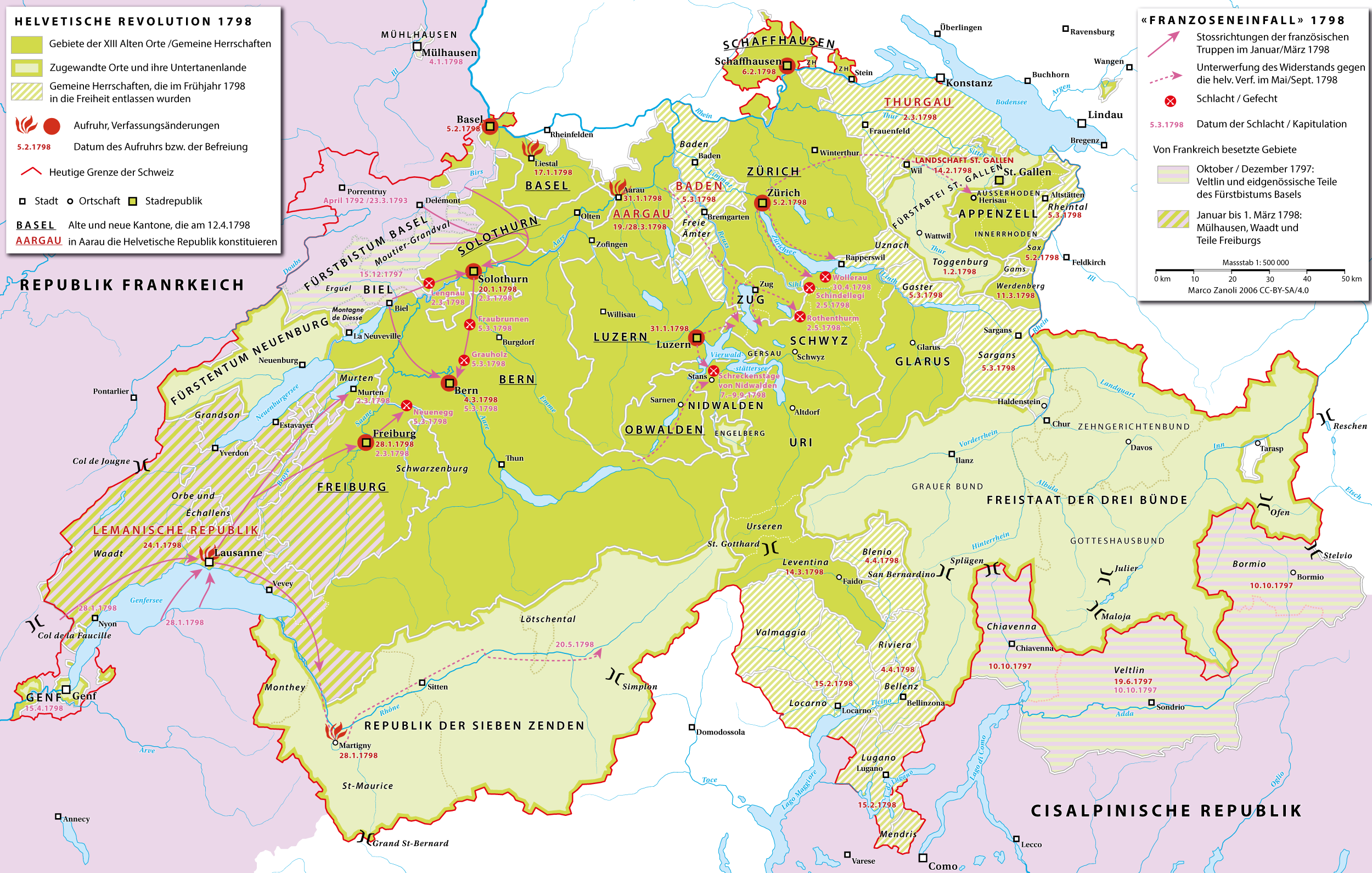
Helvetische Revolution und Franzoseneinfall 1797/98

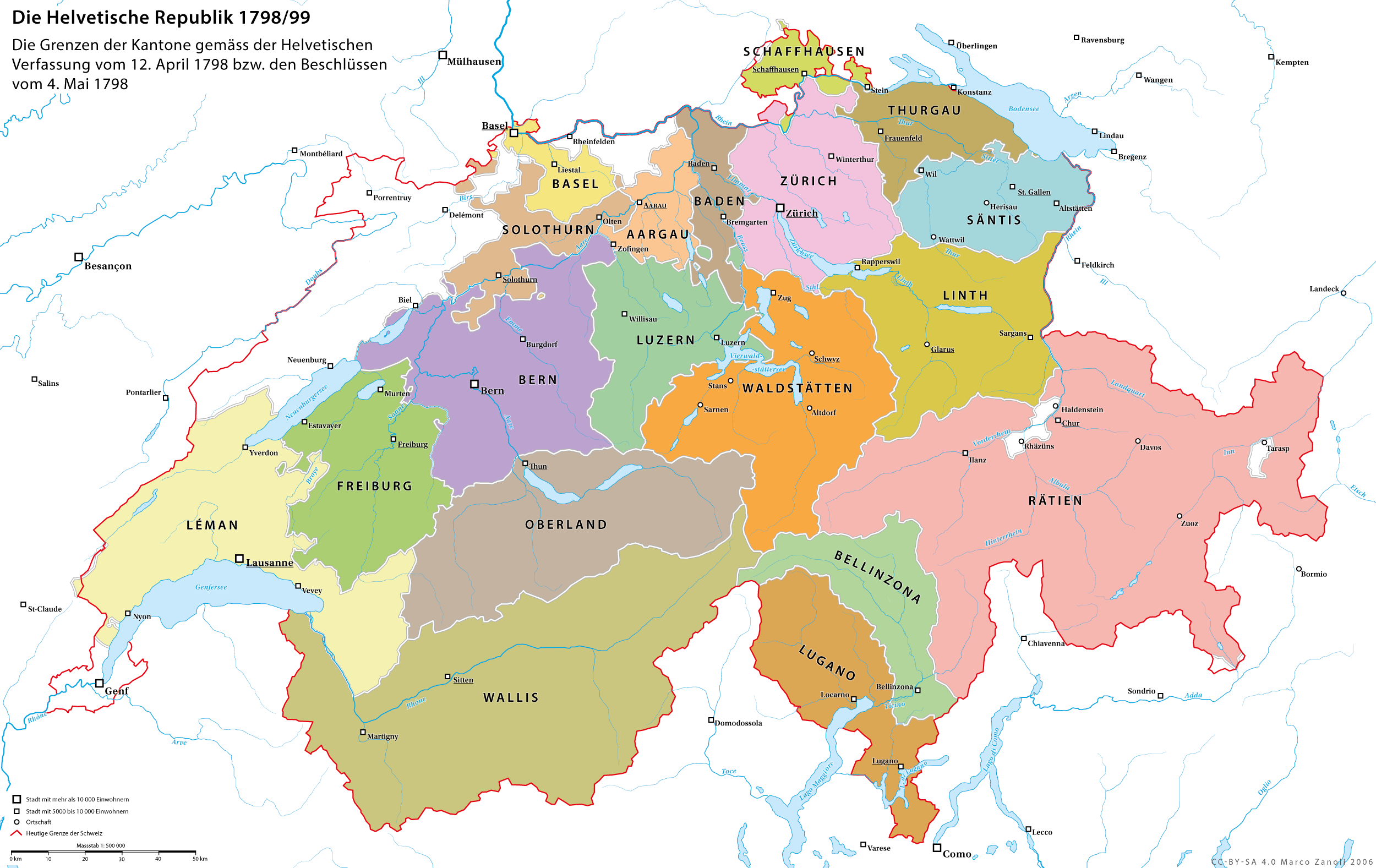
Die Helvetische Republik bis zum Anschluss Graubündens im April 1799

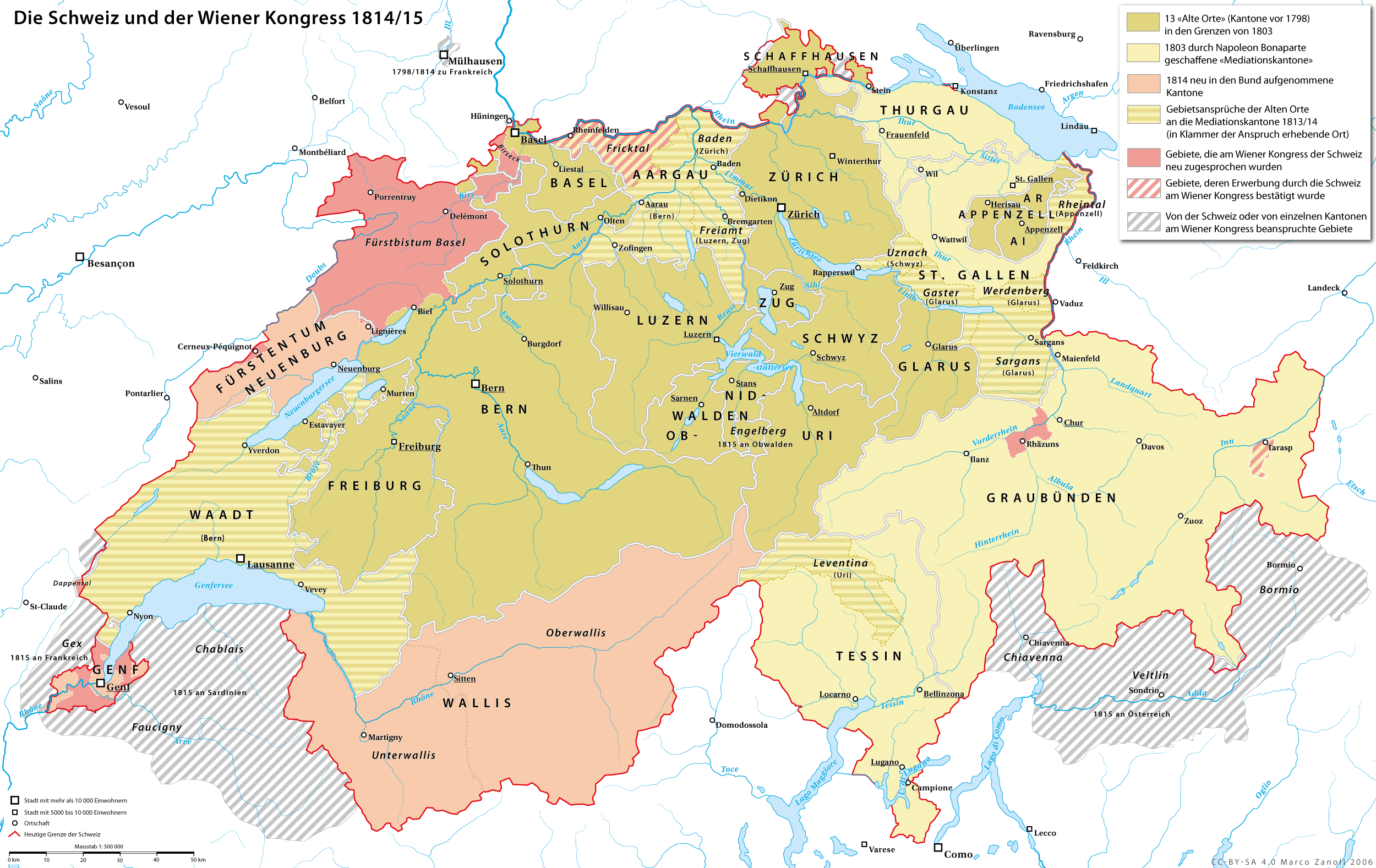
Folgen des Wiener Kongresses für die Schweiz

Am 5. Mai 1798 wurde die Alte Eidgenossenschaft nach kurzer Gegenwehr von Frankreich besetzt und unter der Bezeichnung «Helvetische Republik» als Tochterrepublik seinem Einflussgebiet einverleibt. Die Helvetische Republik war das erste moderne Staatswesen auf Schweizer Gebiet und im Gegensatz zur Tradition als Einheitsstaat stark zentralistisch organisiert. Die bisherigen Unterschiede zwischen Untertanenlande und herrschenden Städten und Orten wurden aufgehoben. Rechtsgleichheit, Schaffung eines einheitlichen Wirtschafts- und Währungsraumes, Glaubens- und Gewissensfreiheit waren nur einige der fortschrittlichen Neuerungen, die damit Eingang in die Schweiz fanden. Als französischer Satellitenstaat wurde die Helvetische Republik jedoch in die Kriegsereignisse der Koalitionskriege hineingezogen und mehrfach Kriegsschauplatz. Nach mehreren Staatsstreichen und der Niederschlagung eines bewaffneten Aufstands verordnete Napoleon Bonaparte 1803 in der Mediationsakte der Schweiz wieder eine föderalistische Verfassung mit autonomen Kantonen. Als Staatsname wurde die Bezeichnung «Schweizerische Eidgenossenschaft» festgelegt. Die ehemaligen Untertanengebiete und die Zugewandten Orte wurden in die neuen Kantone St. Gallen, Graubünden, Aargau, Thurgau, Tessin und die Waadt umgewandelt.
1815 wurden die inneren und äusseren Grenzen der Schweiz im Wiener Kongress international anerkannt. Zu den 19 Kantonen der Mediationszeit kamen nun noch Neuenburg, Wallis und Genf hinzu, der Kanton Bern erhielt das Gebiet des Fürstbistums Basel. Im Zweiten Pariser Frieden vom 20. November 1815 verordneten die Grossmächte der Schweiz die «immerwährende bewaffnete Neutralität», um ihr Gebiet dem Einfluss Frankreichs zu entziehen. Die Schweiz wurde durch den «Bundesvertrag» wieder zu einem Staatenbund, sodass während der folgenden Epoche der Restauration die Eigenständigkeit der Kantone gegenüber der napoleonischen Zeit wieder grösser war. Der Kanton Jura entstand erst 1979 durch die Abspaltung eines Teils des 1815 zum Kanton Bern geschlagenen Gebiets.

### Sonderbundskrieg
Streitigkeiten zwischen den liberal-progressiven und den konservativ-katholischen Kantonen Luzern, Schwyz, Uri, Zug, Ob- und Nidwalden, Freiburg und Wallis (Sonderbund) führten 1847 zum Sonderbundskrieg. Der Bürgerkrieg dauerte vom 3. November bis zum 29. November 1847, als sich das Wallis als letzter der konservativ-katholischen Kantone dem Gegner ergab. Nach offiziellen Angaben hatte der Sonderbundskrieg 150 Menschen das Leben gekostet und rund 400 Verletzte gefordert. Er war die bislang letzte militärische Auseinandersetzung auf Schweizer Boden.

### Gründung und Konsolidierung des neuen Schweizer Bundesstaates
Nach dem Sieg der liberal-progressiven über die konservativ-katholischen Kantone im Sonderbundskrieg wurde die Schweiz in den modernen Bundesstaat umgewandelt und die Autonomie der Kantone durch die Bundesverfassung von 1848 eingeschränkt. Zum Sitz der Bundesbehörden und des Parlaments wurde Bern bestimmt (siehe Hauptstadtfrage der Schweiz). Der neu entstandene schweizerische Bundesstaat war in seinen Anfängen politisch von der freisinnigen Bewegung dominiert. Sie stellte die Mehrheit in der Bundesversammlung und den gesamten Bundesrat. Die Bundesverfassung wurde bis jetzt zweimal total revidiert, nämlich 1874 und 1999. Am 1. Januar 1849 wurde die Schweizerische Post (→ Postgeschichte und Briefmarken der Schweiz) gegründet.
In den ersten 25 Jahren seines Bestehens musste der noch junge Bundesstaat wegen kriegerischer Bedrohungen viermal einen General wählen. Dem erfahrenen und im Sonderbundskrieg umsichtig agierenden General Guillaume Henri Dufour wurde in den Jahren 1849 (Büsinger-Handel), 1856 (Neuenburgerhandel) und 1859 (Savoyerhandel) von der Bundesversammlung erneut der Oberbefehl über das Schweizer Heer übertragen. General Hans Herzog war während des Deutsch-Französischen Kriegs (1870/71) (→ Schweiz im Deutsch-Französischen Krieg) für den Schutz der Landesgrenzen verantwortlich. Im Februar 1871 überquerten unter den Augen der Schweizer Armee etwa 87'000 Mann der geschlagenen französischen «Bourbaki-Armee» in den Kantonen Neuenburg und Waadt die Grenze und wurden interniert. Die Aufnahme und Pflege der entkräfteten Soldaten ist die grösste humanitäre Aktion, welche die Schweiz je durchgeführt hat. (→ Schweiz im Deutsch-Französischen Krieg).
Auf Initiative von Henry Dunant erfolgte 1864 in Genf die Gründung des Internationalen Komitees vom Roten Kreuz.
1866 wurden den Schweizer Juden die vollen Bürgerrechte sowie die Niederlassungsfreiheit in der ganzen Schweiz gewährt. Die vollständige Glaubensfreiheit folgte jedoch erst mit der Totalrevision der Schweizer Bundesverfassung 1874 (→ Judentum in der Schweiz).
Während der zweiten Hälfte des 19. Jahrhunderts wurde die Schweiz von einer starken Welle der Industrialisierung erfasst. Man kann den Umgang mit der Natur am besten als Versuch einer systematischen Naturbeherrschung durch technische Netzwerke beschreiben. Drei technische Netzwerke waren besonders wichtig in dieser Entwicklung: Topographische Karten (ca. 1848 durch Guillaume-Henri Dufour) hatten die Landschaften der Schweiz in einen systematischen Zusammenhang gebracht, Telegraphenlinien (ca. 1852) hatten Informationsflüsse in ihrem Leitungsnetz kanalisiert, Eisenbahnlinien (ca. 1851 speziell durch Alfred Escher) hatten die Erreichbarkeit von Ortschaften grundlegend verändert. Diese neuen Netze gaben die Planungs- und Verwaltungsgrundlagen über die natürlichen Räume der Schweiz, veränderten aber auch die Wahrnehmung und Beziehung der Menschen zur Natur. Wie kein anderer nahm der Politiker, Wirtschaftsführer und Eisenbahnunternehmer Alfred Escher Einfluss auf die politische und wirtschaftliche Entwicklung der Schweiz in jener Zeit. Nebst seinen politischen Ämtern war er massgeblich beteiligt bei den Gründungen der Schweizerischen Nordostbahn, des Eidgenössischen Polytechnikums, der Schweizerischen Kreditanstalt, der Schweizerischen Lebensversicherungs- und Rentenanstalt, der Schweizerischen Rückversicherungs-Gesellschaft sowie der Gotthardbahn.
Immer deutlicher zeigten sich die Schattenseiten der Industrialisierung, zum Beispiel in der Kinderarbeit. Als erste Kantone erliessen Glarus und Zürich Fabrikgesetze zum Schutze der Arbeiter. 1877 übernahm der Bundesstaat die entsprechende Gesetzgebungskompetenz, um die schlimmsten Missstände landesweit zu bekämpfen.
Auf religiösem und kulturellem Gebiet fand die Konfrontation zwischen dem Liberalismus und dem Konservatismus ihre Fortsetzung im Kulturkampf. Die Integration der Katholisch-Konservativen in den neuen Bundesstaat erfolgte 1891 durch die Wahl von Josef Zemp in den Bundesrat. Er war der erste Katholik in der Landesregierung. Zuvor war das Gremium seit Gründung des Bundesstaates ausschliesslich mit Vertretern der Liberalen besetzt gewesen. Seither traten die bürgerlichen Parteien mehr oder weniger geschlossen gegen die Arbeiterbewegung in der Schweiz an (seit dem Ersten Weltkrieg im «Bürgerblock»).

### Zwischen Erstem und Zweitem Weltkrieg
Während des Ersten Weltkriegs (→ Die Schweiz im Ersten Weltkrieg) bewahrte die Schweiz ihre bewaffnete Neutralität. Unter General Ulrich Wille erfolgte die Grenzbesetzung 1914–1918. Die Schweiz wurde im Ersten Weltkrieg – obwohl ab 1915 vollständig von kriegführenden Nachbarstaaten umgeben – nicht durch eine Invasion in Mitleidenschaft gezogen. Die Kriegsjahre stellten Volk und Armee jedoch vor schwere innere Probleme.
Im Landesstreik von 1918 kam es zur bisher schärfsten Konfrontation zwischen Arbeiterschaft und Bürgertum in der Schweiz. Die Arbeiterbewegung konnte sich politisch auf nationaler Ebene erst nach der Einführung des Proporzwahlverfahrens 1919 etablieren.
Die Schweiz und das Fürstentum Liechtenstein unterzeichneten 1923 den heute noch gültigen Zollvertrag.
Das Friedensabkommen in der Metall- und Uhrenindustrie zwischen Arbeitgeber- und Arbeitnehmerorganisationen läutete 1937 das Zeitalter des Arbeitsfriedens und der Gesamtarbeitsverträge ein. Seitdem sind Streiks in der Schweiz äusserst selten. Aus den Nationalratswahlen 1943 ging die Sozialdemokratische Partei der Schweiz (SP) als stärkste Fraktion hervor. In der Folge wurde mit Ernst Nobs erstmals ein Sozialdemokrat in den Bundesrat gewählt. Mit der Einführung der Alters- und Hinterbliebenenversicherung (AHV) 1948 ging eine weitere Forderung aus dem Generalstreik in Erfüllung.
Nach dem Ausbruch des Zweiten Weltkriegs (→ Die Schweiz im Zweiten Weltkrieg) berief sich die Schweiz erneut auf die bewaffnete Neutralität und ordnete die allgemeine Mobilmachung der Armee unter dem Oberbefehlshaber General Henri Guisan an. Die Schweizer Armee zog sich mit dem Aktivdienst ins Réduit zurück, um einem deutschen Angriff möglichst harten Widerstand in Gebirgsstellungen entgegenzuhalten. Der Bevölkerung der Schweiz wurde durch die behördlich geförderte Bewegung der «Geistigen Landesverteidigung» ein starker Behauptungswillen gegen den Nationalsozialismus vermittelt. Die Schweiz nahm während der Herrschaft der Nationalsozialisten in Deutschland zeitweise Flüchtlinge auf, wies aber nach einiger Zeit gezielt Juden und vor allem als «politisch Verfolgte» eingestufte Flüchtende zurück. Als Reaktion trat der jüdische Nationalrat David Farbstein 1938 zurück. Am 31. August 1938 drohte die Schweiz an, das deutsch-schweizerische Sichtvermerksabkommen aufzukündigen, mit dem 1926 ein visafreier Grenzübertritt vereinbart worden war und das nach dem Anschluss Österreichs ohne formellen Vertrag auch dort Anwendung fand. Um die Visafreiheit für «deutschblütige» Staatsangehörige zu erhalten, erklärte sich die deutsche Seite nach mehrtägigen Verhandlungen am 29. September 1938 bereit, die Reisepässe von Juden besonders zu kennzeichnen. Pässe mit einem Judenstempel berechtigten den Inhaber zum Grenzübertritt nur dann, wenn vorher ein Visum zur Durchreise oder zum Aufenthalt erteilt worden war. Viele Flüchtlinge wurden an den Grenzen zurückgeschickt, manche wurden sogar festgenommen und an deutsche Behörden ausgeliefert. Die ins Land gelassenen Flüchtlinge wurden spätestens nach Kriegsbeginn in Lager interniert. Sie durften sich in keiner Weise politisch äussern. In den Konzentrationslagern der Nazis litten zwischen 1933 und 1945 auch rund 1000 Schweizer Bürger, mindestens 200 davon starben. Keine gewalttätige Auseinandersetzung hat in den letzten 200 Jahren mehr Schweizer Todesopfer gefordert. (→ Schweizer in Nazi-Konzentrationslagern)
1942 trat nach 24 Jahren Vorbereitung das Schweizerische Strafgesetzbuch in Kraft (zuvor hatte jeder Kanton sein eigenes Strafgesetzbuch). So sind homosexuelle Handlungen in der Schweiz seit 1942 legal (→ Geschichte der Homosexualität in der Schweiz).

### Die Schweiz seit dem Ende des Zweiten Weltkrieges
Die Schweiz war nach dem Sieg der Alliierten zunächst aussenpolitisch isoliert. Die Siegermächte betrachteten die Schweizer als «Kriegsgewinnler», die mit den Nazis kooperiert hatten. Mit dem Abkommen von Washington willigte die Schweiz 1946 ein, für den Wiederaufbau Europas 250 Millionen Franken zu zahlen, dafür wurden Schweizer Konten entsperrt und die «Schwarze Liste» gelöscht, auf der Schweizer Unternehmen standen, die mit den Nazis kooperiert hatten.

Die Schweizer Bevölkerung half durch die Schweizer Spende und die Kinderhilfe des Schweizerischen Roten Kreuzes der notleidenden Bevölkerung im Nachkriegseuropa. Notleidende österreichische und deutsche Kinder wurden nach dem Zweiten Weltkrieg von Schweizer Gasteltern als Schweizer Kinder eingeladen.

EFTA (seit 1995)
Mitgliedstaaten
Ehemalige Mitglieder

1960 wurde die Schweiz Mitglied der neugegründeten Europäischen Freihandelsassoziation (EFTA). Die Schweiz gehörte 1961 zu den Gründungsmitgliedern der Organisation für wirtschaftliche Zusammenarbeit und Entwicklung (OECD). Nach längerer innenpolitischer Auseinandersetzung, die sich hauptsächlich um die Frage der Neutralität drehte, trat die Schweiz 1963 dem Europarat bei und ratifizierte 1974 die Europäische Menschenrechtskonvention. 1970 unternahm der Bundesrat erste Schritte der Schweiz in Richtung EWG, die 1972 in einem Freihandelsabkommen mündeten. 1973 erfolgte der Beitritt zur Organisation für Sicherheit und Zusammenarbeit in Europa (OSZE).
1969 und 1970 erschütterten drei Terroranschläge gegen die Luftfahrt das Land. Dabei kamen insgesamt 51 Menschen ums Leben, und die Swissair verlor zwei Flugzeuge (→ Palästinensische Terroranschläge von 1969 und 1970 gegen die Schweiz). 1982 wurden die Pilatus-Flugzeugwerke in Stans Opfer eines Brandanschlags.
Die Jurafrage beschäftigte die Schweiz während Jahrzehnten. Schliesslich wurde 1979 durch die Abspaltung der französischsprachigen Amtsbezirke Delsberg, Ajoie und Freiberge vom Kanton Bern der neue Kanton Jura gegründet.
Nach jahrzehntelangem Kampf wurde 1971 in einer Volksabstimmung das Frauenstimmrecht angenommen. Als erste Frau wurde Elisabeth Kopp 1984 in den Bundesrat gewählt.
Die Armee konnte in der Schweiz bis in die 1990er Jahre eine bedeutende gesellschaftliche Stellung behaupten, da durch ihren Aufbau als Milizarmee eine starke Verflechtung von zivilen und militärischen Führungskadern gegeben war. Bereits in den 1970er Jahren und verstärkt anlässlich der GSoA-Armeeabschaffungsinitiative 1989 kam es aber auch zu Spannungen zwischen Traditionalisten und Kritikern um die Rolle der Armee in der Gesellschaft. Seit dem Ende des Kalten Krieges nahm der Einfluss der Schweizer Armee auf die Zivilgesellschaft stark ab.
Seit den 1990er Jahren wurden problematische Themen der Vergangenheit aufgegriffen wie die Verfolgung der Jenischen durch das Programm «Kinder der Landstrasse», die Verdingkinder-Problematik, die administrative Versorgung, die Zwangssterilisationen, die wirtschaftlichen Beziehungen mit dem Apartheid-Staat Südafrika oder die Rolle der Schweizer Banken im Zusammenhang mit Fluchtgeldern von Diktatoren der Dritten Welt. In den späten 1990er Jahren entbrannte ein Streit über die Entschädigung verlorener jüdischer Vermögen bei Schweizer Banken in der Zeit von 1933 bis 1945. Die Rolle der Schweiz im Zweiten Weltkrieg wurde deshalb im Bergier-Bericht kritisch aufgearbeitet.
Der von der Regierung angestrebte Beitritt zum Europäischen Wirtschaftsraum (EWR) scheiterte am 6. Dezember 1992 in der Volksabstimmung (→ Alleingang der Schweiz). Ab 1999 stimmte das Volk mehreren bilateralen Verträgen mit der Europäischen Union zu. 2005 trat die Schweiz auch dem Schengen- und dem Dublin-Abkommen bei. In der Abstimmung vom 10. September 2002 beschloss das Volk den Beitritt der Schweiz zu den Vereinten Nationen (UNO).
Von 2014 bis 2021 fanden Verhandlungen für ein Rahmenabkommen EU-Schweiz statt. Als Ergebnis wurde im November 2018 ein Vertragsentwurf vorgelegt, der jedoch nicht umgesetzt wurde. Im Mai 2021 wurden die Verhandlungen von der Schweiz ergebnislos abgebrochen.
Wegen der Covid-19-Pandemie erklärte der Bundesrat die «besondere Lage» nach Epidemiengesetz mit Wirkung ab 28. Februar 2020. Sie wurde ab 16. März 2020 durch die «ausserordentliche Lage» abgelöst, die bis am 19. Juni 2020 galt. Die ausserordentliche Lage gab dem Bundesrat die Befugnis, mit Notrecht zu regieren. Es war das erste Mal seit dem Zweiten Weltkrieg, dass der Bundesrat längere Zeit von dieser Möglichkeit Gebrauch machte. Die Bundesversammlung beschloss mit dem Covid-19-Gesetz vom 25. September 2020 die notwendige gesetzliche Grundlage für die Notverordnungen des Bundesrates und beendete damit die Anwendung von Notrecht.
Die UNO-Generalversammlung wählte am 9. Juni 2022 die Schweiz mit 187 von 190 gültigen Stimmen als eines von zehn nichtständigen Mitgliedern in den UNO-Sicherheitsrat. Das zweijährige Mandat dauert vom 1. Januar 2023 bis zum 31. Dezember 2024. Alle grossen Parteien befürworteten die Kandidatur, mit Ausnahme der SVP. Sie äusserte Bedenken wegen der Neutralität.

## Wissenschaft

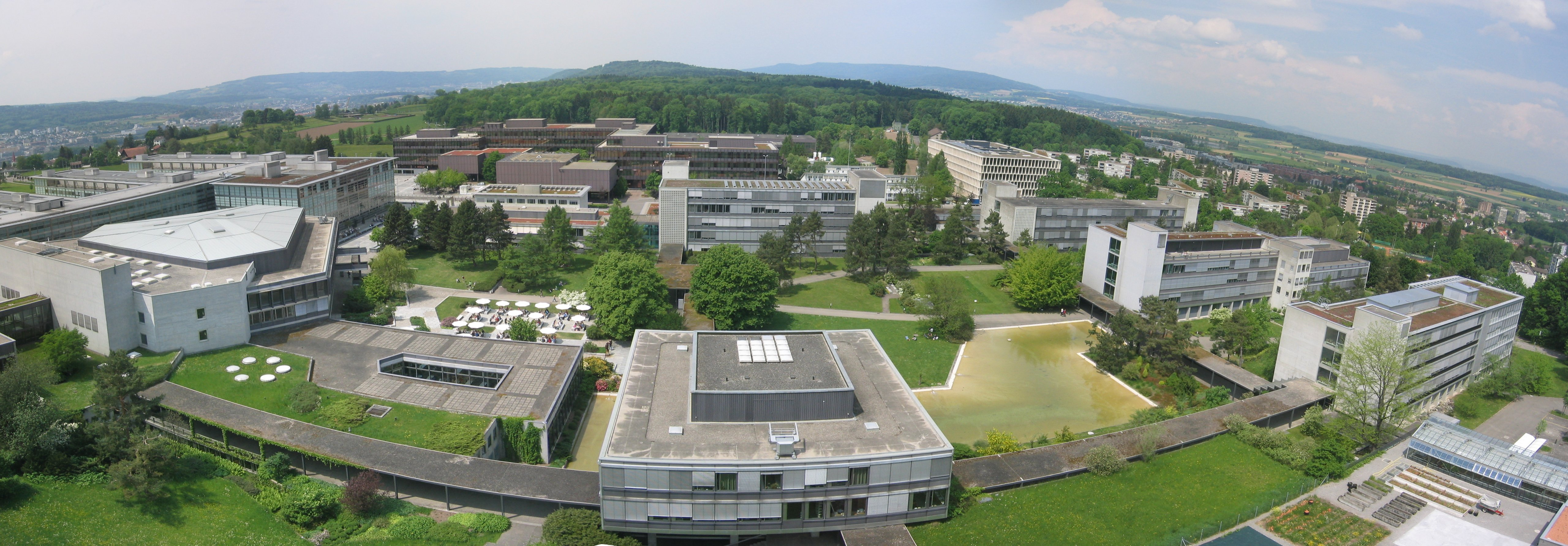
ETH Zürich auf dem Hönggerberg

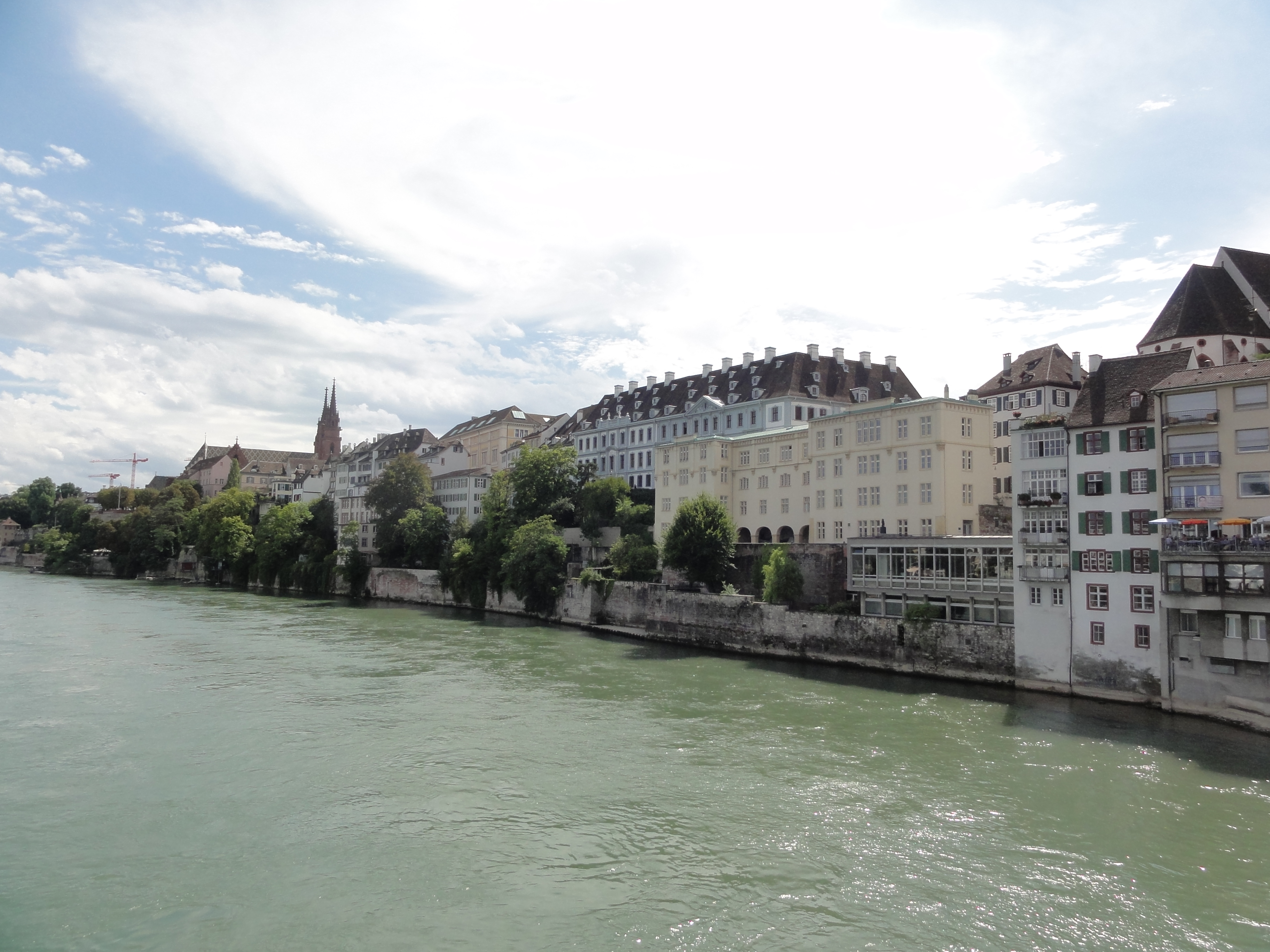
Universität Basel, erste Hochschule der Schweiz und eine der Geburtsstätten des europäischen Humanismus

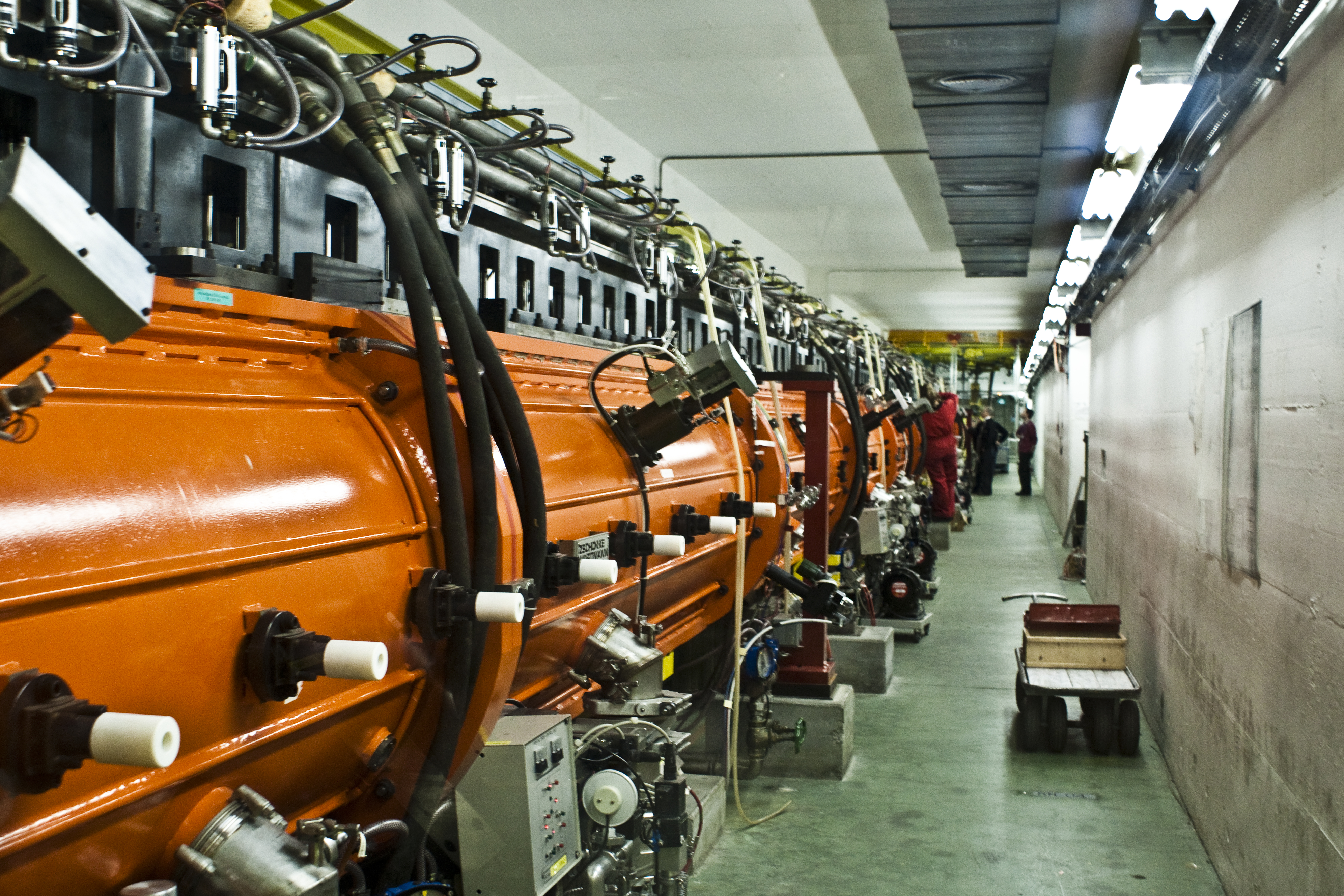
Linearbeschleuniger im CERN bei Meyrin (GE)

### Reihenfolge des Eintritts der Kantone in die Eidgenossenschaft
| 1291                   | 1332   | 1351   | 1352       | 1353 | 1481               | 1501               | 1513      | 1803                                              | 1815                  | 1979                              |
| ---------------------- | ------ | ------ | ---------- | ---- | ------------------ | ------------------ | --------- | ------------------------------------------------- | --------------------- | --------------------------------- |
| Uri Schwyz Unterwalden | Luzern | Zürich | Glarus Zug | Bern | Freiburg Solothurn | Basel Schaffhausen | Appenzell | St. Gallen Graubünden Aargau Thurgau Tessin Waadt | Wallis Neuenburg Genf | Jura (Abtrennung vom Kanton Bern) |

### Herkunft des Namens

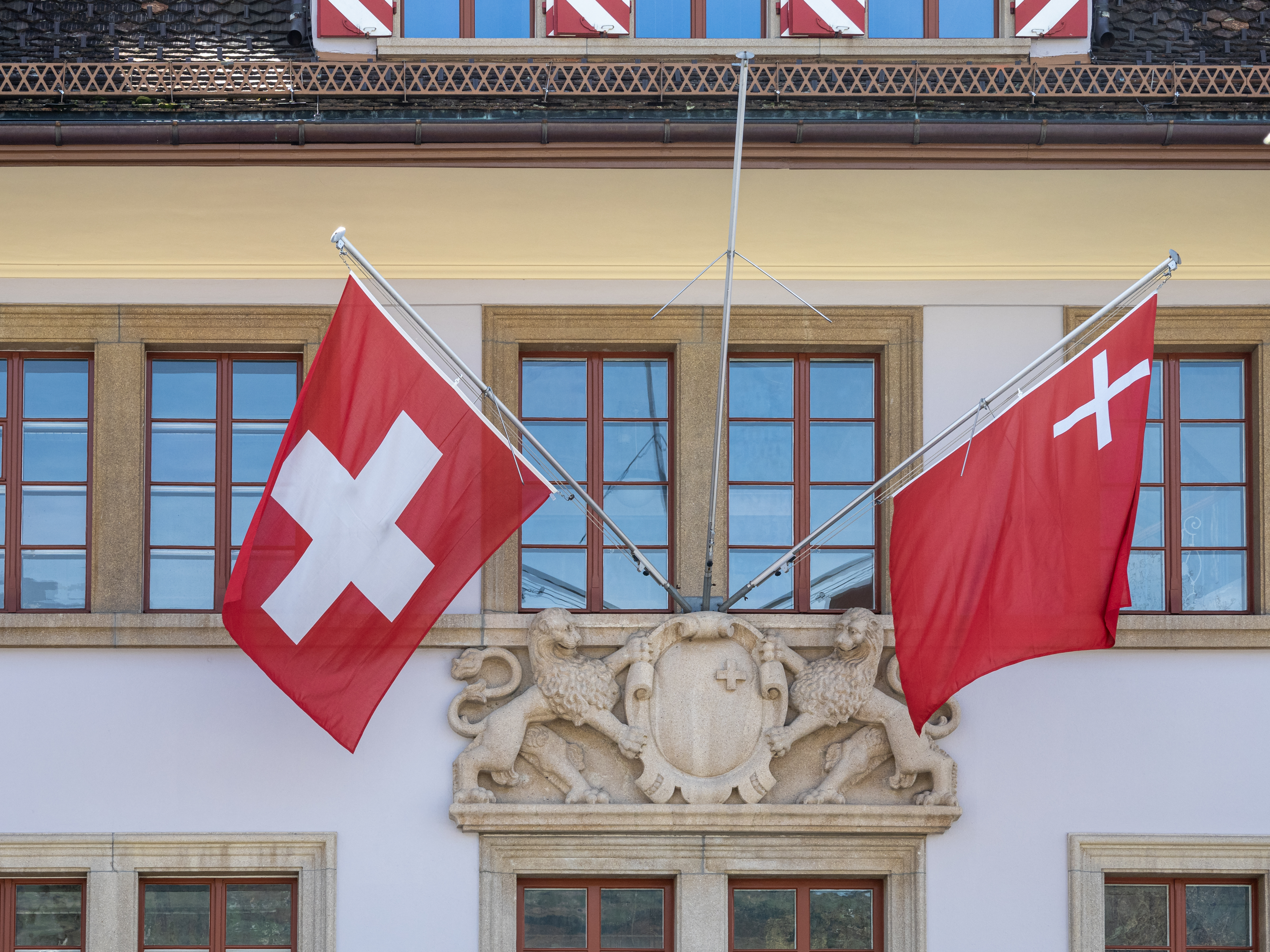
Schweizer und Schwyzer Fahne

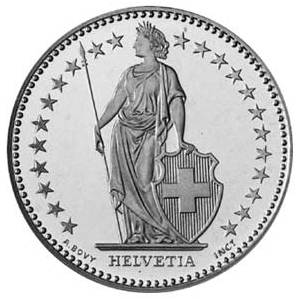
Helvetia auf dem 2-Franken-Stück

Der Landesname «Schweiz» ist sprachgeschichtlich identisch mit dem Orts- und Kantonsnamen «Schwyz» (vgl. dort). In den Kriegen der alten Eidgenossen gegen die Habsburger spielten die Schwyzer Truppen eine wichtige Rolle. Die Schwyzer hatten zudem eine grosse Bedeutung für das europäische Söldnergeschäft. Nach der Schlacht bei Sempach von 1386 wurde der Name «Swiz» oder «Sweiz» legendär: Die deutschen Chronisten bezeichneten nun alle Eidgenossen so. Das erste schriftliche Zeugnis dafür stellt ein Rechtsdokument des Königs Sigismund aus dem Jahr 1415 dar, in dem von «Schweizern» die Rede ist.
Die Mitglieder der Eidgenossenschaft benutzten diesen Sammelnamen ab dem Schwabenkrieg von 1499, als die als «Schweizer» beschimpften Eidgenossen in trotzigem Stolz anfingen, sich selbst so zu bezeichnen. Offiziell benutzten sie aber weiterhin den – sachlich zutreffenderen – Begriff «Eidgenossen». Erst im 18. Jahrhundert begann der Chronist Johannes von Müller damit, die Eidgenossen als «schweizerische Eidgenossen» zu bezeichnen. 1803 wurde dieser Begriff in der Mediationsverfassung erstmals amtlich gebraucht.
Der lateinische Name der Schweiz, Confoederatio Helvetica, nimmt Bezug auf den antiken keltischen Stamm der Helvetier, der im Schweizer Mittelland und in Teilen Süddeutschlands siedelte.
Nach dem Ende der Alten Eidgenossenschaft 1798 wurde das neue Schweizer Staatswesen gemäss der gängigen Praxis bei der Namensgebung für französische Tochterrepubliken «Helvetische Republik» genannt. Bei der Neukonstituierung der Schweiz als Staatenbund 1803 wich man jedoch auf die Bezeichnung «Schweizerische Eidgenossenschaft» aus, um sich von der politisch instabilen und zentralistischen Helvetischen Republik abzugrenzen. Der Ausdruck «Confoederatio Helvetica» wurde nach der Schaffung des Bundesstaates 1848 eingeführt. Er findet sich seit 1879 auf Münzen sowie seit 1948 auf dem Siegel der Eidgenossenschaft und liegt dem Landeskürzel «CH» zugrunde.
In irischer (an Eilvéis), griechischer (Ελβετία, translit. Elvetia) und rumänischer Sprache (Elveţia) wird der Ausdruck «Helvetia» ebenfalls verwendet, im Italienischen ist als Adjektiv elvetico (für schweizerisch) gebräuchlich. In der Bundesverfassung von 1848 wurde der Landesname offiziell mit Schweizerische Eidgenossenschaft festgelegt.

### Mythen

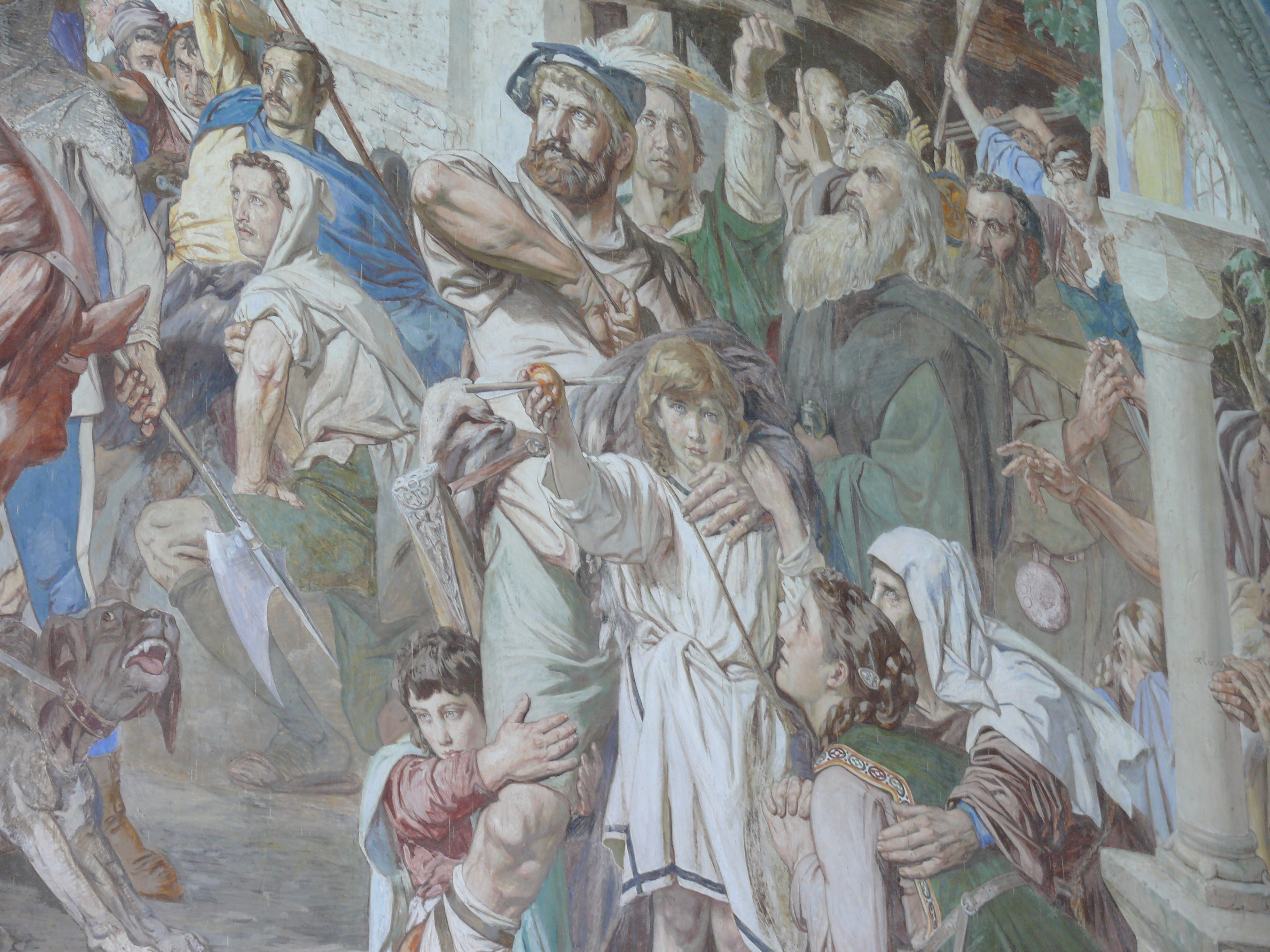
Der Apfelschuss, Fresko von Ernst Stückelberg in der Tellskapelle

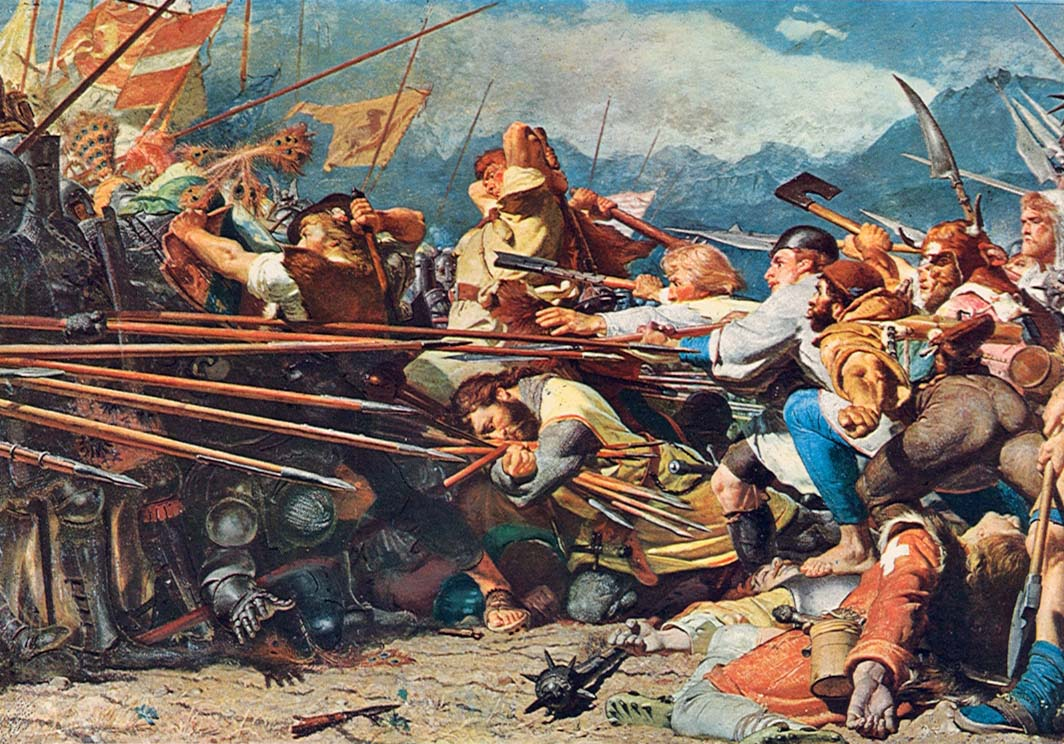
Konrad Grob: Der Heldentod Arnold von Winkelrieds bei der Schlacht von Sempach

Die Nationalmythen der Schweiz sind eine Reihe von politischen Mythen und Legenden, die das schweizerische Nationalbewusstsein prägten und durch ihre Identifikationsfunktion entscheidend zum nationalen Zusammenhalt, insbesondere nach der Gründung des Bundesstaates 1848, beitrugen. Zu den Nationalmythen zählen u. a. die nachfolgenden Personen und Ereignisse:
- Wilhelm Tell: Der Freiheitskämpfer Wilhelm Tell gilt seit Ende des 19. Jahrhunderts als der Nationalheld des Landes.[240] Weltbekannt wurde die Figur Tell durch das gleichnamige Bühnendrama von Friedrich Schiller.
- Rütlischwur: Der Legende nach schlossen Vertreter von Uri (Walter Fürst), Schwyz (Werner Stauffacher) und Unterwalden (Arnold von Melchtal) auf dem Rütli, einer Wiese am Vierwaldstättersee, per Eid einen gegen die Habsburger «bösen Vögte» gerichteten Bund. Diese Geschichte einer ersten Verschwörung vermischte sich ab der zweiten Hälfte des 16. Jahrhunderts mit der Vorstellung, der Bund sei schriftlich gefasst und besiegelt gewesen. Ende des 19. Jahrhunderts wurde eine auf Anfang August 1291 datierte Urkunde vom Bundesrat als «Bundesbrief von 1291» in den Rang eines «Gründungsdokuments» der Eidgenossenschaft erhoben.
- Helvetia: Seit dem 17. Jahrhundert versinnbildlicht Helvetia, eine allegorische Frauenfigur, die Schweiz. Sie gilt als die Identifikationsfigur der Eidgenossenschaft. Noch heute befindet sich das Bildnis der Helvetia auf den Münzen zu ½, 1 und 2 Franken.[241]
- Arnold Winkelried: Am 9. Juli 1386 soll der Legende nach Arnold Winkelried bei der Schlacht von Sempach ein Bündel Lanzen der habsburgischen Ritter gepackt und, sich selbst aufspiessend, den Eidgenossen eine Bresche geöffnet haben. Diese aufopferungsvolle Tat soll der Schlüssel zum eidgenössischen Sieg gegen die Habsburger gewesen sein. Zuvor soll er noch die Worte «Sorget für mein Weib und Kind» gesagt haben. Die erste Erwähnung eines derartigen Helden, allerdings noch ohne Namen, erfolgte erst 1476 in der Zürcher Chronik.[242]
- Stauffacherin: Gertrud Stauffacher, in Friedrich Schillers Wilhelm Tell die Ehefrau des Landammanns Werner Stauffacher, Symbolfigur der kühnen und energischen Schweizerin.[243]
- Kappeler Milchsuppe: Im Ersten Kappelerkrieg Ende Juni 1529 marschierten die Zürcher Truppen gegen die Innerschweizer Kantone. Dank der Vermittlung durch die neutralen Orte konnte ein Bruderkrieg unter den Eidgenossen verhindert werden. Während der Verhandlungen kam es der Legende nach zwischen den beiden Heeren zu Fraternisierungserscheinungen. Die Soldaten kochten und assen, genau auf der Grenze zwischen den beiden Kantonen, gemeinsam eine Milchsuppe. Das gemeinsame Mahl hat für die Identitätsfindung der Schweiz einen grossen Symbolwert.[244]

## Politik

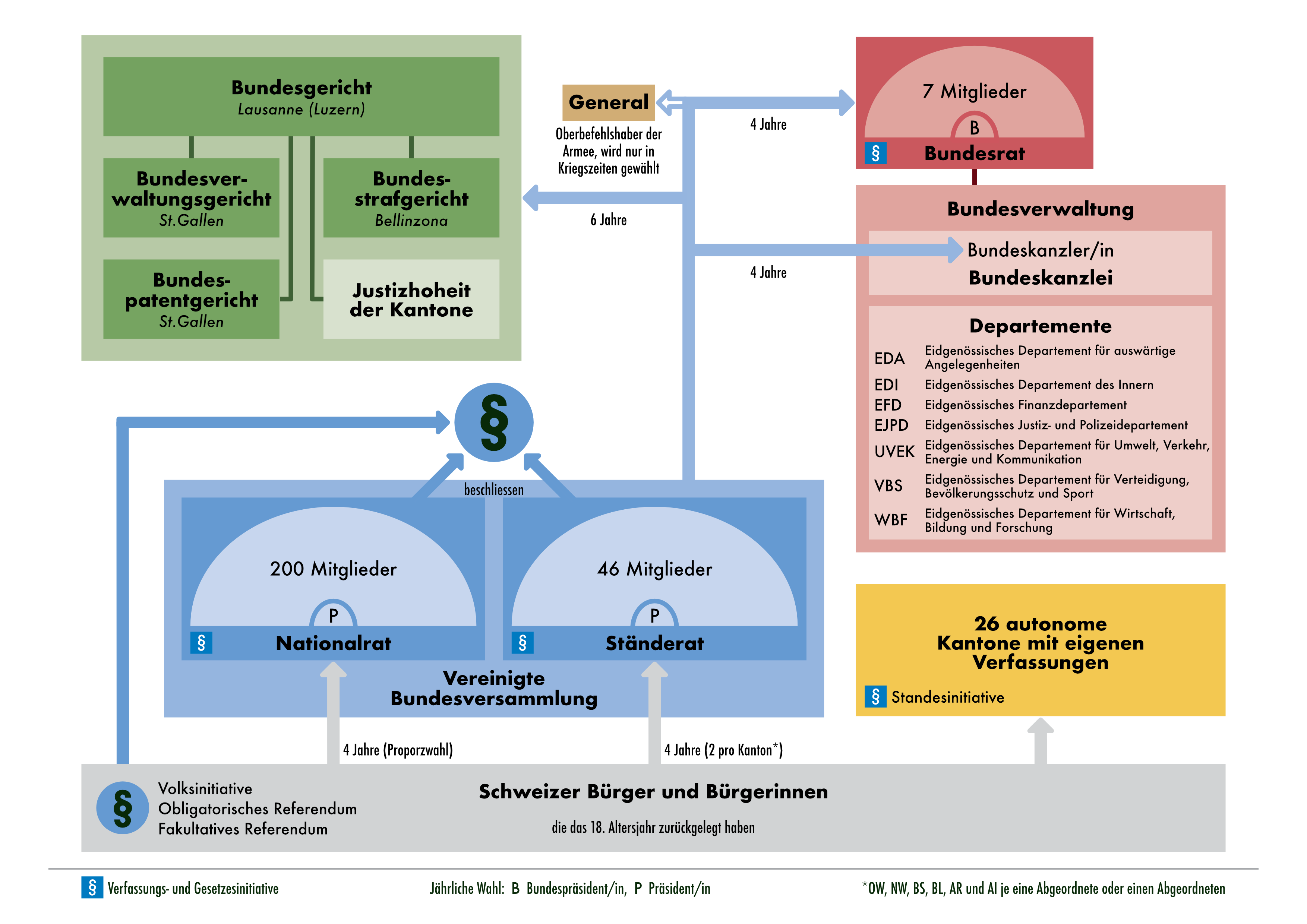
Politisches System der Schweiz

Die Politik der Schweiz ist durch das Selbstverständnis als Willensnation geprägt – die nationale Identität basiert nicht auf einer gemeinsamen Sprache und Kultur, sondern unter anderem auf der gemeinsamen Geschichte, gemeinsamen Mythen, der freiheitlichen, basisdemokratischen und föderalistischen Tradition sowie zum Teil auf dem Gefühl, als neutraler und mehrsprachiger, auf sich selbst gestellter «Kleinstaat» in Europa einen «Sonderfall» zu bilden. Es liegt ein Direktorialsystem vor.
Diese Voraussetzungen haben sich in einem in seiner Gesamtheit einzigartigen politischen System niedergeschlagen, in dem der Föderalismus, erweiterte politische Volksrechte bzw. Elemente der direkten Demokratie, die aussenpolitische Neutralität und innenpolitischer Konsens im Vordergrund stehen.

### Politisches System

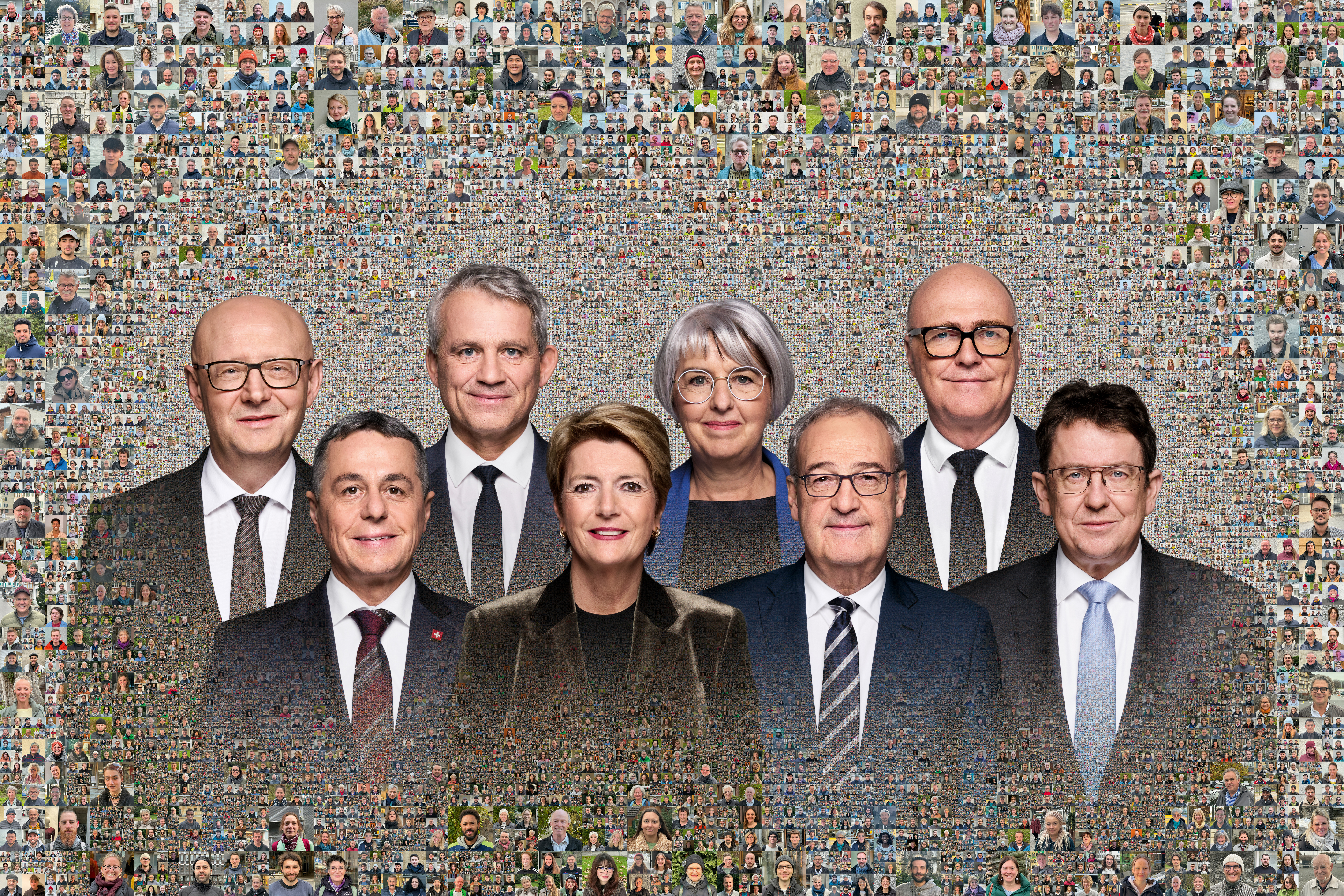
Bundesratsfoto 2025 (ab 1. April): (von links nach rechts)
Viktor Rossi (Bundeskanzler)
Ignazio Cassis
Beat Jans
Karin Keller-Sutter (Bundespräsidentin 2025)
Elisabeth Baume-Schneider
Guy Parmelin (Vizepräsident 2025)
Martin Pfister
Albert Rösti

Die Schweiz ist ein republikanisch verfasster Bundesstaat. Sie unterscheidet sich von anderen Republiken durch
- Elemente der direkten Demokratie: Das Volk kann über Initiativen und Referenden direkten Einfluss auf die Regierungstätigkeit nehmen. In zwei Kantonen, Appenzell Innerrhoden und Glarus, gibt es noch eine Urform der Schweizer Basisdemokratie: die Landsgemeinde.
- den ausgeprägten Föderalismus: Die Kantone sind neben dem Volk der Verfassungsgeber des Bundes und behalten alle Aufgaben, die in der Bundesverfassung nicht explizit dem Bund zugeordnet werden. Ausserdem starke Beteiligung der Kantone in allen Phasen der politischen Willensbildung (Vernehmlassung, Ständerat, Ständemehr)
- die Konkordanzdemokratie
- ihre selbstdeklarierte schweizerische Neutralität

Wie in Demokratien üblich, ist die Staatsgewalt, gestützt auf die Bundesverfassung der Schweizerischen Eidgenossenschaft, in drei Säulen gegliedert:
- Die Legislative (Bundesversammlung) besteht aus zwei Kammern, dem Nationalrat mit 200 Mitgliedern als Vertreter des Volks sowie dem Ständerat mit 46 Mitgliedern als Vertreter der Kantone. Das Schweizer Parlament ist ein sogenanntes Milizparlament: Die National- und Ständeräte üben ihr Mandat (wenigstens nominell) nebenberuflich aus. Die Erneuerungswahlen finden alle vier Jahre statt (→ Schweizer Parlamentswahlen 2023).[245]
- Die Exekutive ist der Bundesrat mit der Verwaltung. Er besteht aus sieben gleichberechtigten Mitgliedern (Kollegialitätsprinzip), den sogenannten «Bundesräten» (Ministern), die je einem Departement (Ministerium) der Bundesverwaltung vorstehen. Die Bundesräte werden vom Parlament gewählt. Für jeweils ein Jahr wird ein Mitglied des Bundesrates von der Bundesversammlung zum Bundespräsidenten gewählt. Er leitet die Sitzungen des Bundesrates und nimmt repräsentative Aufgaben im In- und Ausland wahr, hat aber keine Vorrechte gegenüber dem Restbundesrat. Für gewöhnlich rotiert der Vorsitz auf Grundlage des Amtsalters, die eigentliche Wahl gilt allgemein als Formsache zu dessen Bestätigung; eine Ablehnung durch das Parlament ist dabei allerdings theoretisch möglich. Der Bundespräsident wird während dieses Jahres in der Öffentlichkeit in der Regel als Herr Bundespräsident, Frau Bundespräsidentin angesprochen, nicht mehr als Herr Bundesrat bzw. Frau Bundesrätin. Während des Präsidialjahres nimmt ein Bundesrat seine üblichen Regierungsaufgaben voll wahr.
- Die Judikative besteht auf Bundesebene aus dem Bundesgericht mit Sitz in Lausanne und zwei sozialrechtlichen Abteilungen des Bundesgerichts in Luzern (bis 2006: Eidgenössisches Versicherungsgericht) als oberster gerichtlicher Instanz. Als untere eidgenössische Instanzen sind das Bundesstrafgericht in Bellinzona sowie das Bundesverwaltungsgericht und das Bundespatentgericht, beide in St. Gallen, und schliesslich die Eidgenössische Schätzungskommission, ein Spezialverwaltungsgericht, tätig. Gewählt werden die Bundesrichter, die meistens einer Partei angehören, von der Bundesversammlung. Das Strafgericht hat die Arbeit 2004 aufgenommen; das Verwaltungsgericht tat dies 2007.
Ein besonderer Verfassungsgerichtshof wie in anderen Ländern existiert in der Schweiz nicht, doch können alle Gerichte eine (beschränkte) Verfassungsgerichtsbarkeit ausüben. Für das Bundesgericht und die übrigen Gerichte sind nach Art. 190 Bundesverfassung (BV) die Bundesgesetze verbindlich; sie können solche nicht aufheben, für ungültig erklären oder ihnen die Anwendung versagen.[246]

Die Reihenfolge der einzelnen Bundesräte ergibt sich wie folgt: Der Bundespräsident oder die Bundespräsidentin steht zuoberst der Rangliste, danach folgt der Vizepräsident oder die Vizepräsidentin. Danach folgen die Bundesräte in der Reihenfolge des Amtsalters zur Wiederwahl gemäss Anciennitätsprinzip.
Im Rahmen der Bundesratswahl 2023 hat die Vereinigte Bundesversammlung am 13. Dezember 2023 die sieben Bundesräte und den Bundeskanzler gewählt. Dabei wurden sechs der bisherigen Bundesräte wiedergewählt und einer neugewählt, Beat Jans wurde für Alain Berset gewählt. Am 1. April 2025 wurde Viola Amherd durch Martin Pfister ersetzt. Die Zusammensetzung des Bundesrates mit Parteizugehörigkeit und Verteilung der Departemente lautet seit 1. April 2025 wie folgt:
- Guy Parmelin (SVP/VD), Vizepräsident 2025 – Eidgenössisches Departement für Wirtschaft, Bildung und Forschung (WBF)
- Ignazio Cassis (FDP/TI) – Eidgenössisches Departement für auswärtige Angelegenheiten (EDA)
- Karin Keller-Sutter (FDP/SG), Bundespräsidentin 2025 – Eidgenössisches Finanzdepartement (EFD)
- Albert Rösti (SVP/BE) – Eidgenössisches Departement für Umwelt, Verkehr, Energie und Kommunikation (UVEK)
- Elisabeth Baume-Schneider (SP/JU) – Eidgenössisches Departement des Innern (EDI)
- Beat Jans (SP/BS) – Eidgenössisches Justiz- und Polizeidepartement (EJPD)
- Martin Pfister (Mitte/ZG) – Eidgenössisches Departement für Verteidigung, Bevölkerungsschutz und Sport (VBS)

Bundeskanzler der Schweizerischen Eidgenossenschaft und somit Vorsteher der Bundeskanzlei (BK) ist seit Januar 2024 Viktor Rossi (GLP/BE).

### Politische Indizes
| Name des Index                     | Indexwert    | Weltweiter Rang | Interpretationshilfe | Jahr |
| ---------------------------------- | ------------ | --------------- | --- | ---- |
| Fragile States Index               | 16,2 von 120 | 174 von 179     | Stabilität des Landes: sehr nachhaltig 0 = sehr nachhaltig / 120 = sehr alarmierend Rang: 1 = fragilstes Land / 179 = stabilstes Land | 2024 |
| Demokratieindex                    | 9,32 von 10  | 5 von 167       | Vollständige Demokratie 0 = autoritäres Regime / 10 = vollständige Demokratie                                                         | 2024 |
| Freedom in the World Index         | 96 von 100   | —               | Freiheitsstatus: frei 0 = unfrei / 100 = frei                                                                                         | 2024 |
| Rangliste der Pressefreiheit       | 84 von 100   | 9 von 180       | Zufriedenstellende Lage für die Pressefreiheit 100 = gute Lage / 0 = sehr ernste Lage                                                 | 2025 |
| Korruptionswahrnehmungsindex (CPI) | 81 von 100   | 5 von 181       | 0 = sehr korrupt / 100 = sehr sauber                                                                                                  | 2024 |

### Staatshaushalt

#### Öffentliche Haushalte insgesamt (Bund, Kantone und Gemeinden)
Die öffentlichen Haushalte zusammengenommen umfassten 2019 Ausgaben von 224,876 Milliarden Franken, 2021, mit ausserordentlichen Ausgaben für die Covid-19-Pandemie, 249,530 Milliarden Franken; dem standen 2019 Einnahmen von 232,389 Milliarden Franken gegenüber, 2021 242,820 Milliarden Franken. Daraus ergibt sich für 2019 ein Haushaltsüberschuss in Höhe von 1,3 Prozent des Bruttoinlandprodukts (BIP), 2021 ein Defizit von −0,3 Prozent des BIP.

Die Staatsverschuldung betrug 2019 nach Maastricht-Kriterien 25,6 Prozent des Bruttoinlandprodukts, 2021 27,6 Prozent.
2020 betrug der Anteil der Staatsausgaben (in Prozent des Bruttoinlandprodukts) im Bereich soziale Sicherheit 16,1 Prozent, im Bereich Bildung 5,3 Prozent, im Bereich Gesundheit 2,6 Prozent und im Bereich Verteidigung 0,9 Prozent.

#### Bund

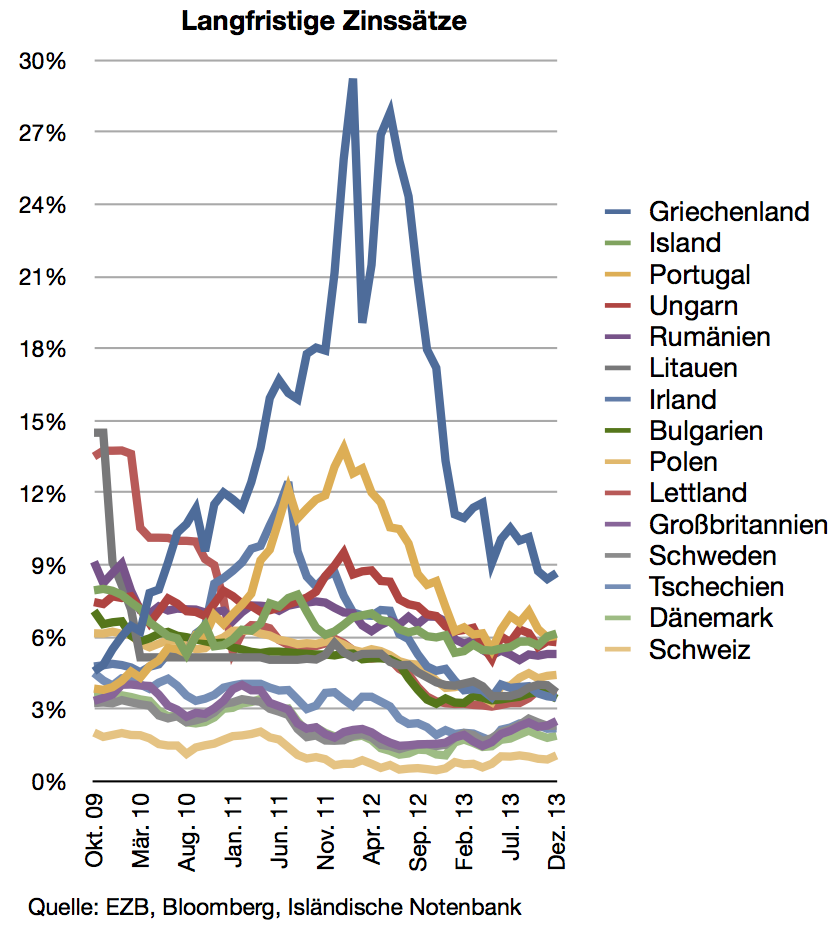
Zinsen zehnjähriger Staatsanleihen

2022 verzeichnete der Bund Einnahmen (Erträge) von rund 77 Milliarden Franken. Die wichtigste Einnahmequelle war die direkte Bundessteuer mit 34 Prozent, danach folgen die Mehrwertsteuer (drei verschiedene Sätze) mit 32 Prozent, die Mineralölsteuer (6 Prozent), die Verrechnungssteuer (5 Prozent), die Tabaksteuer (3 Prozent), die Stempelabgaben (3 Prozent), weitere Fiskaleinnahmen (9 Prozent) und nichtfiskalische Einnahmen (5 Prozent), sowie ausserordentliche Einnahmen (2 Prozent).
Der Bund tätigte im Jahr 2022 Ausgaben (Aufwendungen) in Höhe von rund 81 Milliarden Franken für folgende Sektoren: soziale Wohlfahrt (33 Prozent), Finanzen und Steuern (14 Prozent), Verkehr (13 Prozent), Bildung und Forschung (10 Prozent), Sicherheit (8 Prozent), Landwirtschaft und Ernährung (5 Prozent), Beziehungen zum Ausland (5 Prozent), Wirtschaft (3 Prozent), sowie sonstige Ausgaben (10 Prozent).
Durch die seit 2003 in der Verfassung verankerte Schuldenbremse soll der Bund verpflichtet werden, Einnahmen und Ausgaben über den Konjunkturzyklus hinweg im Gleichgewicht zu halten.
Von der Bewertungsagentur für Kreditwürdigkeit Standard & Poor’s werden die Staatsanleihen der Schweiz bereits seit dem Jahre 1989 unverändert mit der Bestnote «AAA» bewertet (Stand 2018). Die langfristigen Zinsen für Schweizer Staatsanleihen sind im internationalen Vergleich sehr gering (siehe Grafik).

### Politische Parteien
Die Schweiz hat viele nationale, regionale und lokale politische Parteien. Die Organisation und Finanzierung der Parteien ist gesetzlich weitgehend nicht geregelt.

|  | Politische Partei                      | Abk.  | Einordnung   | Ausrichtung         | Wähleranteil 2023 |
|  | -------------------------------------- | ----- | ------------ | ------------------- | ----------------- |
|  | Schweizerische Volkspartei             | SVP   | rechts       | nationalkonservativ | ▲ 27,9 %          |
|  | Sozialdemokratische Partei der Schweiz | SP    | links        | sozialdemokratisch  | ▲ 18,3 %          |
|  | FDP.Die Liberalen                      | FDP   | Mitte-rechts | liberal             | ▼ 14,3 %          |
|  | Die Mitte                              | Mitte | Mitte        | christdemokratisch  | ▲ 14,1 %          |
|  | Grüne Schweiz                          | Grüne | links        | ökologisch          | ▼ 09,8 %          |

Stärkste Partei je Gemeinde (Parlamentswahl 2019)
Stärkste Partei je Kanton (Parlamentswahl 2023)

Laut einer Meinungsumfrage der Gesellschaft für Konsumforschung (GfK) aus dem Jahr 2016 haben 19 Prozent der Schweizer Vertrauen in ihre Politiker. Im Vergleich zu anderen Berufsgruppen ist das zwar ein geringer Wert, doch das Vertrauen ist wesentlich höher als im westeuropäischen Durchschnitt mit 13 Prozent.

### Kantone

Schweizer Kantone

Die Schweiz besteht aus 26 Kantonen (vor der Totalrevision der Bundesverfassung der Schweizerischen Eidgenossenschaft von 1999: 23 Kantone, wovon drei in je zwei Halbkantone gegliedert waren). Traditionell werden die Kantone auch als Stände, auf kantonaler Ebene auch als Staat (französisch État) bezeichnet.
Die unten stehende Tabelle führt die 26 Kantone mit ihren Eckdaten auf. Dabei sind die Kantone in der Reihenfolge, wie sie in der Bundesverfassung der Schweizerischen Eidgenossenschaft aufgeführt werden, sortiert. Die Einwohnerzahlen datieren auf den 31. Dezember 2023, die Ausländeranteile auf den 31. Dezember 2023 und die Arbeitslosenquoten auf den 30. Juni 2021.
| Abk. | Kanton                           | Hauptort           | Gesamtfläche (km²) | Einwohner | Einwohner pro km² | Ausländer (%) | Arbeitslosenquote (%) | Amtssprache                                                                        |
| ---- | -------------------------------- | ------------------ | ------------------ | --------- | ----------------- | ------------- | --------------------- | ---------------------------------------------------------------------------------- |
| ZH   | Zürich                           | Zürich             | 1'729              | 1'605'508 | 0'929             | 28,6          | 2,9                   | Deutsch                                                                            |
| BE   | Bern                             | Bern               | 5'959              | 1'063'533 | 0'178             | 17,9          | 2,2                   | Deutsch, Französisch                                                               |
| LU   | Luzern                           | Luzern             | 1'493              | 0'432'744 | 0'290             | 21,0          | 2,0                   | Deutsch                                                                            |
| UR   | Uri                              | Altdorf            | 1'077              | 0'037'931 | 0'035             | 14,9          | 0,9                   | Deutsch                                                                            |
| SZ   | Schwyz                           | Schwyz             | 0'908              | 0'167'403 | 0'184             | 23,8          | 1,2                   | Deutsch                                                                            |
| OW   | Obwalden                         | Sarnen             | 0'491              | 0'039'272 | 0'080             | 16,4          | 1,0                   | Deutsch                                                                            |
| NW   | Nidwalden                        | Stans              | 0'276              | 0'045'016 | 0'163             | 17,3          | 1,2                   | Deutsch                                                                            |
| GL   | Glarus                           | Glarus             | 0'685              | 0'042'056 | 0'061             | 26,3          | 1,8                   | Deutsch                                                                            |
| ZG   | Zug                              | Zug                | 0'239              | 0'132'556 | 0'555             | 30,3          | 2,4                   | Deutsch                                                                            |
| FR   | Freiburg                         | Freiburg           | 1'671              | 0'341'537 | 0'204             | 24,7          | 2,8                   | Französisch, Deutsch                                                               |
| SO   | Solothurn                        | Solothurn          | 0'791              | 0'286'844 | 0'363             | 25,0          | 2,8                   | Deutsch                                                                            |
| BS   | Basel-Stadt                      | Basel              | 0'037              | 0'200'031 | 5'406             | 38,3          | 3,8                   | Deutsch                                                                            |
| BL   | Basel-Landschaft                 | Liestal            | 0'518              | 0'298'837 | 0'577             | 25,0          | 2,4                   | Deutsch                                                                            |
| SH   | Schaffhausen                     | Schaffhausen       | 0'298              | 0'087'111 | 0'292             | 28,3          | 3,1                   | Deutsch                                                                            |
| AR   | Appenzell Ausserrhoden           | Herisau, Trogen 1  | 0'243              | 0'056'495 | 0'232             | 17,8          | 1,9                   | Deutsch                                                                            |
| AI   | Appenzell Innerrhoden            | Appenzell          | 0'173              | 0'016'585 | 0'096             | 12,5          | 0,8                   | Deutsch                                                                            |
| SG   | St. Gallen                       | St. Gallen         | 2'026              | 0'535'114 | 0'264             | 26,5          | 2,3                   | Deutsch                                                                            |
| GR   | Graubünden                       | Chur               | 7'105              | 0'204'888 | 0'029             | 20,6          | 1,2                   | Deutsch, Rätoromanisch, Italienisch                                                |
| AG   | Aargau                           | Aarau              | 1'404              | 0'726'894 | 0'518             | 27,3          | 3,4                   | Deutsch                                                                            |
| TG   | Thurgau                          | Frauenfeld         | 0'991              | 0'295'220 | 0'298             | 27,1          | 2,3                   | Deutsch                                                                            |
| TI   | Tessin                           | Bellinzona         | 2'812              | 0'357'720 | 0'127             | 29,1          | 2,8                   | Italienisch                                                                        |
| VD   | Waadt                            | Lausanne           | 3'212              | 0'845'870 | 0'263             | 33,6          | 3,9                   | Französisch                                                                        |
| VS   | Wallis                           | Sitten             | 5'224              | 0'365'844 | 0'070             | 25,1          | 2,7                   | Französisch, Deutsch                                                               |
| NE   | Neuenburg                        | Neuenburg          | 0'803              | 0'178'291 | 0'222             | 26,6          | 3,9                   | Französisch                                                                        |
| GE   | Genf                             | Genf               | 0'282              | 0'524'410 | 1'860             | 41,7          | 4,9                   | Französisch                                                                        |
| JU   | Jura                             | Delsberg           | 0'838              | 0'074'548 | 0'089             | 15,9          | 4,7                   | Französisch                                                                        |
| CH   | Schweizerische Eidgenossenschaft | Bern (Bundesstadt) | 41'2850            | 8'962'258 | 0'217             | 27,0          | 2,8                   | Deutsch (65,6 %), Französisch (22,8 %), Italienisch (8,4 %), Rätoromanisch (0,6 %) |

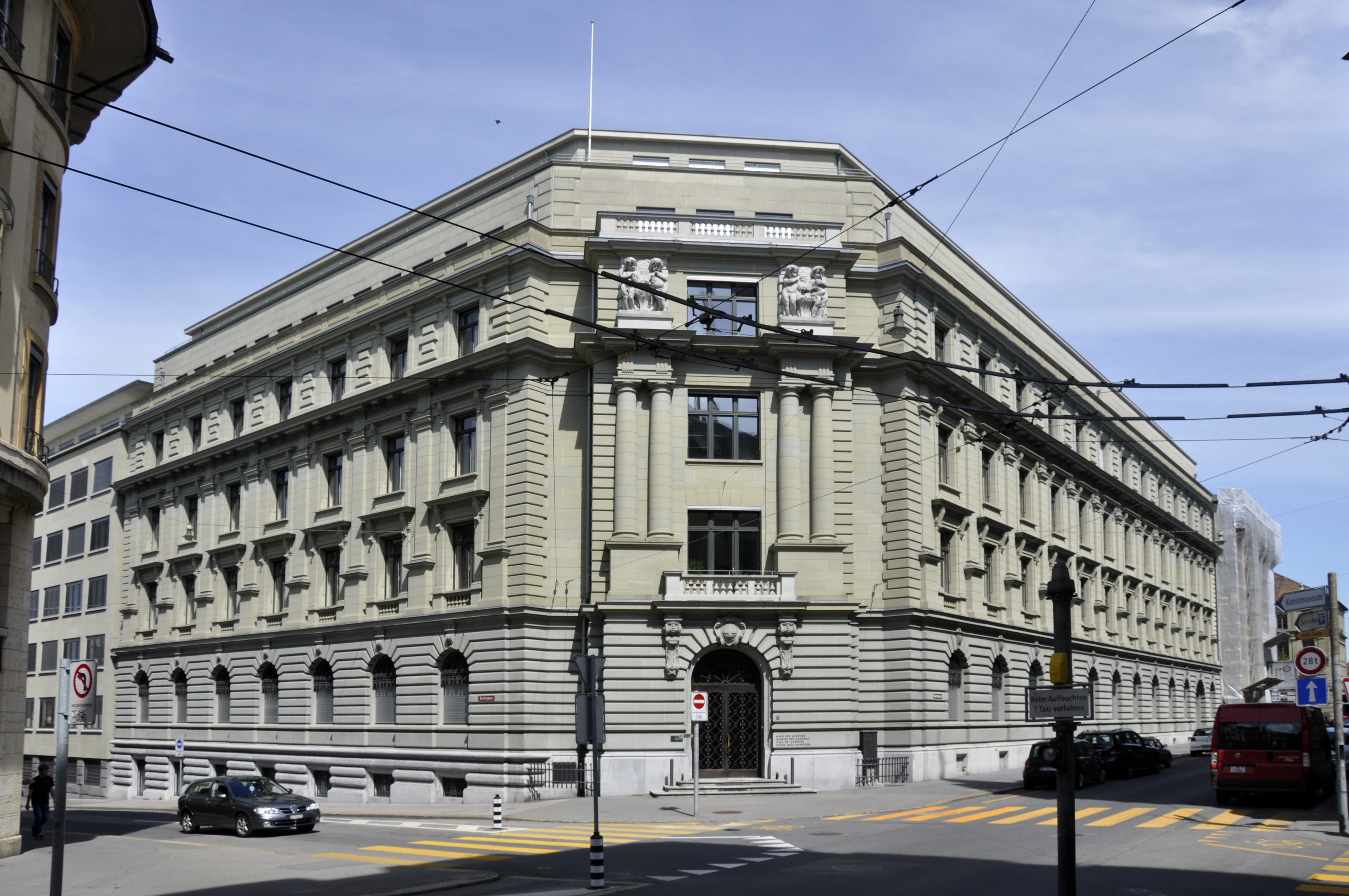
Das Haus der Kantone an der Speichergasse in Bern

Die Kantonsregierungen werden – je nach Kanton – als Regierungsrat, Regierung, Staatsrat, Standeskommission, Conseil exécutif, Conseil d’État (beide französisch), Consiglio di Stato (italienisch) oder Regenza Governo (rätoromanisch) bezeichnet. Die Kantonsparlamente sind als Einkammernparlamente organisiert und heissen Kantonsrat, Grosser Rat, Landrat, Grand Conseil (französisch), Gran Consiglio (italienisch) oder Cussegl grond (rätoromanisch).
Die administrative Ebene zwischen Kanton und Gemeinde wird – soweit überhaupt vorkommend – in den meisten Kantonen als Bezirk bezeichnet, in manchen Kantonen als Verwaltungsregion, Verwaltungskreis, Wahlkreis, Amtei, Amt, im französischsprachigen Landesteil district, im italienischen Landesteil distretto, im rätoromanischen Landesteil districts.
Aufgrund des Föderalismus in der Schweiz liegt die Verantwortung für viele staatliche Aufgaben ganz oder teilweise bei den Kantonen, so im Schul-, Gesundheits-, Finanz-, Polizei- und Justizwesen sowie im Verwaltungsrecht. Um diese Aufgaben effizient und nach einheitlichen Grundsätzen zu bewältigen, haben die Kantone zahlreiche interkantonale Konkordate geschlossen. Alle Kantone gehören überdies einer von fünf Regionalkonferenzen an, die ihnen der gegenseitigen Information, der Koordination der Regierungstätigkeiten und der wirkungsvollen Interessenvertretung gegenüber dem Bund dienen. Weiter arbeiten die Kantone im Rahmen der verschiedenen Direktorenkonferenzen (z. B. Schweizerische Konferenz der kantonalen Erziehungsdirektoren oder Schweizerische Konferenz der kantonalen Gesundheitsdirektorinnen und -direktoren) zusammen. Die Sekretariate dieser Konferenzen befinden sich im Haus der Kantone in Bern.

### Enklaven und Exklave
Büsingen am Hochrhein wie auch Campione d’Italia sind Enklaven in der Schweiz. Die deutsche Gemeinde Büsingen ist nördlich des Rheins vom Kanton Schaffhausen umgeben, südlich davon grenzt sie an die Kantone Zürich und Thurgau. Das italienische Campione, bekannt für sein Spielcasino, liegt am Luganersee innerhalb des Kantons Tessin. Zollrechtlich sind beide Enklaven seit dem 1. Januar 2020 unterschiedlich zu behandeln. Während Büsingen Teil des Schweizer Zollgebiets ist, ist Campione dies seit dem 1. Januar 2020 nicht mehr. Stattdessen gehört die Gemeinde seitdem zum Zollgebiet der Union.
Lange Zeit funktionale Enklave war das italienische Livigno. Seit der Errichtung einer Passstrasse ist Livigno auch von Italien aus zu erreichen. Um das Leben in der dennoch abgeschiedenen Lage attraktiver zu machen, ist die Gemeinde heute ein italienisches Zollausschlussgebiet, nachdem sie zuvor dem Schweizer Zollgebiet angehörte.
Die Gemeinde Samnaun war lange Zeit eine funktionale Exklave, da die einzige Zufahrtsstrasse bis 1912 über österreichisches Hoheitsgebiet führte. Heute ist die Gemeinde ein Schweizer Zollausschlussgebiet.

### Aussenpolitik

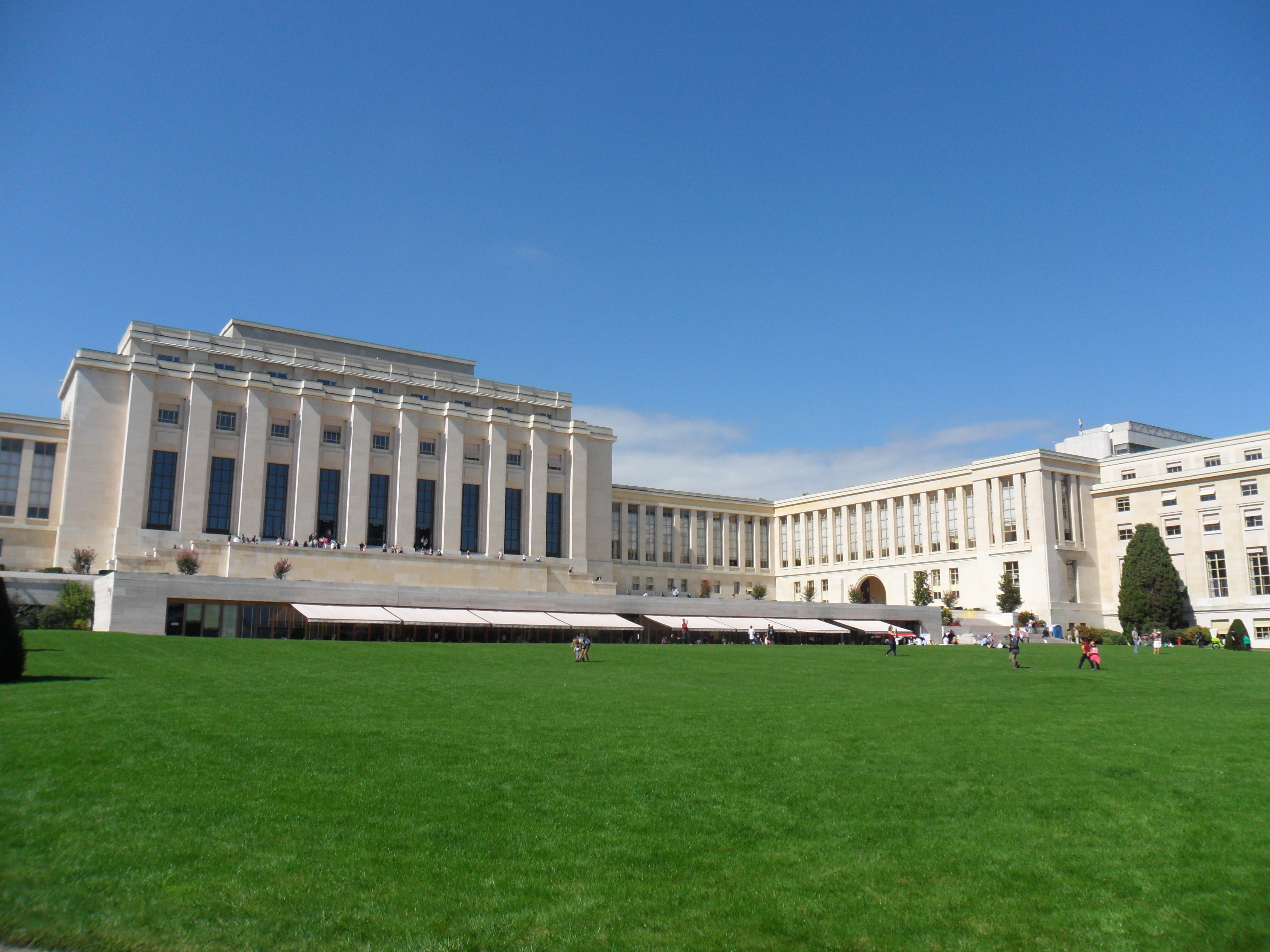
Das Palais des Nations in Genf, das nach 1945 zum zweiten Sitz der Vereinten Nationen hinter New York City wurde

Die Schweiz versteht sich als aussenpolitisch neutral, d. h. sie beteiligt sich nicht an Kriegen zwischen Staaten. Die Neutralität der Schweiz wurde 1815 am Wiener Kongress anerkannt. Sie ist dauernd und bewaffnet und auch heute noch international ausdrücklich anerkannt.
Die Schweiz ist Mitglied in vielen internationalen Organisationen. Als eines der letzten Länder trat die Schweiz 2002 der UNO bei, ist aber zugleich das erste Land, dessen Volk über den Beitritt abstimmen durfte. Daneben ist die Schweiz in der Organisation für Sicherheit und Zusammenarbeit in Europa (OSZE), dem Europarat wie auch in der Europäischen Freihandelszone (EFTA) tätig. Die Schweiz nimmt an der Partnerschaft für den Frieden der NATO teil und ratifizierte das Kyoto-Protokoll. 2024 wurde die Schweiz zum vierten Mal in den UNO-Menschenrechtsrat gewählt und nimmt dort von Januar 2025 bis Ende 2027 Einsitz. In der Forschung kooperiert die Schweiz mit einigen europäischen Organisationen. Sie ist Gründungsmitglied sowohl der Europäischen Weltraumorganisation (ESA) als auch der Europäischen Organisation für Kernforschung (CERN) und stellt mit Genf den Standort der Forschungsanlage. Die Schweiz ist Teil des Schengen-Raums.
Die Schweiz ist weder Mitglied der Europäischen Union (EU) noch des Europäischen Wirtschaftsraumes (EWR); jedoch bestehen wichtige bilaterale Verträge zwischen der Schweiz und der EU. Seit 2004 nimmt der Schweizer Bundespräsident an den alljährlichen Treffen der Staatsoberhäupter der deutschsprachigen Länder teil, ein Format, das auf den Wunsch des damaligen Bundespräsidenten Joseph Deiss zurückgeht, den Dialog mit der EU zu intensivieren. Ein Beitritt zur NATO stünde im Konflikt zur Neutralität der Schweiz.

## Sport

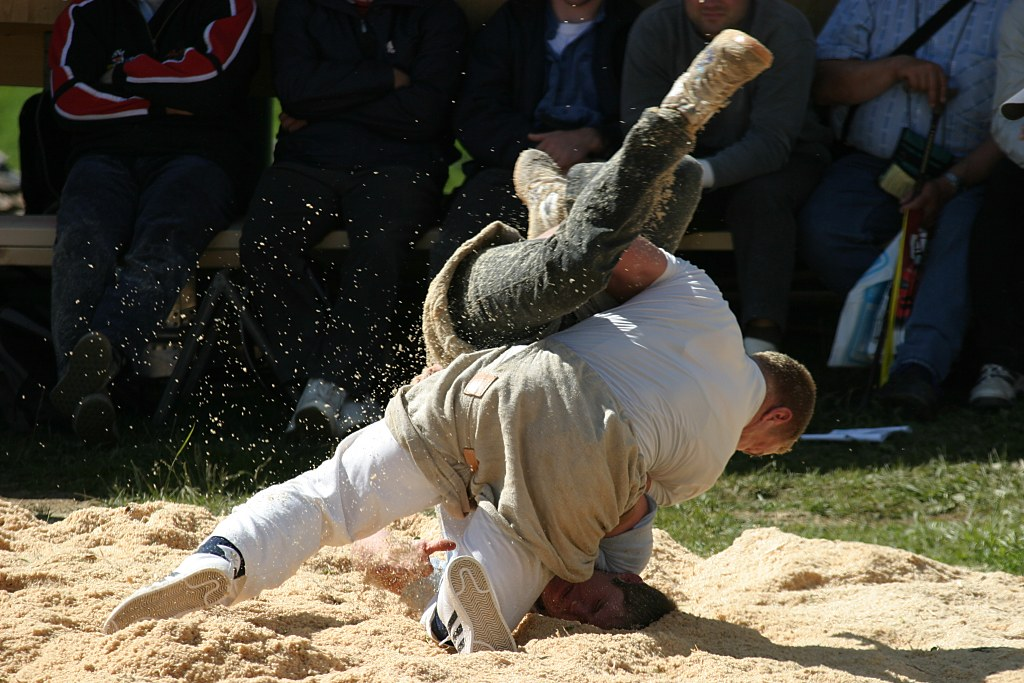
Schwingen

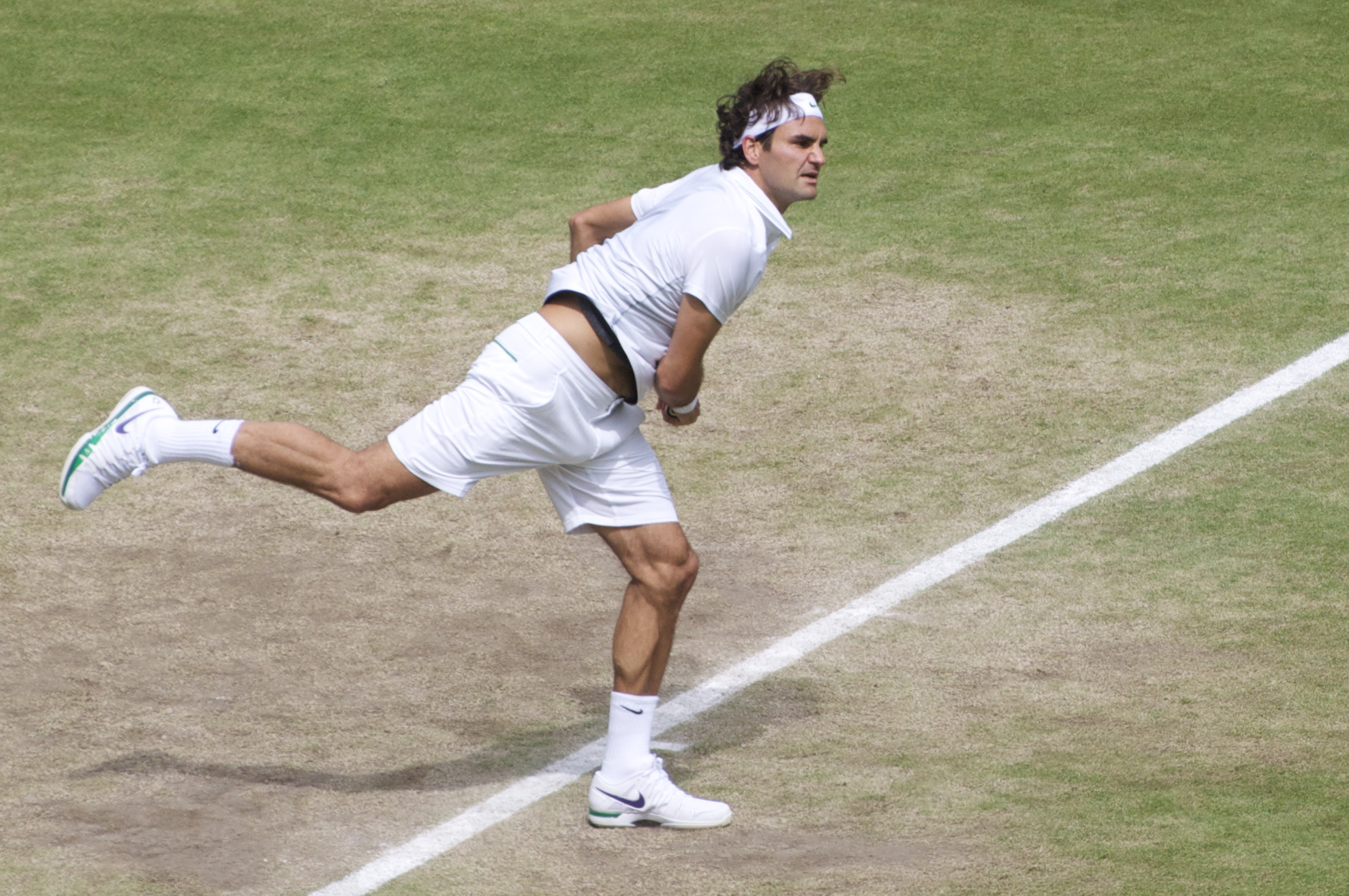
Roger Federer

#### Verhältnis zwischen der Schweiz und dem Fürstentum Liechtenstein
Das Verhältnis zwischen der Schweiz und dem Fürstentum Liechtenstein wird seit 1923 durch einen Zollvertrag (amtlich: «Vertrag zwischen der Schweiz und Liechtenstein über den Anschluss des Fürstentums Liechtenstein an das schweizerische Zollgebiet») geregelt.
Nachdem Österreich den Ersten Weltkrieg verloren hatte und die österreichische Monarchie zusammengebrochen war, löste Fürst Johann II. 1919 den Zollvertrag von 1852 mit Österreich auf und suchte die Nähe zur Schweiz. Seit der Unterzeichnung des Zollvertrags mit der Schweiz im Jahre 1923 gehört das Fürstentum zum Schweizer Zollgebiet, und die Landeswährung ist der Schweizer Franken. Einen offiziellen Währungsvertrag mit der Schweiz schloss Liechtenstein jedoch erst am 19. Juni 1980 ab. Der Zollvertrag garantiert weiterhin die vollen souveränen Hoheitsrechte Seiner Durchlaucht des Fürsten von Liechtenstein. Durch den Vertrag herrscht bis heute eine enge Partnerschaft zwischen den beiden Staaten.

#### Die Guten Dienste der Schweiz
In der Schweizer Aussenpolitik haben die Guten Dienste eine lange Tradition. Sie spielen neben den Schutzmachtmandaten eine zentrale Rolle in der schweizerischen Friedenspolitik. Die Guten Dienste der Schweiz beschränken sich heute nicht nur darauf, dass die Schweiz Konfliktparteien ihr Territorium als Verhandlungsort zur Verfügung stellt («Hotelier-Funktion»), sondern sie bietet sich auch als Vermittlerin an (Konfliktmediation).

#### Schutzmachtmandate
Die Wahrung fremder Interessen als Schutzmacht ist ein klassisches Element der Guten Dienste und historisch gesehen für die Schweiz von grosser Bedeutung.
Die Anfänge der schweizerischen Schutzmachttradition reichen bis ins 19. Jahrhundert zurück. Die Eidgenossenschaft vertrat im Deutsch-Französischen Krieg von 1870 und 1871 die Interessen des Königreichs Bayern und des Grossherzogtums Baden in Frankreich. Den Grundstein ihrer Reputation als die bedeutendste und wichtigste Schutzmacht der Welt legte die Schweiz in der ersten Hälfte des 20. Jahrhunderts. So übernahm die Schweiz während des Ersten Weltkriegs 36 Mandate zur Interessenvertretung. Die Schutzmachttätigkeit der Schweiz erreichte im Zweiten Weltkrieg 1943/44 mit 219 Mandaten für 35 Staaten ihren Höhepunkt. Nach Beendigung der Kriegshandlungen ging die Zahl der Mandate rasch wieder zurück. Während des Kalten Krieges nutzten mehrere Länder wieder die Interessenvertretung durch die Schweiz. Die Schweiz ist vor Schweden und Österreich das bedeutendste Land für Schutzmachtmandate und verfügte zwischen 1966 und 1974 meist über mehr als 20 Mandate. Die wichtigsten Gründe dafür sind die grosse Erfahrung, die neutrale Haltung sowie das ausgedehnte diplomatische Vertretungsnetz.
Die Schweiz nimmt zurzeit (Stand März 2025) acht diplomatische Mandate wahr:
- Vereinigte Staaten im Iran (seit 1980): Umfassendes Mandat, das auf die Geiselnahme von Teheran in den Jahren 1979 bis 1981 und den daraus resultierenden Abbruch der diplomatischen Beziehungen zurückgeht.
- Iran in Ägypten (seit 1979)
- Iran in Kanada (seit 2019)
- Russland in Georgien (seit 13. Dezember 2008)
- Georgien in Russland (seit 12. Januar 2009)
- Mexiko in Ecuador (seit Juni 2024), nach der Stürmung der mexikanischen Botschaft.[273]
- Ecuador in Mexiko (seit Juni 2024)
- Ecuador in Venezuela (seit Dezember 2024)

Nur die Interessenvertretung der Vereinigten Staaten im Iran ist ein umfassendes Mandat. Die übrigen Mandate sind eher formeller Natur.
Nachdem Kuba und die Vereinigten Staaten 2015 wieder direkte diplomatische Beziehungen aufgenommen hatten, erlosch im Juli 2015 nach 54 Jahren das Schutzmachtmandat der Schweiz für die Vereinigten Staaten in Havanna.

## Sicherheit
Gemäss dem Weltfriedens-Index belegt die Schweiz 2024 auf der Rangliste der sichersten Länder der Welt den sechsten Platz (von 163 Nationen).

### Schweizer Armee

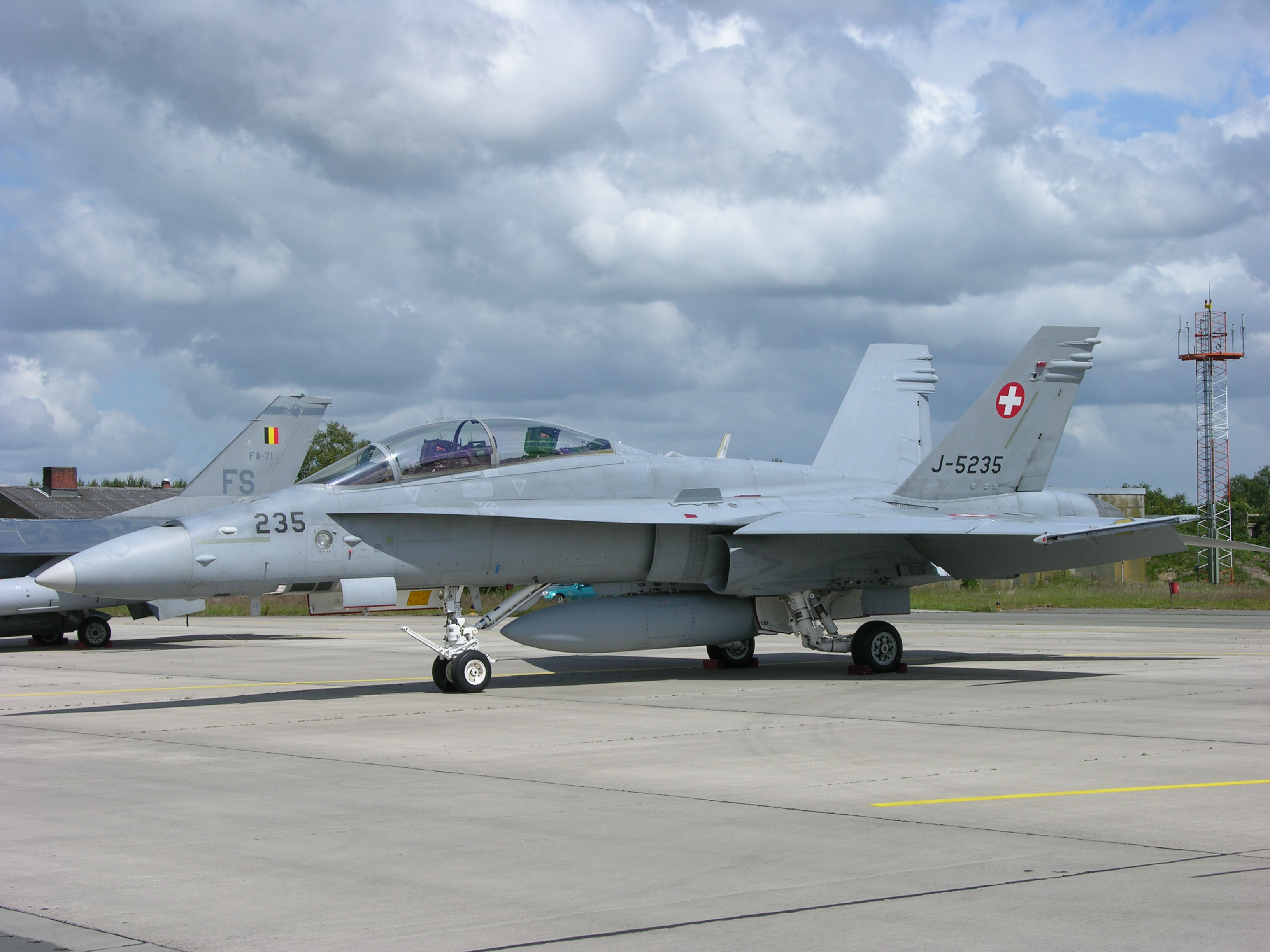
F/A-18 der Schweizer Luftwaffe

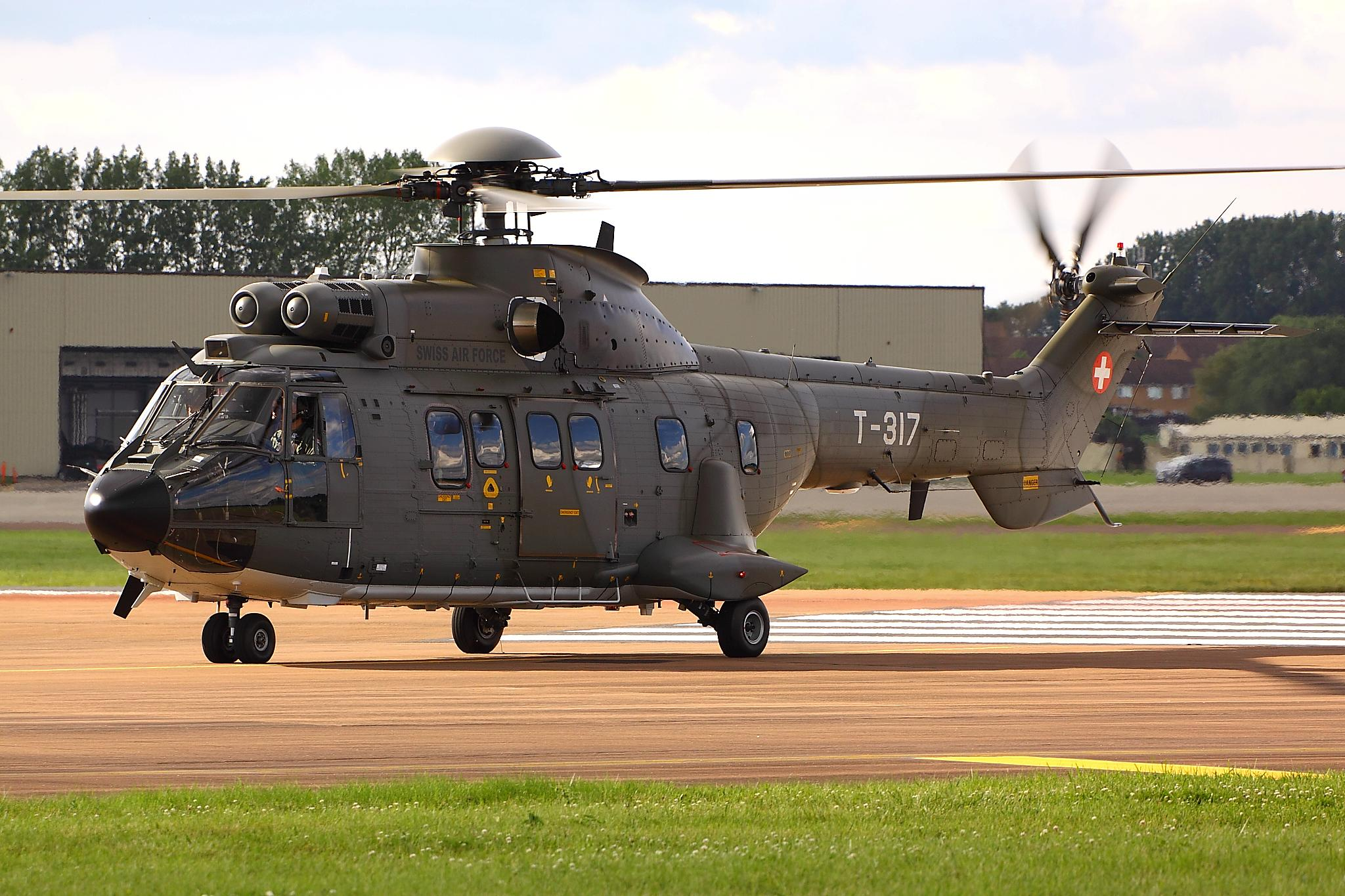
Super Puma

Die Schweizer Armee ist die bewaffnete Streitmacht der Schweizerischen Eidgenossenschaft. Sie besteht aus den Teilstreitkräften Heer und Luftwaffe. Das jährliche Budget beträgt für 2025 rund 6,3 Milliarden Franken, bis 2028 soll es auf 7,4 Milliarden Franken wachsen. Bis 2032 ist eine Steigerung auf 1 % des BIP beabsichtigt.
Die Besonderheit der Schweizer Streitkräfte ist ihr Milizsystem. Berufs- und Zeitmilitär machen nur etwa 5 Prozent der Armeeangehörigen aus; alle übrigen sind wehrpflichtige Bürger im Alter zwischen 20 und 34 (in speziellen Fällen bis 50) Jahren. Schweizer Bürgern ist es verboten, in einer fremden Armee zu dienen. Davon ausgenommen ist die Schweizergarde des Vatikans, da sie von der Schweiz lediglich als Sicherheitsdienst angesehen wird.
Im Rahmen des Milizsystems bewahren die Angehörigen der Armee ihre persönliche Ausrüstung inklusive persönlicher Waffe (bis 2008 inklusive Taschenmunition) zu Hause auf. Im Zusammenhang mit den Eigenheiten des Milizsystems entstand die früher übliche Redewendung «Die Schweiz hat keine Armee, die Schweiz ist eine Armee». Militärdienstpflichtig sind alle männlichen Schweizer Bürger. Frauen können sich freiwillig für den Militärdienst melden, und für sie gelten seit 2007 dieselben körperlichen Anforderungen wie für Männer. Jährlich werden ca. 20'000 Personen in Rekrutenschulen von 18 oder 21 Wochen Dauer zu Soldaten ausgebildet. Die Militärdienstuntauglichen leisten Dienst im Zivilschutz und zahlen überdies eine jährliche Militärpflichtersatzsteuer. Militärdienstverweigerer haben die Möglichkeit, Zivildienst (→ Zivildienst in der Schweiz) zu leisten, sofern sie Gewissensgründe geltend machen und bereit sind, als Tatbeweis anderthalb so viele Diensttage wie Soldaten zu absolvieren. Dienstverweigerung aus anderen (etwa politischen oder persönlichen) Gründen führt zwingend zu einem militärgerichtlichen Verfahren.
Mit der Reform «Armee XXI» – per Volksabstimmung im Jahre 2003 angenommen – wird die im vorangehenden Leitbild «Armee 95» vorgesehene Mannschaftsstärke von 400'000 auf ca. 200'000 reduziert. Davon sind 120'000 in aktive Verbände und 80'000 in Reserveeinheiten eingeteilt.
Insgesamt fanden drei Generalmobilmachungen (GMob; auch Kriegsmobilmachung, KMob) zum Schutze der Integrität und der Neutralität der Schweiz statt. Die erste GMob fand anlässlich des Deutsch-Französischen Krieges von 1870/71 statt. Als Reaktion auf den Ausbruch des Ersten Weltkriegs und um einen deutschen oder französischen Durchmarsch durch die Schweiz zu verhindern, wurde auf den 3. August 1914 die erneute GMob der Armee beschlossen. Die dritte GMob der Armee fand am 1. September 1939 als Reaktion auf den deutschen Überfall auf Polen statt. Henri Guisan wurde zum General gewählt und entwickelte sich in den Kriegsjahren zur Hauptintegrationsfigur der von den Achsenmächten eingeschlossenen Eidgenossenschaft.
Die heutige Schweiz wurde seit ihrer Gründung 1848 noch nie mit offenen Angriffen feindlicher Kräfte zu Lande konfrontiert. Im Zweiten Weltkrieg kam es jedoch häufig zu Luftraumverletzungen durch deutsche und alliierte Kampfflugzeuge. Beim folgenschwersten Angriff starben bei der Bombardierung von Schaffhausen am 1. April 1944 40 Menschen, 270 wurden zum Teil schwer verletzt (→ Alliierte Bombenabwürfe auf die Schweiz).
Da sich die militärische Bedrohungslage im heutigen Europa für die Schweiz geändert hat, wird die Armee immer wieder in Frage gestellt. Besonders die Gruppe für eine Schweiz ohne Armee (GSoA) setzt sich seit Jahren für eine Abschaffung ein – bislang jedoch erfolglos: zwei Abstimmungen zur Abschaffung der Armee wurden vom Volk deutlich verworfen. Auch die Frage, ob friedenserhaltende Armeeeinsätze im Ausland mit der Neutralität vereinbar sind, ist umstritten.

### Zivilschutzorganisation
Der 1934 gegründete Zivilschutz untersteht dem Eidgenössischen Departement für Verteidigung, Bevölkerungsschutz und Sport. Er kümmert sich im Katastrophenfall als Einsatzmittel der zweiten Staffel (nach Feuerwehr, Polizei und Gesundheitswesen/Rettungsdienst, aber vor Armeeangehörigen) um den Schutz, die Betreuung und Unterstützung der zivilen Bevölkerung. Ausserdem kümmert sich der Zivilschutz um den Schutz von Kulturgütern, unterstützt die Führungsorgane auf kommunaler und regionaler Ebene und setzt Infrastrukturen wieder instand.

### Nachrichtendienst des Bundes NDB
Der seit dem 1. Januar 2010 existierende Schweizer Nachrichtendienst NDB ging aus der Zusammenführung des Dienstes für Analyse und Prävention DAP und des Strategischen Nachrichtendienstes SND hervor. Der NDB ist direkt dem Chef des Departements für Verteidigung, Bevölkerungsschutz und Sport (VBS) unterstellt.
Der Nachrichtendienst beschafft Informationen mit nachrichten- bzw. geheimdienstlichen Mitteln und analysiert und wertet diese mit dem Ziel aus, eine führungsrelevante Nachrichtenlage für Entscheidungsträger aller Stufen zu erstellen. Mit seinen operativen und präventiven Leistungen trägt der NDB direkt zum Schutz der Schweiz bei.
Die Schweiz beteiligt sich am französischen Spionagesystem Composante Spatiale Optique, da sie keine eigenen Satelliten unterhält. Der Rahmenvertrag wurde 2023 unterzeichnet, die Nutzung ist ab Ende 2025 vorgesehen.

### Zoll und Grenzsicherheit

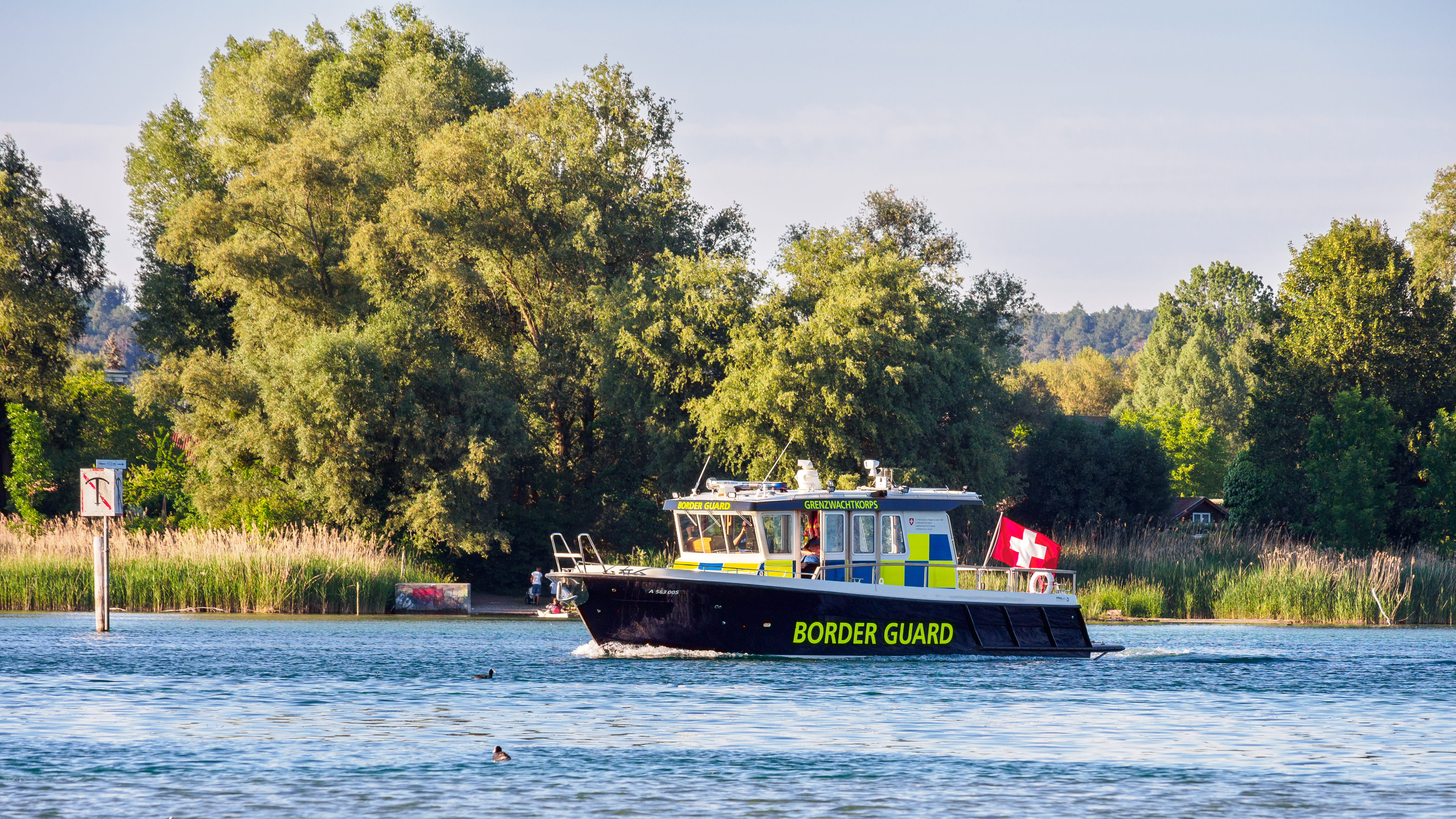
Grenzwachtboot auf dem Seerhein

Das Bundesamt für Zoll und Grenzsicherheit (BAZG) wurde am 1. Januar 2021 durch Zuammenführung und Reorganisation von Grenzwachtkorps und Eidgenössischer Zollverwaltung (EZV) gebildet. Es ist für Zollfragen und Grenzsicherheit zuständig.

### Polizei
Die Polizeihoheit liegt in der Schweiz bei den Kantonen. Für die Durchsetzung der polizeilichen Gewalt hat jeder Kanton seine eigene Kantonspolizei. In einigen Kantonen wird die polizeiliche Grundversorgung durch Stadt-/Gemeindepolizeien erbracht, so z. B. durch die Stadtpolizei Zürich. Die jeweilige Kantonspolizei ist auch für die Sicherheit auf den auf ihrem Kantonsgebiet befindlichen Flughäfen verantwortlich. Das Bundesamt für Polizei (fedpol) ist für die Koordination zwischen den Kantonspolizeien wie auch für die ausländischen Polizeistellen zuständig.
Die allgemeingültige Notrufnummer der Polizei lautet in der Schweiz 117. Beim Wählen der Europäischen Notrufnummer 112 wird automatisch die Verbindung zur Einsatzzentrale der zuständigen Kantonspolizei hergestellt.

### Feuerwehr
In den meisten Kantonen besteht für erwachsene Männer und teilweise auch Frauen eine Feuerwehrpflicht. Eine Feuerwehr zu organisieren, ist in erster Linie Aufgabe der Gemeinden. Allerdings werden immer mehr Ortsfeuerwehren regional fusioniert. Die Feuerwehr in der Schweiz ist über die Notrufnummer 118 erreichbar.
Im Jahr 2019 waren in der Feuerwehr 1'185 Berufs- und rund 80'110 freiwillige Feuerwehrleute organisiert, die in 1'272 Feuerwachen und Feuerwehrhäusern tätig sind. Der Frauenanteil beträgt neun Prozent. Die schweizerischen Feuerwehren wurden im selben Jahr zu 70'939 Einsätzen alarmiert, dabei waren 12'935 Brände zu löschen. Der Schweizerische Feuerwehrverband repräsentiert die Feuerwehren der Schweiz im Weltfeuerwehrverband CTIF.

### Luftrettung

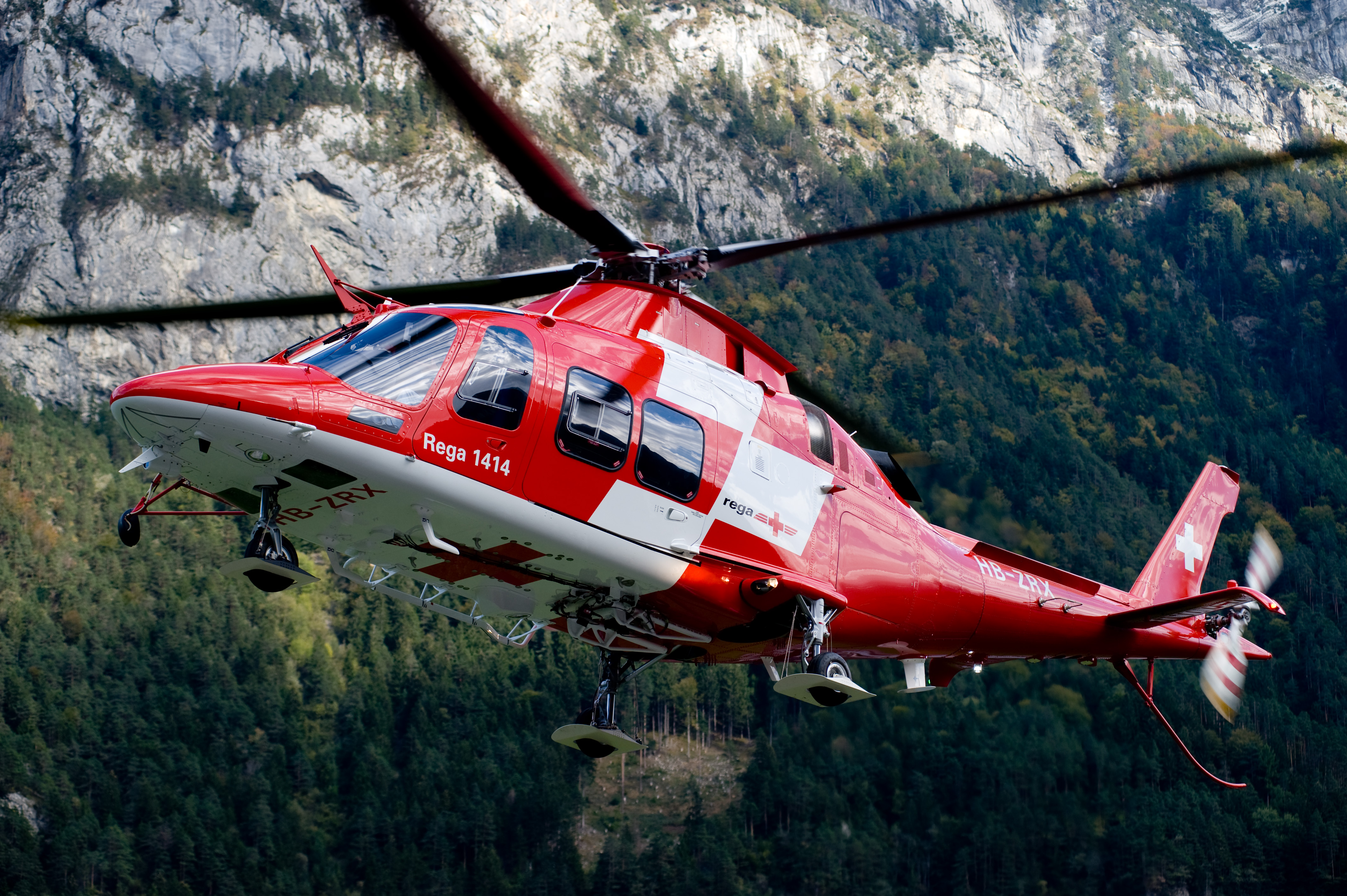
Rega-Helikopter

Die Schweizerische Rettungsflugwacht (Rega) ist eine selbständige und gemeinnützige private Stiftung und in der Schweiz für die Luftrettung zuständig. Sie arbeitet eng mit den Blaulichtorganisationen Polizei, Feuerwehr und Sanität zusammen. Für alpine Rettungs- und Bergungseinsätze ist die Rega enge Partnerin des Schweizerischen Alpen-Clubs SAC. Im Kanton Wallis ist nicht die Rega, sondern sind Air-Glaciers und Air Zermatt für die Luftrettung zuständig. Die Rega ist in der Schweiz über die Notrufnummer 1414 erreichbar.

## Gesellschaft

### Sozialpolitik
Die Schweiz ist ein sehr gut ausgebauter Sozialstaat. Es existieren mehrere Sozialversicherungen. Diese sind Zwangsversicherungen, das heisst, für die Bewohner besteht eine Versicherungspflicht. Die wichtigsten Sozialversicherungen sind:
- die Alters- und Hinterlassenenversicherung (AHV), die staatliche Rentenversicherung
- die Krankenversicherung
- die Mutterschaftsversicherung
- die Unfallversicherung
- die Invalidenversicherung (IV) für Personen, die aufgrund von Behinderungen nicht mehr vollständig erwerbstätig sein können oder Ergänzungsleistungen benötigen

Die staatliche Rentenversicherung (AHV), die berufliche Vorsorge (Pensionskasse) wie auch die private Vorsorge werden zusammen als Drei-Säulen-System bezeichnet. Für Erwerbstätige ist eine berufliche Vorsorge, die Pensionskasse, obligatorisch. Diese wird privatwirtschaftlich geregelt und ist Sache des Arbeitgebers. Freiwillig ist dagegen die private Vorsorge in Form von zum Beispiel Lebensversicherungen. Diese werden bis zu einer bestimmten Grenze steuerlich gefördert.
Daneben gibt es die Erwerbsersatzordnung, sodass Militärdienstpflichtige während der Ausübung militärischer Pflichten ein Taggeld bekommen. Obligatorisch ist auch die Arbeitslosenversicherung.

### Gesundheitswesen

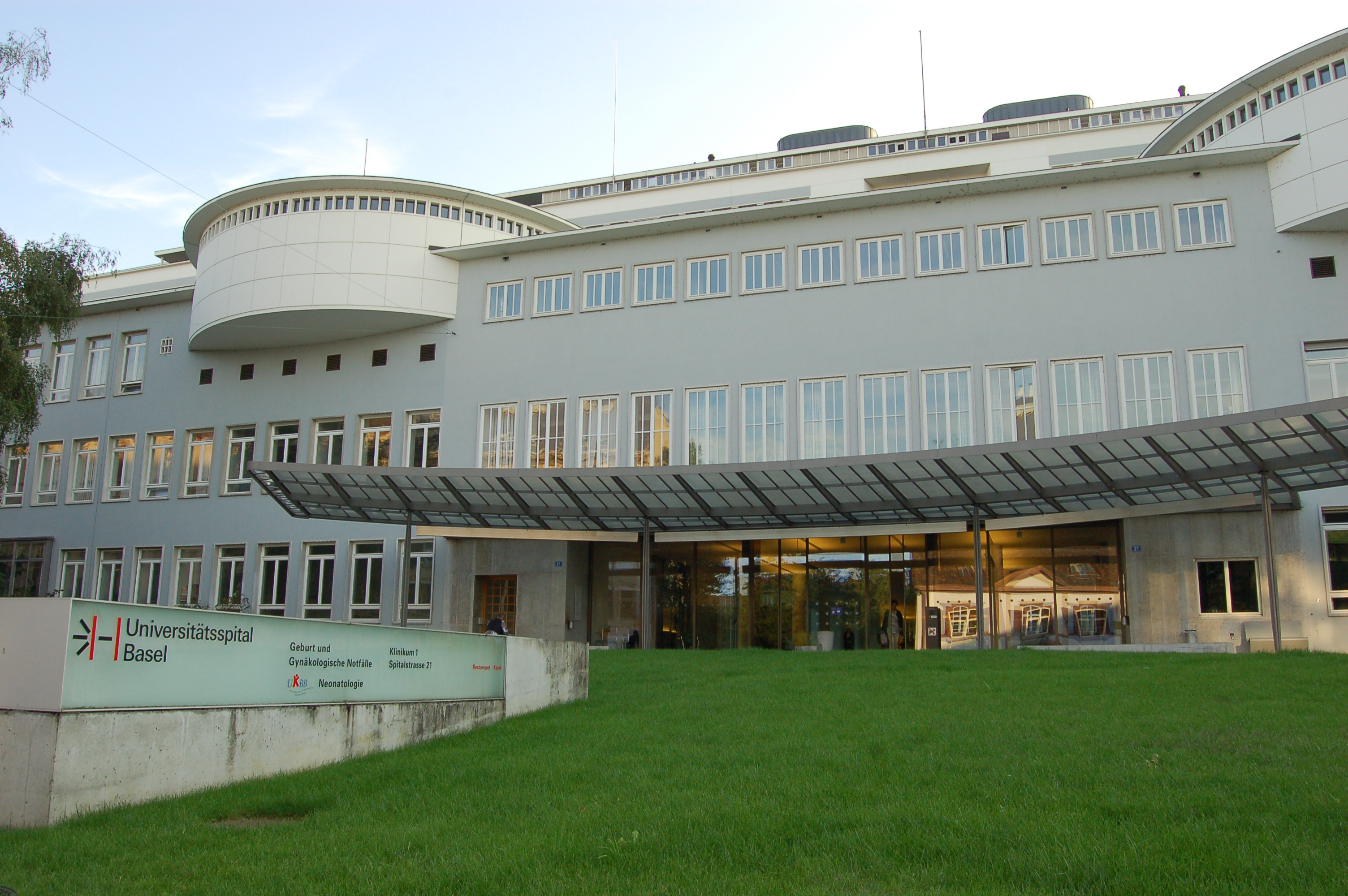
Universitätsspital Basel, die medizinische Fakultät der Universität Basel, war bei der Inbetriebnahme 1460 die erste nördlich der Alpen.

In der Schweiz ist jeder Einwohner – unabhängig von der Staatsangehörigkeit – aufgrund des Krankenversicherungsgesetzes verpflichtet, sich bei einer Krankenkasse seiner Wahl für die Behandlungskosten bei Krankheit zu versichern («Grundversicherung», «obligatorische Krankenpflegeversicherung»). Die Krankenkassen sind in der Schweiz ausschliesslich privatwirtschaftliche Unternehmen. Sie sind gesetzlich verpflichtet, jeden in die Grundversicherung aufzunehmen, der einen entsprechenden Antrag stellt, sofern er im Tätigkeitsgebiet der Kasse seinen Wohnsitz hat. Die Zahlung der Prämie (Mitgliederbeitrag) ist Sache des Versicherten. Es handelt sich dabei um eine Kopfprämie, d. h., die Prämie ist einkommensunabhängig, variiert jedoch von Krankenkasse zu Krankenkasse und von Kanton zu Kanton. Einkommensschwachen Personen werden von staatlicher Seite individuelle Prämienverbilligungen gewährt. Die Finanzierung der staatlichen Krankenhäuser erfolgt einerseits durch Einnahmen aus Behandlungen, andererseits durch Zuschüsse der Kantone oder Gemeinden. Die Finanzierung der Privatkrankenhäuser erfolgt dagegen in der Regel nur aus den Behandlungstaxen, die deshalb markant höher sind als bei den staatlichen Krankenhäusern. Die gesetzliche Grundversicherung deckt deswegen die Behandlung in Privatkliniken nicht. Ambulante Behandlungen dagegen werden von der Grundversicherung in der ganzen Schweiz und bei jedem zugelassenen Leistungserbringer gedeckt. Zahnarztbehandlungen werden von den Krankenkassen nicht getragen, von wenigen Ausnahmen abgesehen. Mit den EU-Staaten bestehen Verträge, welche die gegenseitige Übernahme der Behandlung bei Notfällen regeln (Formular E111).
Für Behandlungskosten bei Unfällen ist jeder Angestellte durch das Unfallversicherungsgesetz (UVG) obligatorisch versichert. Auch gegen Lohnausfall sind die meisten Angestellten versichert, Ausnahme sind Nichtberufsunfälle für geringfügig Angestellte, mit einem Arbeitspensum von unter acht Stunden bei einem Arbeitgeber. Es gibt einerseits eine selbständige Unfallversicherung des öffentlichen Rechts (Schweizerische Unfallversicherungsanstalt, kurz SUVA), andererseits bieten auch die meisten privaten Versicherungskonzerne Unfallversicherungen nach UVG an. Die Zuständigkeit, ob SUVA oder Privatversicherung, hängt von dem Wirtschaftszweig des Arbeitgebers ab und wird vom Bundesrat in einer Verordnung geregelt. Unfallträchtigere Wirtschaftszweige wie Bau und Forstwirtschaft sind beispielsweise bei der SUVA versichert. Es ist Sache des Arbeitgebers, alle Angestellten – auch bei Freizeitunfällen – zu versichern. Wer nicht angestellt ist, muss sich bei seiner Krankenkasse für Behandlungskosten bei Unfällen versichern.
| Zeitraum  | Jahre | Zeitraum  | Jahre |
| --------- | ----- | --------- | ----- |
| 1950–1955 | 69,3  | 1985–1990 | 77,2  |
| 1955–1960 | 70,7  | 1990–1995 | 77,9  |
| 1960–1965 | 71,6  | 1995–2000 | 79,2  |
| 1965–1970 | 72,6  | 2000–2005 | 80,5  |
| 1970–1975 | 73,7  | 2005–2010 | 81,8  |
| 1975–1980 | 75,2  | 2010–2015 | 82,7  |
| 1980–1985 | 76,1  | 2015–2020 | 83,6  |

### Schulsystem

Das Schweizer Bildungssystem (vereinfachte Darstellung)

Das Schulwesen ist ganz überwiegend Sache der Kantone. Die Verantwortung für die obligatorische Schule obliegt den Kantonen. Sie sind allerdings durch die Bundesverfassung verpflichtet, wichtige Ziele und Strukturen landesweit zu harmonisieren (Artikel 61a und 62 der Bundesverfassung). In den weiterführenden Schulen hat der Bund etwas grössere Kompetenzen. Die Kantone sind jedoch weiterhin für die Ausführung zuständig, und ihnen obliegt die Verantwortung.
In der Tertiärstufe sind die Kompetenzen ebenfalls verteilt. Dem Bund obliegt die Regelungskompetenz für die Fachhochschulen (FH) und die beiden Eidgenössischen Technischen Hochschulen (ETH) in Zürich (ETHZ) und Lausanne (EPFL) sowie für die Eidgenössische Hochschule für Sport Magglingen. Bei den Universitäten liegt die Obhut wiederum bei den Kantonen.
Die Volksschule wurde in den vergangenen Jahrzehnten schweizweit weitgehend harmonisiert.
- Die Schulpflicht dauert elf Jahre. Bei Beginn der Schulpflicht sind die Kinder in der Regel vier Jahre alt.
- Die Primarstufe umfasst einschliesslich zwei Jahre Kindergarten oder der ersten beiden Jahre einer Eingangsstufe (Grundstufe) acht Jahre. Im Kanton Tessin dauert die Primarstufe sieben Jahre (fünf statt sechs Jahre Scuola elementare), aber es wird zusätzlich zu den zwei obligatorischen Kindergartenjahren noch ein fakultatives Jahr für Kinder ab drei Jahren angeboten.
- Die Sekundarstufe I umfasst drei Jahre, ausser im Kanton Tessin, wo sie vier Jahre dauert (Scuola media). Auf der Sekundarstufe I werden die Schülerinnen und Schüler in allen Fächern oder in einem Teil der Fächer in Leistungsgruppen unterrichtet.

Nach dem Schulobligatorium hat man die Wahl zwischen einer weiterführenden Schule, die zur Matura führt, oder dem Beginn einer Berufsausbildung, einer Lehre. Die Lehre wird begleitet von einem regelmässigen Besuch einer Berufsschule (→ Berufsfachschule in der Schweiz). Freiwillig ist der parallele Besuch einer Berufsmittelschule (BMS), die mit der Berufsmaturität abgeschlossen wird. Die meisten Schweizer Schüler wählen den Weg einer Lehre. Über die BMS ist der Zugang für ein Studium an einer Fachhochschule möglich. Mit der neuen sogenannten «Passerelle» wird ausserdem, nach Erwerb des Berufsmaturitätszeugnisses (BM-Zeugnis), durch ein zusätzliches Schuljahr und eine Zusatzprüfung der prüfungsfreie Zugang an eine universitäre Hochschule ermöglicht.
In der Schweiz betrug die mittlere Schulbesuchsdauer der über 25-jährigen Bevölkerung 2023 insgesamt 13,9 Jahre und war damit die zweitlängste weltweit, nach Deutschland mit 14,3 Jahren.

### Menschenrechte

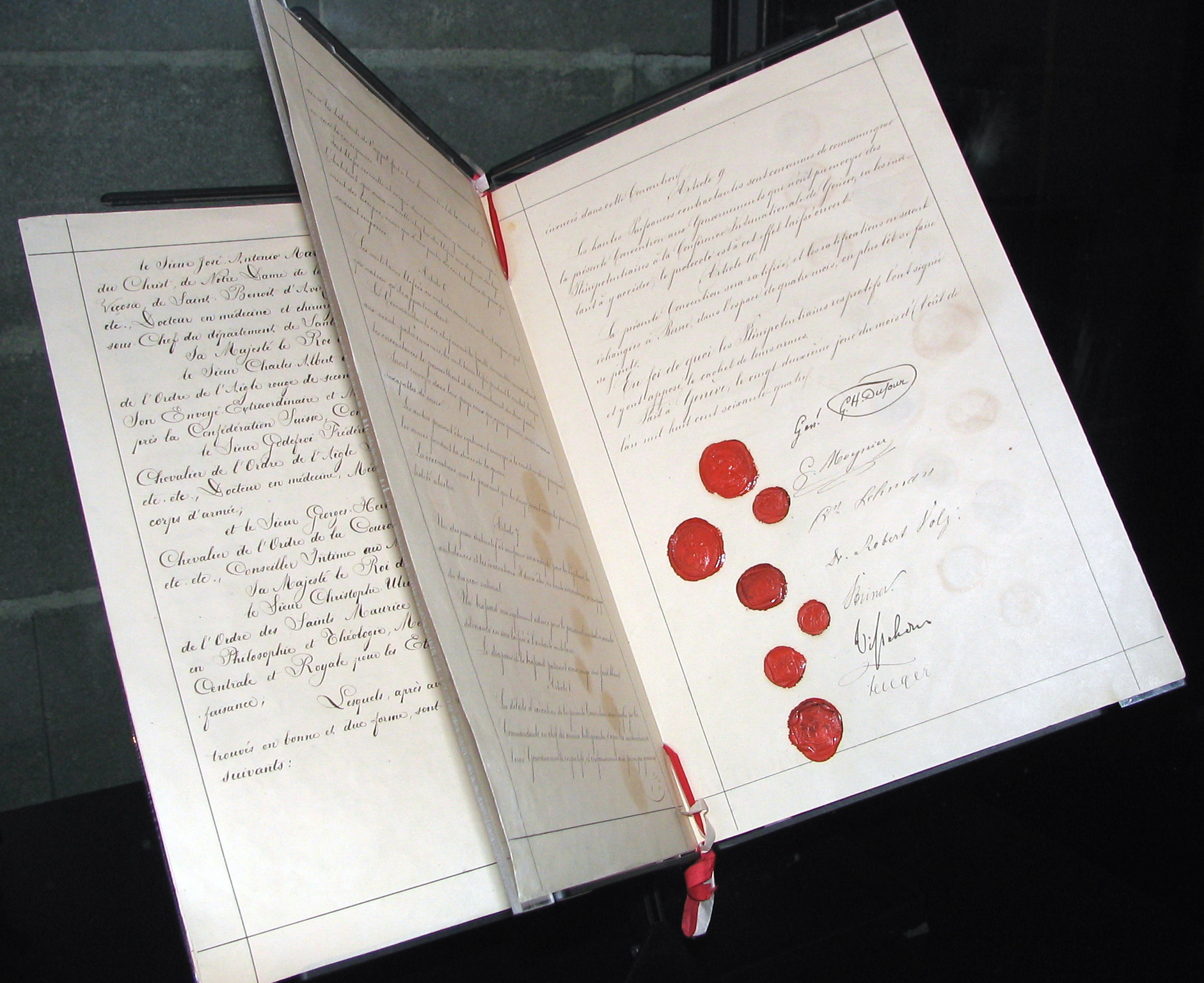
Originaldokument der ersten Genfer Konvention (1864)

Die Schweiz ist Depositarstaat der Genfer Konventionen. Das zwischenstaatliche Abkommen ist eine essentielle Komponente des humanitären Völkerrechts.
1942 wurde mit der Einführung des Schweizerischen Strafgesetzbuchs die Todesstrafe in der Schweiz in zivilen Strafprozessen abgeschafft. Seit 1999 ist die Todesstrafe auch auf Verfassungsebene verboten.
1974 ratifizierte die Schweiz die Europäische Menschenrechtskonvention.
In der Schweiz gibt es eine nationale Menschenrechtsinstitution und eine nationale Kommission zur Verhütung von Folter. Die Kommission besucht Orte des Freiheitsentzugs. In einer Volksabstimmung wurde eine Verfassungsänderung beschlossen, nach der ausländische Staatsangehörige, die wegen bestimmter Straftaten verurteilt werden, unmittelbar in ihre Heimatländer ausgewiesen werden müssen (siehe Eidgenössische Volksinitiative «Für die Ausschaffung krimineller Ausländer (Ausschaffungsinitiative)»). Das Strafrecht enthielt auch weiterhin keine nach internationalem Recht anerkannte Definition von Folter.
Amnesty International übte wiederholt Kritik an der Asylpolitik der Schweiz. Der UN-Ausschuss gegen Folter äusserte 2010 seine Besorgnis darüber, dass das Schweizer Bundesgesetz über die Ausländerinnen und Ausländer gegen das Prinzip des Non-Refoulement (Abschiebungsverbot) verstossen könne. Das Gesetz erlaubt die automatische Ausweisung ausländischer Staatsangehöriger, die als Sicherheitsbedrohung gelten, ohne dass die Betroffenen Rechtsmittel einlegen können. Im gleichen Jahr drückte der UN-Ausschuss für wirtschaftliche, soziale und kulturelle Rechte seine Besorgnis darüber aus, dass angesichts unzureichender Einrichtungen für die Aufnahme von Asylsuchenden Menschen für unbestimmte Zeit in unterirdischen Zivilschutzanlagen untergebracht werden.
Ab Februar 2010 setzte das Bundesverwaltungsgericht die Überstellung von mehreren Asylsuchenden nach Griechenland im Rahmen der Dublin-II-Verordnung aus, um ein Grundsatzurteil zur Frage der Zulässigkeit dieser Überstellungen nach Griechenland abzuwarten. Das Bundesamt für Migration BFM schob dessen ungeachtet im Jahresverlauf 2010 insgesamt 50 Asylsuchende nach Griechenland ab.

### Orden und Ehrenzeichen
Die Schweiz und ihre Kantone gelten als eines der wenigen Staatswesen, die keine Orden verleihen.

## Verkehr
Mehr als ein Drittel der CO2-Emissionen ist auf den Verkehrssektor in der Schweiz zurückzuführen. Der motorisierte Verkehr trägt am meisten zur hohen Belastung durch Ozon bei. Der grösste Teil des Personenverkehrs in der Schweiz fällt auf den Freizeitverkehr. Das gut ausgebaute öffentliche Verkehrsnetz macht sich dadurch bemerkbar, dass rund ein Fünftel aller Schweizer Haushalte nicht über einen eigenen Personenwagen verfügt. Dieser Anteil steigt in den Städten auf bis zu 57 Prozent, zusätzlich durch den Umstand unterstützt, dass in der Schweiz Gemeinschaftsautos weit verbreitet sind.
Im Kanton Graubünden war der motorisierte Individualverkehr von 1900 bis 1925 verboten.

### Schienenverkehr

Das Bahnnetz der Schweiz

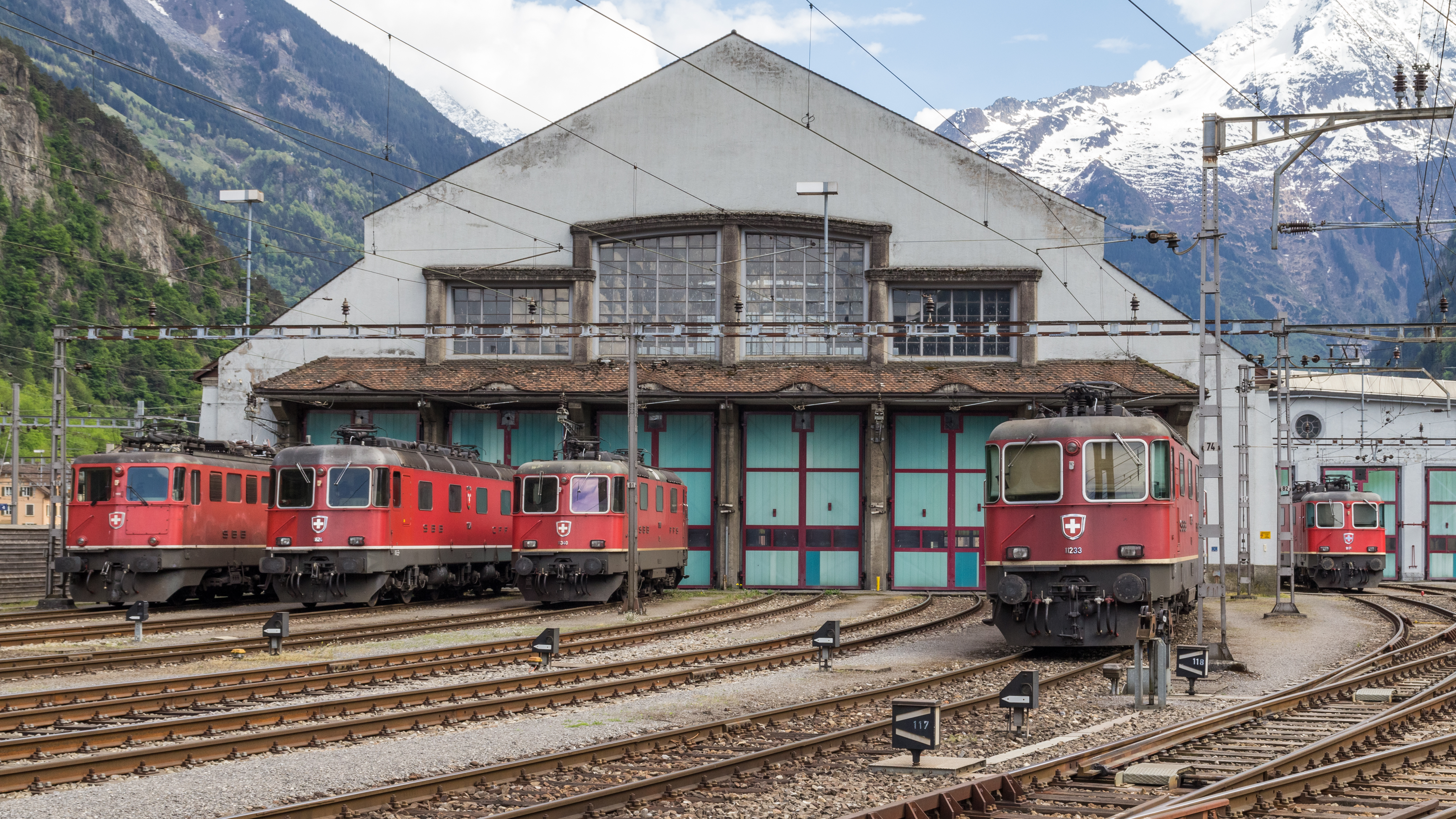
Lokremise in Erstfeld (UR)

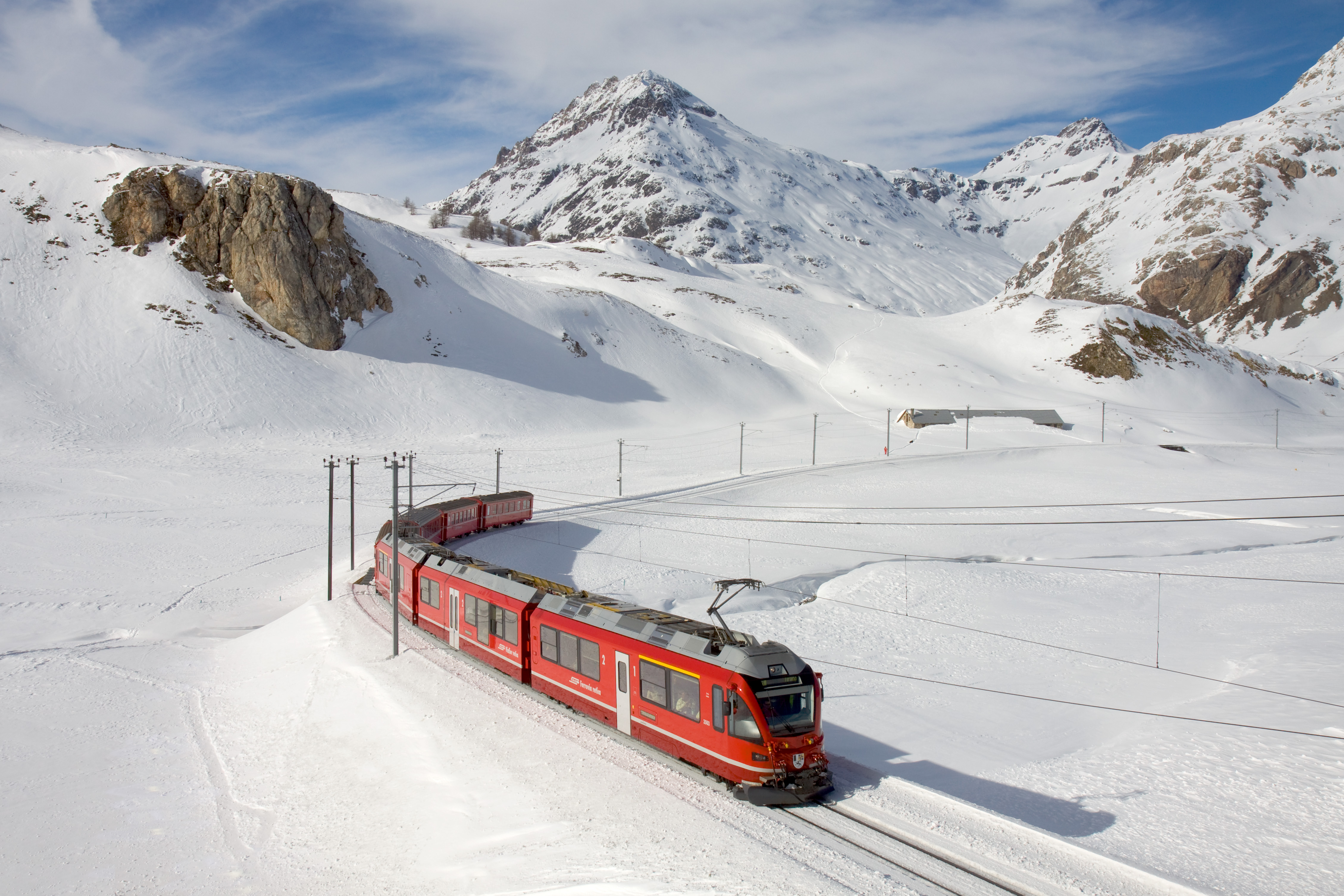
ABe 8/12 «Allegra» der Rhätischen Bahn auf der Berninastrecke auf der Alp da Buond Sur

5317 Kilometer mass das Eisenbahnnetz im Jahr 2020. Die Schweiz hat mit etwa 122 Metern pro Quadratkilometer das dichteste Eisenbahnnetz der Welt (ausgenommen Kleinststaaten wie Vatikanstaat oder Monaco), obwohl zwei Drittel des Landes in sehr gebirgigem Gelände liegen und keinerlei Beitrag zu diesem Rekord leisten. Das Schweizer normalspurige Eisenbahnnetz beträgt 3778 Kilometer und ist komplett elektrifiziert. Die Schmal-, Meter- und Breitspurbahnen haben zusammen eine Länge von 1766 Kilometern, wovon 30 Kilometer (1,7 Prozent) nicht elektrifiziert sind. Die Elektrifizierung erfolgte zu 80 Prozent mit AC (Wechsel- und Drehstrom) und zu 20 Prozent mit DC (Gleichstrom).
Mit einer Strecke von 3265 Kilometern betreiben die Schweizerischen Bundesbahnen (SBB) die meisten Eisenbahnlinien. Sie allein befördern jährlich über 300 Millionen Passagiere. Das zweitlängste Streckennetz mit 420 Kilometern Streckenkilometern betreibt die BLS AG, worauf gleich die meterspurige Rhätische Bahn mit 384 Kilometern folgt, deren Linien ausschliesslich im Kanton Graubünden liegen. Daneben gibt es in der Schweiz weitere 47 Privateisenbahngesellschaften. Als Privatbahnen werden in der Schweiz jene Eisenbahnunternehmen bezeichnet, die privatrechtlich organisiert sind, also in der Regel als Aktiengesellschaften nach Obligationenrecht. In den meisten Fällen sind die Hauptaktionäre die öffentliche Hand. Die öffentliche Hand spielt auch eine wichtige Rolle bei der Finanzierung des Schienenverkehrs. Bund, Kantone und Gemeinden haben im Jahr 2016 rund 5,1 Milliarden Franken (45 Prozent) der Gesamtkosten übernommen.
2019 unternahm jeder Schweizer durchschnittlich 74 Bahnfahrten und legte dabei eine Distanz von 2505 Kilometern zurück; damit ist die Schweiz die weltweit führende Bahnfahrernation.
Im Rahmen der Neuen Eisenbahn-Alpentransversale (NEAT) wurden die Gotthard- und Lötschberg-Basistunnel erstellt, die der verfassungsmässig vorgeschriebenen Verkehrsumlagerung des Transitverkehrs dienen. Der Lötschberg-Basistunnel wurde mit dem Fahrplanwechsel am 9. Dezember 2007 für den regulären Personen- und Güterverkehr in Betrieb genommen; der Gotthard-Basistunnel, mit 57 Kilometern längster Tunnel der Welt, folgte am 11. Dezember 2016.
Seit 1990 sind mehrere S-Bahnen (→ S-Bahnen in der Schweiz) entstanden, die mittlerweile einen Grossteil des Schienennahverkehrs bewältigen. Um die Fahrpreise möglichst einfach zu gestalten, wurden flächendeckende Tarifverbünde gegründet.
Der internationale Schienenpersonenfernverkehr soll verstärkt gefördert werden. Dazu haben die Verkehrsminister aus Deutschland, Frankreich, Österreich und der Schweiz im Dezember 2020 einen Grundsatzentscheid gefällt und die vier Staatsbahnen SBB, DB, ÖBB und SNCF eine entsprechende Absichtserklärung unterzeichnet.

### Nahverkehr
Als Ergänzung zum sehr dichten Schienennetz übernehmen Busse, Trams und Stadtbahnen die Feinerschliessung im öffentlichen Nahverkehr.

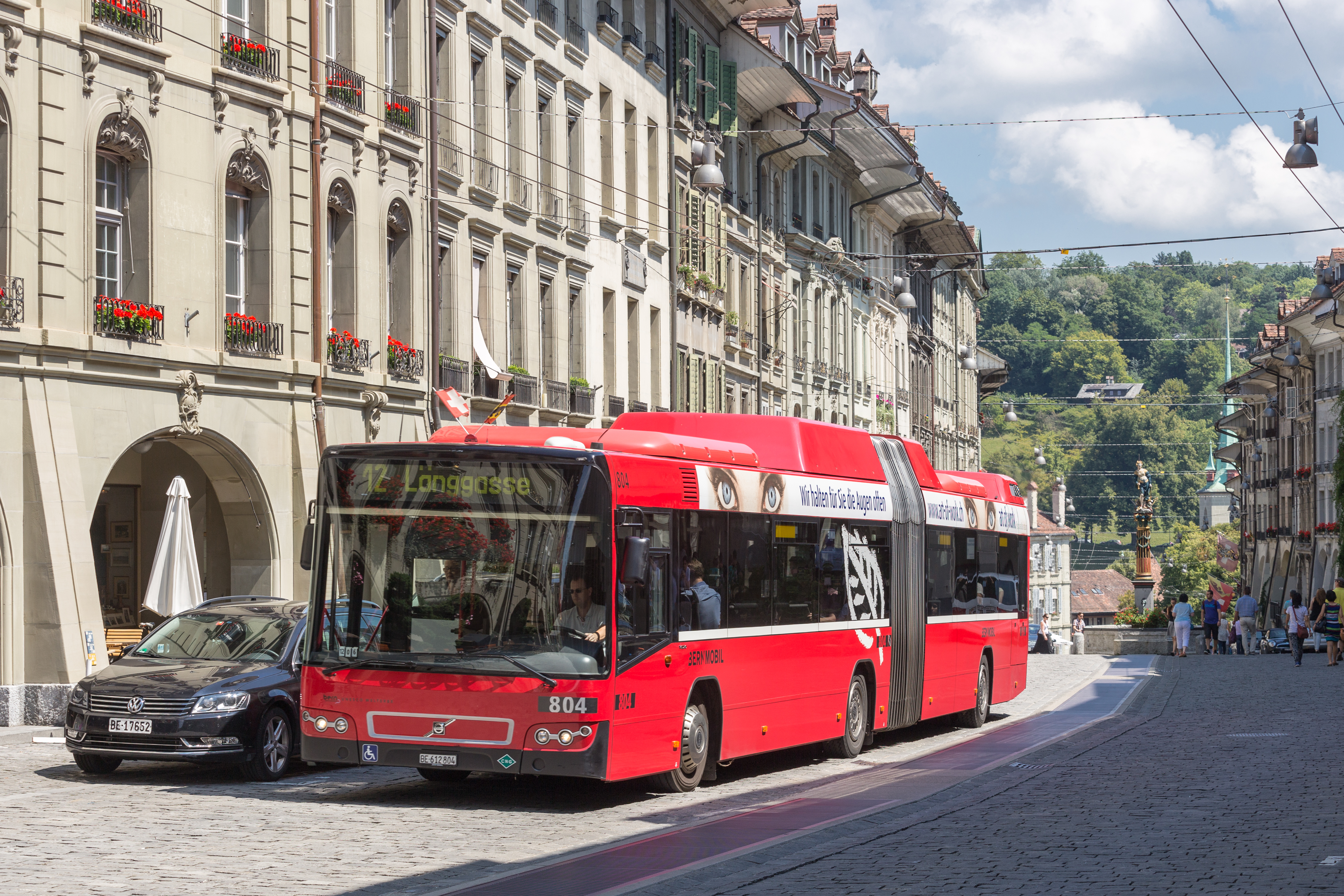
Mit Biogas betriebener Gelenkbus in der Berner Altstadt

Bus: Mehrere Dutzend regionale Verkehrsbetriebe befördern Passagiere in den Städten und auf dem Land. Es gibt kaum einen Ort, der nicht an den öffentlichen Verkehr angeschlossen ist; selbst der Ort Juf (Kanton Graubünden), höchstgelegene Siedlung Europas, wird täglich vom öffentlichen Verkehr erschlossen. In den grösseren Städten werden auch elektrisch angetriebene Trolleybusse eingesetzt. Das gelbe Postauto bildet in vielen ländlichen- und Berggebieten das Rückgrat des öffentlichen Verkehrs.
Tram: Bis in die 1960er Jahre verkehrten in vielen Städten und Agglomerationen Trams (Strassenbahnen). Der wachsende Strassenverkehr brauchte mehr Platz, und so wurden vielerorts die Trams durch Busse ersetzt. In den fünf Städten Basel, Bern, Genf, Neuenburg und Zürich bestehen noch heute viele Tramlinien. Die Strassenbahn Lausanne soll 2026 mit einer neu gebauten Linie wieder in Betrieb genommen werden.
Stadtbahn: Als Ergänzung zu den S-Bahnen, Bus und Trams wurden in den letzten Jahren mehrere Stadtbahnen gebaut oder sind noch in Planung. Die jüngste Stadtbahn ist die Limmattalbahn bei Zürich.
U-Bahn: Abgesehen von der Skymetro auf dem Flughafen Zürich ist die Métro Lausanne die einzige städtische U-Bahn der Schweiz.

### Strassenverkehr

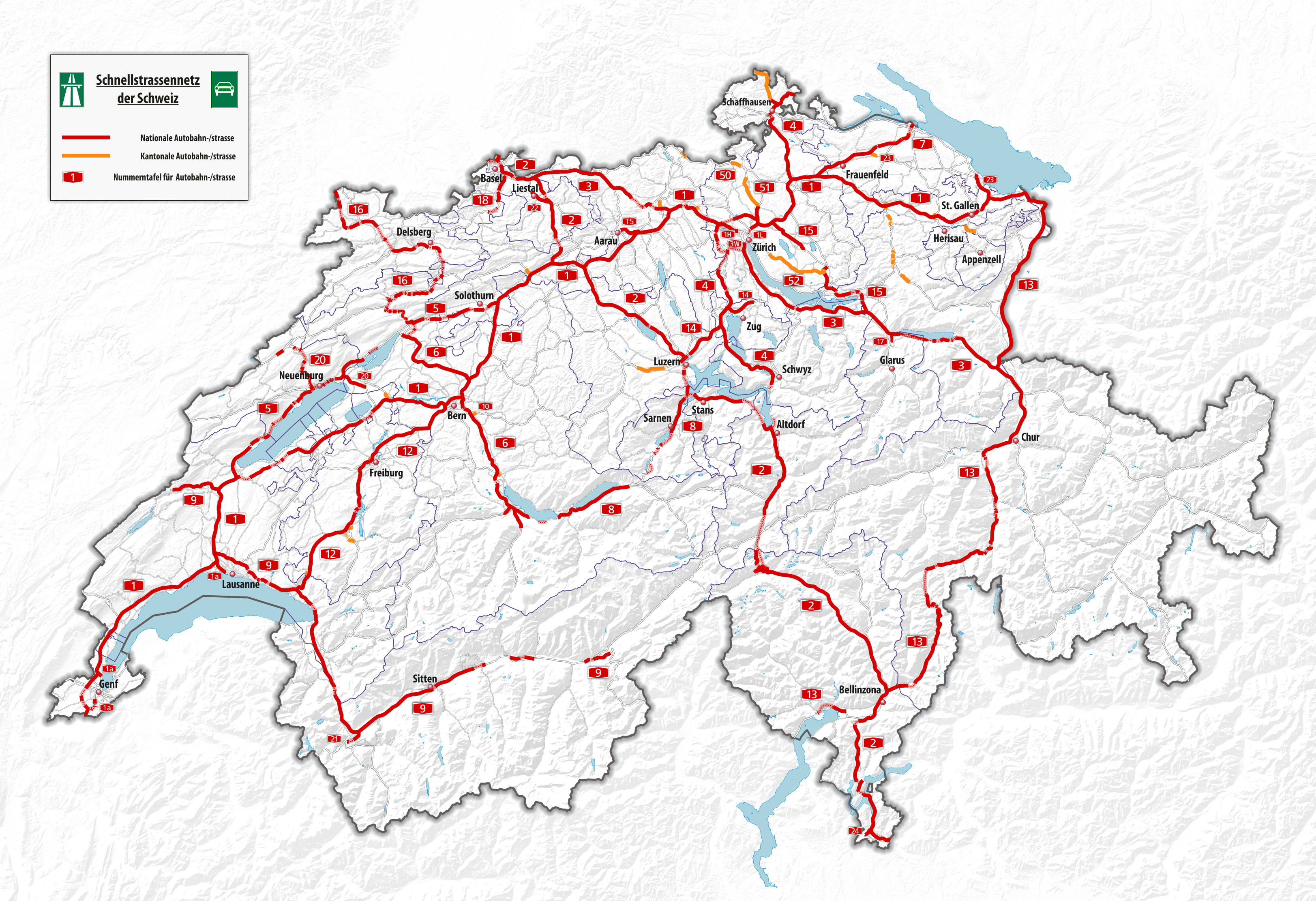
Das Schnellstrassennetz der Schweiz

In der Schweiz verkehrten die ersten Personenautomobile ausgangs des 19. Jahrhunderts, nachdem anlässlich der Landesausstellung 1896 in Genf das Automobil in der Schweiz erstmals vorgeführt worden war. Nach dem Zweiten Weltkrieg setzte die Massenmotorisierung ein. Der Grossteil der Bevölkerung im dicht besiedelten Mittelland wohnt inzwischen weniger als 10 Kilometer von der nächsten Autobahn oder Autostrasse entfernt. Eine grosse Fläche der Schweiz mit einem relativ geringen Bevölkerungsanteil ist demgegenüber durch Hauptstrassen erschlossen, und schliesslich gibt es im Gebirge verschiedene, im Winter meist gesperrte Verbindungen über Passstrassen (→ Liste der Pässe in der Schweiz) und durch Tunnels (→ Liste der Schweizer Tunnel). Im Jahr 2024 betrug die Gesamtlänge aller Strassen 85'009 Kilometer, wovon 1549 Kilometer Autobahnen waren und der Motorisierungsgrad (Personenwagen pro 1'000 Einwohner) lag bei 535.
Im Jahr 2017 verursachte der motorisierte Individualverkehr auf der Strasse 9,5 Milliarden Franken an externen Kosten, was 71 Prozent der gesamten externen Kosten des Verkehrs in der Schweiz entspricht. Im Jahr 2024 wurden auf Schweizer Strassen 17'432 Unfälle mit Personenschaden registriert, woraus 16'721 Leichtverletzte, 3'792 Schwerverletzte und 250 Verkehrstote resultierten. Zudem waren im Jahr 2020 mehr als eine Million Menschen von übermässigem Strassenverkehrslärm betroffen. Da die Anzahl an Personenwagen und deren Grösse kontinuierlich zunimmt, nimmt die Energieeffizienz des Strassenverkehrs laufend ab. Im Jahr 2018 wurde ein Viertel des gesamten Schweizer Energieverbrauchs im Strassenverkehr verbraucht. Im Jahr 2019 wurden 13'197 reine Elektroautos zugelassen, mehr als doppelt so viele wie im Vorjahr (+143,9 Prozent). Während der Wirtschaftskrise 2020 wurden 236'828 neue Personenwagen zugelassen, so wenige wie seit der Ölkrise Mitte der 1970er Jahre nicht mehr. Dennoch hat sich der Strassenfahrzeugbestand weiter vergrössert. Für den Arbeitsweg können Pendler sogar einen Steuerabzug geltend machen.
Die Benützung des Schweizer Strassennetzes ist für Personenwagen grundsätzlich unentgeltlich. Für die Benützung der Autobahnen mit weiss-grüner Beschilderung besteht in der Schweiz jedoch Vignettenpflicht (Klebevignette oder E-Vignette) für Personenwagen und Anhänger, die einmalig für ein Jahr zu entrichtende Nationalstrassenabgabe (40 Franken). Gebühren auf einer der Öffentlichkeit zugänglichen Privatstrasse sind die absolute Ausnahme (bekanntestes Beispiel: der nach Italien führende Tunnel am Grossen St. Bernhard). Für Lastkraftwagen gilt seit dem 1. Januar 2001 die Leistungsabhängige Schwerverkehrsabgabe (LSVA), die elektronisch erhoben wird und deren Höhe nicht vom Typ der befahrenen Strasse, sondern von der gefahrenen Strecke und von der Emissionskategorie des Fahrzeuges abhängt. Am 28. Februar 2016 wurde in einer Volksabstimmung der Bau einer zweiten Röhre des Gotthard-Strassentunnels mit einem Ja-Anteil von 57 Prozent genehmigt. Die neue Tunnelröhre wird wegen der Sanierung des alten Gotthard-Strassentunnels benötigt (→ Eidgenössische Abstimmung über die Sanierung des Gotthard-Strassentunnels). Ein weiterer Ausbau der Strassen findet nach wie vor statt, u. a. mit der Erweiterung der Autobahnstrecke Luterbach–Härkingen auf der A1 von vier auf sechs Spuren. Der koordinierte Dachverband der in ihren Interessen sehr homogenen Automobilorganisationen ist seit 1944 der Schweizerische Strassenverkehrsverband (FRS, Fédération routière suisse), dessen Präsidium vom Touring-Club der Schweiz (TCS) und vom Automobil-Club der Schweiz (ACS) im Turnus besetzt wird.

### Flugverkehr

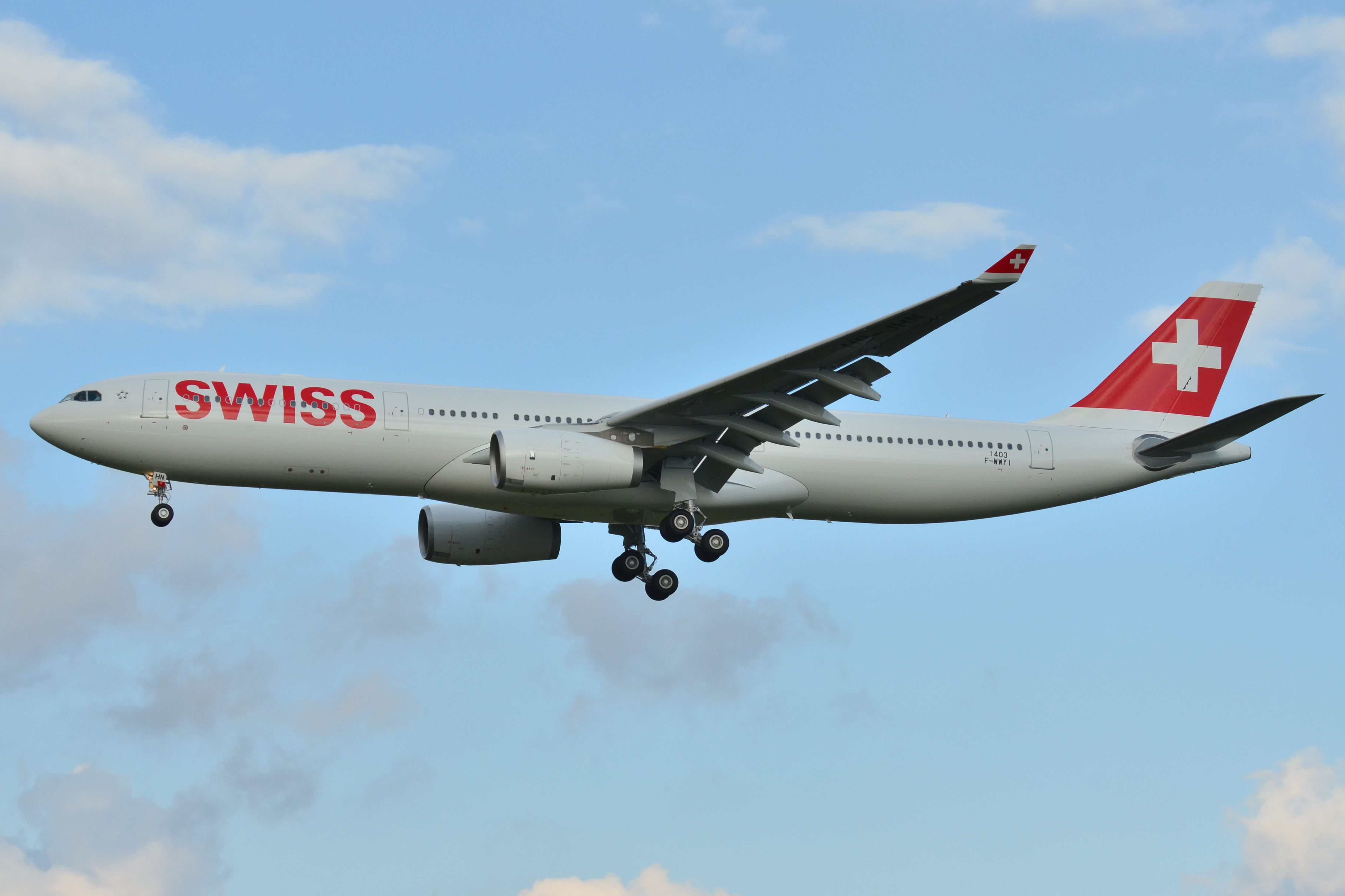
Airbus A330-300 der Swiss

In Luftfahrzeugkennzeichen ist das Hoheitszeichen der Schweiz HB, Schweizer Flugplätze bekommen ICAO-Codes, die auf LS beginnen.
Die Schweiz verfügt über drei Landesflughäfen, elf Regionalflugplätze, 44 Flugfelder und fünf zivil mitbenutzte Militärflugplätze. Die grössten Flughäfen und Ausgangspunkte von Langstreckenflügen befinden sich in Kloten (Flughafen Zürich) und Cointrin (Flughafen Genf). Der drittgrösste Flughafen der Schweiz, der Flughafen Basel-Mülhausen, liegt in Hésingue und Saint-Louis auf französischem Staatsgebiet. Regionalflugplätze befinden sich ausserdem in Sitten (Flughafen Sion), Belp (Flughafen Bern-Belp), Agno (Flughafen Lugano) und Altenrhein (Flugplatz St. Gallen-Altenrhein). Einer der am höchsten gelegenen Flugplätze Europas, der Engadin Airport, liegt bei Samedan.
Der folgenschwerste Flugunfall in der Schweiz ereignete sich 1973 bei Basel mit dem Invicta-International-Airlines-Flug 435, bei dem es zu 108 Todesopfern kam.
Bis zur Nachlassstundung im Oktober 2001 war die Swissair die nationale Fluggesellschaft und unterhielt ein weltumspannendes Streckennetz und die Regionalfluggesellschaft Crossair. Die Nachfolgerin Swiss ist seit Juli 2007 eine Tochtergesellschaft der Deutschen Lufthansa AG und weiterhin interkontinental tätig. Weitere Schweizer Fluggesellschaften sind u. a. die Edelweiss Air und die Helvetic Airways.
Einzige Inlandflugverbindung ist die von Swiss angebotene Strecke Zürich–Genf.
Skyguide, eine privatrechtliche Aktiengesellschaft, kümmert sich im Auftrag des Bundesamts für Zivilluftfahrt (BAZL), um die Flugsicherung im Schweizer Luftraum sowie des angrenzenden Luftraumes in Deutschland, Österreich, Frankreich und Italien. Im Schweizer Luftraum umfasst dies sowohl die zivile als auch die militärische Flugsicherung.
Der Lufttransportdienst des Bundes, der unter anderem auch für die beiden Jets des Bundesrats verantwortlich ist, ist auf dem Flughafen Bern-Belp stationiert.
Laut Greenpeace wird der Flugverkehr in der Schweiz mit jährlich 1,7 Milliarden Franken subventioniert, da bei Fluggesellschaften auf die Mineralölsteuer (siehe auch Kerosinsteuer) verzichtet wird. Zudem gingen im Jahr 2016 die Umwelt- und Gesundheitskosten aus dem Luftverkehr von rund 1,2 Milliarden Franken fast vollumfänglich zu Lasten der Allgemeinheit. Die Kosten dieser externen Effekte lagen im Jahr 2017 bei 1,4 Milliarden Franken, was 10 % der gesamten externen Kosten des Verkehrs in der Schweiz entspricht. 2018 lagen 77 Prozent der Ziele aus der Schweiz in Europa.

### Schiffsverkehr

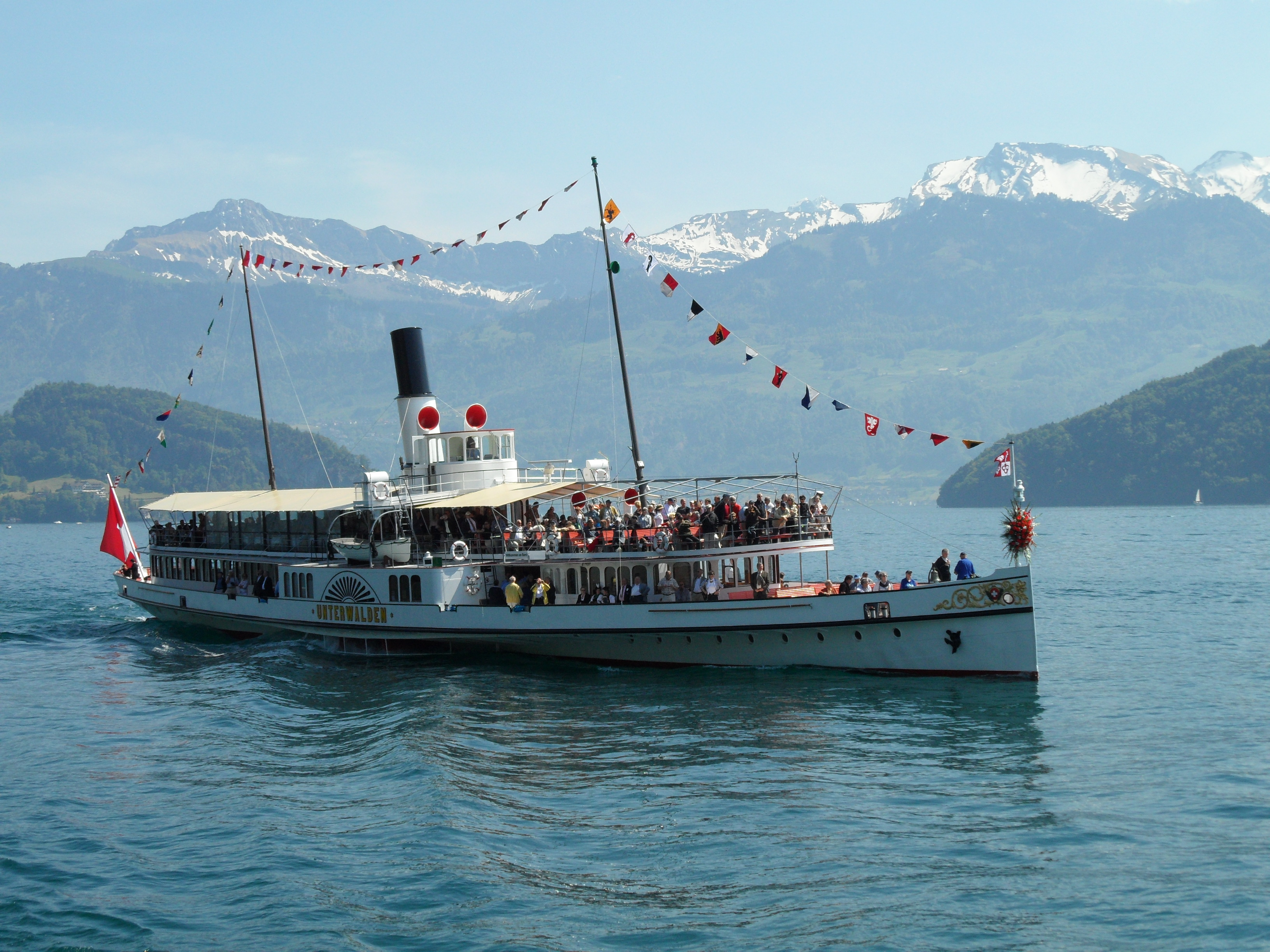
DS Unterwalden auf dem Vierwaldstättersee

514 Kilometer beträgt die Betriebslänge der öffentlichen Personenschifffahrt einschliesslich Autofähren im Jahr 2020. Die einzigen internationalen Häfen mit Meeresanbindung sind die Schweizerischen Rheinhäfen, die in und bei Basel am Rhein liegen.
Vier Reedereien betreiben (Stand: 2020) insgesamt 19 Hochseeschiffe unter Schweizer Flagge (→ Schweizer Hochseeschifffahrt). Die Schweiz gilt (Stand: April 2022) als viertgrösster Reedereistandort Europas.
Dazu kommen die Häfen der Binnenseen, die neben den Fährbetrieben über den Zürichsee, den Bodensee und den Vierwaldstättersee sowie die Erschliessung der Gemeinde Quinten am Walensee einen hohen touristischen Anteil haben.
Einziger Güterverkehr auf den Seen sind normalerweise Kiestransporte mit Ledischiffen. Auf den meisten grösseren Seen und Flüssen verkehren, teilweise nur im Sommerhalbjahr, Ausflugsschiffe. Besonders beliebt bei den Fahrgästen sind die restaurierten und unter Denkmalschutz stehenden Raddampfer.

### Bergbahnen
Bedingt durch die Topographie, existieren in der Schweiz viele Berg-, Standseil- und Luftseilbahnen, die hauptsächlich der touristischen Erschliessung, aber auch als öffentlicher Verkehr zur Erschliessung von Siedlungen dienen. Die Bahnstation auf dem Jungfraujoch ist der höchstgelegene Bahnhof Europas, und die Luftseilbahn auf das Kleine Matterhorn ist die höchstgelegene Bahnstation Europas.
Einige Orte im Schweizer Berggebiet sind aufgrund ihrer Lage nicht oder nur teilweise mit einer Strasse erschlossen. Zu den nur per Eisenbahn oder Seilbahn erreichbaren Orten und Feriensiedlungen gehören in der Schweiz Belalp, Bettmeralp, Braunwald, Fiescheralp, Gimmelwald, Gspon, Landarenca, Lauchernalp, Mürren, Niederrickenbach, Rasa, Riederalp, Schatzalp, Stoos, Wengen, Wirzweli und Zermatt. Für mit dem Personenwagen Anreisende stehen an der jeweils letzten mit dem Personenwagen erreichbaren Bahnstation bzw. an der Talstation Parkplätze oder Parkhäuser zur Verfügung, beispielsweise für Mürren und Wengen in Lauterbrunnen, für Zermatt in Täsch.

### Langsamverkehr

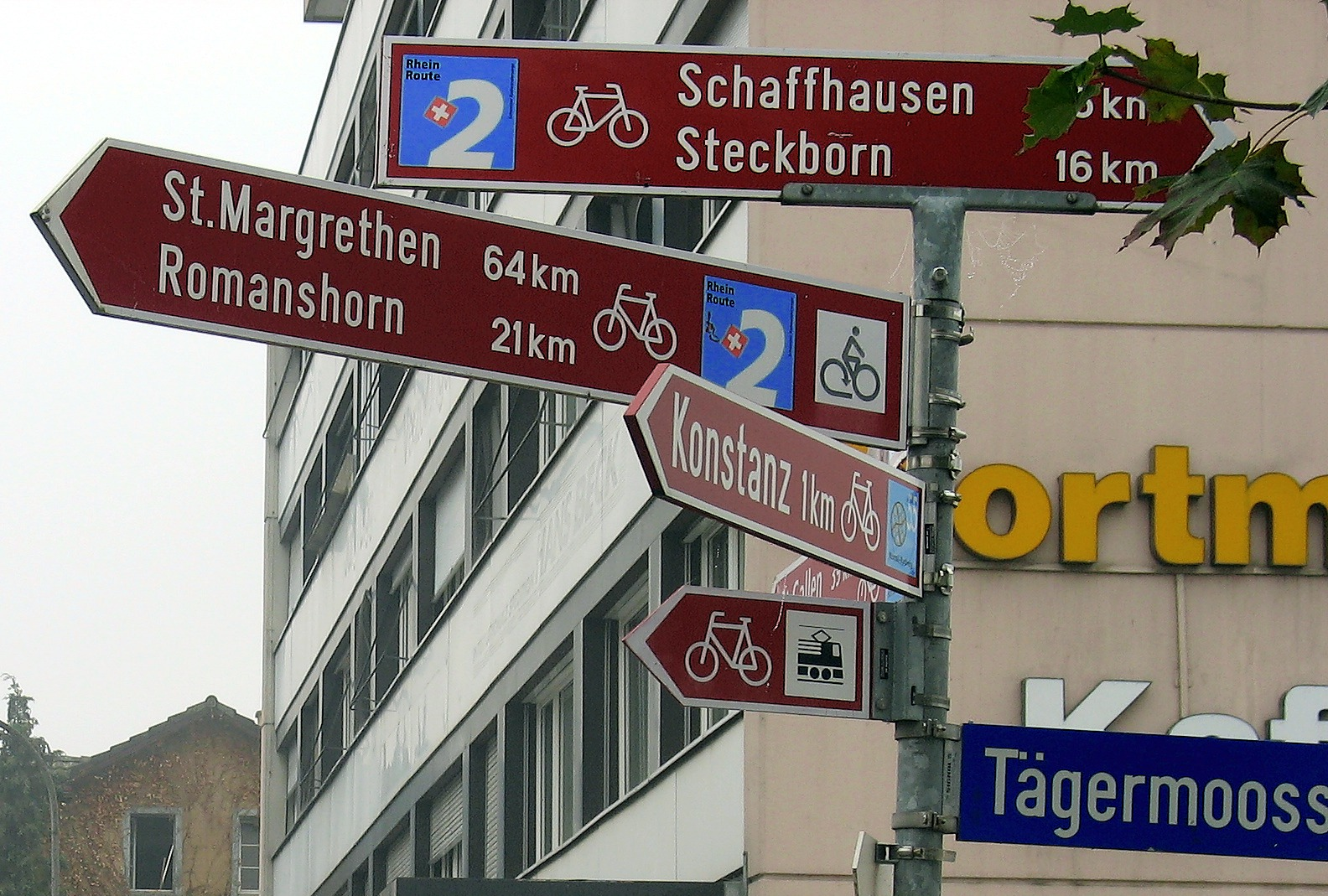
Signalisation der Fahrradrouten im Veloland Schweiz

Im Jahr 2015 entfielen in der Verkehrsmittelwahl 37 Prozent aller Wege bzw. 6 Prozent aller Personenkilometer in der Schweiz auf den Langsamverkehr. Per Ende 2011 wurde die Velovignette abgeschafft. Per 1. Januar 2023 trat das Veloweggesetz in Kraft, welches Bund und Kantone verpflichtet bis Ende 2042 auf ihren Strassen ein Velowegnetz zu planen und bauen.
SchweizMobil ist das nationale Netzwerk für den Langsamverkehr, insbesondere für Freizeit und Tourismus. Langsamverkehr ist in der Schweiz der offizielle Oberbegriff für das Wandern, Velofahren, Mountainbiken, Skaten und Kanufahren. Das Projekt wurde 1998 lanciert und besteht aus mehreren Teilen. Die Stiftung Veloland Schweiz fördert das Freizeitfahrradfahren in der Schweiz und schuf bis 1998 neun nationale Routen. Weitere Themen sind Mountainbikeland Schweiz, Skatingland Schweiz und Kanuland Schweiz.
Unter dem Namen Wanderland Schweiz sind auch die Wanderwege Teil des Projekts SchweizMobil. Die Schweiz verfügt über ein Netz von einheitlich markierten Wanderwegen von einer Länge von insgesamt 62'441 km, davon 13'880 km Hartbelag und 23'090 km Bergwege (Stand: 2007). Es werden dabei drei Arten von Wanderwegen unterschieden mit unterschiedlichem Schwierigkeitsgrad: gelb markierte Wanderwege, weiss-rot-weiss markierte Bergwege sowie die weiss-blau-weiss markierten alpinen Routen. 2017 wurde SchweizMobil ergänzt durch ein einheitlich signalisiertes Winterangebot für Winterwandern, Schneeschuhlaufen, Langlaufen und Schlitteln.

## Wirtschaft
Die Schweiz gehört zu den wohlhabendsten Ländern der Welt. Gemessen am Bruttoinlandprodukt rangierte die Schweiz im Jahr 2019 mit umgerechnet 705 Milliarden US-Dollar an 20. Stelle, beim Bruttoinlandprodukt pro Kopf mit 92'371 US-Dollar auf dem vierten Platz. Laut einer Studie der Bank Credit Suisse haben die Einwohner der Schweiz mit 537'599 US-Dollar das zweithöchste Pro-Kopf-Vermögen weltweit (Stand 2017), und jede zehnte erwachsene Person besitzt ein Vermögen von mehr als einer Million US-Dollar.
2020 gingen 5,0 Millionen Menschen in der Schweiz einer Beschäftigung nach. 2,8 Prozent arbeiteten in der Landwirtschaft (Primärsektor), 20,8 Prozent in der Industrie und im Gewerbe (Sekundärsektor) und 76,4 Prozent im Dienstleistungssektor (Tertiärsektor). Per 30. Juni 2021 betrug die Arbeitslosenquote 2,8 Prozent. Das allgemeine Preisniveau ist hoch. Die Lebenshaltungskosten sind die höchsten in Europa und lagen 2015 um 63,3 Prozent über dem Durchschnitt der Europäischen Union. Zürich und Genf galten 2016 als die teuersten Städte der Welt.
Die Wirtschaft der Schweiz gilt als eine der stabilsten Volkswirtschaften der Welt. Als Erfolgsfaktor gilt unter anderem die Preisstabilität. So lag 2008 die Jahresteuerung mit 2,4 Prozent zum ersten Mal seit 1994 über einem Wert von 1,8 Prozent. Die Wirtschaftsfreiheit wird durch Art. 27 der schweizerischen Bundesverfassung sowie von allen 26 Kantonsverfassungen garantiert. Im Jahr 2020 nahm die Schweiz auf dem Index für wirtschaftliche Freiheit den fünften Platz ein. Im Bericht zur globalen Wettbewerbsfähigkeit 2017–2018 des Weltwirtschaftsforums, das die Wettbewerbsfähigkeit von Ländern misst, rangiert die Schweiz auf dem ersten Platz vor Singapur und den Vereinigten Staaten. Die Schweiz nimmt auf dem Globalen Innovationsindex, der die Innovationsfähigkeit einzelner Länder darstellt, den ersten Platz ein.
Die fünf wertvollsten Marken (und Unternehmen) aus der Schweiz sind laut Brand Finance: Nestlé, UBS, Zurich, Rolex und Roche. Economiesuisse ist der grösste Dachverband der Schweizer Wirtschaft (→ Liste der Wirtschaftsverbände der Schweiz). Der Schweizerische Gewerkschaftsbund ist die grösste Gewerkschaft im Land (→ Liste von Gewerkschaften in der Schweiz).
Die vier umsatzstärksten Schweizer Firmen waren im Jahr 2022 jene, die mit ausländischem Rohstoffen auf dem Weltmarkt handeln. Dieser dienstleistungsbezogene Rohstoffhandel trug vor den Sanktionen, die im Zuge des Krieges in der Ukraine gegen Russland im Jahr 2022 eingeführt wurden, deutlich mehr zur Schweizer Wirtschaftsleistung bei, als der Tourismus.
Das Land führt eine Wertpapierbörse unter der Bezeichnung SIX Swiss Exchange mit dem zugehörigen Leitindex SMI.

### Schweizer Franken

Aktuelle Banknoten des Schweizer Frankens
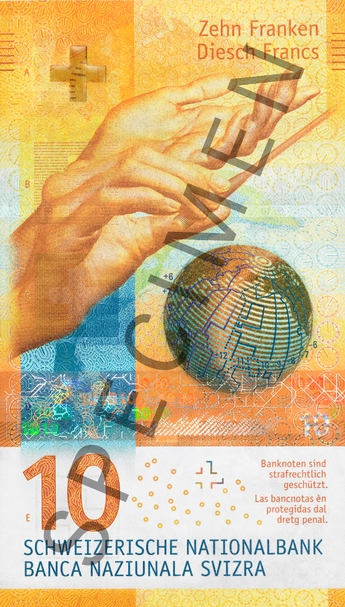
CHF 10
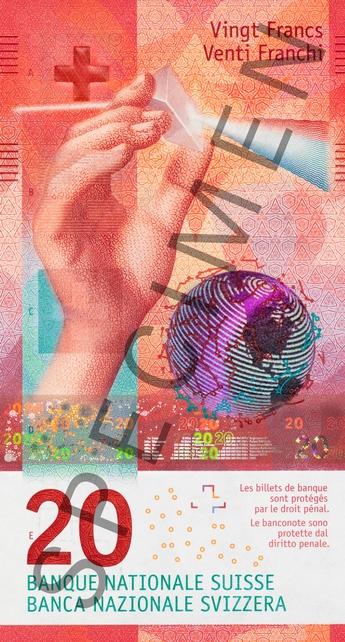
CHF 20
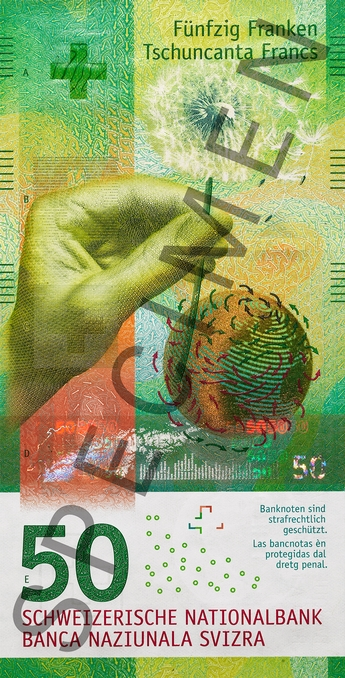
CHF 50
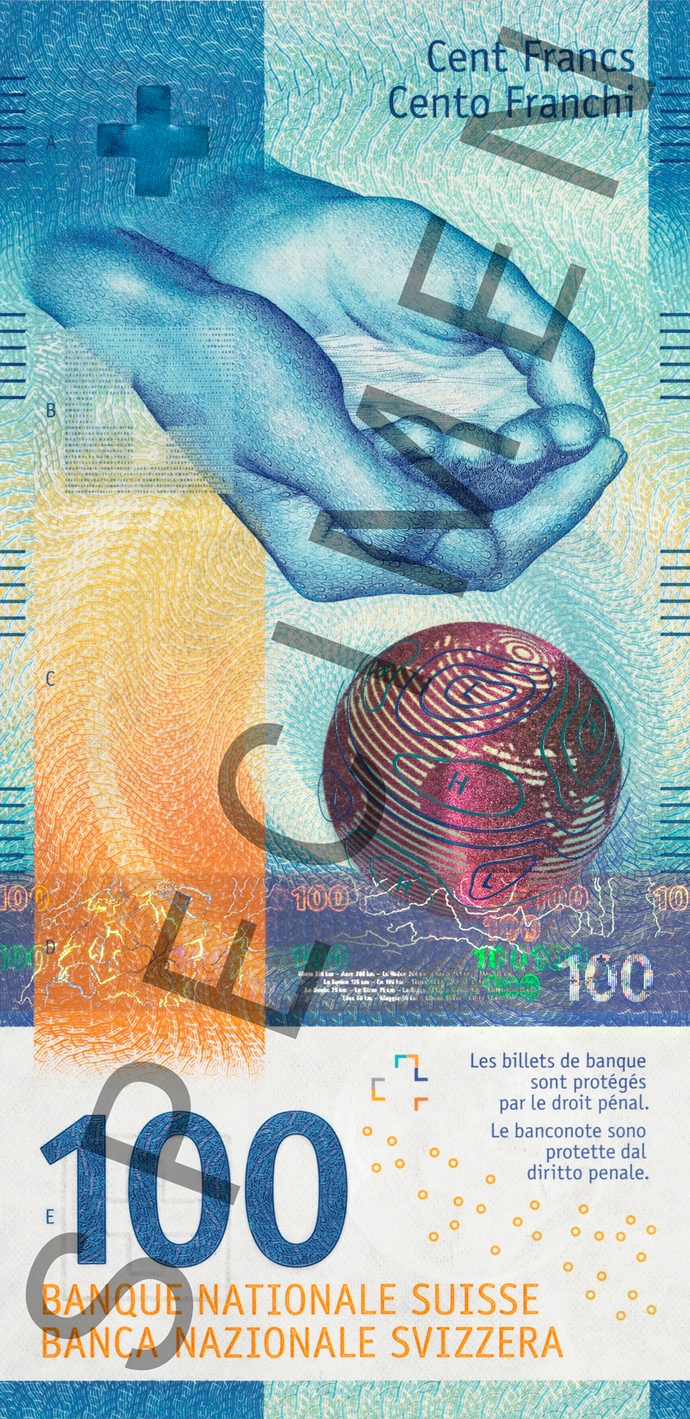
CHF 100
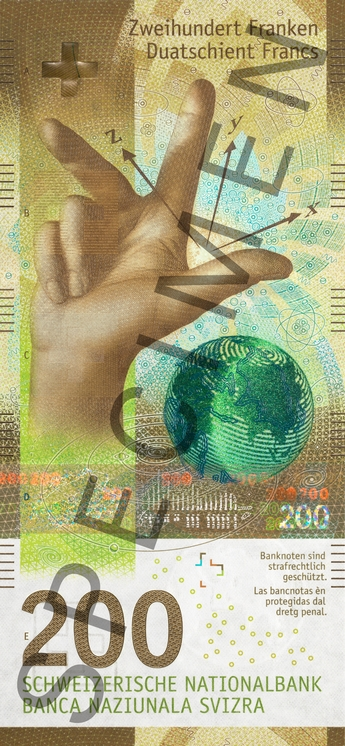
CHF 200
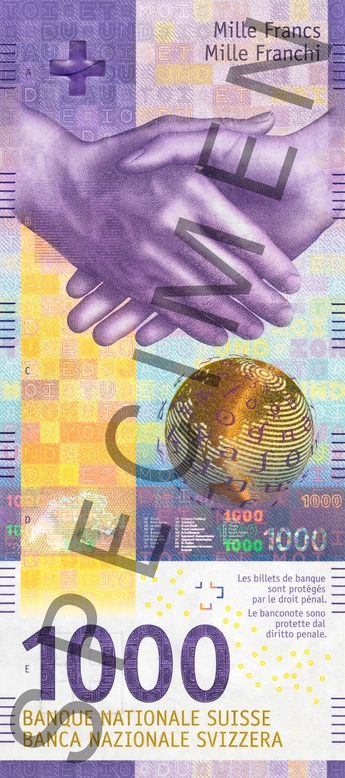
CHF 1000

Der Schweizer Franken (kurz Fr., SFr. und CHF) ist die offizielle Währung der Schweiz (und Liechtensteins). Nach dem US-Dollar, Euro, Pfund und Yen gehört der Schweizer Franken zu den wichtigsten kleineren Währungen der Welt.
Die Schweizerische Nationalbank (SNB) führt als unabhängige Zentralbank die Geld- und Währungspolitik der Schweizerischen Eidgenossenschaft und hielt 2013 Währungsreserven von 477,4 Milliarden Franken und einen Goldbestand von 35,6 Milliarden Franken. Der Notenumlauf belief sich auf 65,8 Milliarden Franken. Bis Februar 2018 stiegen die Devisenreserven auf 826 Milliarden US-Dollar (779 Milliarden Franken), womit das Land die dritthöchsten Währungsreserven hinter der Volksrepublik China und Japan besitzt.

### Landwirtschaft

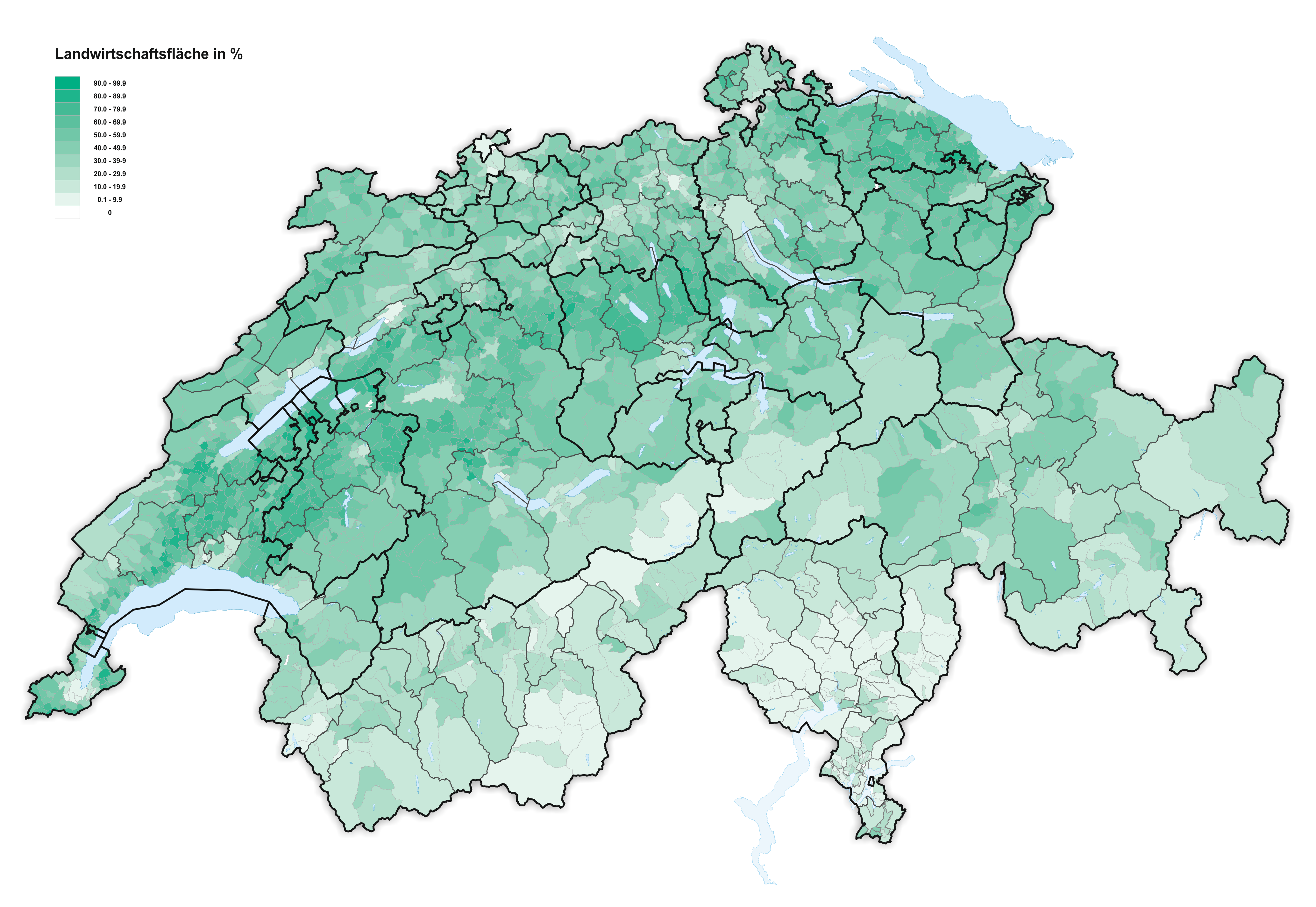
Landwirtschaftsflächen je Gemeinde (2016)

Die kleingliedrigen Strukturen, das zum Teil ungünstige Gelände, das hohe Lohnniveau und die strengen Vorschriften (Tierhaltung, Landschaftsschutz) wirken sich negativ auf die internationale Wettbewerbsfähigkeit aus. Mit zunehmender Öffnung des Agrarmarktes gerät die Schweizer Landwirtschaft unter Druck. Der Strukturwandel von vielen Kleinbetrieben in Berg- und Voralpenregionen hin zu wenigen Grossbetrieben im flachen Mittelland hält seit Jahrzehnten an. Zwischen 2000 und 2011 ging die Zahl der Vollzeitbeschäftigten in der Landwirtschaft um 23'280 zurück und betrug im Jahr 2011 nur noch 72'715 (−24 Prozent). Die Zahl der Betriebe sank ebenfalls um 1,8 Prozent, während die Nutzfläche kaum abnahm. Die Landwirtschaft wird vom Bund mit beträchtlichen Mitteln unterstützt (Subventionen bzw. an Auflagen gebundene Direktzahlungen). Auf etwa 60 Prozent der Ackerfläche werden Futtermittel angebaut. Insbesondere Geflügel, Schweine (Schweinefleischproduktion in der Schweiz) und Milchkühe sind auf Kraftfutter angewiesen. Der Brutto-Selbstversorgungsgrad lag in den letzten Jahren relativ konstant bei 60 Prozent, rund 40 Prozent der Lebensmittel wurden importiert. Aufgrund von schlechter Witterung mit unterdurchschnittlich tiefen Temperaturen sowie Sommernässe und Hagel, sank der Brutto-Selbstversorgungsgrad im Jahr 2021 auf 52 Prozent, der Netto-Selbstversorgungsgrad – unter Einberechnung importierter Futtermittel – auf 45 Prozent.

### Rohstoffe und Energieproduktion
Erdöl
Der Energieverbrauch in der Schweiz basiert zum grössten Teil auf dem Import von fossilen Energieträgern. Die Motorisierungswelle ab den 1950er Jahren sorgte für eine rasche Verbreitung des Erdöls, wessen Anteil am Verbrauch zwischen 1910 und 1939 von einem Prozent auf elf anstieg und zwischen 1990 und 2008 von 64 auf 55 Prozent sank, bevor 2014 ein Wert von 51,5 erreicht wurde. 1966 wurde die Raffinerie Cressier eröffnet, welche direkt an die Südeuropäische Pipeline angeschlossen wurde. Dort werden rund ein Viertel der in der Schweiz benötigten Treibstoffe (Benzin und Diesel) hergestellt, der Rest wird von den Tankstellenbetreibern importiert. Die 1963 in Betrieb genommene Raffinerie Collombey hat den Betrieb 2015 eingestellt.
Erdgas
Die Schweizer Erdgashandels- und Transportgesellschaft Swissgas beschafft und transportiert Erdgas im Auftrag der vier schweizerischen regionalen Gasverteilgesellschaften. Zwölf Einspeisestellen sind an das europäische Gaspipelinenetz angeschlossen. Die wichtigste Zufuhrleitung ist die Trans-Europa-Naturgas-Pipeline, die von den Niederlanden nach Italien führt. 2003 waren 781 Gemeinden an das Gasnetz angeschlossen. 2012 stammten 41 Prozent des in der Schweiz verbrauchten Erdgases aus der Europäischen Union, 24 Prozent aus Norwegen und 21 Prozent aus Russland. Die restlichen 12 Prozent stammten aus übrigen Ländern. Im Jahr 2021 stammte 43 Prozent des Gases aus Russland. 2015 lag der Gasanteil am gesamten Endenergieverbrauch bei 13,5 Prozent. Auch die Regionalgesellschaften importieren eine erhebliche Menge des Gases. 1985 bis 1994 wurde in Finsterwald Erdgas gefördert. Inzwischen werden vermehrt Biogasanlagen gebaut, welche das aufbereitete Gas auch ins Netz einspeisen.
Atomkraft

Die Stromerzeugung in der Schweiz basiert aktuell zum Grossteil auf Wasserkraft, gefolgt von Atomenergie.

Zur Sicherstellung der Bandenergie trägt die Kernenergie im Zehnjahresdurchschnitt 39 Prozent an die inländische Stromproduktion bei, im Winter bis zu 45 Prozent. Die schweizerischen Kernkraftwerke, mit vier Reaktorblöcken an drei Standorten, haben eine Gesamtleistung von 3,095 Gigawatt; ihre jährliche Verfügbarkeit liegt bei rund 90 Prozent. Am 21. Mai 2017 stimmte die Schweizer Bevölkerung der Energiestrategie 2050 mit 58,2 Prozent Ja-Stimmen zu. Dies hat zur Folge, dass der Bau neuer Atomkraftwerke verboten ist. Des Weiteren sollen erneuerbare Energien (u. a. mit der kostendeckenden Einspeisevergütung) und die effizientere Nutzung von Energie gefördert werden.
Wasserkraft
Neben der Atomkraft wird Wasserkraft aus Laufwasser- (zu rund 49 %), Speicher- (47 %) und Pumpspeicherkraftwerken (4 %) zur Sicherstellung der Bandenergie eingesetzt. Die über 700 Zentralen (Kraftwerke mit einer Leistung von mindestens 300 kW) haben einen Anteil von knapp 58 Prozent an der inländischen Stromproduktion (Stand: 2023). 2016 zählte die Eidgenössische Forschungsanstalt für Wald, Schnee und Landschaft anhand der Handelsregistereinträge 249 Energiegenossenschaften, die insbesondere erneuerbare Energien handeln und vorantreiben.
Indes wird mehr virtuelles Wasser importiert als exportiert. So wird täglich die Menge des Thunersees importiert. Dieses virtuelle Wasser gelangt z. B. über den Kauf von Erdbeeren aus Andalusien in die Schweiz. Insgesamt entsteht rund 82 Prozent des Wasser-Fussabducks der Schweiz ausserhalb des Landes.
Kehrichtverbrennung
29 Kehrichtverbrennungsanlagen (KVA) liefern rund 2 Prozent der Gesamtenergie der Schweiz. Wegen des Biomasseanteils im Kehricht gilt 50 Prozent dieser Energie als erneuerbar. Aufgrund des Konsumverhaltens und des Bevölkerungswachstums können die Betreiber mit überdurchschnittlich hohen Abfallmengen rechnen. 2017 fiel gemäss Eurostat 703 Kilogramm Siedlungsabfall pro Kopf an, wovon 336 Kilogramm verbrannt wurden. Ein flächendeckendes Recycling von Getränkekartons für die Gewinnung von Sekundärrohstoffen wurde wieder eingestellt, da sich nicht der gesamte Handel an der Sammlung beteiligen wollte. Viele dieser KVA gehören zu den grössten CO2-Emittenten in der Schweiz. Das Eidgenössische Departement für Umwelt, Verkehr, Energie und Kommunikation (UVEK) und der Verband der Betreiber Schweizerischer Abfallverwertungsanlagen (VBSA) haben im März 2022 eine Vereinbarung unterzeichnet, wonach alle KVA bis 2050 eine CO2-Abscheidung und -Speicherung umsetzen müssen.
Bodenschätze
In der Schweiz werden u. a. Kies, Kalk (→ Kalkfabrik Netstal), Ton, Gips, Granit und Salz (→ Schweizer Salinen) abgebaut.
Jährlich werden in der Schweiz rund fünf Millionen Tonnen Zement verbraucht, der 2019 zu 86 Prozent durch die sechs schweizerischen Zementwerke und zu 14 Prozent durch Importe gedeckt wurde. Dieser hohe Selbstversorgungsgrad kann nur beibehalten werden, wenn neue Abbaubewilligungen für die nötigen Zementrohstoffe erteilt werden oder deutlich weniger Zement gebraucht wird.
Die sechs Zementwerke befinden sich an den Standorten Eclépens, Cornaux, Péry, Wildegg, Siggenthal-Station und Untervaz. Neben dem Einsatz von Kohle, Schweröl, Petrolkoks und Erdgas verwerten diese auch Kunststoffabfälle, Lösungsmittel, Klärschlamm, Tiermehl, Tierfette und fast die Hälfte aller in der Schweiz anfallenden Altreifen.
In der Schweiz werden pro Jahr gut fünf Millionen Kubikmeter Holz geerntet, was ca. zwei Dritteln des im Schweizer Wald jährlich nachwachsenden nutzbaren Holzes entspricht. Die Schweiz importiert mehr Holz und Holzprodukte als sie exportiert. Pro Jahr werden rund sechs Millionen Kubikmeter Holz energetisch verwendet, als Karton oder Papier verbraucht, zu Möbeln verarbeitet oder auf dem Bau verwendet.
Sonstiges
Die ökologischen Ressourcen in der Schweiz sind knapp. Die Biokapazität respektive das biologische Naturkapital pro Kopf ist 40 Prozent kleiner als der Weltdurchschnitt: Im Jahr 2016 hatte die Schweiz 1,0 globale Hektar Biokapazität pro Person, verglichen mit dem Weltdurchschnitt von 1,6 globalen Hektar pro Person. Die Nutzung von Biokapazität und damit der konsumbedingte ökologische Fussabdruck der Schweiz betrug hingegen 4,6 Hektar pro Kopf. Mit rund 4,6-mal mehr beanspruchter Biokapazität, als die Schweiz enthält, weist das dichtbevölkerte Land ein substantielles Biokapazitätsdefizit auf. Der in den vergangenen Jahrzehnten stark gewachsene Verbrauch fossiler Energie macht fast drei Viertel des ökologischen Fussabdrucks der Schweiz aus. Im Jahr 2022 fiel der Energie-Unabhängigkeitstag auf den 12. April.

### Gewerbe und Industrie

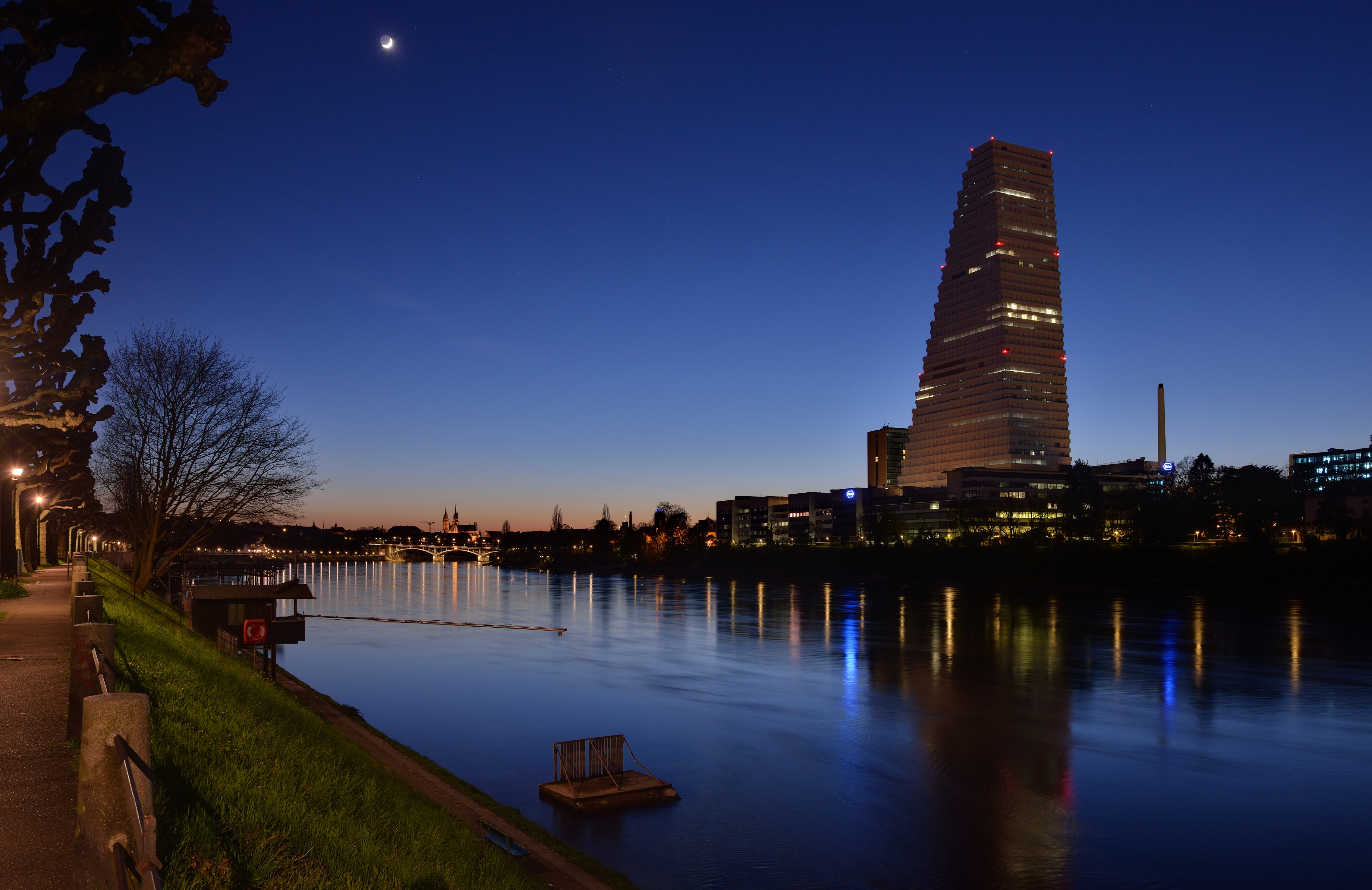
Der Roche-Turm in Basel. Das Pharmaunternehmen Hoffmann-La Roche ist eines der bedeutendsten der Welt.

Die Schweiz liegt bei der Industrieproduktion pro Kopf der Bevölkerung weltweit an der Spitze mit rund 12'400 US-Dollar, vor Japan mit 8'600 US-Dollar und Deutschland mit 7'700 US-Dollar. In absoluten Zahlen ist die Industrieproduktion der Schweiz mit rund 100 Milliarden US-Dollar deutlich grösser als diejenige Belgiens, Norwegens oder Schwedens und liegt etwa auf gleicher Höhe mit derjenigen von Taiwan und den Niederlanden. 2008 zog die Schweiz mit ihrem Industrieanteil an der Wertschöpfung mit Deutschland gleich und überholte Japan. Dies liegt vor allem daran, dass die Industrie sehr hochwertige Güter produziert wie Medizinaltechnikprodukte, Pharmazeutika, Präzisionsinstrumente oder Luxusuhren.
Der Anteil der Wertschöpfung im Industriesektor am gesamten Bruttoinlandprodukt ging seit 1970 von rund 30 Prozent auf heute noch rund 22 Prozent zurück. Der grösste Rückgang entfiel dabei in die Jahre zwischen 1973 und 1979, in denen der Anteil um rund 6 Prozentpunkte auf unter 24 Prozent sank. Die früher dominante Textilindustrie ist weitgehend verschwunden (→ Textilindustrie in der Ostschweiz). Von den 1950er bis in die 1980er Jahre bot die Maschinenindustrie in der Schweiz im zweiten Sektor die höchste Anzahl an Arbeitsplätzen, noch vor dem Baugewerbe.
Den kleinen und mittleren Unternehmen (kurz «KMU»; Unternehmen bis 249 Mitarbeiter) kommt in der Schweizer Wirtschaft eine entscheidende Bedeutung zu. Mehr als 99 Prozent aller Unternehmen zählen zu den KMU. Sie stellen zwei Drittel aller Arbeitsplätze.
Eine wichtige Rolle spielen internationale Grossunternehmen in der Maschinenindustrie wie ABB, in der Nahrungsmittelindustrie wie Nestlé, Lindt & Sprüngli (→ Schweizer Schokolade) und Givaudan, in der Pharmaindustrie mit Novartis und Roche, in der Chemieindustrie mit Syngenta sowie in der Uhren- und Luxusgüterindustrie mit Swatch Group und Richemont.
Ein Teil der bundeseigenen Rüstungsbetriebe wurde 1998 in der RUAG zusammengefasst.
Von den 1'035'000 Beschäftigten in der Industrie und im Gewerbe arbeiteten 2013 31,7 % im Baugewerbe, 10,4 % in der Uhren- und Präzisionsinstrumentenindustrie, 9,6 % in der Metallverarbeitung, 9,5 % im Maschinen- und Fahrzeugbau, 6,8 % in der Chemie, 6,4 % im Bereich Nahrung, Getränke und Tabakwaren, 1,4 % in der Textilindustrie sowie 24,2 % in der übrigen Industrie.

### Dienstleistungen

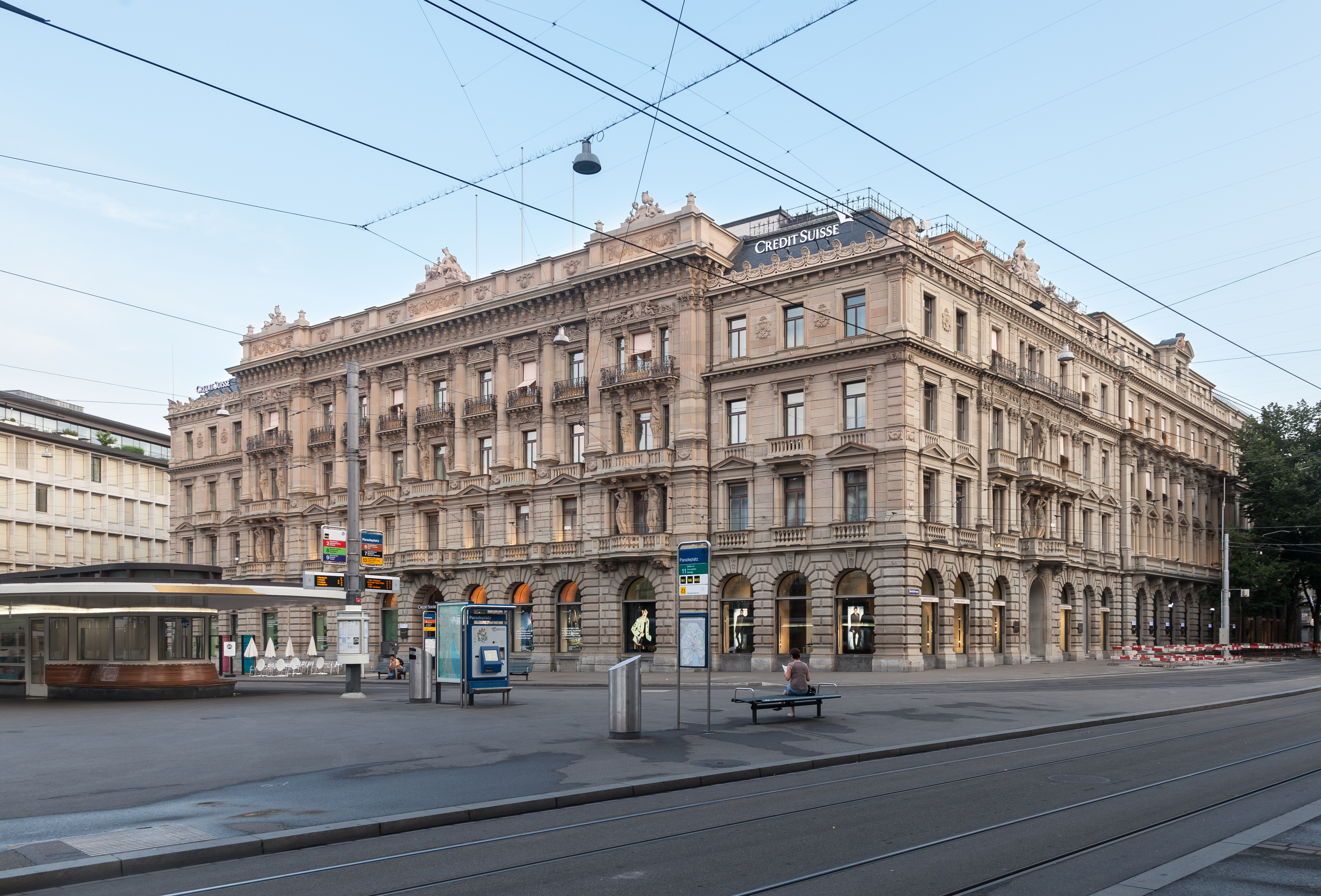
Paradeplatz in Zürich mit Credit Suisse und UBS

Der tertiäre Sektor zählt bei weitem die meisten Erwerbstätigen (72 Prozent). Dominant sind der Handel, das Gesundheits- und Bildungswesen sowie das Banken- (→ Schweizer Bankwesen) und das Versicherungswesen mit u. a. UBS, Zurich, Swiss Life und Swiss Re sowie die Anwaltschaft, wobei Anwälte vielfach auch als Finanzintermediäre tätig sind. In den Jahren nach 2000 siedelten sich Unternehmen aus dem Bereich des Rohstoffhandels an: Vitol, Glencore, Xstrata, Mercuria Energy Group. Laut Schätzung der KOF Konjunkturforschungsstelle erwirtschaftete der Transithandel mit Rohstoffen 65,8 Milliarden Franken im Jahr 2022. Die Schweiz ist für 1,8 % der weltweiten Dienstleistungsexporte verantwortlich – vor allem dank Tourismus, Finanzdienstleistungen, Informatikdiensten, juristischen Dienstleistungen, Revisionsdiensten sowie Forschung und Entwicklung.

#### Tourismus

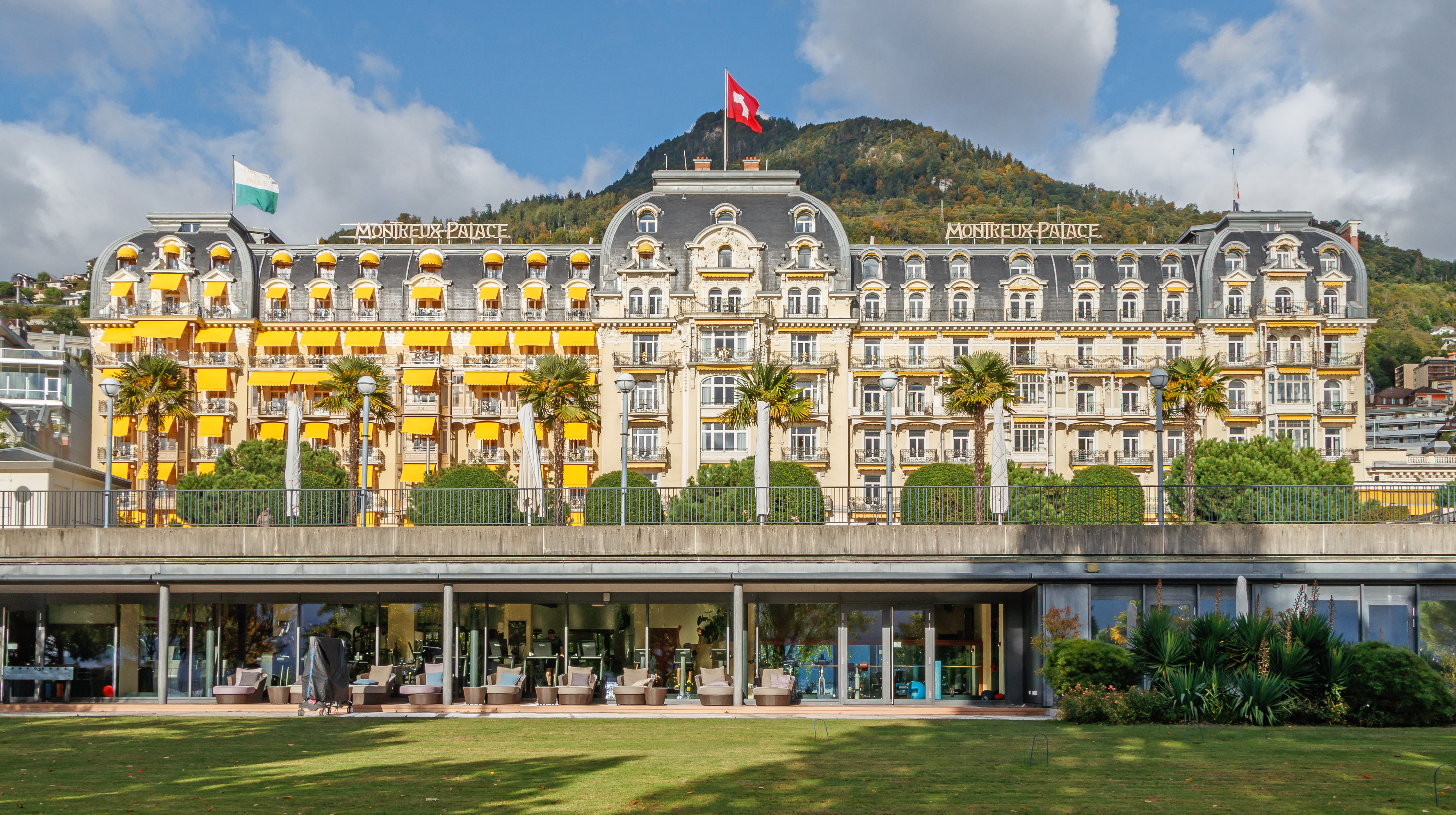
Das Montreux Palace Hotel (aus dem Jahr 1906) an der Waadtländer Riviera

Seit etwa 150 Jahren ist der Tourismus ein wichtiger Wirtschaftszweig in der Schweiz. Er wurde begünstigt durch die Alpen, die vielen Seen, die zentrale Lage in Europa, eine stabile Politik, eine sichere Gesellschaft und eine starke Wirtschaft. Zu den beliebtesten Destinationen und meistbesuchten Regionen zählen Zürich, Luzern, Graubünden, Berner Oberland, Wallis, Genf, Waadt, Basel, Tessin, Ostschweiz und Bern. In der Schweiz gab es 2013 insgesamt 5'129 Hotels und Kurbetriebe mit 249'666 Betten und über 25'000 klassierte Ferienwohnungen und Gästezimmer. Weiter gibt es 755 Gruppenunterkünfte, 52 Jugendherbergen, 412 Campingplätze, über 1000 Bed-and-Breakfast-Betriebe, 29'000 Bahnhöfe und 2500 Seilbahnen. 210'000 der Schweizer Arbeitnehmer (4 Prozent) in 167'590 Vollzeitstellen arbeiteten im Tourismus. 2024 wurde mit 42,8 Millionen Hotelübernachtungen ein neuer Höchststand verzeichnet. Der Tourismus (nur ausländische Gäste) stand 2012 mit 16 Milliarden Franken (4,6 Prozent) an vierter Stelle der Exporteinnahmen. Besonders in den wirtschaftlich schwächeren Bergregionen ist der Tourismus ein bedeutender Wirtschaftsfaktor. In den Bergkantonen Graubünden und im Wallis beträgt der Anteil am Bruttoinlandprodukt bis zu 30 Prozent, schweizweit sind es 2,6 Prozent.

#### Detailhandel
Der Detailhandel in der Schweiz wird durch Migros und Coop dominiert. In jüngster Zeit sorgen auch Aldi und Lidl für Konkurrenz. Zu den grössten Detailhändlern in der Schweiz gehörten im Jahr 2022 neben Migros und Coop auch Denner und Digitec Galaxus (beide zur Migros-Gruppe gehörig), Volg und Landi (beide Fenaco-Gruppe), Jumbo (Coop-Gruppe), Ikea (eigenständig) sowie Interdiscount und Swiss Household Services (beide Coop-Gruppe). Insgesamt besteht das Filialnetz des Schweizer Detailhandels aus rund 49'000 Filialen. Das grösste Einkaufszentrum des Landes ist das Glattzentrum in Wallisellen.

### Aussenhandel
Die folgende Tabelle zeigt die zehn wichtigsten Handelspartner der Schweiz jeweils für die Ausfuhr (Export) und für die Einfuhr (Import) von Waren an (Stand 2021). An den Ausfuhren hat die Pharma- und Chemieindustrie den grössten Anteil, 2016 betrug er 44,9 Prozent. Die Schweizer Rüstungsexporte haben hingegen einen Anteil von unter einem Prozent.
| Ausfuhr/Export nach              | Summe in Millionen Schweizer Franken | Einfuhr/Import von           | Summe in Millionen Schweizer Franken |
| -------------------------------- | ------------------------------------ | ---------------------------- | ------------------------------------ |
| Vereinigte Staaten               | 65'297                               | Deutschland                  | 59'892                               |
| Deutschland                      | 45'218                               | Italien                      | 26'759                               |
| Volksrepublik China              | 37'276                               | Vereinigte Staaten           | 26'640                               |
| Italien                          | 24'703                               | Frankreich                   | 19'046                               |
| Indien                           | 19'890                               | Volksrepublik China          | 17'869                               |
| Vereinigtes Königreich           | 19'820                               | Vereinigte Arabische Emirate | 11'553                               |
| Frankreich                       | 18'551                               | Österreich                   | 9'470                                |
| Hongkong (Sonderverwaltungszone) | 10'758                               | Vereinigtes Königreich       | 7'657                                |
| Vereinigte Arabische Emirate     | 9'963                                | Spanien                      | 7'234                                |
| Japan                            | 8'170                                | Japan                        | 7'096                                |

|         | 2015  | 2016  | 2017  | 2018  | 2019  | 2020  | 2021  | 2022  | 2023  | 2024  |
| ------- | ----- | ----- | ----- | ----- | ----- | ----- | ----- | ----- | ----- | ----- |
| Einfuhr | 243,8 | 266,1 | 265,6 | 273,4 | 276,1 | 273,8 | 296,5 | 341,0 | 329,0 | 327,5 |
| Ausfuhr | 279,2 | 298,4 | 294,9 | 303,9 | 312,0 | 299,5 | 347,7 | 382,7 | 377,8 | 393,8 |
| Saldo   | 35,4  | 32,3  | 29,3  | 30,5  | 35,9  | 25,7  | 51,2  | 41,7  | 48,8  | 66,3  |

Die Schweiz ist Mitglied des Internationalen Kaffeeabkommens und des Internationalen Kakaoabkommens. 2022 hat der Bundesrat den Austritt aus dem Internationalen konsultativen Baumwollkomitee beschlossen. Darüber hinaus ist die Schweiz Mitglied der Internationalen Zucker-Organisation.

### Messen
Jährlich finden wichtige internationale und nationale Messen in der Schweiz statt. Die wichtigsten Messen sind:
- Art Basel, eine der weltweit wichtigsten Kunstmessen
- Internationale Messe für Erfindungen in Genf
- OLMA, Schweizer Messe für Landwirtschaft und Ernährung in St. Gallen
- BEA, Ausstellung für Gewerbe, Landwirtschaft und Industrie in Bern

Ehemalige Messen:
- Genfer Auto-Salon, einst eine der weltweit wichtigsten Automobil-Fachmessen in Le Grand-Saconnex
- Baselworld, einst weltweit wichtigste Messe der Uhren- und Schmuckindustrie
- MUBA, Mustermesse in Basel
- Züspa, Herbstmesse in Zürich

## Medien, Kommunikation und Post

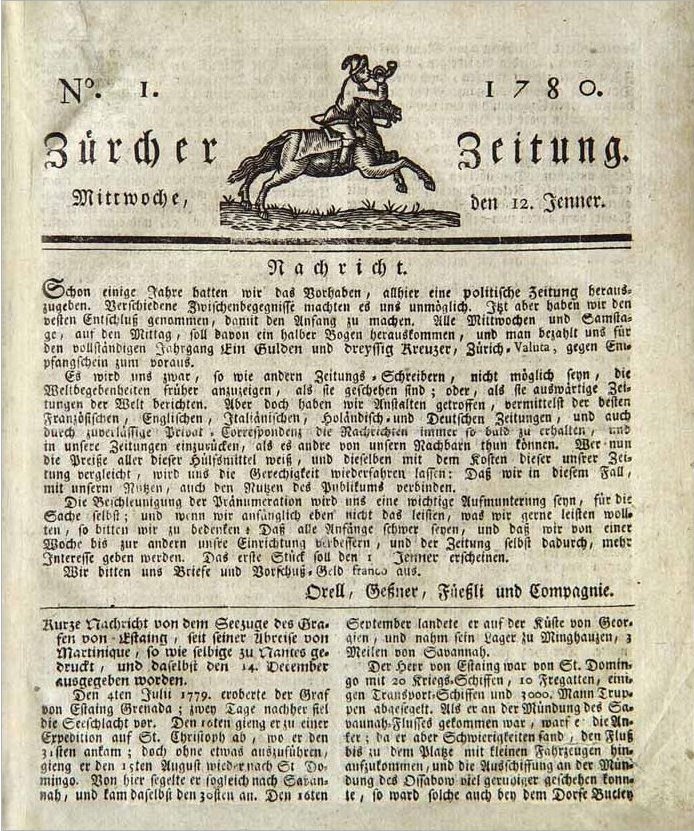
Erstausgabe der Neuen Zürcher Zeitung vom 12. Januar 1780

### Presse
Überregionale Zeitungen sind die international geachtete Neue Zürcher Zeitung (NZZ) und die durch ihre Redaktion verbundenen Zeitungen Tages-Anzeiger, Basler Zeitung und Der Bund. Die am meisten gelesene Tageszeitung ist die kostenlose Pendlerzeitung 20 Minuten (französisch 20 minutes), vor der Boulevardzeitung Blick und dem Tages-Anzeiger. Andere Zeitungen sind regional ausgerichtet. In der Romandie (französischsprachige Schweiz) ist Le Temps eine überregionale Tageszeitung. Eine regionale Tageszeitung in der Romandie ist 24 heures.
Bekannte Nachrichtenmagazine sind die wöchentlich erscheinenden Formate Die Weltwoche und Die Wochenzeitung. Eine bekannte französischsprachige Zeitschrift ist L’illustré.
Ein «Medienqualitätsranking» von Medienwissenschaftlern der Universitäten Zürich und Freiburg erwähnte 2018 die NZZ, Le Temps und den Bund an führender Stelle.

### Radio und Fernsehen
Nebst zahlreichen privaten Anbietern ist die Schweizerische Radio- und Fernsehgesellschaft (SRG) die mit Abstand wichtigste und grösste Anbieterin von Radio- und Fernsehprogrammen in der Schweiz.
SRG
Die Schweizerische Radio- und Fernsehgesellschaft ist ein privater Verein mit öffentlichem Auftrag mit Sitz in Bern und Trägerin des grössten Unternehmens für elektronische Medien des Landes. Die Tätigkeit der SRG stützt sich auf die schweizerische Bundesverfassung, das Radio- und Fernsehgesetz, die Radio- und Fernsehverordnung sowie die Konzession des Bundes, die ihr umfangreiche Aufgaben im Dienste der allgemeinen Öffentlichkeit (Service public) übertragen. Die SRG ist publizistisch als auch organisatorisch unabhängig. Durch ihre Unternehmenseinheiten
- Schweizer Radio und Fernsehen (SRF)
- Radio Télévision Suisse (RTS)
- Radiotelevisione Svizzera (RSI)
- Radiotelevisiun Svizra Rumantscha (RTR)

ist die SRG mit ihren Radio- und Fernsehprogrammen in allen Sprachregionen präsent.
Radio
Die öffentliche SRG betreibt sechs Radioprogramme in deutscher Sprache (Radio SRF 1, Radio SRF 2 Kultur, Radio SRF 3, Radio SRF 4 News, Radio SRF Virus und Radio SRF Musikwelle). Des Weiteren gibt es vier Programme in französischer (La Première, Espace 2, Couleur 3 und Option Musique), drei in italienischer (Rete Uno, Rete Due, Rete Tre) sowie eines in rätoromanischer Sprache (Radio Rumantsch). Ausserdem betreibt die SRG die Spartenprogramme Radio Swiss Pop, Radio Swiss Classic und Radio Swiss Jazz. Die Radioprogramme sind durch Rundfunkgebühren finanziert. Radiowerbung ist der SRG nicht gestattet.
Seit 1983 werden in allen Regionen private, kommerzielle Radiosender betrieben. Hinzu kommt eine grosse Gruppe von nichtkommerziellen Regionalsendern, die komplementäre Programme abseits des Einheitsbreis produzieren. Sie haben sich in der Gruppe Union nicht-kommerzorientierter Lokalradios (UNIKOM) zusammengeschlossen.
Alle SRG-Radioprogramme sowie viele private Radiosender werden nicht nur über UKW, sondern auch über DAB+ ausgestrahlt (→ Digital Audio Broadcasting in der Schweiz).
Fernsehen

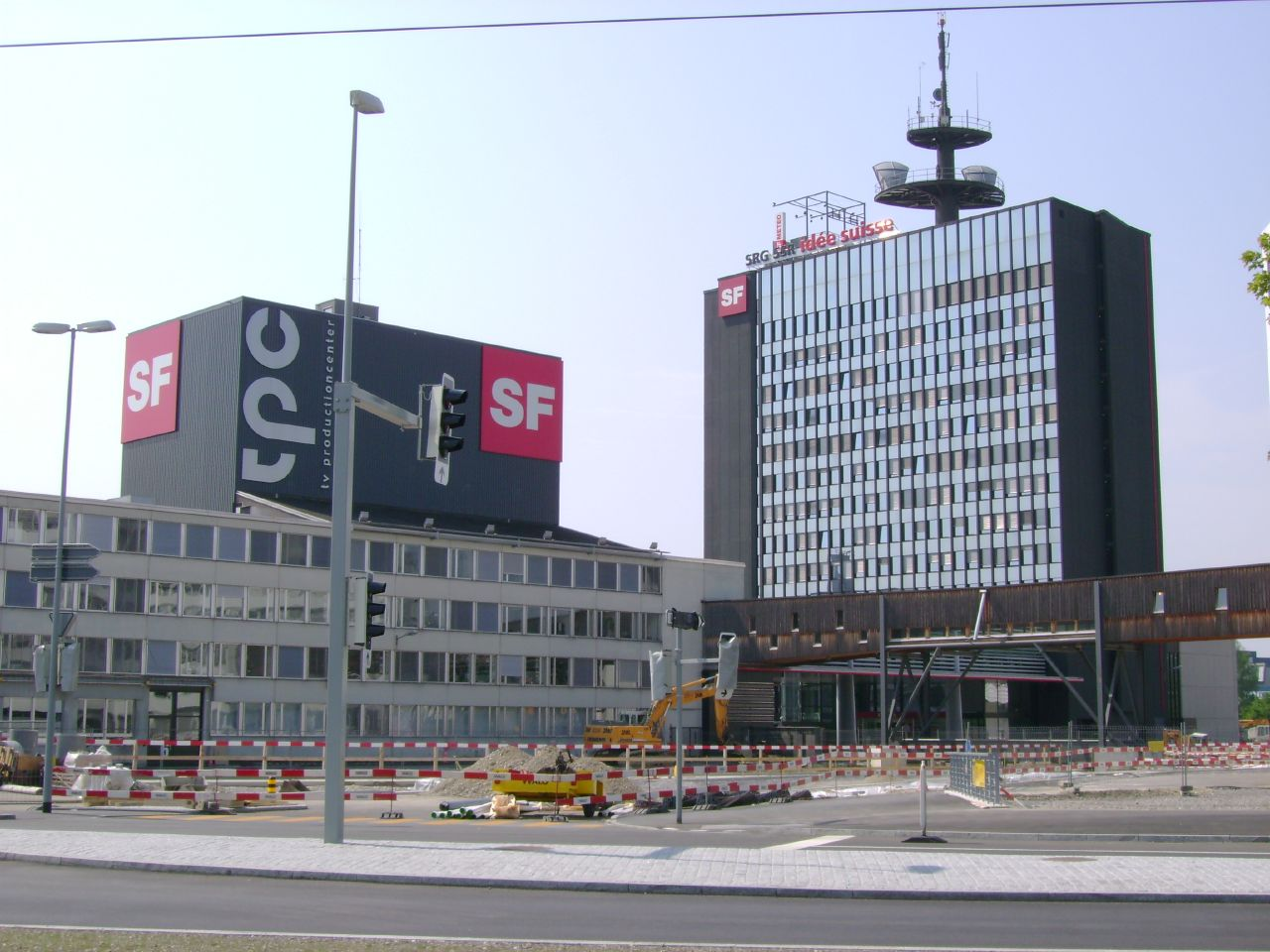
Blick auf den Baukomplex des Schweizer Fernsehens (SRF) in Zürich

Das öffentliche Fernsehangebot der SRG umfasst sechs Kanäle mit Vollprogramm, je zwei für die drei grossen Sprachregionen (Deutschschweiz SRF 1 und SRF zwei, Westschweiz RTS Un und RTS Deux, italienischsprachige Schweiz RSI LA 1 und RSI LA 2). SRF produziert ausserdem den Nachrichten- und Wiederholungskanal SRF info, der unverschlüsselt über Satellit in ganz Europa empfangen werden kann. Alle sieben Fernsehkanäle werden in HDTV-Qualität (720p) produziert und können über den Satelliten Hotbird empfangen werden. Das französischsprachige RTS Info kann als Live-Stream in der ganzen Welt empfangen werden.
Zur Förderung der rätoromanischen Sprache werden auf SRF 1 täglich kurze Sendungen mit deutschen Untertiteln der Televisiun Rumantscha ausgestrahlt.
Die Fernsehprogramme der SRG werden durch Rundfunkgebühren und Werbung finanziert.
Private Sender mit nationalem Sendegebiet sind u. a. 3+, 4+, 5+, Star TV, Puls 8, S1, TV24 und TV25. Daneben existieren viele Lokalsender. Viele deutsche Sender wie RTL, RTL II, VOX, Sat.1, kabel eins oder ProSieben senden ihre Programme in der deutschsprachigen Schweiz mit speziellen Werbefenstern und einigen wenigen speziell für die Schweiz produzierten Sendungen. Mit Ausnahme von lokalen Programmen können in der Schweiz fast alle deutschen und österreichischen Kanäle sowie französische und italienische Sender empfangen werden.
Auslanddienst
SWI swissinfo.ch heisst der von der SRG in 10 Sprachen produzierte multimediale Auslanddienst der Schweiz. Die Internetplattform löste 1999 den veralteten Mittelwellendienst Schweizer Radio International ab und wird vom Bund finanziell mitgetragen.

### Kommunikation und Post
Die drei Netzanbieter Swisscom, Sunrise und Salt Mobile betreiben je ein eigenes landesweit flächendeckendes Mobilfunknetz. Der damalige staatliche Telefonmonopolist PTT (Vorgängerin von Swisscom und Die Post) nahm 1978 das analoge Natel-A-Netz in Betrieb. 1983 folgte das Natel-B-Netz und 1987 das Natel-C-Netz. Da die transferierten Datenmengen ständig zunehmen, wurde das Mobilfunknetz inzwischen bereits mehrfach ausgebaut, aktuell auf 5G. 1998 fiel das staatliche Monopol. Das Wort Natel ist eine Abkürzung für «Nationales Autotelefon» und wird in der Schweiz noch heute als Synonym für Mobilfunk verwendet. Der Bund hält 51,22 Prozent per Ende 2013 an der Swisscom AG.
2016 nutzten 87,2 % der Bevölkerung das Internet.
Die Schweizerische Post AG ist das staatliche Postunternehmen der Schweiz.
Siehe auch: Postgeschichte und Briefmarken der Schweiz, Postleitzahl, Schweizer Mobilfunkmarkt, Telefonvorwahl und Service public

## Kultur

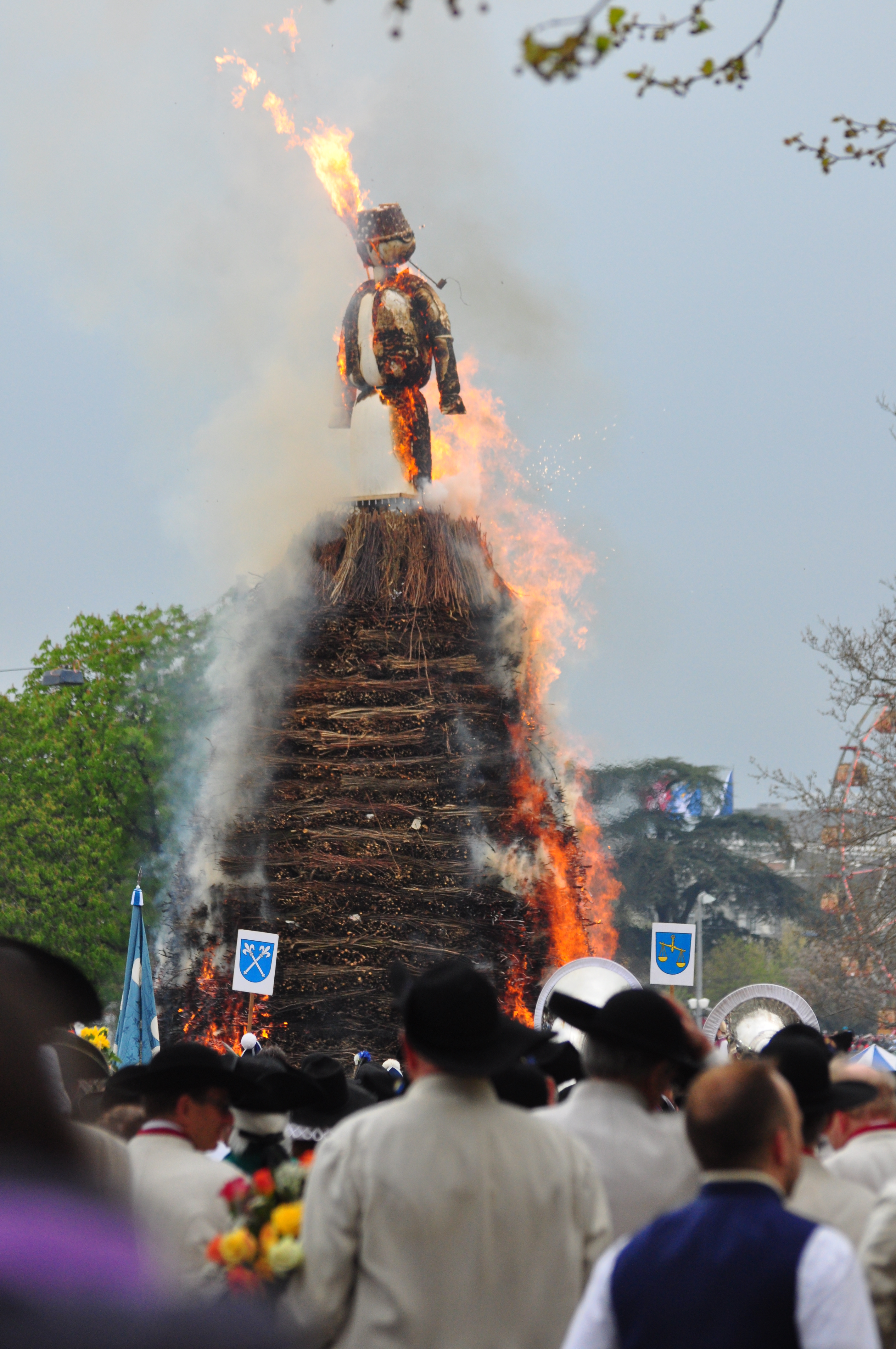
Sechseläuten in Zürich

Die Kultur ist von den Nachbarländern beeinflusst, aber über die Jahre hat sich eine eigenständige, schweizerische Kultur entwickelt. Die Aufteilung der Schweiz in mehrere Sprach- und auch Kulturregionen macht es schwierig, von einer einheitlichen Schweizer Kultur zu sprechen. Die drei grösseren Sprachregionen werden von den jeweiligen Nachbarländern sowie von den angelsächsischen Ländern stark beeinflusst, während die rätoromanische Kultur keinen «grossen Bruder» hat.

### Bräuche
Brauchtümer sind Teil der kulturellen Vielfalt und des immateriellen Erbes der Schweiz. Sie sind Teil der Volkskultur und stets von lokalem beziehungsweise regionalem Charakter. In einigen Fällen (Fasnacht, Osterbräuche, Weihnachtsbräuche) können sie auch überregional sein. Zu den Bräuchen gehören verschiedene tradierte Ausdrucksformen in Musik, Tanz, Volksdichtung, z. B. an der Basler Fasnacht sowie im traditionellen Handwerk. Ausserdem zählen dazu verschiedene Riten und religiöse Feste.
2008 ratifizierte die Schweiz das Übereinkommen zur Bewahrung des immateriellen Kulturerbes (2003) und das Übereinkommen zum Schutz und zur Förderung der Vielfalt kultureller Ausdrucksformen, in dem die Sorge um das Verschwinden und die Vermarktung des Brauchtums zum Ausdruck kommt.
Beispiele von Brauchtum in der Schweiz sind: die Luzerner Fasnacht, die Basler Fasnacht, das Unspunnensteinwerfen in Interlaken, das Sechseläuten in Zürich oder die Fête des Vignerons (Fest der Winzer) in Vevey.

### Feiertage
In der Schweiz ist auf Bundesebene nur der 1. August als Feiertag für das gesamte Land festgelegt (siehe auch Schweizer Bundesfeiertag). Die Regelung aller anderen Feiertage ist allein Sache der Kantone, die bis zu acht weitere Tage als gesetzliche Ruhetage festlegen können. Aufgrund dieser Tatsache gibt es ausser der Bundesfeier nur noch drei weitere Tage, die ebenfalls in der gesamten Schweiz anerkannt sind: Neujahr, Auffahrt und der erste Weihnachtsfeiertag. In weiten Teilen des Landes werden weiterhin Karfreitag, Ostermontag, Pfingstmontag und der Stephanstag (zweiter Weihnachtsfeiertag) begangen. Die Mehrheit der Feiertage hat einen christlichen Hintergrund. So werden Fronleichnam, Mariä Himmelfahrt, Allerheiligen und Mariä Empfängnis nur in den katholischen Kantonen gefeiert, umgekehrt ist der Berchtoldstag (zweiter Neujahrstag) weitgehend auf die protestantischen Kantone beschränkt. Ohne religiösen Bezug ist der Tag der Arbeit, der oft auch als Kampftag der Arbeiterbewegung bezeichnet wird. Daneben gibt es eine Vielzahl lokaler Feiertage wie etwa das Knabenschiessen in Zürich oder den Schmutzigen Donnerstag.

### Küche

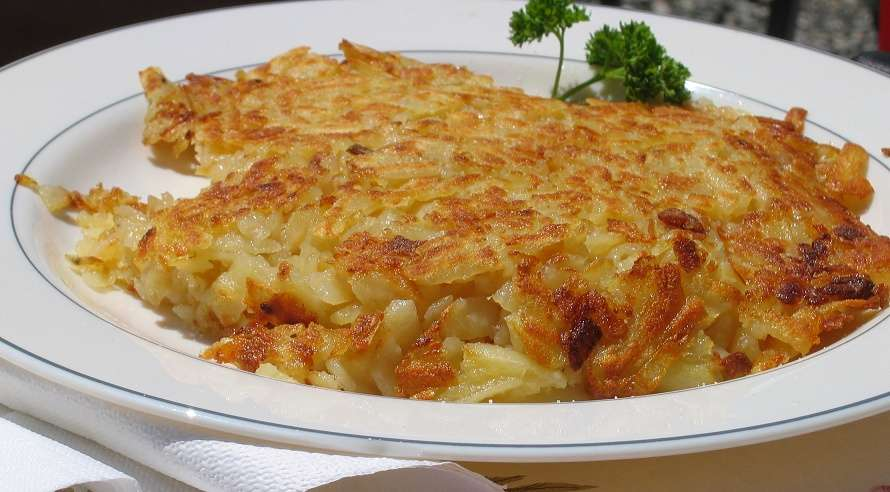
Rösti

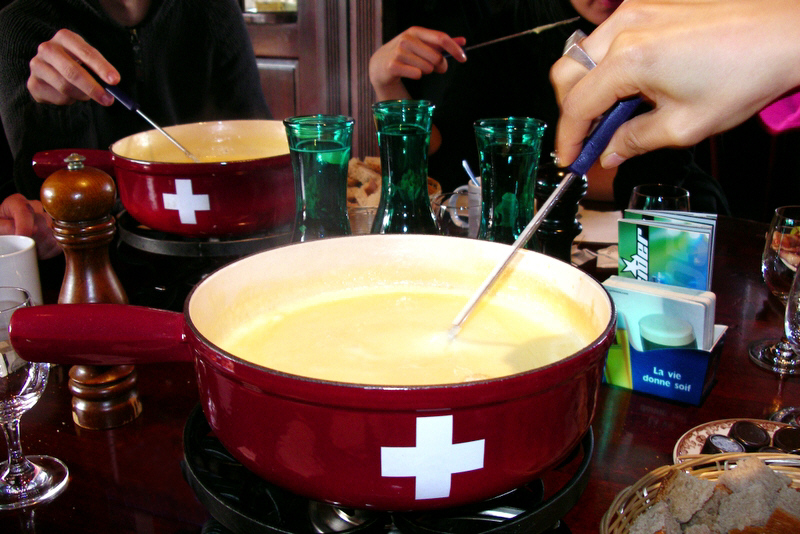
Käsefondue

Die Schweizer Küche verbindet Einflüsse aus der deutschen, französischen und italienischen Küche. Sie ist regional sehr unterschiedlich, wobei die Sprachregionen eine Art Grobaufteilung bieten. Viele Gerichte haben die örtlichen Grenzen überschritten und sind in der ganzen Schweiz beliebt.
Typische Schweizer Gerichte sind Käsefondue, Raclette, Älplermagronen und Rösti. Diese hat auch den Röstigraben, die Grenze zwischen deutsch- und französischsprachiger Schweiz, definiert. Östlich dieser Grenze gehört Rösti zu den populärsten Nationalgerichten, westlich davon nicht. Das heute weltweit bekannte Birchermüesli wurde um 1900 von einem Schweizer Arzt, Maximilian Bircher-Benner, in Zürich entwickelt. Die Honig-Mandel-Nougat-Schokolade Toblerone wird seit über 100 Jahren nur in Bern hergestellt und von dort aus in über 120 Länder verkauft. Der Cervelat ist die wohl beliebteste Wurst der Schweiz.
Sehr beliebte Schweizer Produkte sind Schweizer Käse sowie Schweizer Schokolade. Zu lokalen Spezialitäten gehören etwa: Basler Läckerli, Vermicelles, Appenzeller Biber, Baiser, die Aargauer Rüeblitorte oder die Zuger Kirschtorte.
In der Schweiz sehr beliebt ist das Süssgetränk Rivella. Das im Aargau produzierte Getränk konnte sich international allerdings bis jetzt nur in den Niederlanden durchsetzen. Auch die Ovomaltine ist eines der beliebtesten Schweizer Getränke. Im Gegensatz zu Rivella hat sich Ovomaltine weltweit verbreitet, mehrheitlich unter dem Namen Ovaltine.

### UNESCO-Welterbe in der Schweiz
In der Liste des UNESCO-Welterbes in der Schweiz sind zwölf Kultur- und Naturgüter als Welterbestätten eingetragen.

### Architektur

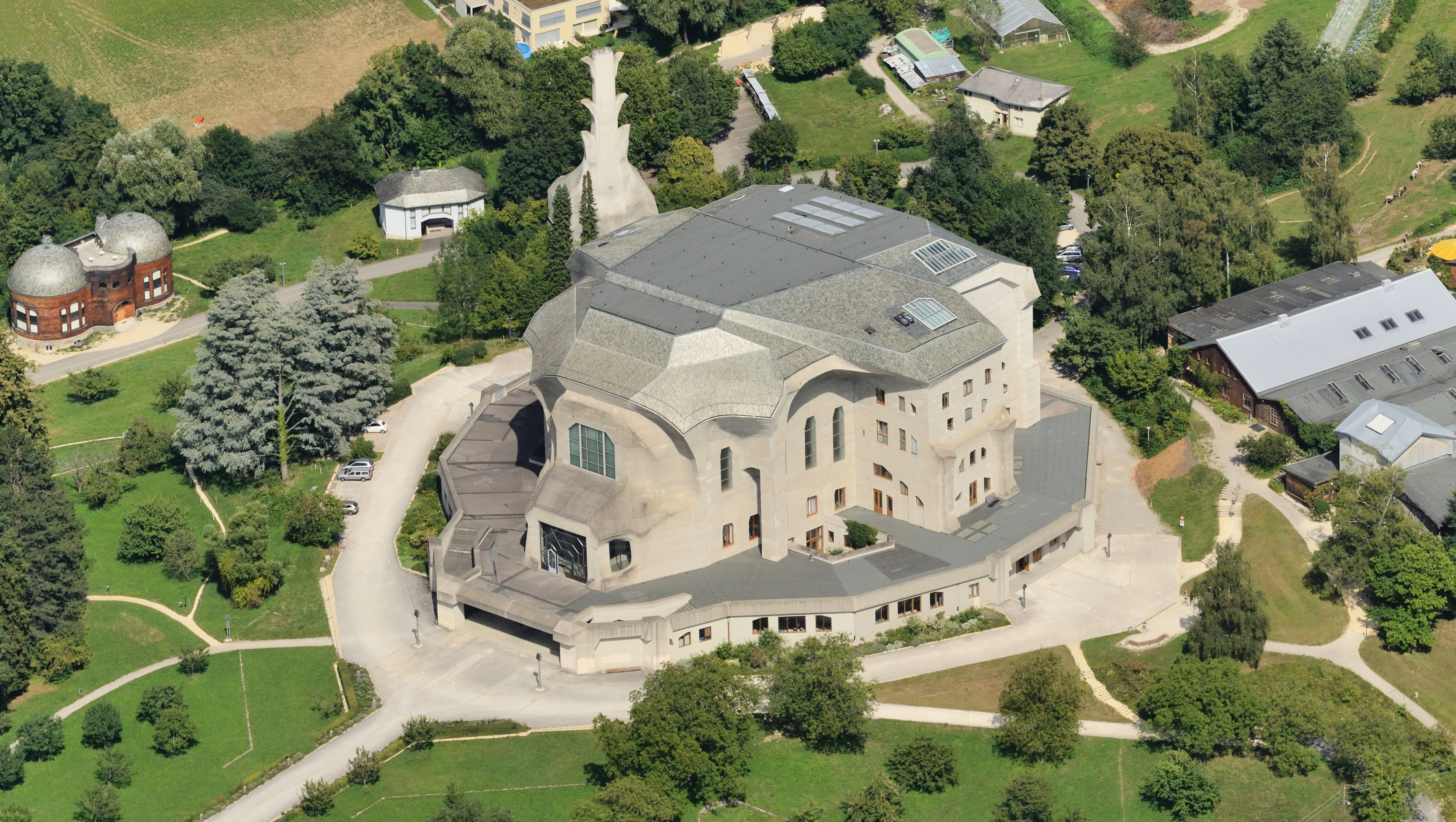
Das 1928 fertiggestellte Goetheanum in Dornach (SO)

Der wohl bekannteste und bedeutendste Schweizer Architekt ist Le Corbusier. Atelier 5, Mario Botta und Diener & Diener sind weitere bekannte Schweizer Architekten der Gegenwart, welche die moderne Architektur im Ausland mitgeprägt haben. Die Architekten Jacques Herzog und Pierre de Meuron (Herzog & de Meuron) haben sich in den vergangenen Jahren unter anderem mit dem Gebäude der Tate Modern in London oder dem Nationalstadion («Vogelnest») in Peking einen Namen gemacht und den Pritzker-Preis erhalten. Peter Zumthor, dessen bekanntester Bau das Thermalbad in Vals ist, ist ebenfalls Pritzker-Preis-Träger. Im Jahr 1928 entstand in Dornach bei Basel das Goetheanum, einer der ersten Stahlbetonbauten, der mit seiner skulpturalen Gestalt bis heute zu den bekannten Bauten des Expressionismus und der Organischen Architektur gezählt wird.

### Kultur- und Baudenkmäler

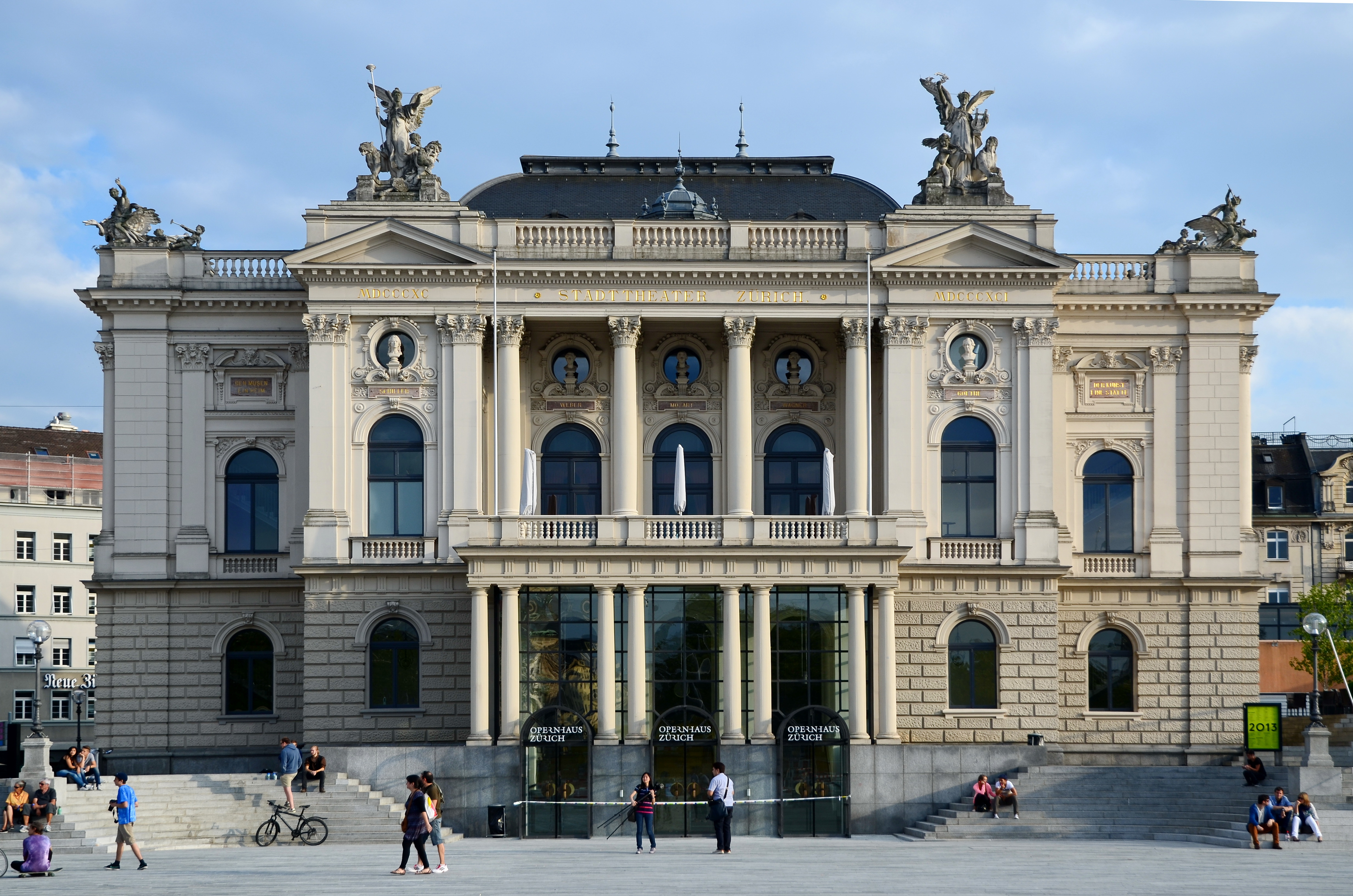
Das Opernhaus Zürich am Sechseläutenplatz

Die neutrale Schweiz wurde – mit Ausnahme der Stadt Schaffhausen (→ Bombardierung Schaffhausens im Zweiten Weltkrieg) – beinahe vollständig von den grossen zerstörerischen Kriegen der Neuzeit verschont. Deshalb blieb im ganzen Land bis heute viel historische Bausubstanz erhalten.
In den aufstrebenden Städten des 11. und 12. Jahrhunderts wurde intensiv gebaut. Neue Kirchen entstanden in Städten, Dörfern und Klöstern. Alle fünf Bischofskirchen der damaligen Zeit auf dem Gebiet der heutigen Schweiz (Basel, Chur, Genf, Lausanne, Sitten) wurden in der zweiten Hälfte des 12. Jahrhunderts neu erbaut. Neben dem voll entfalteten Formenrepertoire der Romanik wurde aber bereits deren Ablösung durch die Gotik sichtbar. Der Stil der Romanik findet sich in der Schweiz u. a. im Basler Münster, in der Kathedrale Unsere Lieben Frau in Sitten, in der Kathedrale St. Maria Himmelfahrt in Chur und in der Kathedrale St. Peter in Genf. Das Münster zu Allerheiligen in Schaffhausen gilt heute als der grösste romanische Sakralbau der Schweiz.

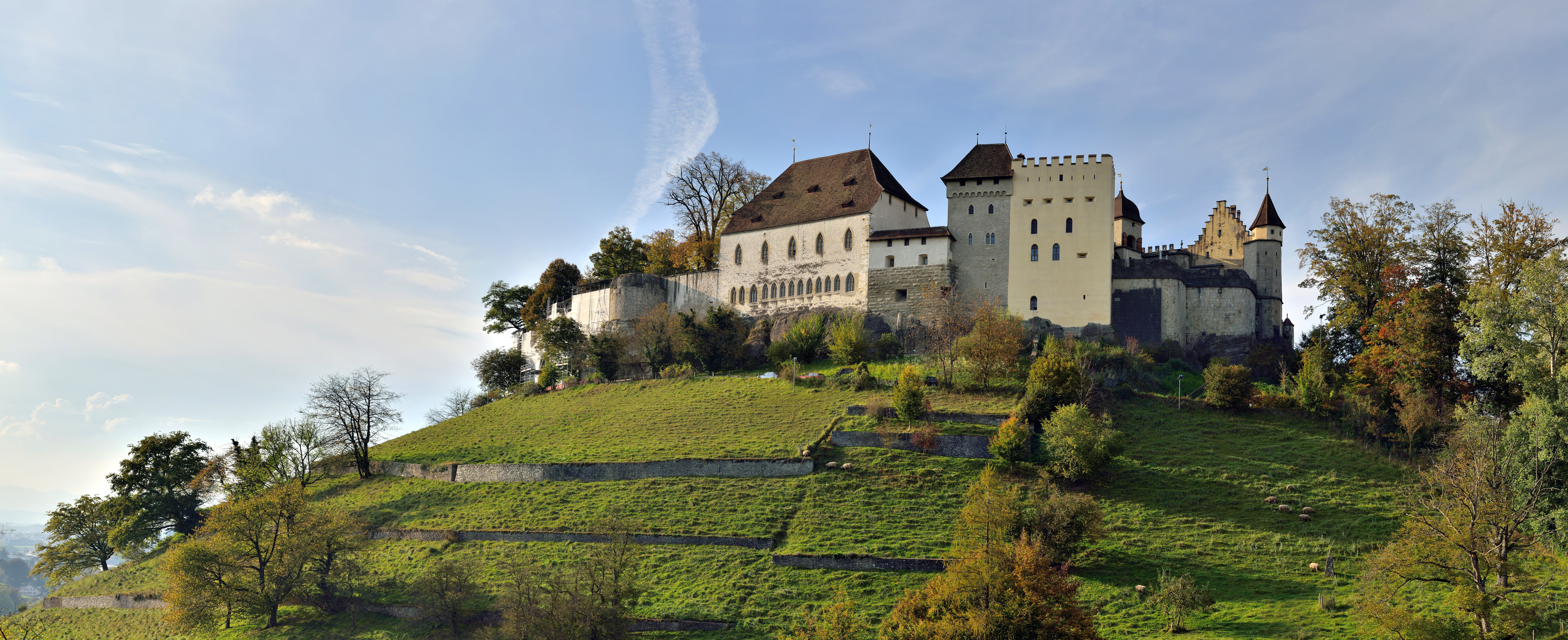
Das Schloss Lenzburg (AG) zählt zu den ältesten und bedeutendsten Höhenburgen der Schweiz.

Im Gebiet der heutigen Schweiz manifestierte sich die Gotik ausserordentlich früh. Die ab 1190 erbaute Kathedrale Notre-Dame in Lausanne gilt heute als eines der bedeutendsten gotischen Bauwerke in der Schweiz.
Die Klosterkirche von Einsiedeln sowie die Stiftskirche in St. Gallen und die St. Ursenkathedrale in Solothurn wurden im üppigen Barock erbaut.

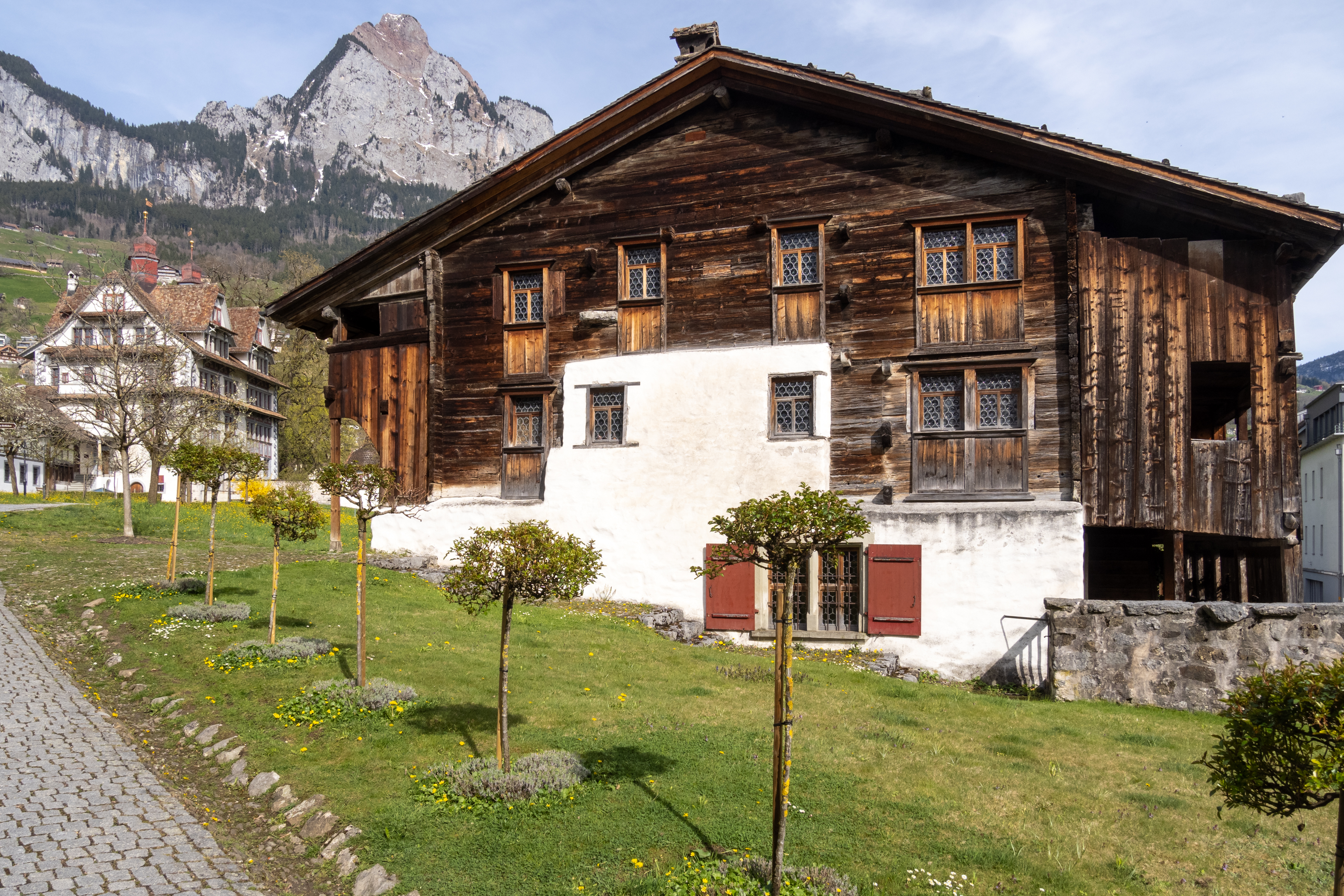
Haus Bethlehem in Schwyz

Die ältesten Holzhäuser in Europa stehen im Kanton Schwyz. Die Häuser Nideröst (1176) und Bethlehem (1287) wurden als Blockhaus aus qualitativ bestem Fichten-Kernholz noch vor der Gründung der Alten Eidgenossenschaft erbaut. In der Gegend zwischen Arth und dem Muotatal stehen nachweislich über ein Dutzend der uralten Holzhäuser. Gemäss neuen Forschungsergebnissen war es den Hausbesitzern damals möglich, bei einem Umzug in ein Nachbardorf die Häuser in ihre einzelnen Balken zu zerlegen und mitzunehmen. Fachleute sprechen von der mit Abstand ältesten Holzhausgruppe in ganz Europa.

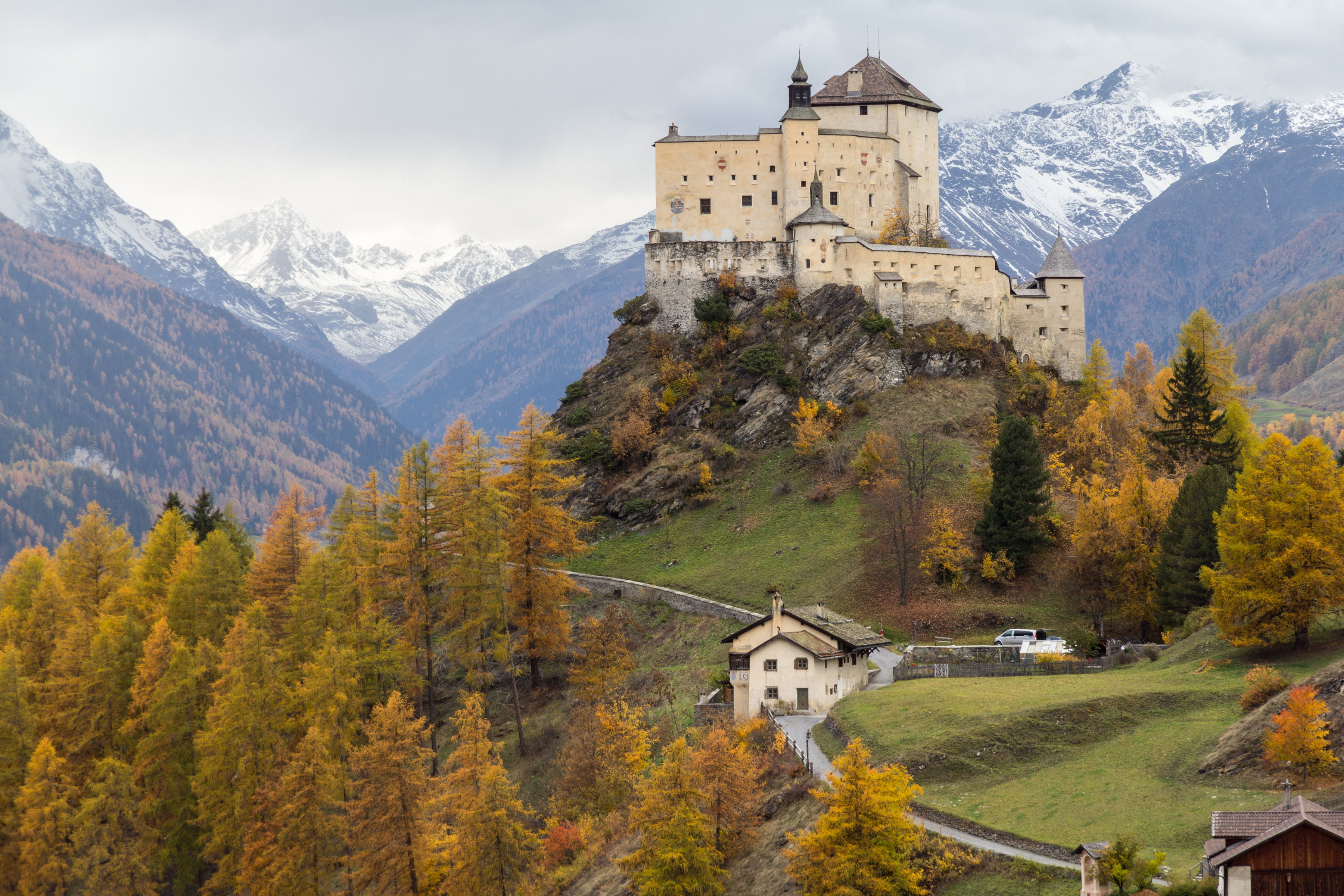
Schloss Tarasp

Für die Entstehung monumentaler Renaissance-, Barock- und Rokokoschlösser fehlten in der Schweiz die gesellschaftlichen, politischen und wirtschaftlichen Voraussetzungen. Einige der wenigen Ausnahmen waren die fürstbischöfliche Residenz in Chur, die bischöfliche Residenz in Pruntrut sowie die Fürstabtei St. Gallen. Die Schlösser in der Schweiz gehen meist auf mittelalterliche Burgen zurück. In der Zeit zwischen dem 10. und dem 15. Jahrhundert sind im Gebiet der heutigen Schweiz ca. 2000 Burgen meist durch edelfreie oder gräfische Familiengruppen, durch den Kleinadel oder Rittersleute erbaut worden. Die eidgenössischen Orte übten bei der Umgestaltung ihrer als Landvogteien genutzten Schlösser sparsame Zurückhaltung aus. Dadurch blieb wertvolle mittelalterliche Bausubstanz erhalten. Im Gegensatz dazu entfaltete die ländliche und v. a. die städtische Oberschicht, die sogenannten Patrizier, eine rege private Bautätigkeit bei der Errichtung repräsentativer Landsitze. Zu den bekanntesten Schlössern des Landes zählen heute Schloss Chillon, Schloss Thun, das Wasserschloss Bottmingen, die Habsburg, Schloss Tarasp, Schloss Grandson und Schloss Sargans. Die drei Burgen von Bellinzona gehören zum UNESCO-Welterbe.
Moderne Waffentechniken machten die mittelalterlichen städtischen Befestigungsanlagen im 18. Jahrhundert nutzlos. Das Schleifen der Stadtbefestigungen in der ersten Hälfte des 19. Jahrhunderts ging mit Stadterweiterungen im Zuge der beginnenden Industrialisierung einher. Strassen- und besonders der Eisenbahnbau sprengten die Stadtmauern und verdrängten die turmbesetzten Verteidigungsringe und Schanzenanlagen. Einige Orte konnten ihre mittelalterlichen Befestigungsanlagen bewahren, so z. B. das Städtchen Murten. In anderen Städten blieben nur einzelne wenige Teile der Befestigungen erhalten wie der Zytglogge-Turm in Bern, das Spalentor in Basel oder der Munot in Schaffhausen. In dieser Zeit wurde in Zürich auch die Bahnhofstrasse durch Zuschütten des Fröschengrabens angelegt.

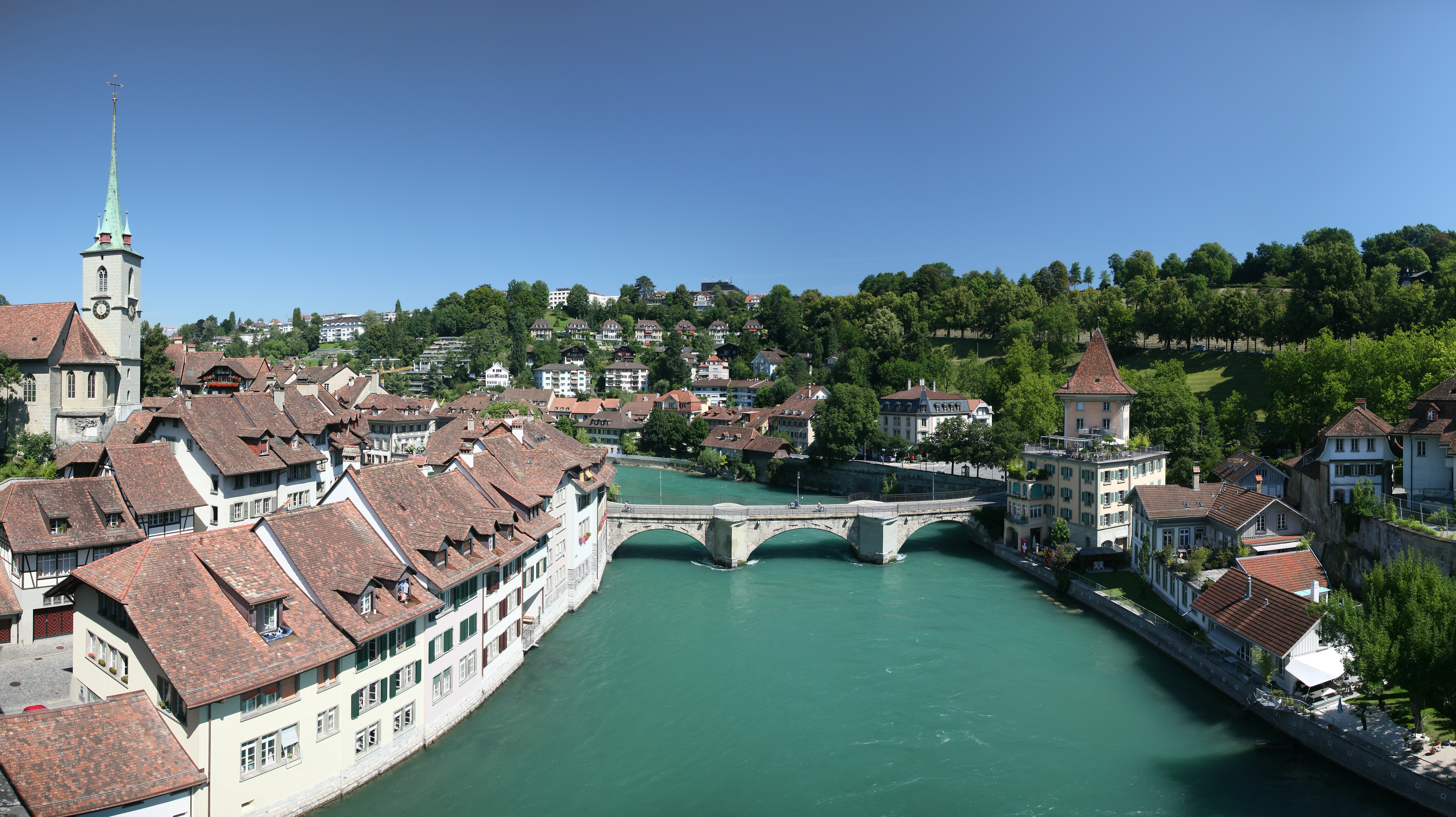
Blick auf die Aare in Bern – links die Nydeggkirche, rechts die Felsenburg, in der Mitte die Untertorbrücke

Im jungen Bundesstaat des ausgehenden 19. Jahrhunderts war die Rückbesinnung auf die eigene Geschichte von grosser Bedeutung. Diese Rückbesinnung führte in der Architektur zur Verwendung historischer Stilelemente und ihre Verschmelzung zu einem neuen Ganzen. Für einige Jahrzehnte hat sich in der Schweiz der Historismus als neuer Baustil durchgesetzt. Zu den bekanntesten Gebäuden dieser Zeit gehört das Bundeshaus in Bern (1852–1902), die Elisabethenkirche in Basel (1857–1864), das Stadthaus in Winterthur (1865–1869), der Hauptbahnhof Zürich (1870–1871), das Historische Museum Bern (1892–1894) sowie das Schweizerische Landesmuseum in Zürich (1897).
Im 20. Jahrhundert wurden vereinzelt auch Gebäude im neoklassizistischen Stil erstellt, so 1903 das Stadttheater Bern und Anfang der 1930er Jahre das Palais des Nations in Genf. Zwischen 1922 und 1927 entstand in Lausanne das Bundesgerichtsgebäude im klassizistischen Stil.
Die bäuerliche Baukultur hat eine reiche Zahl verschiedener Baustile hervorgebracht, jeweils bestens angepasst an die verschiedenen Landschaften und klimatischen Bedingungen. Die Dörfer der Ostschweiz sind geprägt durch die typischen Riegelbauten, im Wallis dominieren die von der Sonne dunkel gebrannten Blockhäuser (z. B. in Grimentz), im Berner Mittelland sind die Bauernhäuser mit den weit ausladenden Dächern, den typischen Ründen, überall anzutreffen, und die reich mit Sgraffiti geschmückten Häuser gehören unverkennbar in jedes Engadiner Dorf (z. B. in Ardez). Einen umfassenden Überblick über die verschiedenen Bauernhaustypen der Schweiz bietet das Freilichtmuseum Ballenberg mit seinen mehr als 100 Originalexponaten.
2013 kürte der Schweizer Heimatschutz (SHS) 50 herausragende Bauobjekte aus der Zeit zwischen 1960 und 1975 als Zeugen der jüngeren Baukultur, so zum Beispiel die beiden Grossüberbauungen Telli in Aarau und die Cité du Lignon in Vernier. Objekte aus dieser Zeit prägen viele Gemeinden der Schweiz, gelten jedoch häufig immer noch als Bausünden oder «Energieschleudern». Eine Auseinandersetzung mit der Baukultur dieser Epoche hat kaum stattgefunden.
Der Wakkerpreis ist ein seit 1972 durch den Schweizer Heimatschutz verliehener Preis, mit dem politische Gemeinden für beispielhaften Ortsbildschutz ausgezeichnet werden. Die erste Auszeichnung erhielt das Städtchen Stein am Rhein für sein auf mittelalterlichem Grundriss gewachsenes und hervorragend erhalten gebliebenes Stadtbild.

### Bildende Kunst

Paul Klee: Ad Parnassum, 1932

Im 16. Jahrhundert hat der Protestantismus die Bildkunst der Schweiz stark beeinflusst. Seither konnten sich einige Schweizer Künstler international durchsetzen. Johann Heinrich Füssli erlangte im 18. Jahrhundert in England unter dem Namen Henry Fuseli beachtlichen Ruhm mit seinen grotesk-fantastischen Bildern. Aus dem 19. Jahrhundert sind unter anderem Arnold Böcklin, Albert Anker und Ferdinand Hodler zu nennen. Alberto Giacometti und HR Giger wurden im 20. Jahrhundert international bekannt. Jean Tinguely hat Menschen mit komplexen bewegenden Skulpturen aus Altmetall fasziniert. Paul Klee wird manchmal als der bedeutendste Maler der Schweiz gefeiert. Die Farbenlehre von Johannes Itten gilt als herausragendes Standardwerk. Sophie Taeuber-Arp gehört als Vertreterin der konkreten, rhythmisch-geometrischen Kunst zu den herausragenden abstrakten Künstlerinnen des 20. Jahrhunderts.

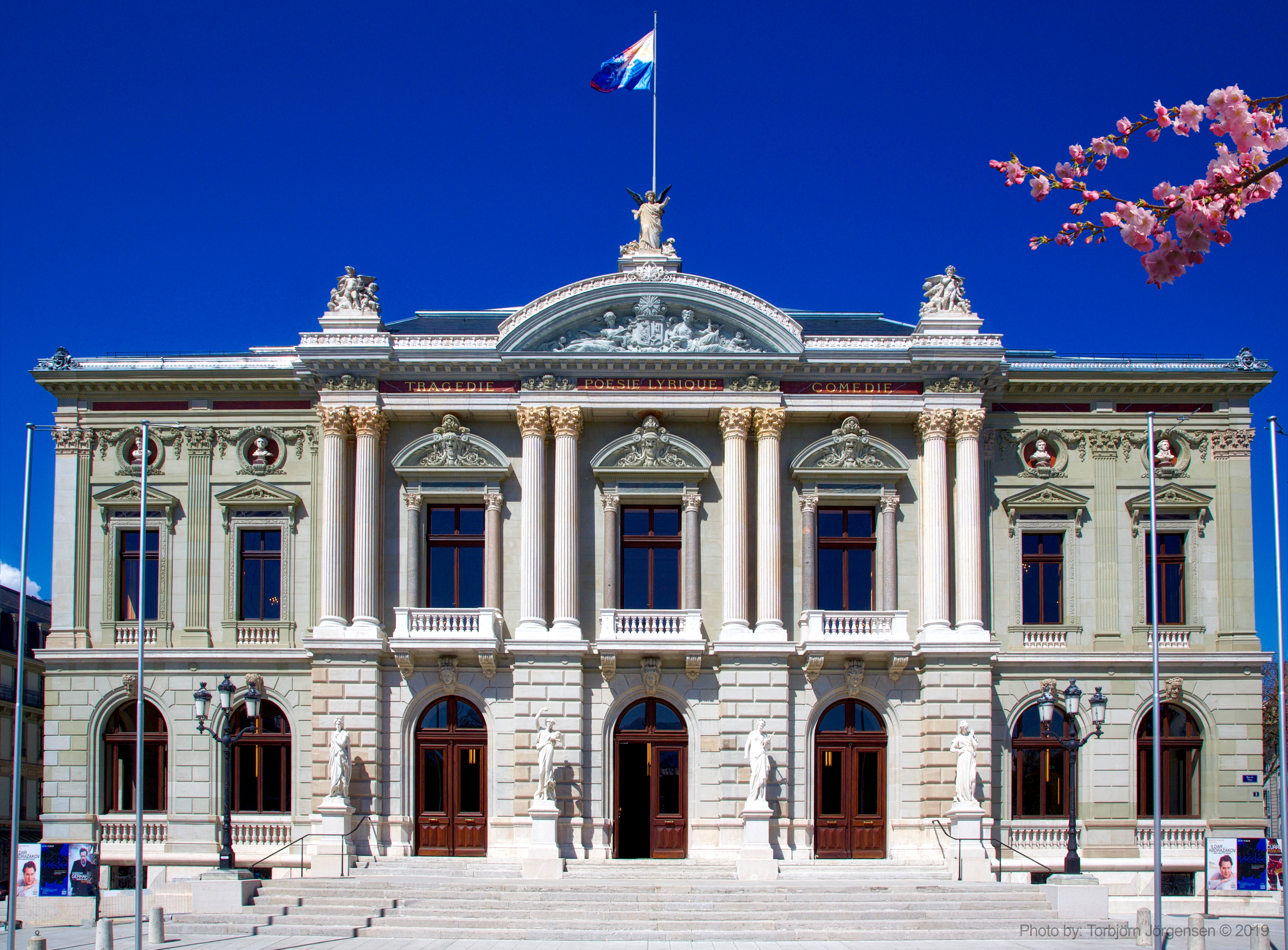
Das Grand Théâtre de Genève aus dem Jahr 1879

### Theater
Das Schauspielhaus Zürich gilt als eines der bedeutendsten deutschsprachigen Theater. Zahlreiche Stücke von Bertolt Brecht erlebten hier ihre Uraufführung. Auch die meisten Stücke von Max Frisch und Friedrich Dürrenmatt wurden hier uraufgeführt. In den Jahren 2002 und 2003 wurde es von den Kritikern der Zeitschrift Theater heute zum Theater des Jahres gewählt.
Das 1891 eröffnete Opernhaus Zürich ist ebenfalls Ort vieler Erst- und Uraufführungen. So sind internationale Opernstars regelmässig Gast auf der Zürcher Opernbühne. Anfänglich wurden auch Sprech- und Musiktheater aufgeführt. Nach der Eröffnung des Schauspielhauses beschränkte sich das Opernhaus jedoch auf Oper, Operette und Ballett.
Weitere Theater von Bedeutung sind das Theater Basel, das Grand Théâtre de Genève, das Stadttheater Bern sowie das Cabaret Voltaire, der Geburtsort des Dadaismus.
Der seit 1957 jährlich von der Schweizerischen Gesellschaft für Theaterkultur (SGTK) vergebene Hans-Reinhart-Ring gilt als die höchste Auszeichnung im Theaterleben der Schweiz.

### Musik
Die Geschichte der Musik in der Schweiz wurde durch zwei Faktoren geprägt: Durch das Fehlen von Fürstenhöfen und Grossstädten gab es in früheren Jahrhunderten keine stilprägenden Zentren. Ausserdem wurde in der mehrsprachigen Schweiz die Musik durch die umliegenden Kulturkreise massgeblich beeinflusst. Deshalb entstand nie ein eigenständiger Schweizer Musikstil.
Im 20. Jahrhundert brachte das Land eine Anzahl von bekannten Komponisten der klassischen Moderne hervor. Arthur Honegger, Othmar Schoeck und Frank Martin haben es alle zu internationalem Ruhm gebracht.
Seit den 1950er Jahren besteht eine lebendige Musikszene aus dem Pop- und Rockbereich. Vor allem seit den späten 1970er Jahren etablierte sich in der Deutschschweiz mehr und mehr die Pop-/Rockmusik mit Dialekttexten (Mundartrock). Vorläufer dieser Musik waren in den 1960er Jahren die Berner Troubadours. Sie trugen ihre eigenen Lieder in Dialekt vor und begleiteten sich meist selbst auf der Gitarre. Der bekannteste dieser Musikpoeten war Mani Matter. Heute finden sich Mundarttexte in allen Bereichen der Musik. Bekannte Mundartsänger sind bzw. waren Polo Hofer, Toni Vescoli, Züri West, Patent Ochsner, Endo Anaconda, Peter Reber, Trio Eugster, Vera Kaa, Dodo Hug, Sina, Gölä, Plüsch, Mash, Florian Ast, Sandee und Adrian Stern. Nur wenige Mundart-Interpretationen wie Hemmige von Stephan Eicher oder Nach em Räge schint Sunne von Artur Beul wurden auch international bekannt.
Den Eurovision Song Contest (ESC, → Schweiz beim Eurovision Song Contest) gewann die Schweiz dreimal: bei der ersten Durchführung 1956 mit Lys Assia, 1988 mit Céline Dion sowie 2024 mit Nemo. Das Trio Peter, Sue & Marc nahm viermal am ESC teil.
Hip-Hop
Im Hip-Hop erfolgreich sind zum Beispiel die schweizerdeutsch rappenden Greis, Gimma, Bligg, Wurzel 5 und Sektion Kuchikäschtli oder die Westschweizer Stress und Sens Unik mit französischen Texten.
Pop, Rock

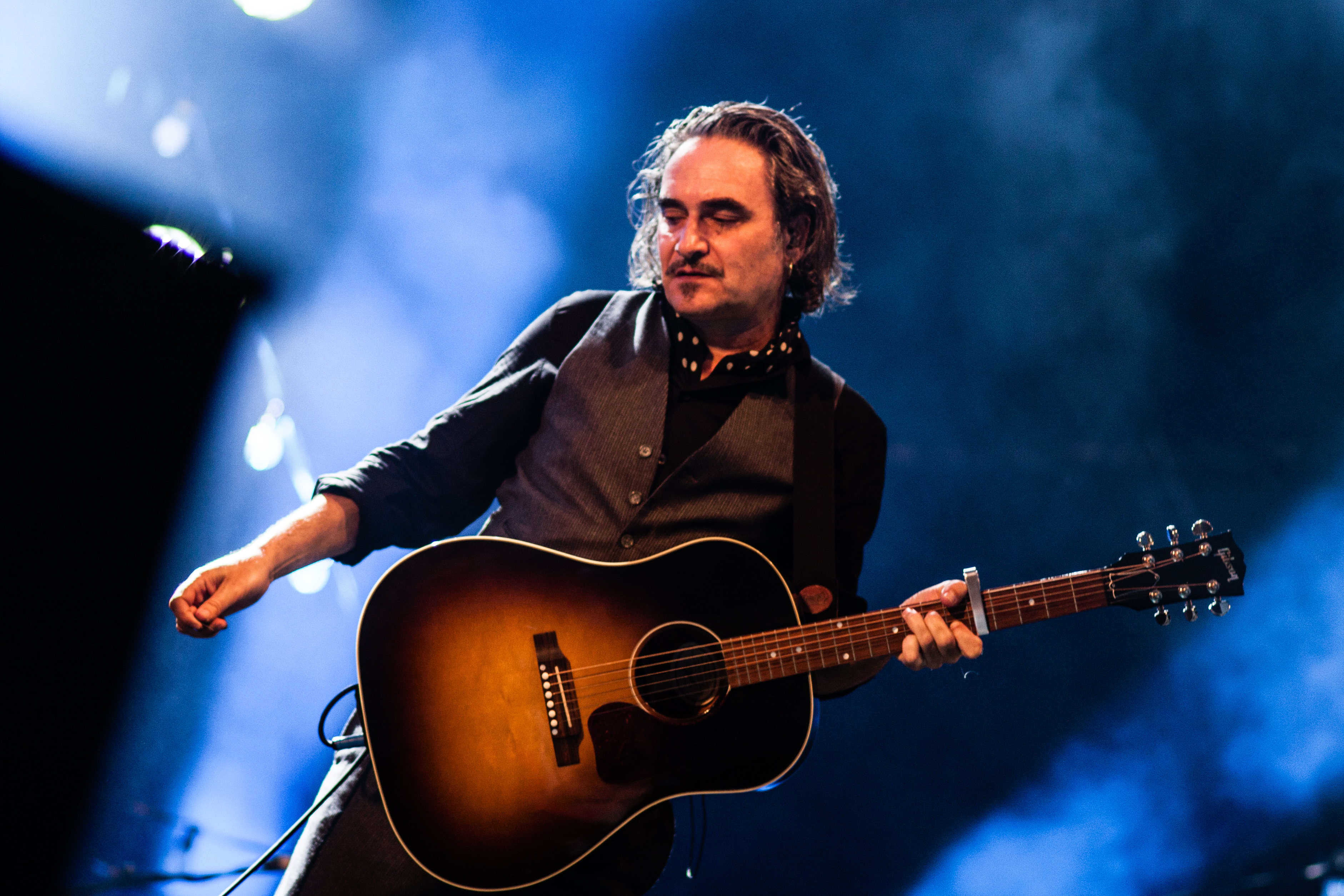
Stephan Eicher

Auch im Ausland erfolgreiche Pop- und Rockmusiker wurden etwa DJ BoBo, Patrick Nuo, Stephan Eicher, Krokus, Yello, The Young Gods, Gotthard, Eluveitie, Double, DJ Antoine und Andreas Vollenweider. Unter den im ganzen deutschsprachigen Raum bekannten Musikern und Schlagerstars sind Lys Assia, Vico Torriani, Hazy Osterwald, Paola Felix, Pepe Lienhard, Nella Martinetti, Francine Jordi, Leonard und Beatrice Egli zu erwähnen. Der seit den 1990er Jahren in der Schweiz lebende Rockstar Tina Turner gab, nachdem sie das Schweizer Bürgerrecht erhalten hatte, ihre US-Staatsbürgerschaft zurück.
Jazz
Einen festen Platz im kulturellen Leben der Schweiz nimmt die Jazz-Musik ein. Die beiden über die Jazz-Szene hinaus bekannten Schweizer Jazz-Leute waren George Gruntz und Claude Nobs. Die Jazz-Festivals von Montreux, Willisau und Lugano gehören international zu den bekanntesten Anlässen ihrer Art.
Volksmusik

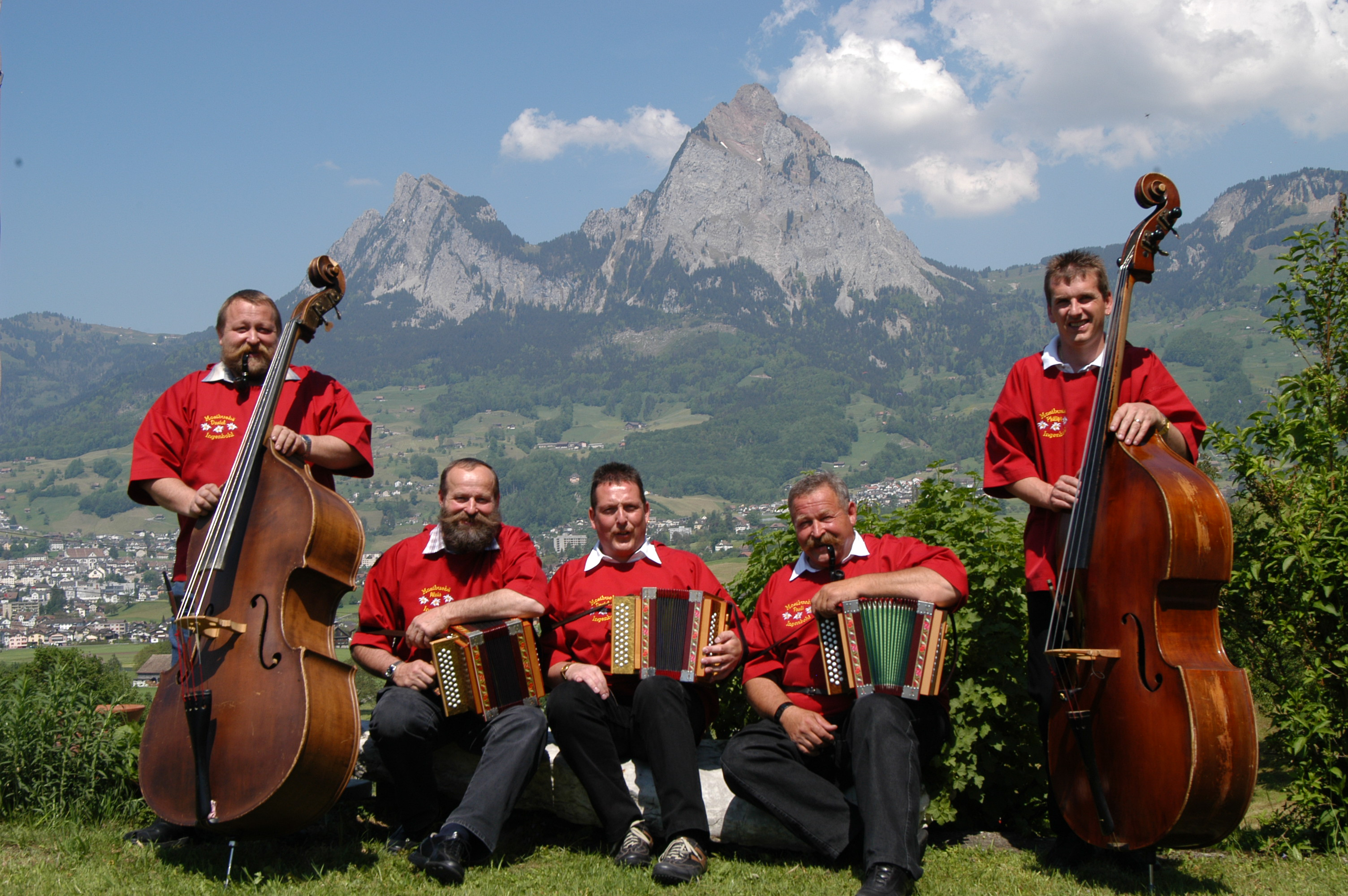
Ländlermusikformation

Die traditionelle Schweizer Volksmusik, die zur alpenländischen Volksmusik gehört, geniesst im Land einen hohen Stellenwert. Sie wird auch als Ländlermusik bezeichnet. Typisch schweizerische Instrumente sind das Alphorn und das Schwyzerörgeli, aber auch Geige, Bassgeige und Klarinette sind häufig. Im Gegensatz zum übrigen deutschsprachigen Raum bezeichnet Ländler in der Schweiz nicht nur 3/4-taktige Ländlermelodien, sondern eine zu Beginn des 20. Jahrhunderts aus der Volksmusik des 19. Jahrhunderts hervorgegangene Tanz- und Unterhaltungsmusik. Instrumentale Schweizer Volksmusik wird in zahlreichen lokalen Gruppen gespielt, die meisten Spieler haben Amateur-Status, einige sind auch schweizweit bekannt, beispielsweise die Streichmusik Alder, Carlo Brunner oder die Swiss Ländler Gamblers. Die Musik ist überwiegend Tanzmusik wie Ländler oder Schottisch, wird jedoch oft auch ohne Tanzgelegenheit gespielt. Blasmusik-Formationen sind im ganzen Land sehr verbreitet. Auch der traditionelle Jodelgesang wird in vielen Vereinen gepflegt. Um den Schweizer Jodel besser vom damals populären Tiroler Jodel abgrenzen zu können und um das beinahe verschwundene Alphorn wieder populär zu machen, wurde 1910 der heutige Eidgenössische Jodlerverband gegründet. In regelmässigen Abständen finden Eidgenössische Feste in verschiedenen Musikrichtungen statt, wie das Eidgenössische Musikfest, das als grösstes Blasmusikfestival der Welt gilt.
Festivals
Die Schweiz ist eine eigentliche Hochburg von Musikfestivals aller Musikrichtungen. In Luzern findet jährlich das internationale Musikfestival statt, das Lucerne Festival. Auch in anderen Orten werden ähnliche Veranstaltungen ausgetragen. Zudem finden jeden Sommer zahlreiche Open-Air-Veranstaltungen statt wie das Gurtenfestival, das Paléo Festival oder das Open Air St. Gallen. Die jährlich stattfindende Zürcher Street Parade mit gegen einer Million Besuchern ist die weltweit grösste Techno-Veranstaltung.
Die Schweizerische Genossenschaft der Urheber und Verleger von Musik (SUISA) vertritt die Nutzungsrechte aus dem Urheberrecht von Komponisten, Textdichtern und Verlegern von Musikwerken.

### Film

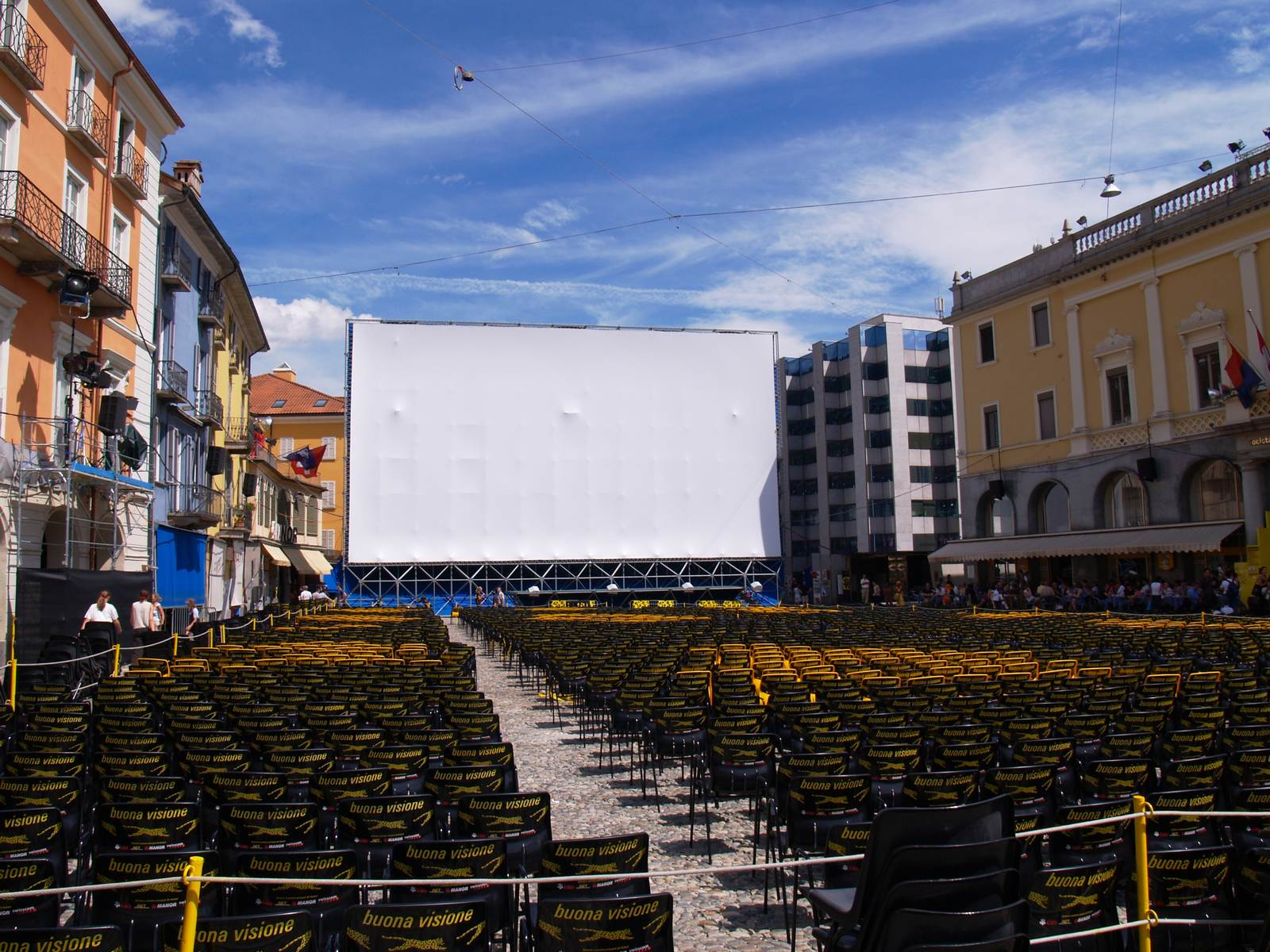
Die Piazza Grande von Locarno (TI) während der Filmfestspiele

Die Schweiz hat eine der jüngsten Filmgeschichten in Europa. Erst in den 1930er Jahren und nur durch die Einwanderung von ambitionierten Künstlern und Unternehmern konnte eine Schweizer Filmszene überhaupt erst entstehen. Am bedeutsamsten waren in der frühen Tonfilmära bis etwa 1950 die aus Österreich stammenden Lazar Wechsler, der die Praesens-Film gründete, die damals einzige bedeutende Filmproduktionsgesellschaft, und Leopold Lindtberg, der produktivster und erfolgreichster Regisseur der Praesens-Film war, die insgesamt vier Oscars und Auszeichnungen an allen international bedeutsamen Festivals gewann.
Wie in allen europäischen Ländern ist auch in der Schweiz das Filmschaffen heute auf staatliche Filmförderung angewiesen. Die Fördermittel reichen jedoch nur für einen geringen jährlichen Filmausstoss. In der jüngeren Geschichte schafften es daher nur wenige Schweizer Filme zu internationaler Bekanntheit. Mangels konkurrenzfähiger Alternativen sind in allen Sprachgebieten der Schweiz US-amerikanische Filme und Fernsehserien stark verbreitet. Im Kino überwiegen die US-amerikanischen Produktionen. Die Eintrittspreise zählen zu den höchsten Europas.
Der vermutlich bekannteste Film aus Schweizer Produktion ist Die Schweizermacher. Weitere Komödien, die viel Beachtung fanden, sind Beresina oder Die letzten Tage der Schweiz von Daniel Schmid und Gekauftes Glück von Urs Odermatt. Im Gegensatz dazu ist das Werk Höhenfeuer von Fredi M. Murer sehr viel ernster: Es handelt von Inzest in abgelegenen Bergregionen. Ebenfalls in ländlicher Umgebung spielen Kleine Fluchten von Yves Yersin. Einen Oscar gewann 1991 die Reise der Hoffnung von Xavier Koller. Dieser Film handelt von einer kurdischen Familie, die auf der Suche nach einem besseren Leben in die Schweiz flieht. Weitere Erfolge konnten auch verschiedene Filme mit Schweizer Beteiligung verzeichnen. So erhielt die Hauptdarstellerin (Halle Berry) des Films Monster’s Ball des Schweizer Regisseurs Marc Forster für ihre Rolle einen Oscar. Jüngste Erfolge konnte das Schweizer Filmwesen etwa mit Mein Name ist Eugen, Heidi und Schellen-Ursli erzielen.
Der erfolgreichste Schweizer im internationalen Filmgeschäft ist der Produzent Arthur Cohn, der bereits viermal für einen Oscar nominiert war und dabei drei Oscars in der Kategorie Bester Dokumentarfilm gewonnen hat.
Der Schweizer Filmpreis wird jeweils an den Solothurner Filmtagen Ende Januar verliehen. Alljährlich im August findet zudem das Internationale Filmfestival von Locarno statt, eines der bedeutendsten internationalen Filmfestivals weltweit. Das jüngste Festival ist das Zurich Film Festival, das 2005 zum ersten Mal stattfand.

### Literatur und Philosophie

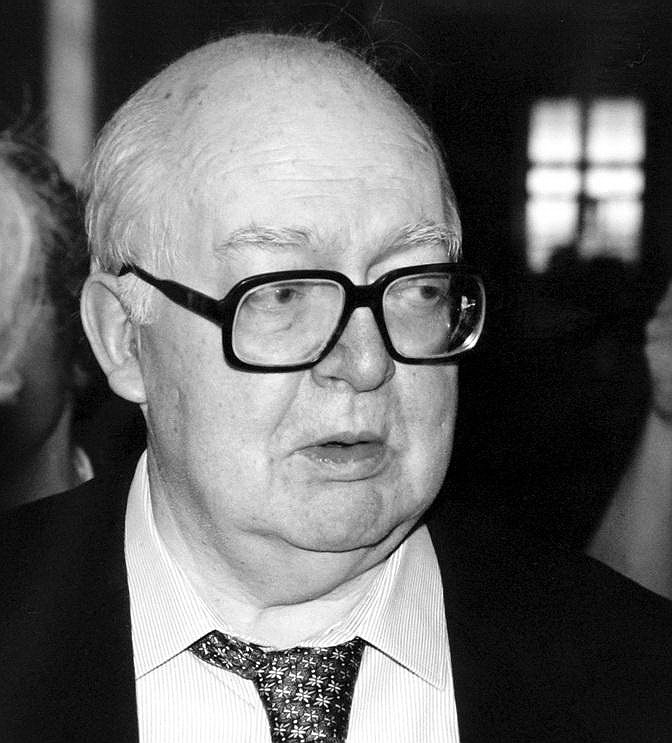
Friedrich Dürrenmatt

### Museen

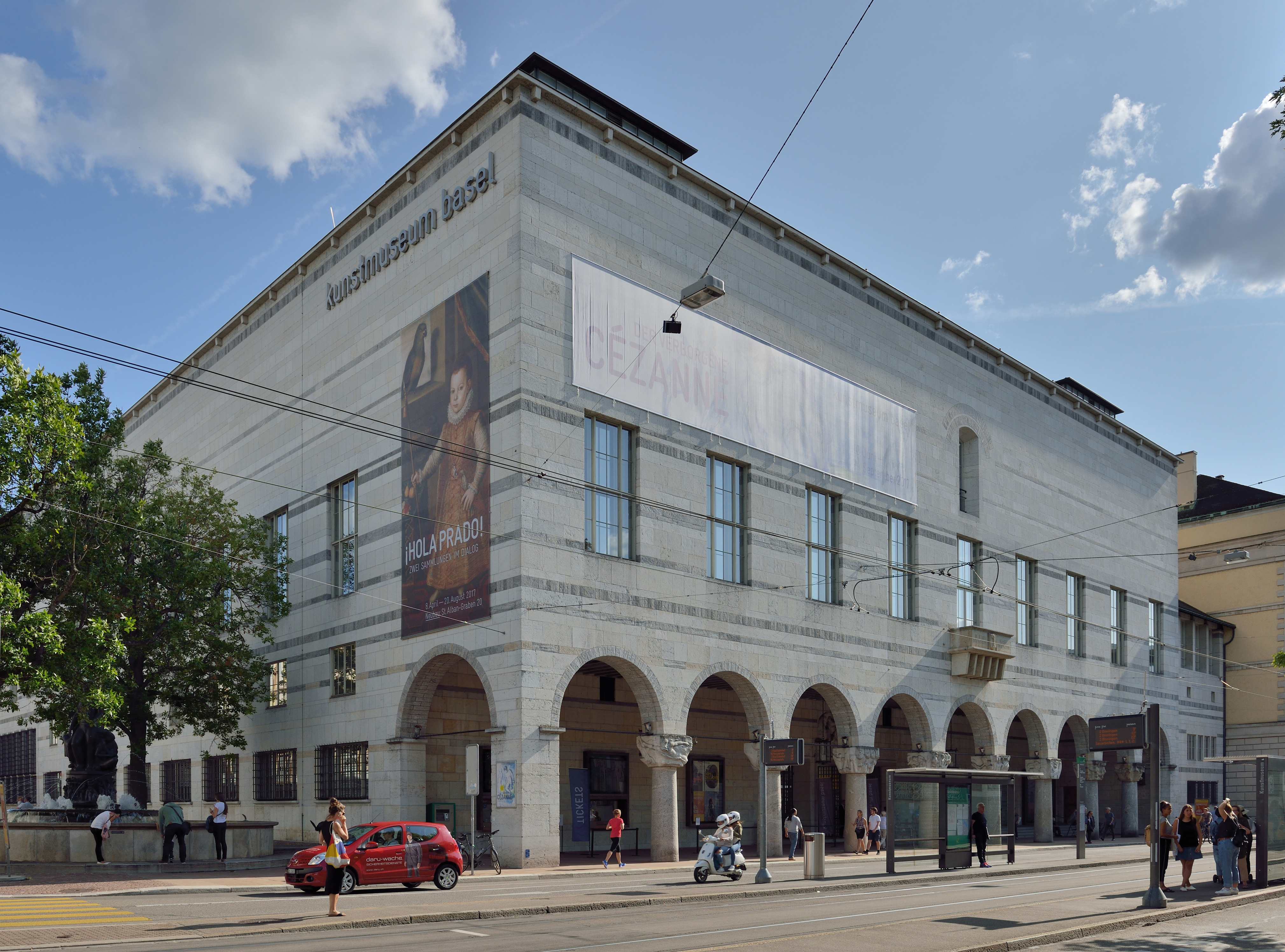
Das Kunstmuseum Basel gilt als erste öffentliche Kunstsammlung Europas (1661).

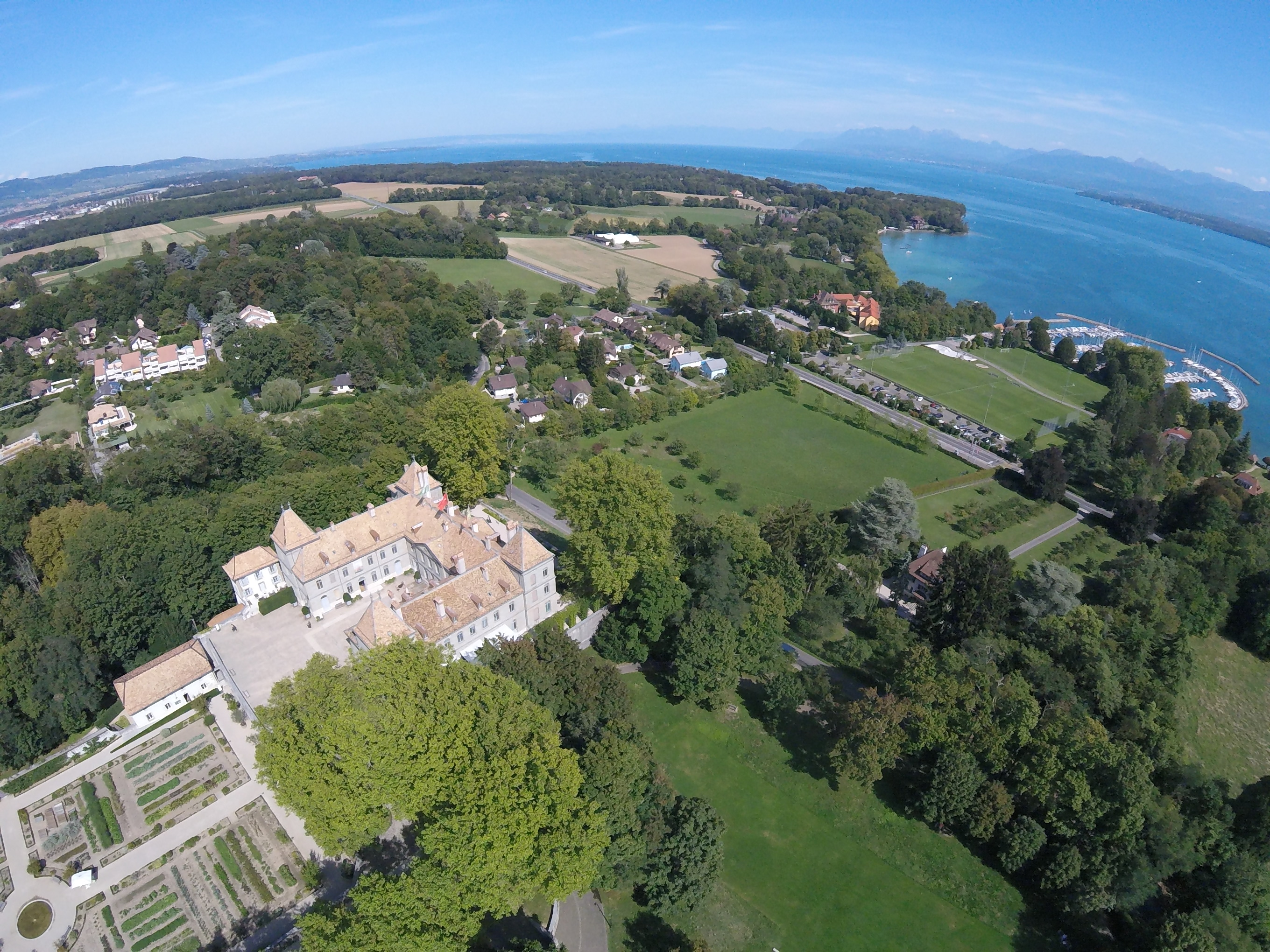
Das Schloss Prangins am Genfersee, Westschweizer Sitz des Schweizerischen Nationalmuseums

### Landesausstellungen und Gartenschauen

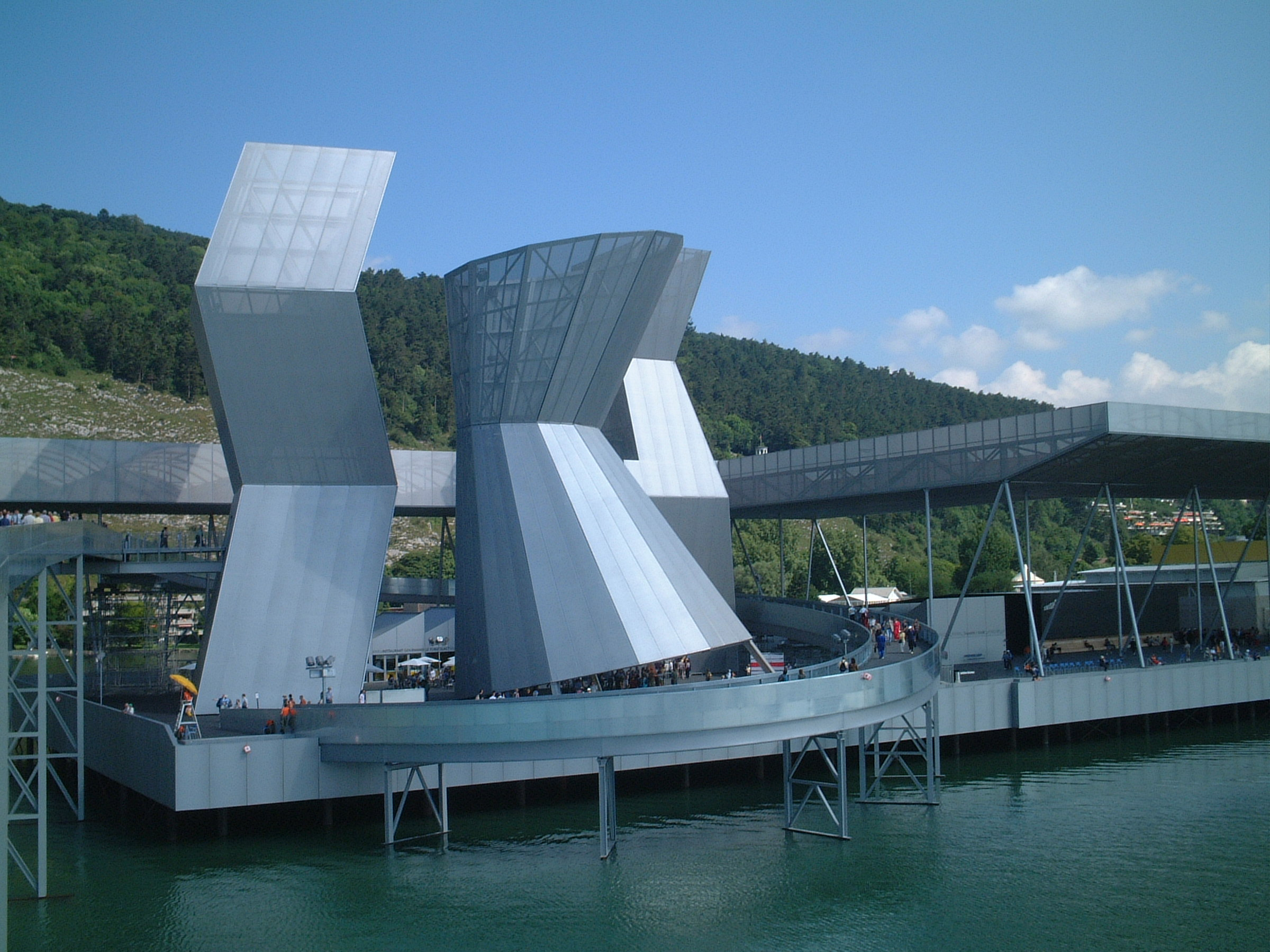
Expo.02 in Biel/Bienne (BE)

### Diverse Kulturthemen

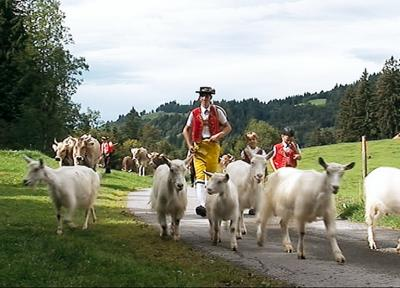
Appenzeller Sennentracht

## Internationale Organisationen mit Sitz in der Schweiz

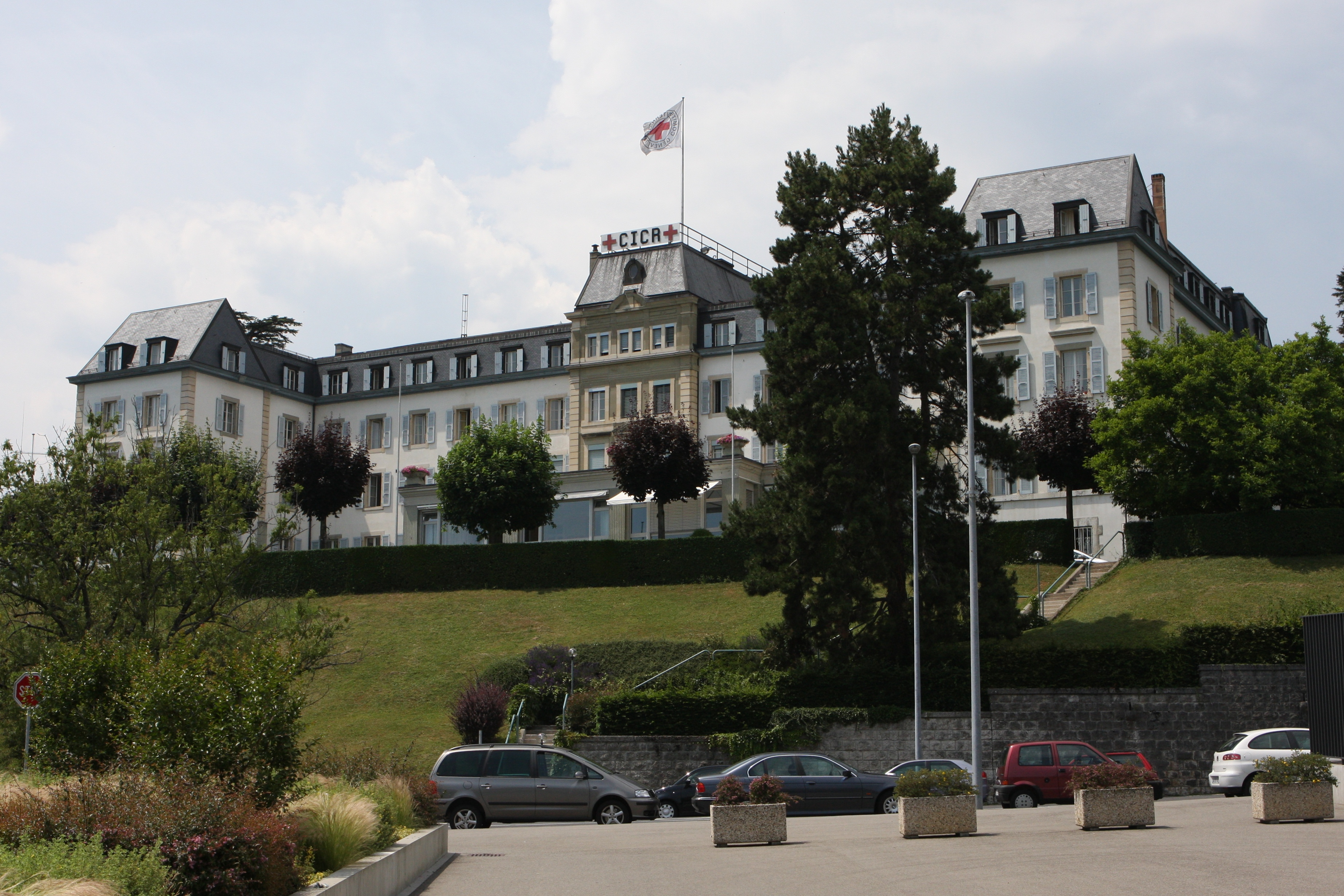
Das Hauptquartier des Internationalen Komitees vom Roten Kreuz (IKRK) in Genf

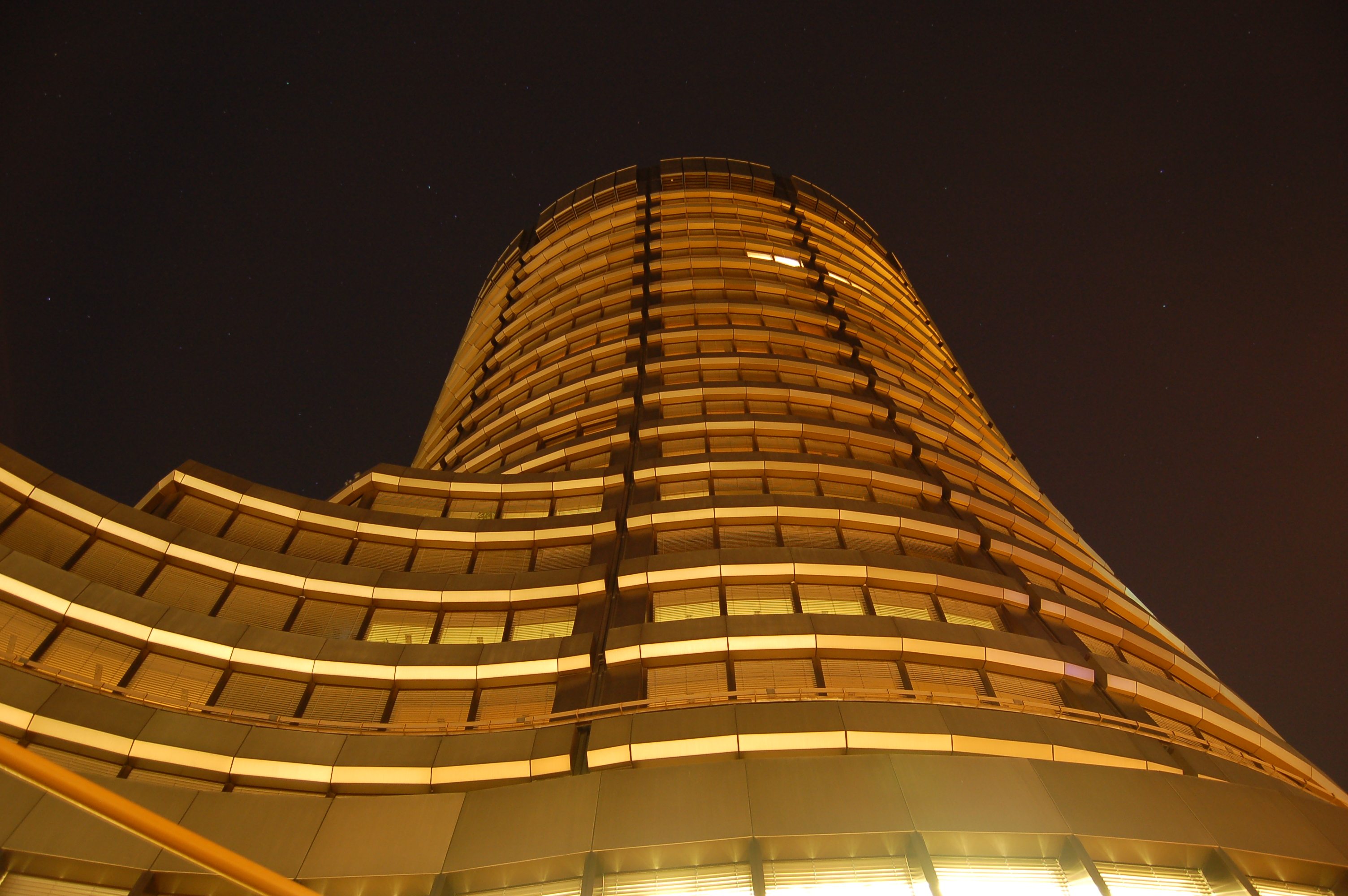
Weltweiter Sitz der Bank für Internationalen Zahlungsausgleich (BIZ) in Basel

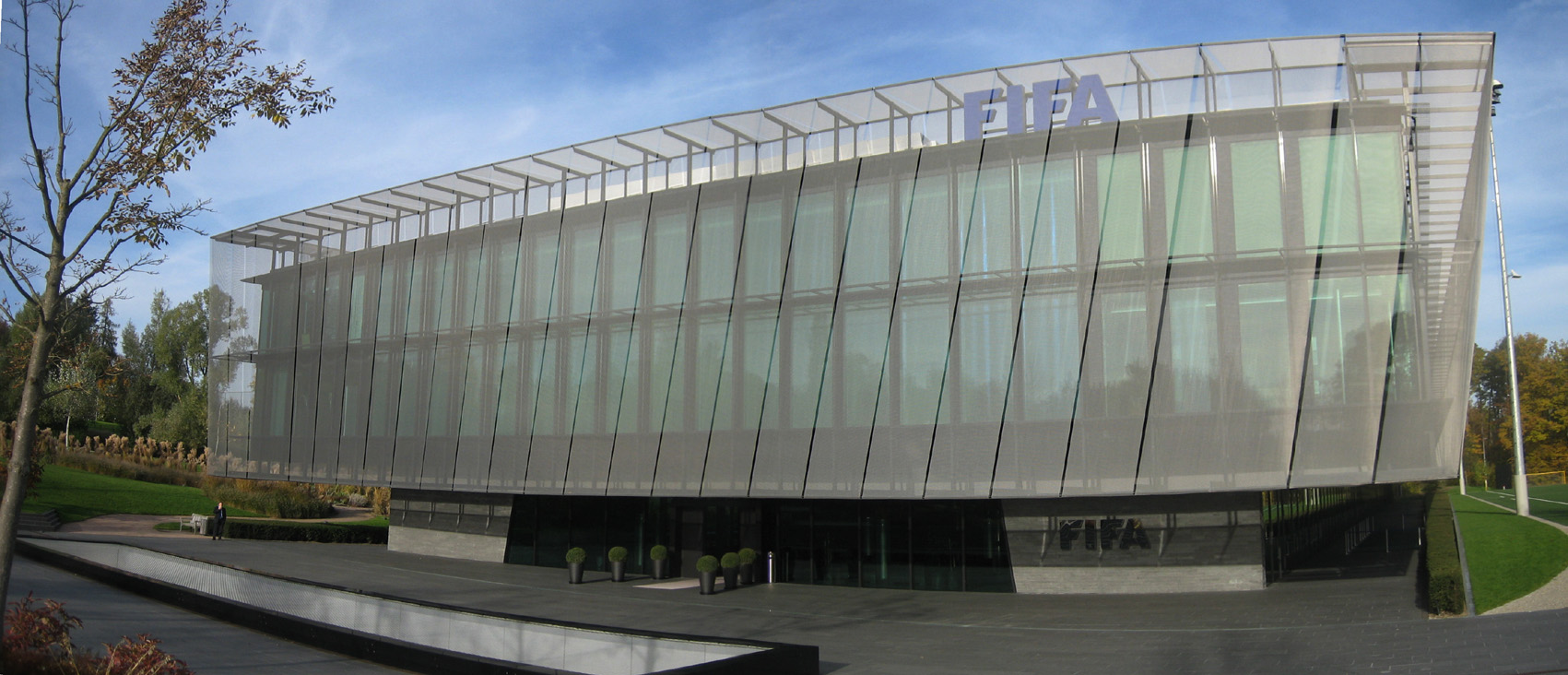
FIFA-Hauptsitz in Zürich